# Barmer Anlagen

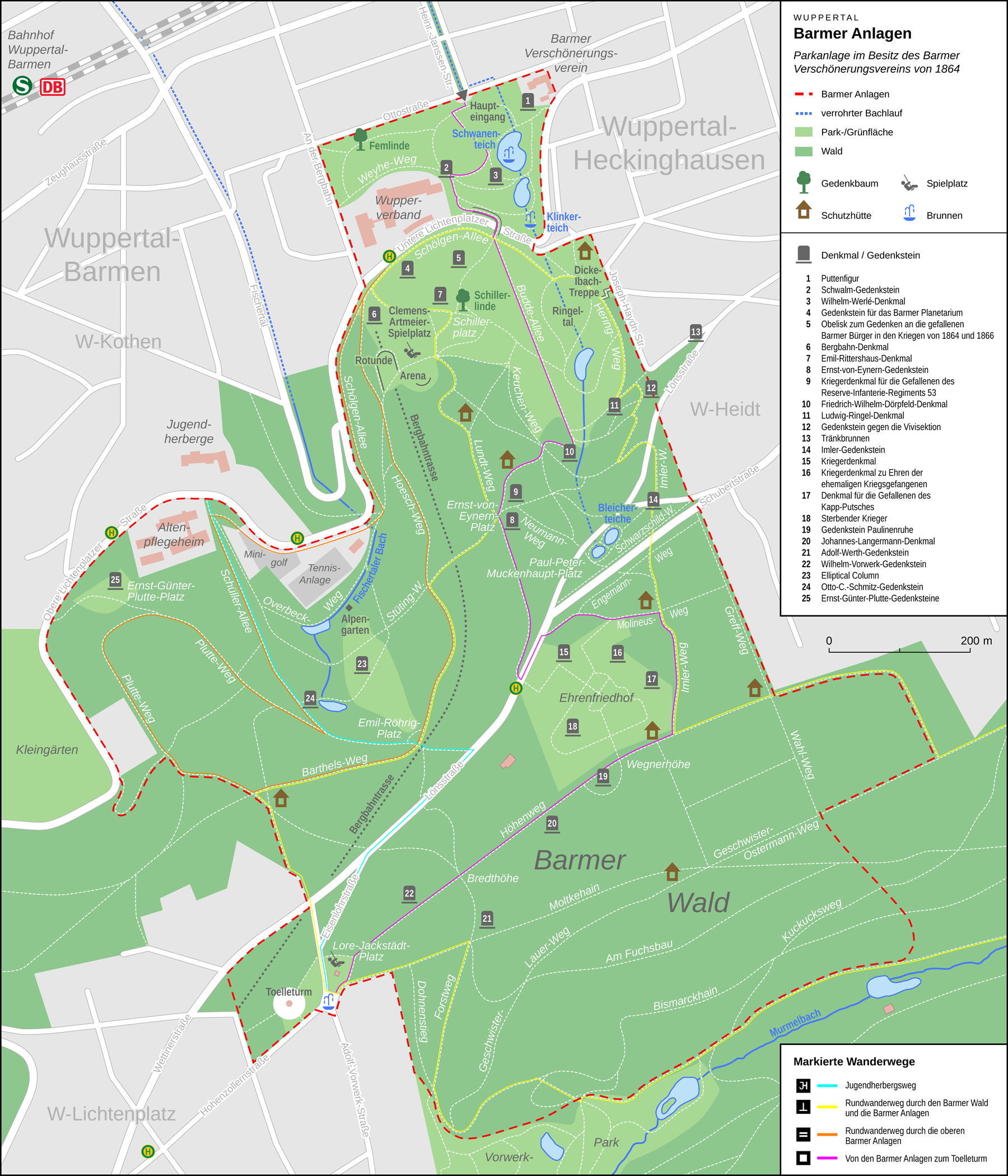
Karte der Barmer Anlagen

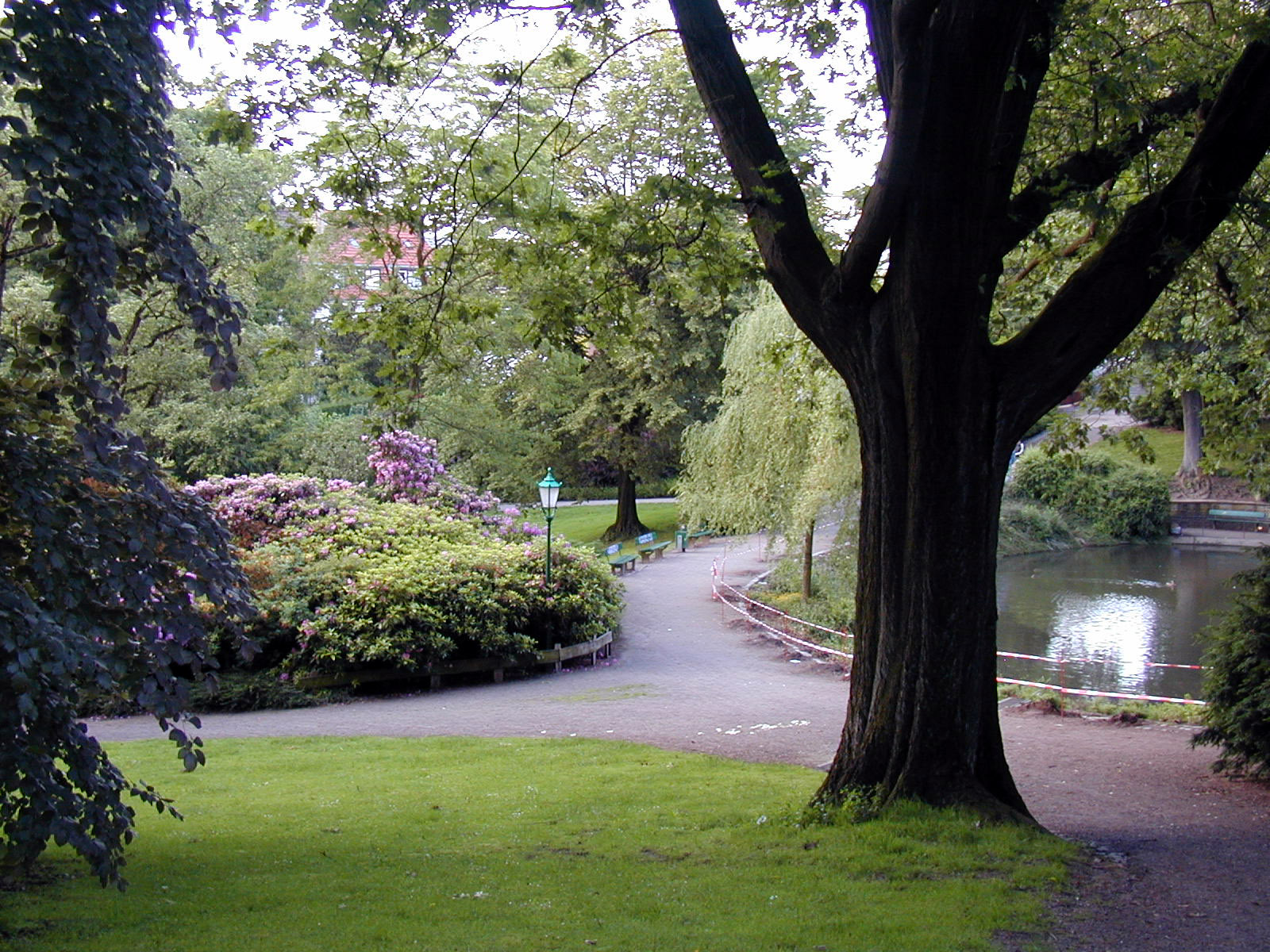
Ansicht im nördlichen Teil der Barmer Anlagen

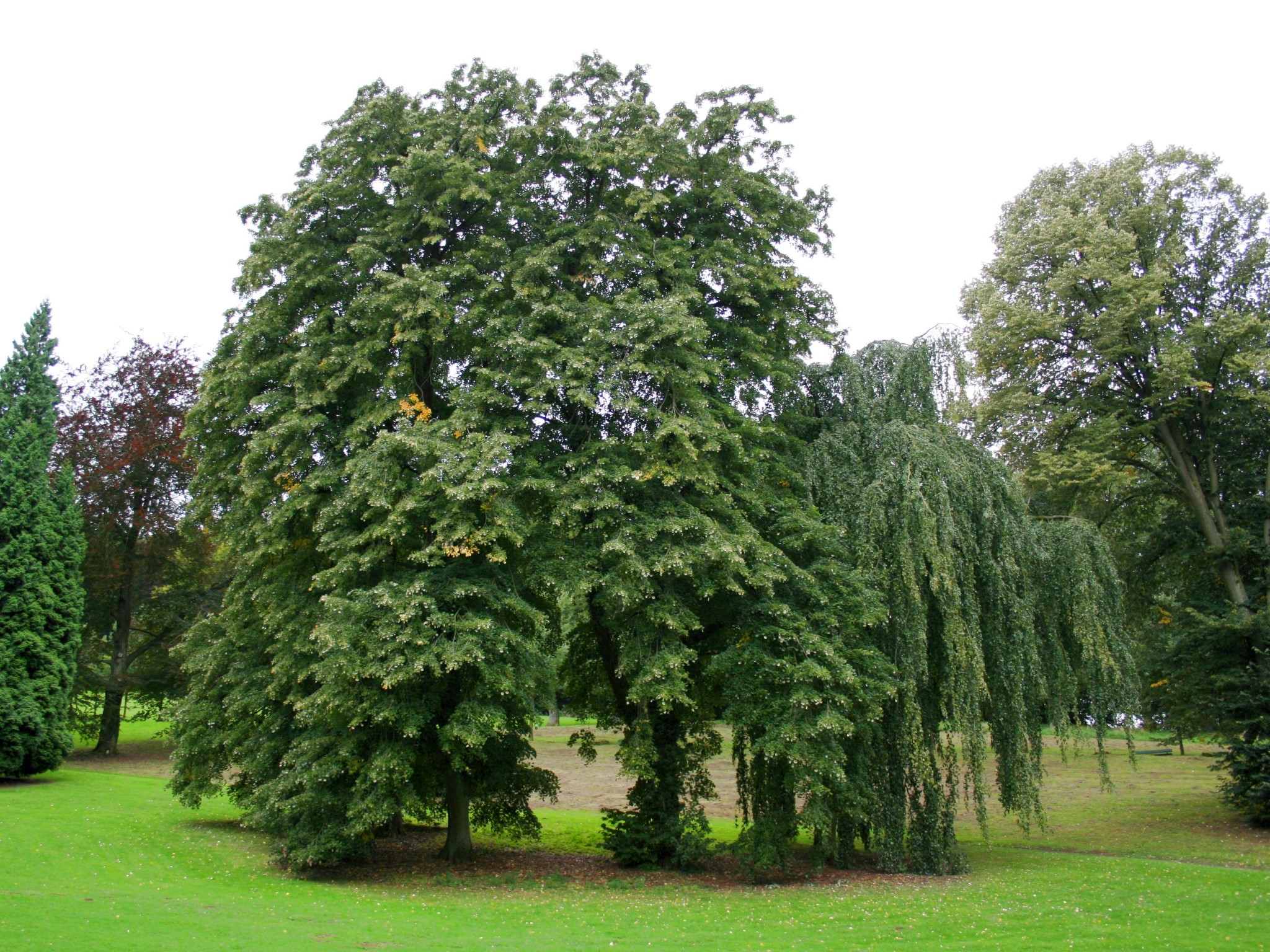
Baumbestand der Anlagen

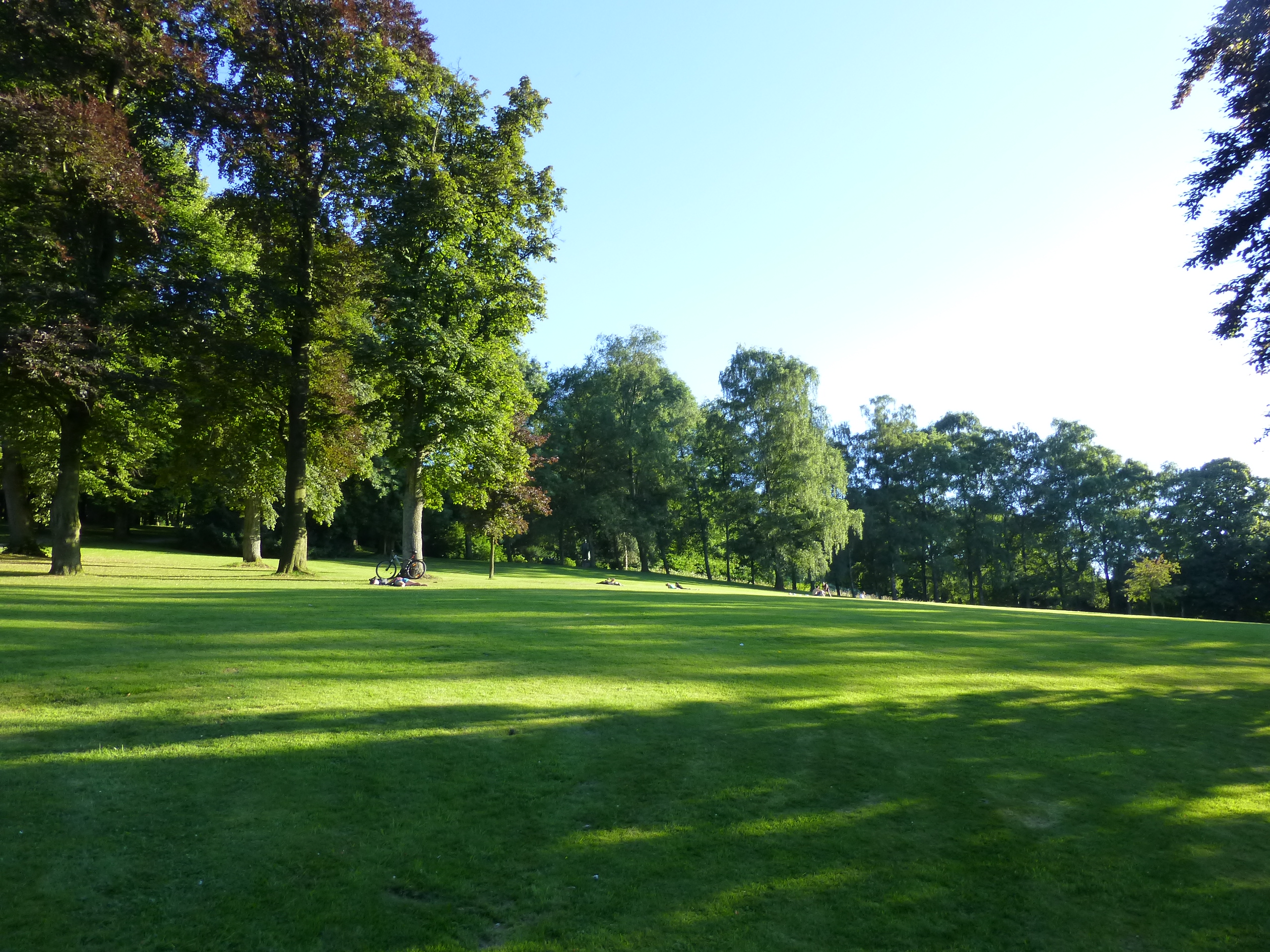
Eine Liegewiese in den Anlagen

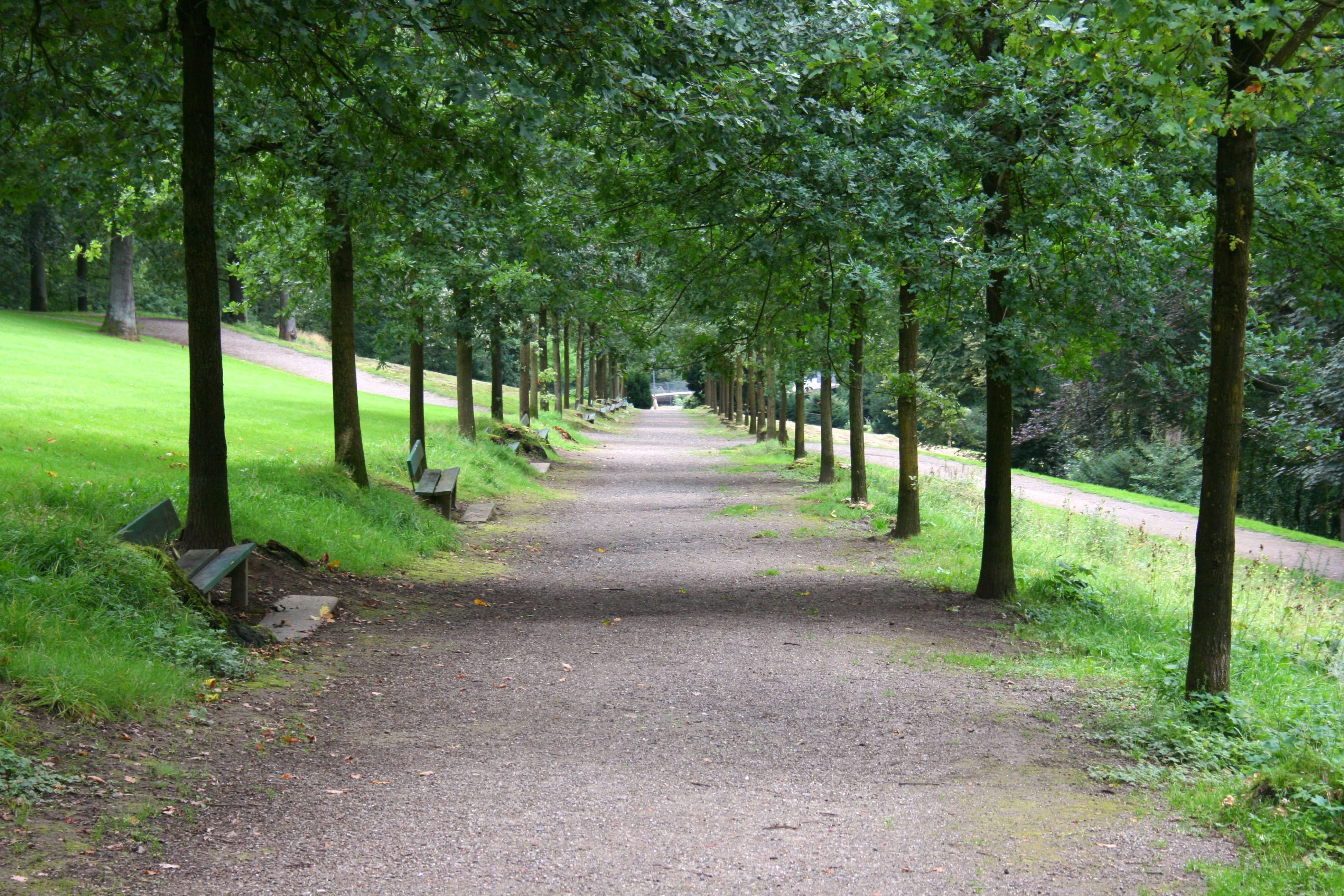
Die Budde-Allee im Ringeltal

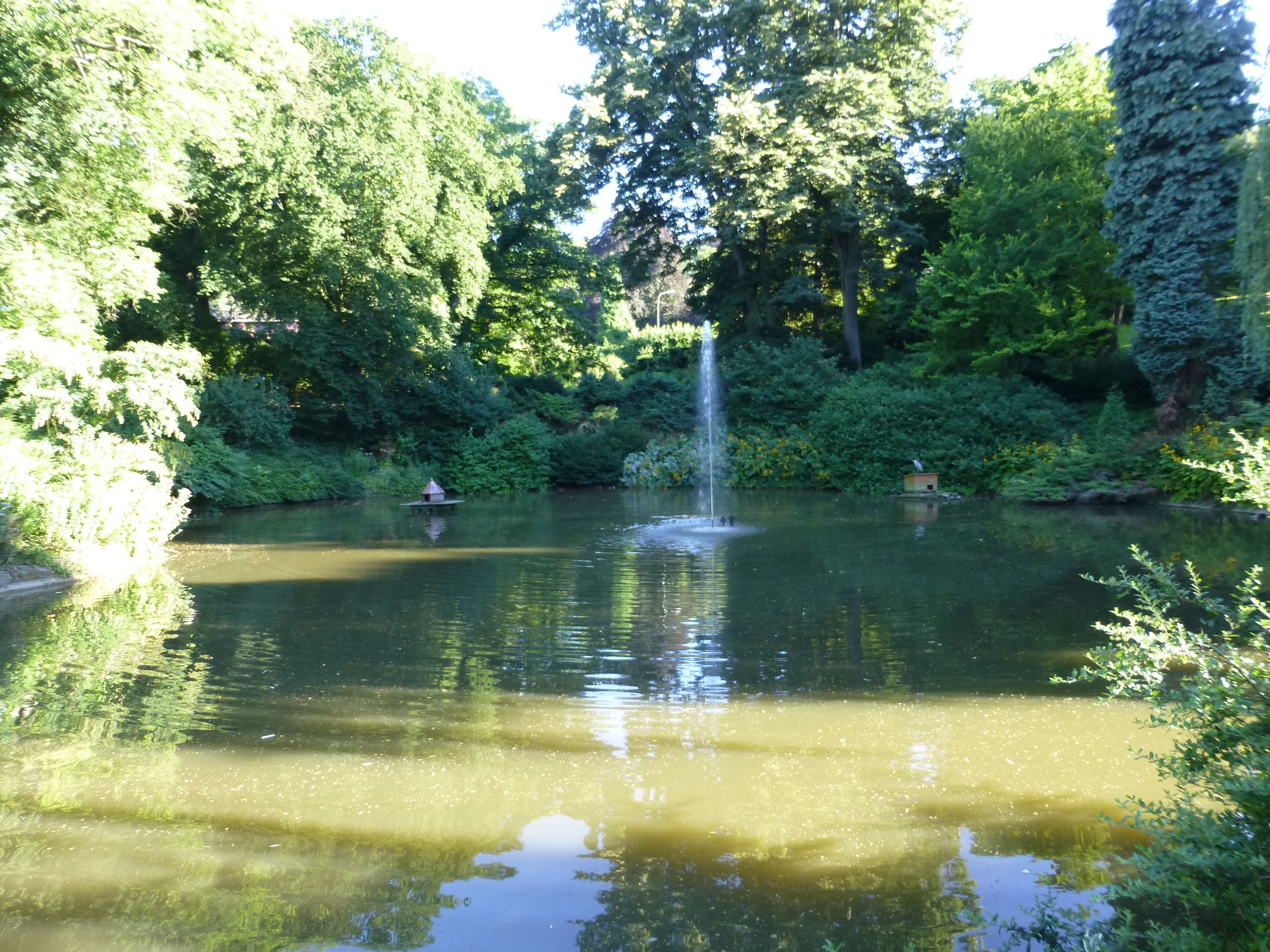
Der Schwanenteich

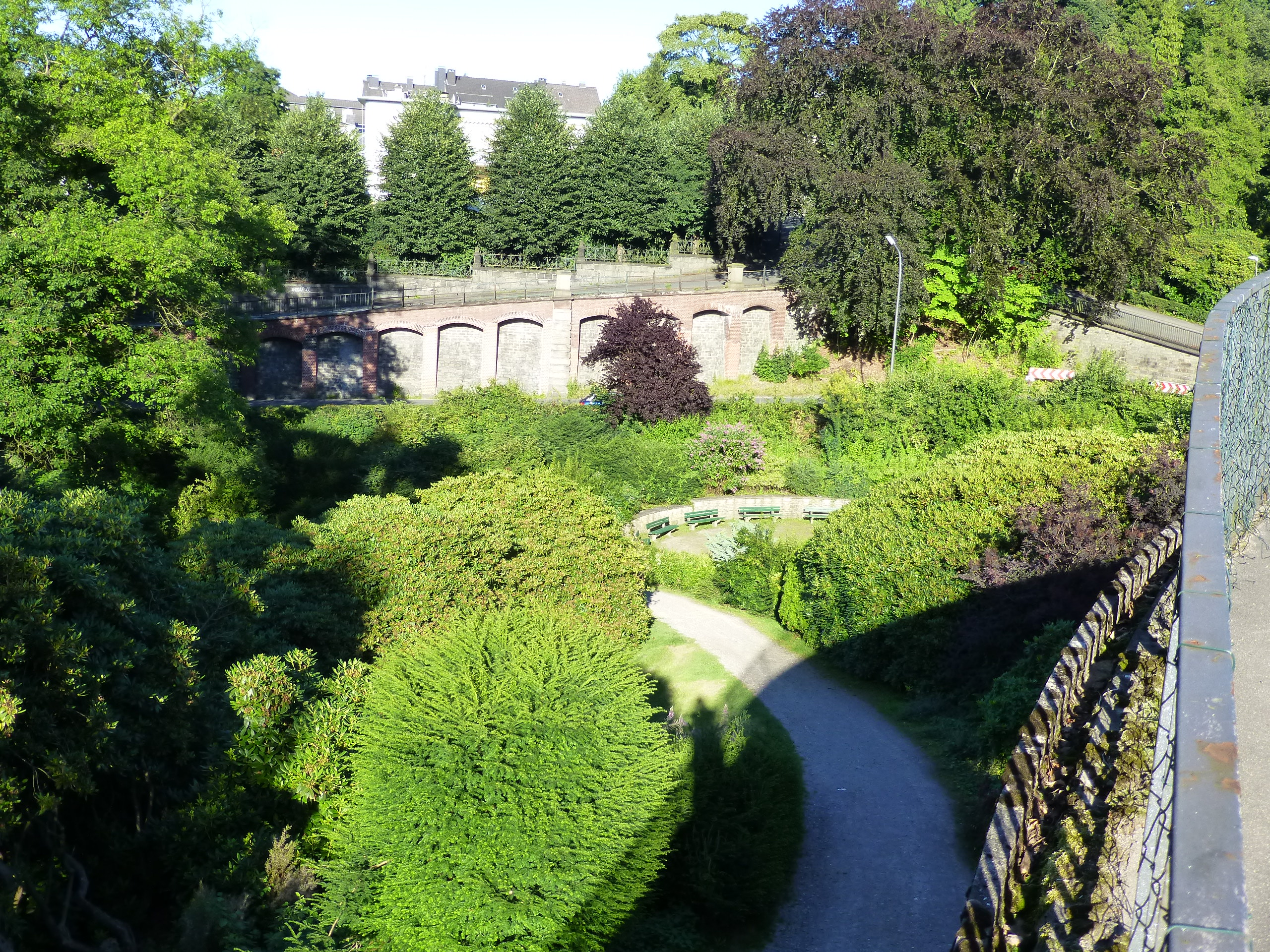
Die unteren Anlagen

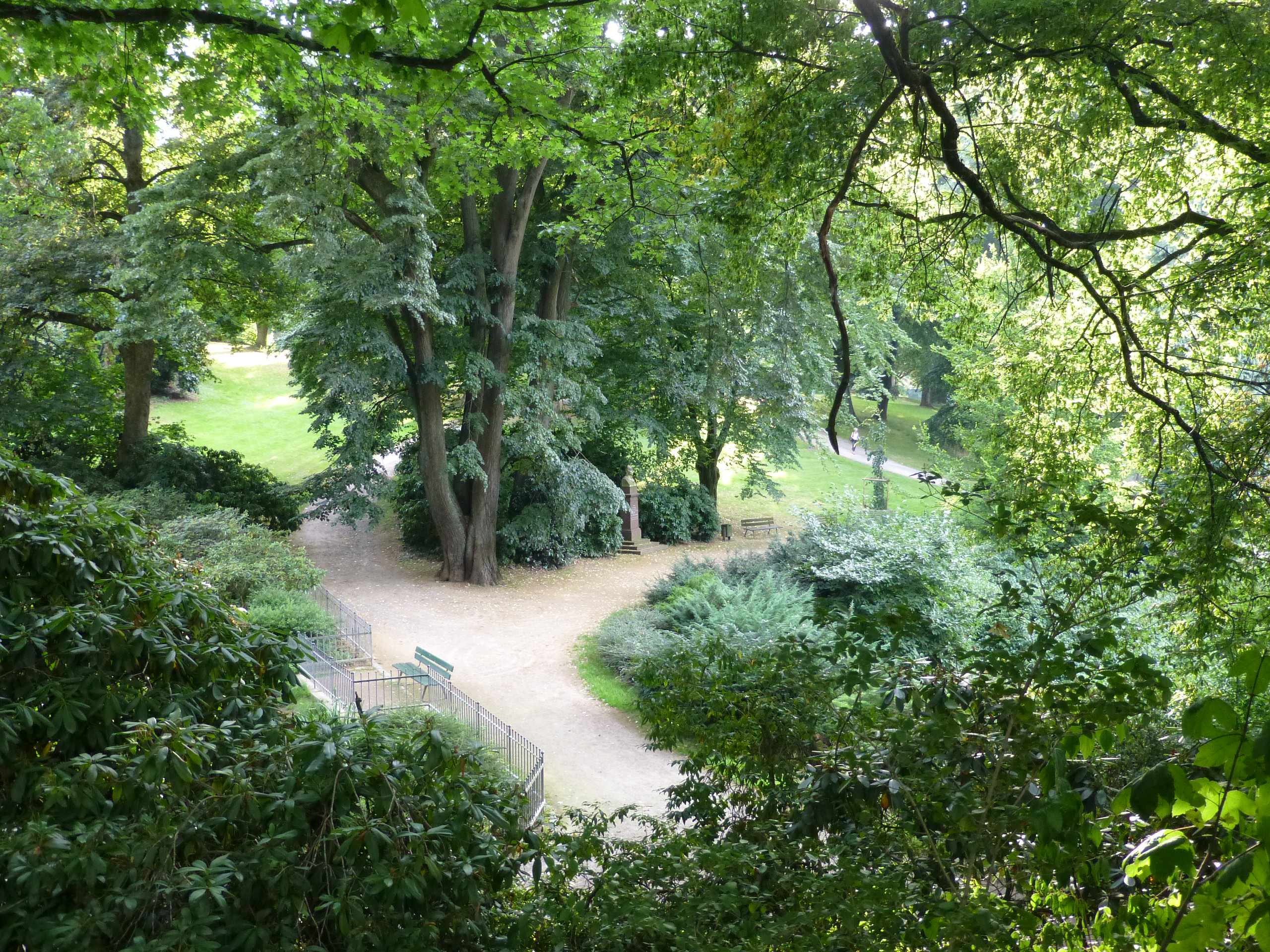
Die unteren Anlagen

Die Barmer Anlagen sind die zweitgrößte private, gleichwohl für die Öffentlichkeit frei zugängliche Parkanlage Deutschlands. Sie liegen im Wuppertaler Stadtteil Barmen, der bis zur Vereinigung mit der benachbarten Großstadt Elberfeld 1929 eine selbstständige Großstadt im Bergischen Land war. Die Anlagen wurden ab 1864 nach Plänen des königlichen Gartenbaudirektors Joseph Clemens Weyhe gestaltet.
Die Parkanlage erstreckt sich vom Wohnquartier Heidt am südlichen Rand des Barmer Innenstadtbereichs hinauf auf die Barmer Südhöhen mit dem Barmer Wald um den Toelleturm auf einer Höhe von 330 m ü. NN im Wohnquartier Lichtenplatz. Der Höhenunterschied zwischen dem nördlichen Teil und der höchsten Erhebung beträgt etwa 135 Meter bei einer Längenausdehnung in Nord-Süd-Richtung von etwa 1200 Metern. Die Flächengröße, inklusive des zu den Anlagen gehörenden Teils des Barmer Walds, beträgt rund 300 Hektar, davon 77 Hektar im Eigentum des Barmer Verschönerungsvereins und 212 Hektar im Besitz der Stadt Wuppertal. Ungefähr 100 Hektar der Anlagen sind als Landschaftsgarten gestaltet.
Die Barmer Anlagen werden durch die in Ost-West-Richtung verlaufenden Straßen Untere Lichtenplatzer Straße, die als Landesstraße 419 qualifiziert ist, und die Lönsstraße in drei Teile geteilt. Der nördlich der Unteren Lichterplatzer Straße und am tiefsten gelegene kleinere Teil der Barmer Anlagen hat einen parkähnlichen Charakter mit zwei Teichen und Rasenflächen mit altem Baumbestand. Im mittleren Teil, in dem weitere Teichanlagen und großflächigere Liegewiesen angelegt wurden, geht der Landschaftsgarten mit steigender Höhe in den Barmer Wald über. Der südliche Teil, insbesondere südlich der Lönsstraße bis hinab in das Murmelbachtal, besteht überwiegend aus einem geschlossenen Waldgebiet mit zahlreichen Waldwegen. An der höchsten Stelle steht der Toelleturm, der in den Sommermonaten an ausgewählten Tagen als Aussichtsturm bestiegen werden kann.
Auf dem Gelände stehen zahlreiche Denkmale, Gedenksteine und Gedenktafeln. Eines der Denkmale erinnert an die 1959 stillgelegte Barmer Bergbahn, eine Zahnradbahn, deren ehemalige Trasse über weite Strecken durch den Park zum Toelleturm führte und deren Verlauf im Rahmen der Regionale 2006 in Form einer Doppelreihe von Granitstelen im Parkgelände erkennbar gemacht wurde. An die Anlagen grenzen der sehr reizvoll gestaltete Vorwerkpark sowie ein Ehrenfriedhof, der von ihnen umschlossen ist. Ferner befanden sich auf dem Parkgelände die Grundstücke der im Zweiten Weltkrieg zerstörten und nicht wieder aufgebauten Gebäude der Barmer Stadthalle, des Barmer Planetariums und der Meierei Fischertal.
Die Barmer Anlagen sind seit Anbeginn in der Obhut des Barmer Verschönerungsvereins, der sich aus Mitgliederbeiträgen sowie Spenden finanziert und für den Erhalt aufkommt. Sie sind einer von 57 Parks und Landschaftsgärten der Straße der Gartenkunst zwischen Rhein und Maas, einem grenzüberschreitenden Zusammenschluss von besonders schönen und hochwertigen, zumeist historischen Gärten in Nordrhein-Westfalen und den Niederlanden.
Im September 2013 gab das Europäische Gartennetzwerk European Garden Heritage Network (EGHN) bekannt, dass die Barmer Anlagen im Jahr des 150-jährigen Bestehens, 2014, zum Partnergarten ernannt und die EGHN-Plakette erhalten werden. Sie sind damit einer von derzeit 180 europäischen Gärten im Netzwerk kulturhistorisch bedeutsamer Gartenanlagen. Die Plakette wurde von den Vertretern des LVR am 14. Februar 2014 überreicht.

## Geografie

### Lage
Die Barmer Anlagen gehören zu den Stadtbezirken Heckinghausen und Barmen und dort zu den statistischen Wohnquartieren Heidt und Lichtenplatz. Sie werden im Norden von innerstädtischen Gebieten mit geschlossener, ursprünglich gründerzeitlicher Wohnbebauung begrenzt. Im Nordosten befindet sich das Komponistenviertel mit überwiegend villenartiger Bebauung, der Südosten zählt zu dem Heckinghausener, nicht zu den Anlagen gehörenden Teil des Barmer Walds. Südlich schließt sich jenseits des Murmelbachs das Gelände des ehemaligen Standortübungsplatzes Scharpenacken an. Im Südwesten grenzen die Anlagen an das gehobene Villenviertel um den Toelleturm, in dem auch der kleine Vorwerkpark liegt. Nach Westen gehen die Anlagen in den Kothener Busch und die Kleingartenanlage Springen über.
Zu den Einrichtungen am Rande der Barmer Anlagen, die sich auf dem Gelände des Verschönerungsvereins befinden oder zu einem früheren Zeitpunkt befanden, jedoch nicht zu den Anlagen selbst zählen, sondern von ihnen umschlossen sind, gehören die Minigolfanlage Adventuregolf Wuppertal sowie die angrenzenden Waldtennisplätze. Auf der gegenüberliegenden Straßenseite steht die Wuppertaler Jugendherberge, deren Bauplatz in den 1950er-Jahren der Verschönerungsverein zur Verfügung stellte. Auch das Gelände des Barmer Ehrenfriedhofs wurde aus den Anlagen formal herausgetrennt, zählt aber zu dem Erholungsraum. Bis 2017 gehörte das 2018 abgerissene städtische Seniorenheim an der Oberen Lichtenplatz Straße ebenfalls zu den Einrichtungen auf dem früheren Gelände des Verschönerungsvereins.

### Geologie, Topografie und naturräumliche Zuordnung

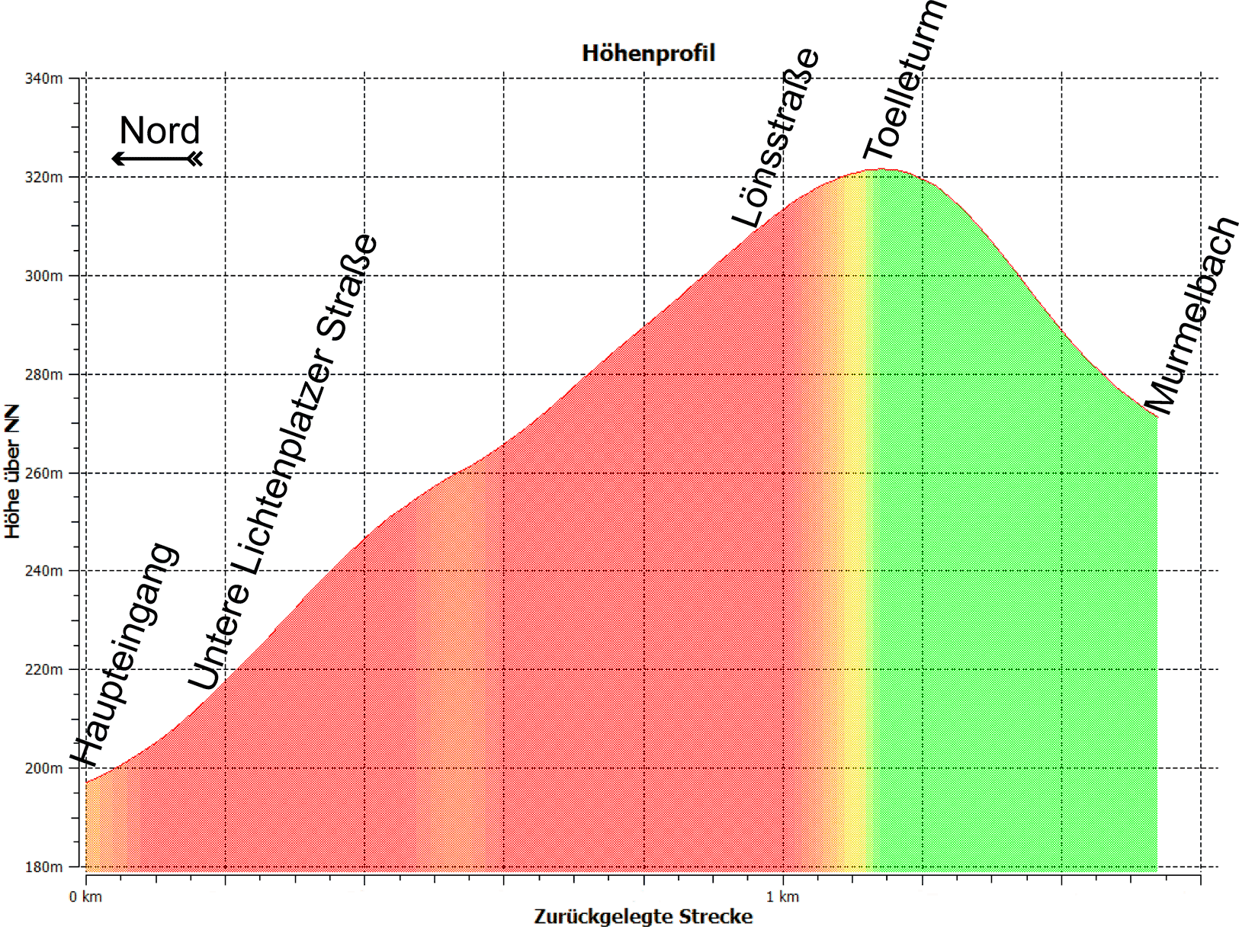
Höhenschnitt durch die Anlagen vom Haupteingang zum Murmelbach

Durch die Barmer Anlagen verläuft die naturräumliche Grenze zwischen der Wuppertaler Senke und den Mittelbergischen Hochflächen. Der nördliche Bereich mit den unteren Anlagen und dem nördlichen Teil der oberen Anlagen gehört zu der Barmer Kalksenke des Wuppertals und gründet auf durch Niederschläge abgetragene und verkarstete Massenkalke aus dem Mitteldevon. Ein ehemaliger Steinbruch auf dem Anlagengelände zeugt von der wirtschaftlichen Nutzung des Gesteins. Durch die Lage auf der Luvseite der bergischen Wetteraufgleitfläche sind Jahresniederschlagsmengen von 800 mm bis 1280 mm messbar.
Aus der Kalksenke steigt das Gelände zu den Mittelbergischen Hochflächen an, die geologisch überwiegend aus Grauwacken, Sandsteinen und Tonschiefer bestehen und auf einem Faltenrumpf paläozoischer Gesteine basieren. Der Anstieg aus dem Wuppertal in südlicher Richtung endet auf der Gratlage des Lichtscheider Höhenrückens, von dem aus das Geländeprofil der Anlagen nach Süden hin wieder hinab zum Murmelbach abfällt.

### Gewässer

#### Fließgewässer

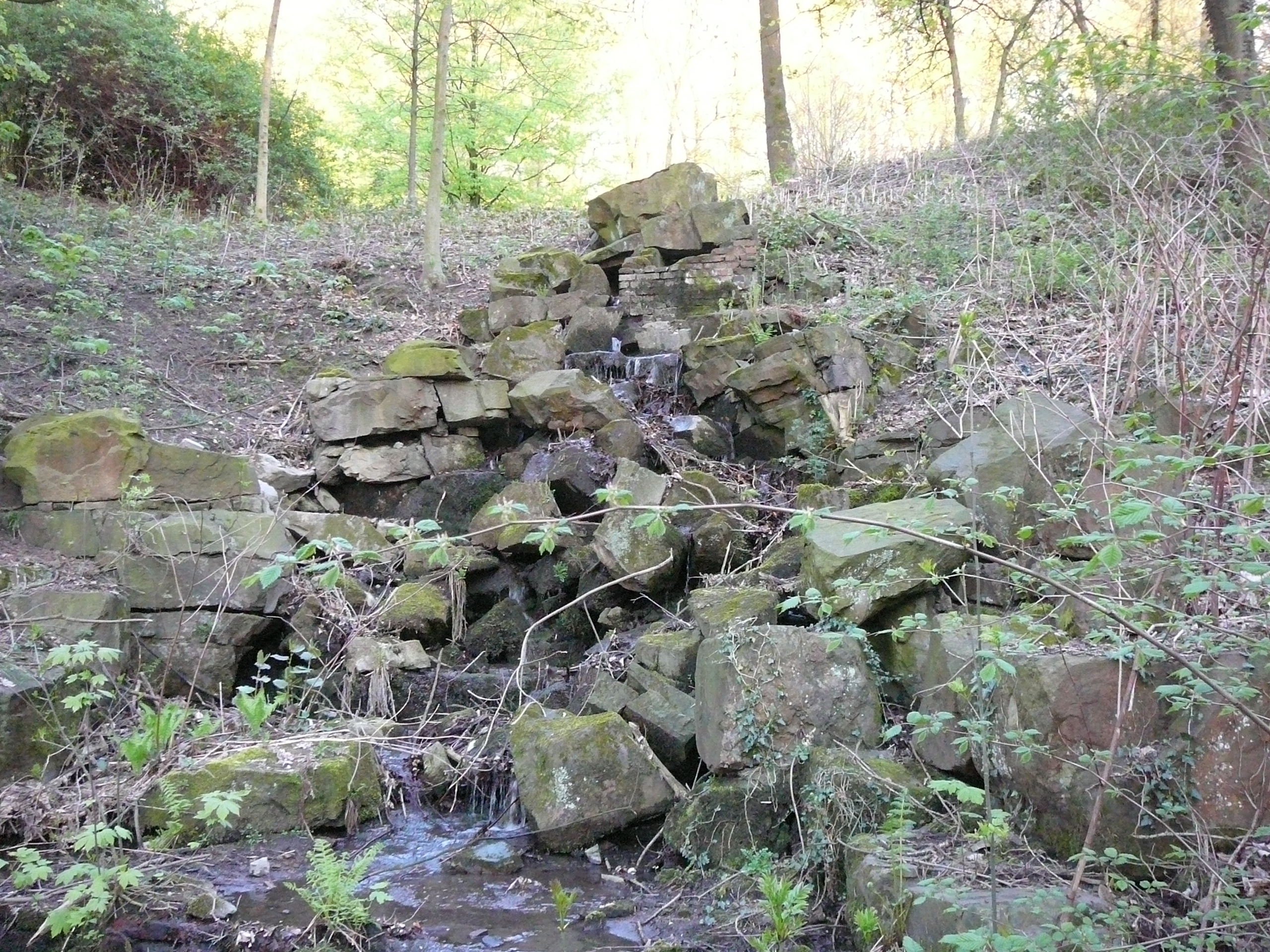
Der Fischertaler Bach unterhalb der Anlagen

Den Nordteil der Barmer Anlagen durchziehen in Süd-Nord-Richtung zwei Nebenflüsse der Wupper. Der Bach in den Barmer Anlagen (Fließgewässerkennziffer 2736513132), der das Ringeltal geologisch formte, entspringt in den Bleicherteichen an der Lönsstraße und fließt oberirdisch am Ringeldenkmal vorbei in den großen Teich in den oberen Anlagen. Er speist die beiden Teiche in den unteren Anlagen und fließt von dort unterirdisch zur Wupper.
Das zweite Fließgewässer, der Fischertaler Bach (273651314), entspringt unterhalb des Emil-Röhrig-Platzes im westlichen Bereich der oberen Anlagen und speist zwei topografisch übereinander liegende Teiche oberhalb des Waldtennisplatzes. Nach Unterquerung der Oberen Lichtenplatzer Straße fließt er verrohrt der Wupper zu.
Der Murmelbach (2736398), ein weiterer Nebenfluss der Wupper, begrenzt die Barmer Anlagen nach Süden. Er fließt in West-Ost-Richtung durch den Barmer Wald und erhält von mehreren kleineren Rinnsalen Zulauf aus den Anlagen, bevor er verrohrt in Heckinghausen bei der Heckinghauser Zollbrücke in die Wupper mündet. Mehrere Teiche sind in seinem Lauf aufgestaut.

#### Standgewässer

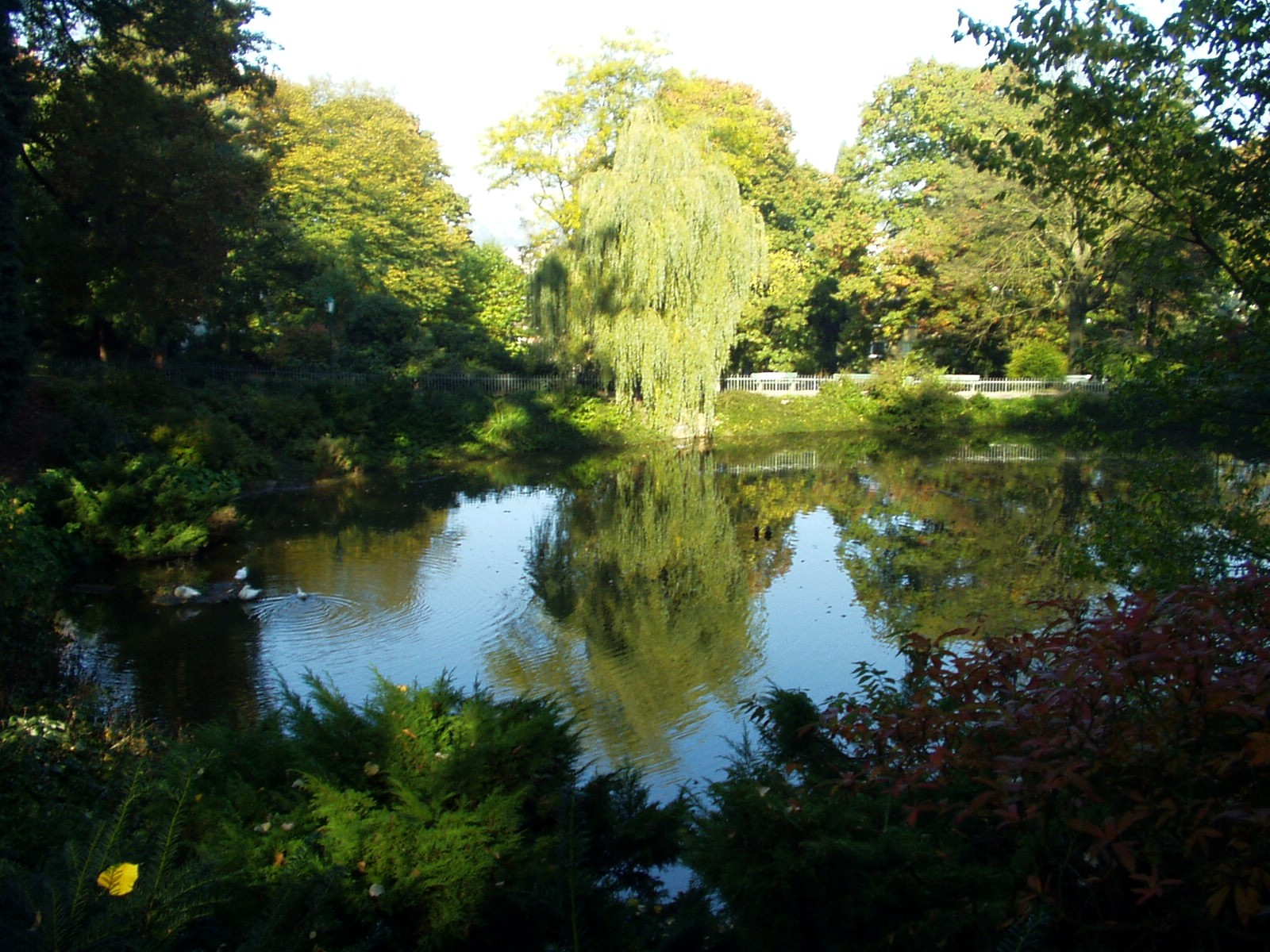
Der Schwanenteich in den unteren Barmer Anlagen

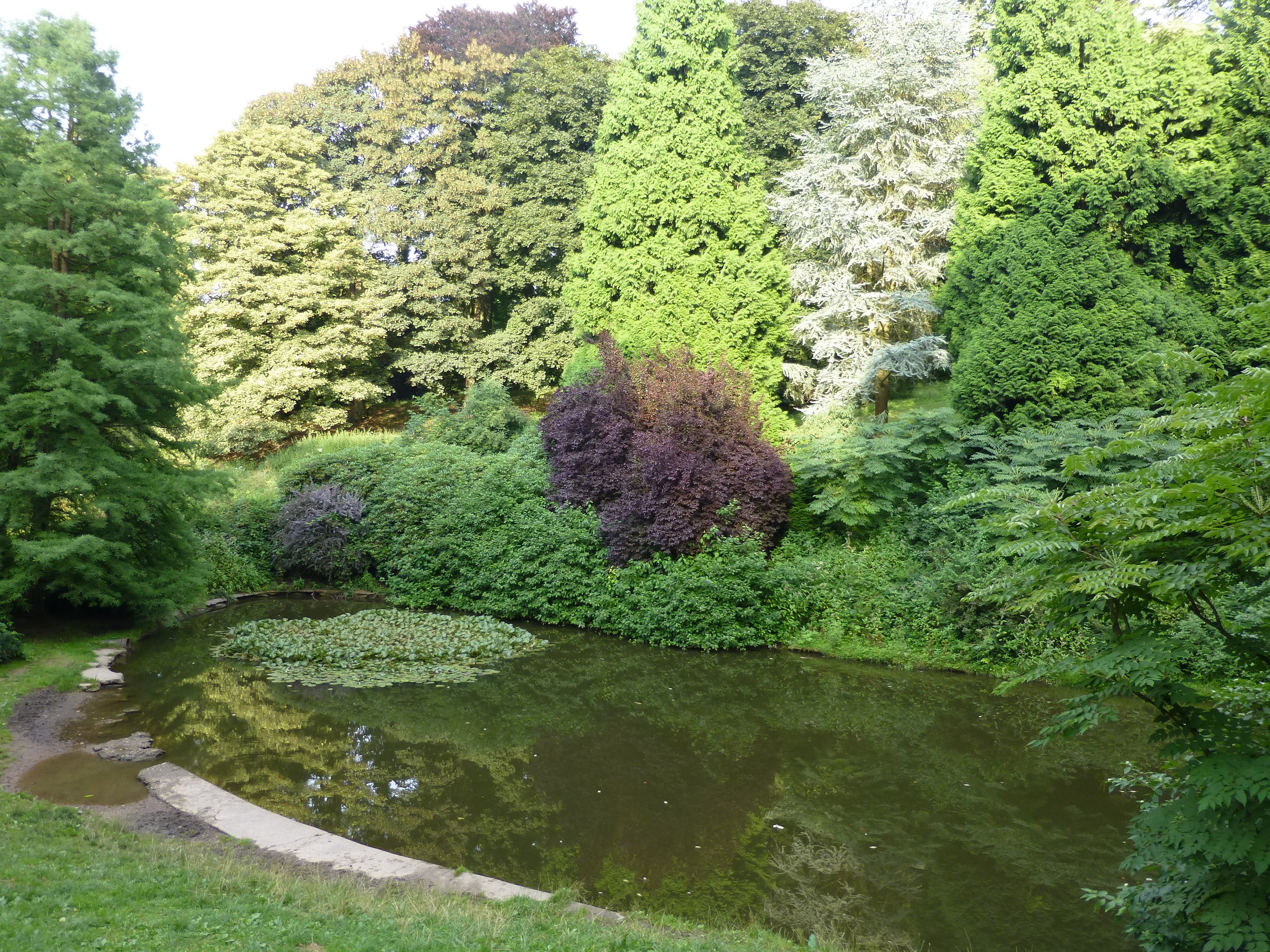
Der große Teich in den oberen Anlagen

In den Barmer Anlagen wurden im Laufe der Geschichte zehn Teiche angelegt, von denen heute noch sieben erhalten sind. Aufgrund der topografischen Verhältnisse der Hanglage besitzen die Teiche in der Regel keine großen Wasserflächen.
Der größte Teich ist der sogenannte Schwanenteich in den unteren Anlagen, der neben einer Fontäne auch Häuser für Wasservögel besitzt. Ein Aufenthaltsbereich am Ufer mit Sitzbänken gewährt Zugang zur Wasserlinie. Oberhalb des Schwanenteichs wurde ein kleinerer Teich angelegt, der ebenfalls wie dieser von dem Bach in den Barmer Anlagen gespeist wird. Ein paar Meter weiter oberhalb liegt der sogenannte Klinkerteich, der früher ein Teich war, aber ab Mitte des 20. Jahrhunderts als runder Platz mit eingefassten Brunnen im Zentrum und umgebenden Ruhebänken gestaltet wurde. Auch der Brunnen des Klinkerteichs führt Wasser des Bachs in den Barmer Anlagen.
An der Lönsstraße befinden sich die sogenannten Bleicherteiche. Auch sie stehen durch einen Stollen mit dem Bach in den Barmer Anlagen in Verbindung. Von den ursprünglich drei Teichen sind zwei erhalten geblieben.
Der große Teich in den oberen Anlagen an der Budde-Allee unterhalb des Ringeldenkmals im Ringeltal wird ebenfalls von dem Bach in den Barmer Anlagen gespeist, der zwischen allen Teichen unterirdisch verläuft.
Der Fischertaler Bach speiste ursprünglich drei Teiche. Der Quellteich ist mittlerweile verlandet, darunter befindet sich an dem Stüting-Weg ein kleinerer und weiter unterhalb beim Alpengarten am Overbeck-Weg ein etwas größerer Teich, aus dem der Fischertaler Bach oberirdisch entlang des Wegs abfließt.

### Landschafts- und Naturschutz
Nahezu die gesamte Anlage ist Bestandteil des 1975 ausgewiesenen Landschaftsschutzgebiets Im Stadtgebiet Wuppertal (CDDA-Kennung 321906). Nur der äußerste, wenige Meter breite Südrand im Uferbereich des Murmelbachs ist Bestandteil des Naturschutzgebiets Murmelbachtal (CDDA-Kennung 164737). Die Ausweisung des Naturschutzgebiets Murmelbachtal erfolgte 1989.
- zur Erhaltung und Entwicklung von Lebensgemeinschaften und Lebensstätten wildwachsender Pflanzen und wildlebender Tierarten
- zur Erhaltung der Teiche und des naturnahen Bachlaufes
- wegen seiner Bedeutung für Amphibien, Wasservögel, Schmetterlinge und Reptilien,
- wegen seiner gut ausgebildeten Pflanzengesellschaften
- wegen des gut ausgebildeten Biotopkomplexes
- wegen des wertvollen Auenwaldes und der wertvollen Bachaue

### Verkehrsanbindung
Der Barmer Anlagen können mit den Buslinien 640, 644 und 646 der Wuppertaler Stadtwerke erreicht werden. Der nächstgelegene Bahnhof ist die etwa einen Kilometer nordwestlich gelegene Regional- und S-Bahn-Station Wuppertal-Barmen.

## Geschichte

### Vorgeschichte

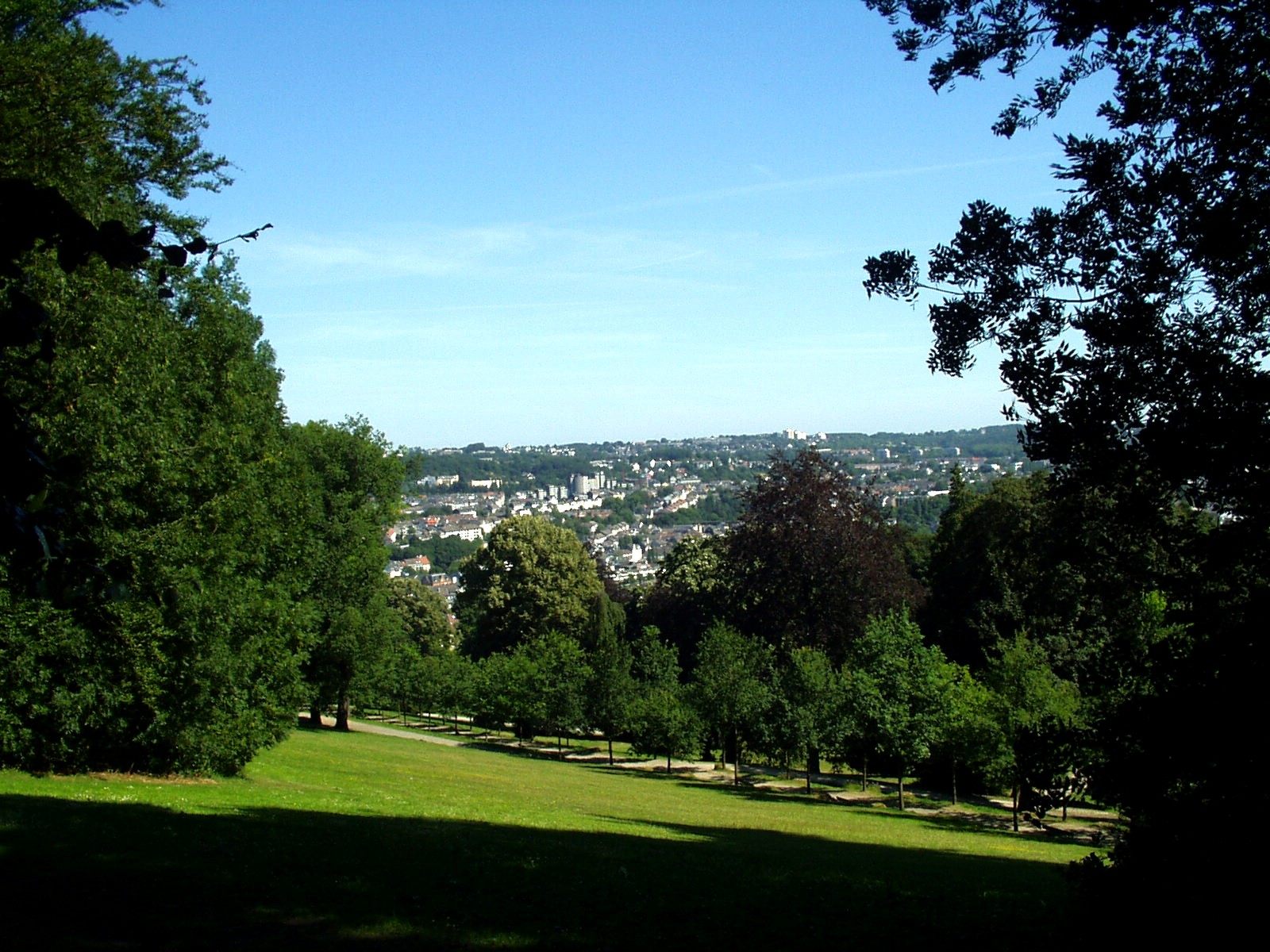
Blick über die Anlagen in Richtung Innenstadt

In der Stadt Barmen existierte seit der frühen Neuzeit eine reichhaltige protoindustrielle Fertigung von Garnen und Textilien, die sich bereits 1527 in dem herzoglichen Garnnahrungsprivileg manifestierte. Aus diesen Ursprüngen entwickelte sich ab Mitte des 18. Jahrhunderts eine dichte Textilindustrie, die die Doppelstadt Elberfeld und Barmen im Tal der Wupper zu einem der ersten und wichtigsten deutschen Industriezentren werden ließ. Fabriken, öffentliche Gebäude und Wohnhäusern für das Bürgerturm und die Arbeiterschaft nahmen rasant die zuvor von Bleichern und Färbern als Arbeitsflächen genutzten Bleicherweisen in den Auen der Wupper in Beschlag und breiteten sich auch rasch auf die Hügel zu beiden Seiten des Flusses aus, wo die ursprünglich landwirtschaftliche Besiedelung durch Einzelhöfe allmählich verdrängt wurde. Das gehobene Bürgertum und insbesondere die Unternehmerfamilien siedelten früh aus dem engen und schmutzigen Tal in die Höhenlagen der Barmer Nord- und vor allen Südhöhen um und errichteten dort fernab der Fabrikationsstätten bürgerliche Villenviertel.

### Gründung des Barmer Verschönerungsvereins 1864
Angesichts der raschen industriellen Entwicklung und der fortlaufenden Erschließung neuer Wohn- und Gewerbeareale schloss sich ein Kreis vorausschauender Barmer Bürger, hauptsächlich aus den Reihen der Barmer Fabrikanten und Kaufleute, zusammen, um entsprechende Gebiete als Grünflächen und Naherholungsgebiete am Rand des Barmer Walds zu sichern. Diese Bestrebungen der Bürgerschaft fanden bald auch die Unterstützung der Stadtspitze unter dem Barmer Oberbürgermeister Wilhelm August Bredt. Nachdem diese private Initiative eine Summe von 1.200 Talern gesammelt hatte, wurde am 8. Dezember 1864 auf einer Versammlung die Gründung des Barmer Verschönerungsvereins beschlossen. Teilnehmer an der Versammlung waren neben dem Barmer Oberbürgermeister August Wilhelm Bredt auch Wilhelm Werlé, August Engels, Johann Wilhelm Fischer, Carl Theodor Rübel, Friedrich von Eynern, Robert Barthels, Emil Blank, Oskar Schuchard und Friedrich Wilhelm Ostermann.
Das Mitglied des Preußischen Abgeordnetenhauses Wilhelm Werlé wurde zum ersten Vorsitzenden des Verschönerungsvereins gewählt, Emil Blank als dessen Stellvertreter und Johann Wilhelm Fischer als Schatzmeister bestellt. Dem ersten Vorstand gehörten zudem Robert Barthels, Adolf Schlieper, Emil Wemhöner und Karl Wolff an. Oberbürgermeister Bredt und Stadtbaumeister Fischer traten satzungsgemäß dem Vorstand als Ehrenmitglieder bei.

### Erste Gebietserwerbungen ab 1865

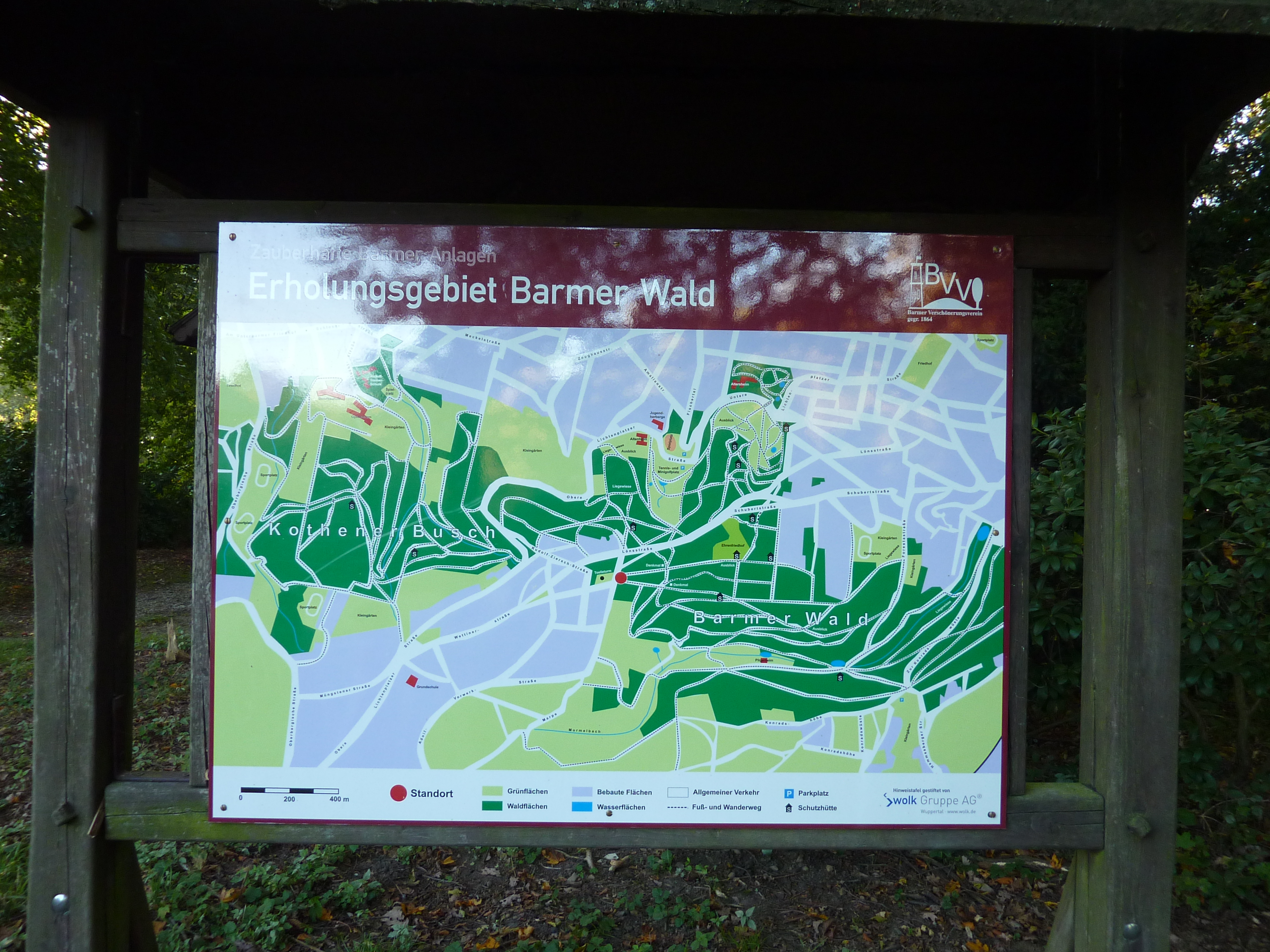
Übersichtskarte des Barmer Walds und der Barmer Anlagen

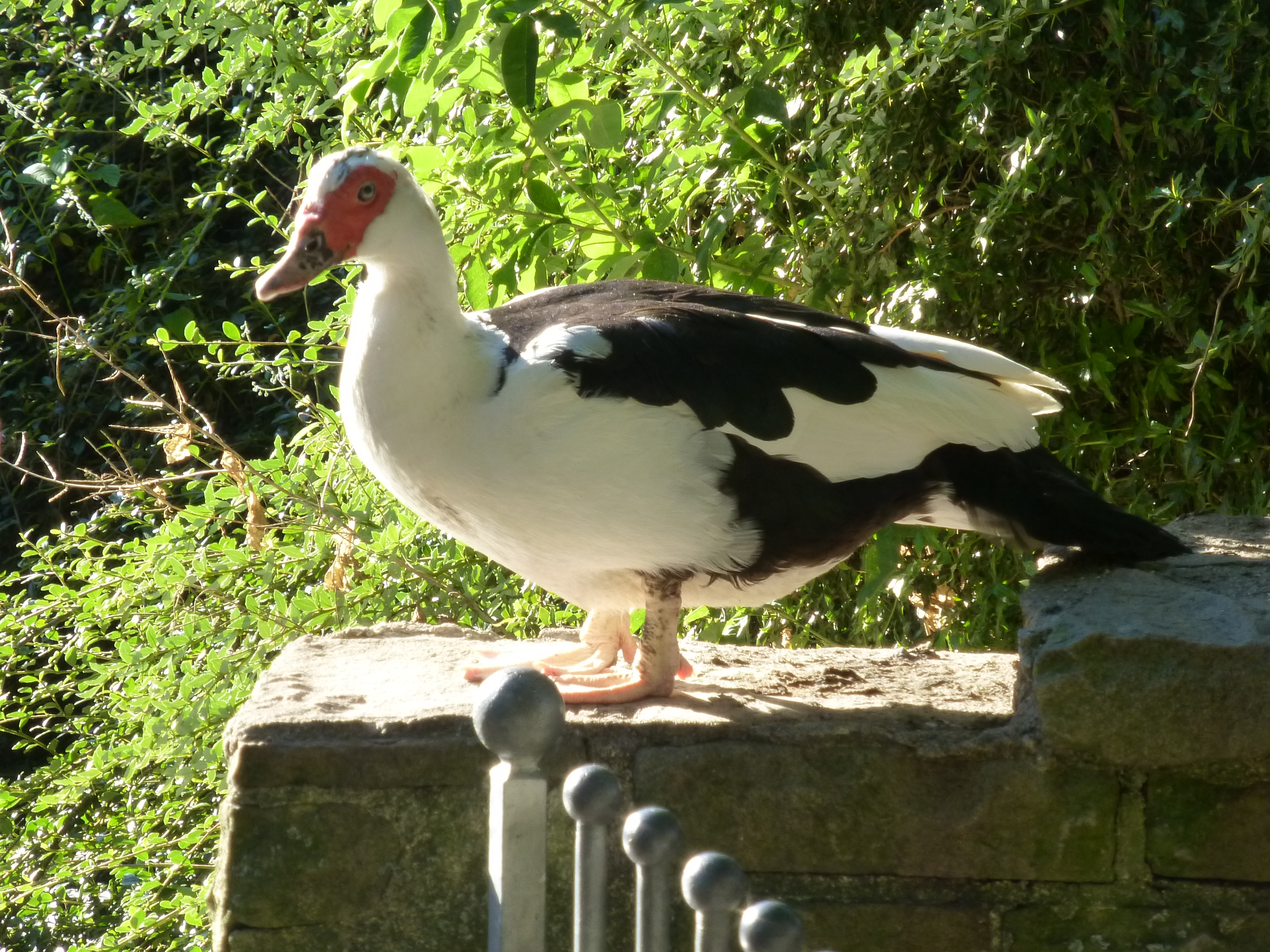
Die Anlagen sind auch Lebensraum für Tiere, hier eine Moschusente

Der Verschönerungsverein erwarb mit Hilfe großzügiger Spenden und Stiftungen, vornehmlich aus der Industrie und der Wirtschaft, ab 1865 die Grundstücke der Besitzer Riese und Zöller auf den Barmer Südhöhen im Bereich zwischen der alten Kohlenstraße, die von der Heckinghauser Zollbrücke nach Lichtscheid führte (die heutige Lönsstraße), und der Lichtenplatzer Chaussee, die heutige Untere Lichtenplatzer Straße. Die Kaufsumme wurde durch Aktien von je 100 Taler, die zu 4,5 Prozent verzinst wurden, aufgebracht. Dazu bewilligte die Stadtverordnetenversammlung Barmens dem Verschönerungsverein am 27. Februar 1866 einen jährlichen Zuschuss von 300 Talern, die erstmals am 1. Januar 1866 ausgezahlt wurden. Nach Ankauf der Flächen wurde im selben Jahr der Düsseldorfer Landschaftsarchitekt und königliche Gartenbaudirektor Joseph Clemens Weyhe mit dem Entwurf und Planung einer großen Parkanlage beauftragt.
Am 14. Januar 1869 erwarb der Verschönerungsverein das beinahe 5 Hektar große sogenannte Lembach’sche Feld von Abraham Beckmann und erteilte dem Stadtbaumeister Fischer den Auftrag, die Zugangswege zu der geplanten Parkanlage zu entwerfen. Dies waren unter anderem die Ottostraße, die Große Friedrichstraße (heute Ferdinand-Thun-Straße) und die Augustastraße (heute Heinrich-Janssen-Straße). Die Mittel dazu wurden am 5. Oktober 1869 durch eine behördlich genehmigte Verlosung erzielt. Da nach Erwerb des Lembach’schen Feld noch ein Überschuss vorhanden war, konnte damit der untere Bereich der Barmer Anlagen zwischen der Ottostraße und der Lichtenplatzer Chaussee durch Weyhe angelegt werden. Im selben Jahr wurde nördlich davon ein Obelisk als Denkmal für die Barmer Kriegsopfer des Deutsch-Dänischen Krieges 1864 und des Deutschen Kriegs von 1866 errichtet.
Peter Schölgen (1895 zum städtischen Garteninspektor ernannt) kam 1870 im Alter von 30 Jahren im Auftrag Weyhes nach Barmen, um die weiteren Pläne seines Lehrmeisters zu verwirklichen. Schölgen leitete die Gestaltung und Pflege der Barmer Anlagen 50 Jahre lang bis zu seinem Ruhestand 1920 im Alter von 80 Jahren. Unterstützt wurde Schölgen durch den Stadtförster Baltz. 1870 wurden ebenfalls erste Grundstücke im Bereich des späteren Ringeltals erworben und in einem Hohlweg der alten Kohlenstraße (Lönsstraße) beim heutigen Paul-Peter-Muckenhaupt-Platz zur Bewässerung der Anlagen zwei künstliche sogenannte „Bleicherteiche“ angelegt, die über einen eigens angelegten Wasserstollen verfügten.

### Gestaltung und Erweiterung der Anlagen im späten 19. Jahrhundert
Der Verschönerungsverein als Besitzer der Anlagen stellte immer wieder sein Gelände den öffentlichen Interessen zur Verfügung, insbesondere für die Errichtung zahlreicher Kriegerdenkmäler und Denkmäler verdienter Bürger der Stadt. So wurde 1874 im Westen der unteren Barmer Anlagen ein turmartiges Kriegerdenkmal für die Gefallenen der Stadt Barmen im Deutsch-Französischen Krieg 1870/71 errichtet. Der Bau wurde bereits am 5. September 1871 von der Barmer Stadtverordneten-Versammlung beschlossen und nach dreijähriger Bauzeit im Oktober 1874 feierlich mit Reden des Oberbürgermeisters und eines Pastors, mit zwei Militärkapellen und bengalischen Feuern eingeweiht. 1877 erfolgte nebenan der Bau einer Musikhalle.
Mit Unterstützung des Bankdirektors des Barmer Bankvereins Matthias Hinsberg wurde ein Konsortium zum Zweck des Ankaufs des Gutshofes Fischertal gegründet, der Johann Wilhelm Fischer, ebenfalls Gründungsmitglied des Verschönerungsvereins, gehörte. Am 18. April 1876 erwarb der Verschönerungsverein dieses Gut, das sich zwischen der Fischertaler Straße (heute Fischertal) über die alte Kohlenstraße (heute Lönsstraße) hinweg bis zur jetzigen Hohenstaufenstraße erstreckte, zum Preis von 36.000 Mark und verkaufte einen Teil des Geländes westlich des gutseigenen Steinbruchs gleich wieder an die Stadt Barmen, die dort eine Anstalt für verlassene Kinder baute. Später wurde dort ein Lehrlingsheim errichtet, welches zuletzt als Seniorenheim genutzt und 2017 abgerissen wurde. Auch andere Geländeteile wurden als Bauplätze für den fast dreifachen Wert des gesamten Kaufpreises wieder veräußert.
Der Mitinhaber einer Barmer Seidenfabrik und Vorstandsmitglied des Verschönerungsvereins Ludwig Ringel erwarb am 2. März 1880 zu einem Preis von 17.000 Mark zwei an der Lichtenplatzer Straße gelegene Wohnhäuser mit ihrem Grund, die zuvor einem P. vom Scheid gehörten. Unter der Bedingung, diese bald abzubrechen, stellte der gebürtige Lenneper Kaufmann diese beiden Liegenschaften dem Verschönerungsverein zur Verfügung. Als Dank für diese Schenkung wurde ein naher Bereich der Barmer Anlagen mit dem Namen Ringeltal versehen und nach den Plänen des Hofgartendirektors Oscar Hering hergerichtet.

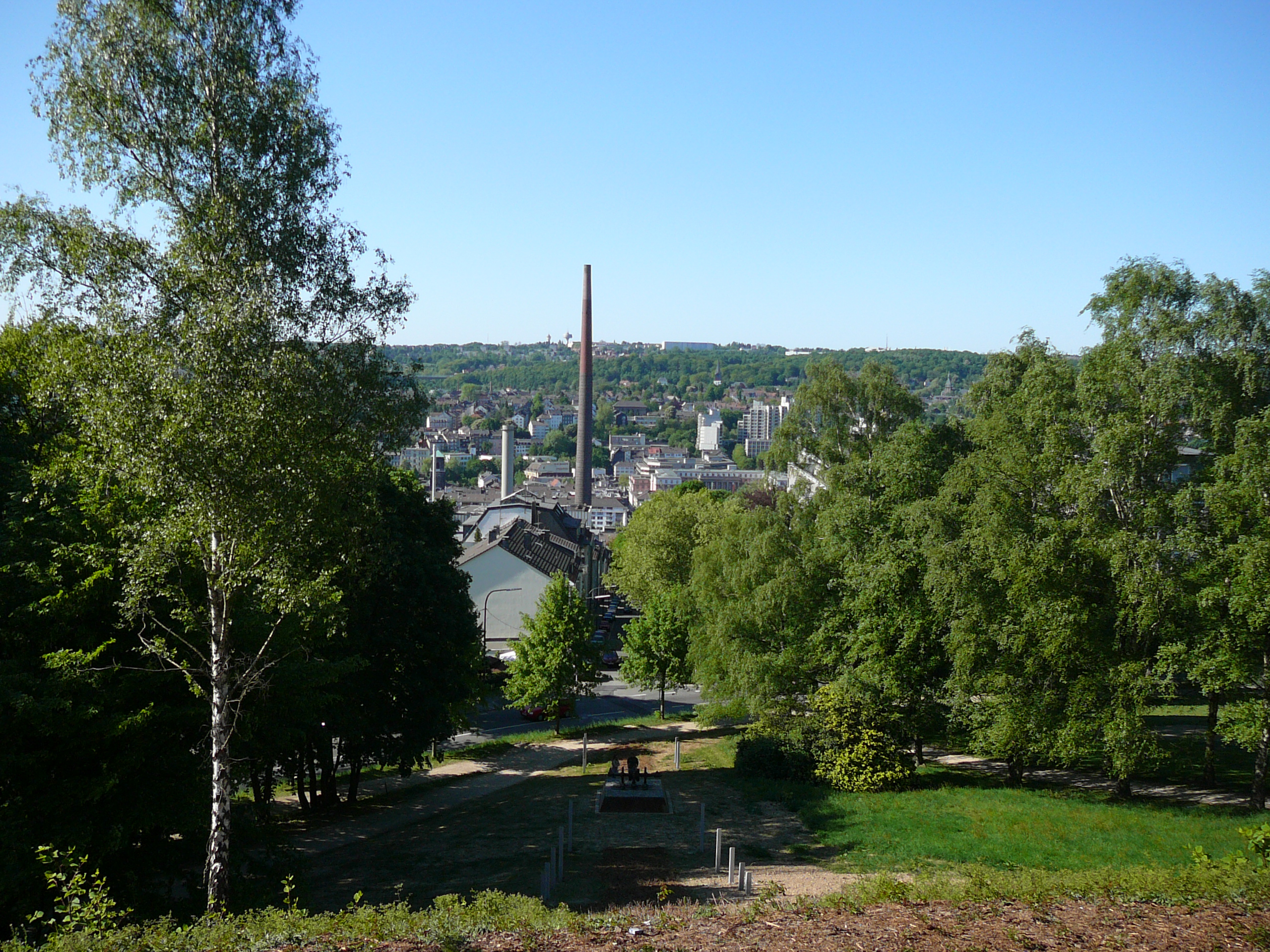
Blick Richtung der Barmer Innenstadt

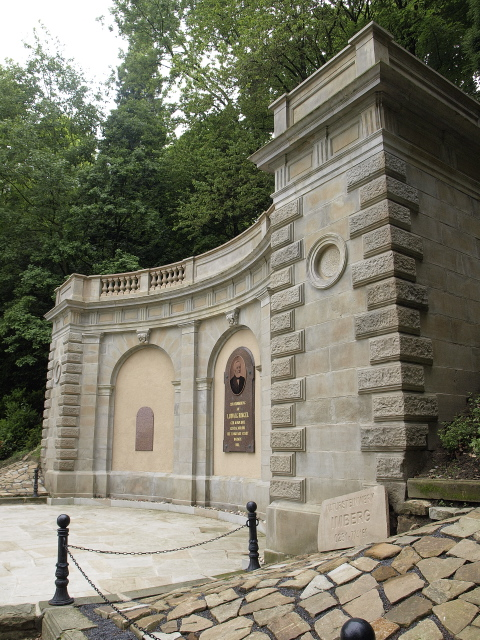
Das Ludwig-Ringel-Denkmal nach der Sanierung 2012

Nach seinem Tod am 15. November 1880 vermachte Ludwig Ringel dem Verschönerungsverein eine Stiftungssumme von 100.000 Mark. Aus der Ludwig-Ringel-Stiftung erhielt der Verschönerungsverein von nun an regelmäßige Zinserträge. Aus Dank für den großzügigen Nachlass zugunsten Barmens und seiner Geburtsstadt Lennep in Höhe von insgesamt 1 Mio. Mark beschlossen die Barmer Stadtverordneten auf Anregung des Verschönerungsvereins am 18. September 1883 die Errichtung eines Ludwig-Ringel-Denkmals, das im Bereich einer bereits 1882 erbauten großen steinernen Freitreppe im Ringeltal projektiert wurde. Mit der Ausführung des Denkmals wurde der Baurat Carl Winchenbach beauftragt. Die Barmer Stadtverordneten stellten zunächst 40.000 Mark für die Bauausführung zur Verfügung, am 22. Juni 1886 wurden noch einmal 13.000 Mark für Änderungen zugeschossen. 1885/86 wurde das Denkmal fertiggestellt.
Ebenfalls 1880, am 28. August, verstarb der Gründer des Verschönerungsvereins, Wilhelm Werlé. Ihm zu Ehren wurde am 21. August 1881 in den unteren Anlagen das Werlé-Denkmal eingeweiht.

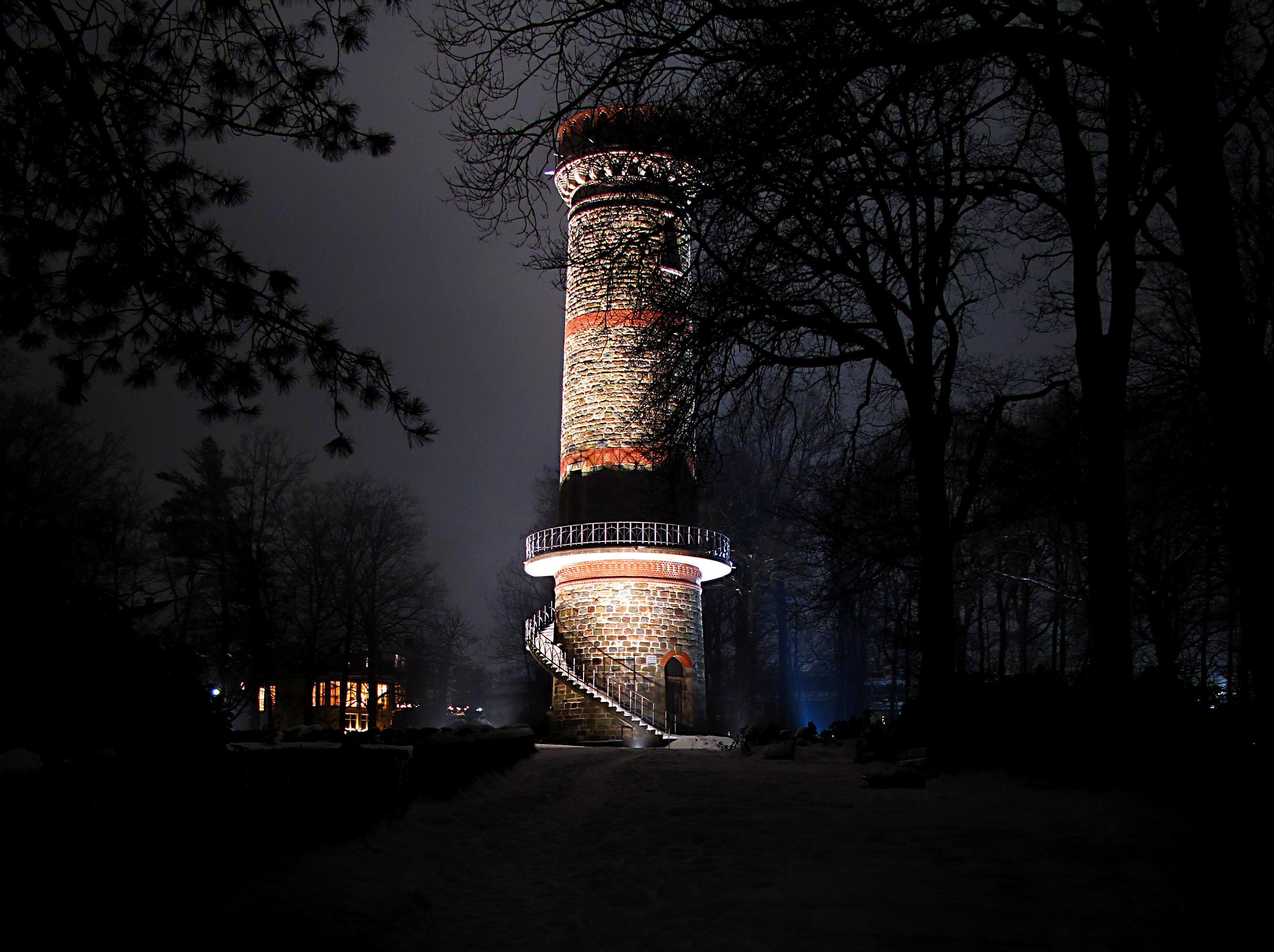
Der Toelleturm

Im Dezember 1886 stiftete die Familie Toelle zum Andenken an deren verstorbenes Familienoberhaupt Ludwig-Ernst Toelle einen 26,25 Meter hohen Aussichtsturm in den Anlagen, den Toelleturm. Der Turm und das benachbarte Barmer Luftkurhaus wurden 1888 eingeweiht. 1990 wurde er saniert und kann seitdem wieder an Sonn- und Feiertagen bestiegen werden.
1887 bis 1889 wurde größere Flächen des Barmer Walds, die sogenannten Brüninghaus’schen Waldungen mit einer Fläche von 80 Morgen, aus dem Besitz der Vorstandsmitglieder des Verschönerungsvereins Friedrich Wilhelm Dicke und Peter Adolph Rudolph Ibach erworben und den Barmer Anlagen zugewiesen.
Ebenfalls 1889 wurde die Anlage eines Kinderspielplatzes und einer Meierei in einem Steinbruch auf dem Gutshofgelände im Fischertal vorgeschlagen. Die Meierei Fischertal wurde im Schwarzwaldhausstil nach den Plänen der Architekten Herrmanns und Riemann fertiggestellt, aber letztendlich nie als Meierei betrieben. Das als Ausflugslokal genutzte Haus und der Spielplatz fielen 1943 wie das Turmdenkmal und andere Bauwerke in den Anlagen den Bombenangriffen auf Barmen zum Opfer und wurden nicht wieder aufgebaut. Auf dem Gelände der Meierei befinden sich heute Tennisplätze und eine Minigolfanlage.

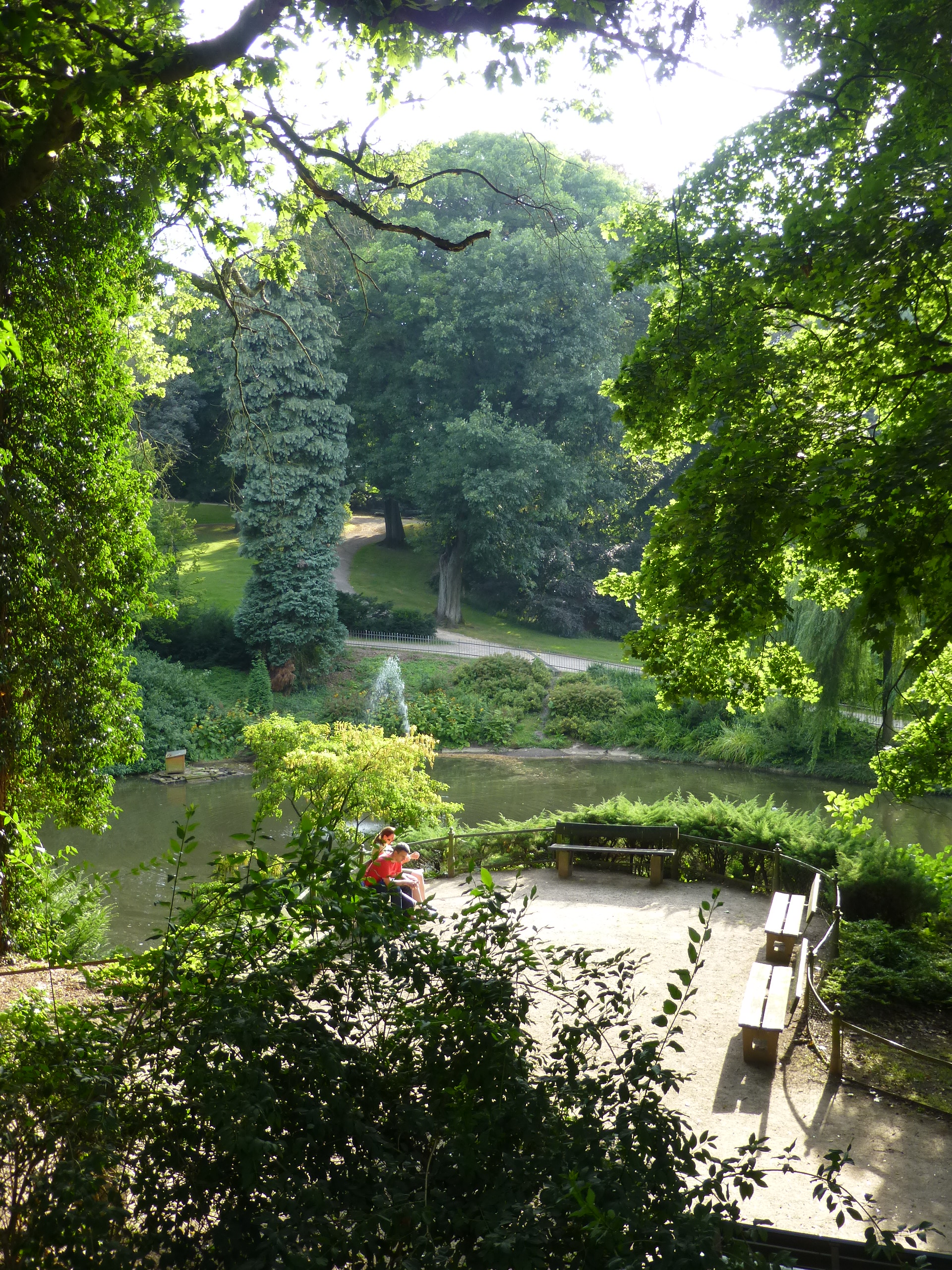
Teich in den Barmer Anlagen

1889 widmete der Heimatdichter Emil Rittershaus den Anlagen und dem Verschönerungsverein ein Gedicht:
Zu schönem Werke eins gewesen
ist reich und arm und alt und jung,
hier sucht der Kranke sein Genesen,
hier holt das Herz sich neuen Schwung,
hier schöpft der Müde neuen Odem,
hier kehrt die Lebensfreude ein.
Und über Rauch und Nebelbrodem,
lacht golden uns der Sonnenschein.
Dank, allen Dank, die treuverbunden,
geschafft, was allen dient und frommt!
Wie hat es Ehr’ und Preis gefunden.
Bei jedem, der von draußen kommt!
Nicht nur nach flüchtigem Gewinne
zu ringen sind wir hier bedacht –
sagt, wer in echtem Bürgersinne
uns unsern Kranz noch streitig macht!
Viel schuf Gemeinsinns wack’res Walten –
doch nicht zu ruh’n die Pflicht gebeut!
Nicht nur zu schaffen, zu erhalten,
zu mehren gilt’s, was heut uns freut.
Wir wollen gern die Gaben spenden,
für unsern Stadtschatz auf der Au’n.
Ein solches Werk kennt kein Vollenden,
kennt immer nur ein Weiterbau’n!

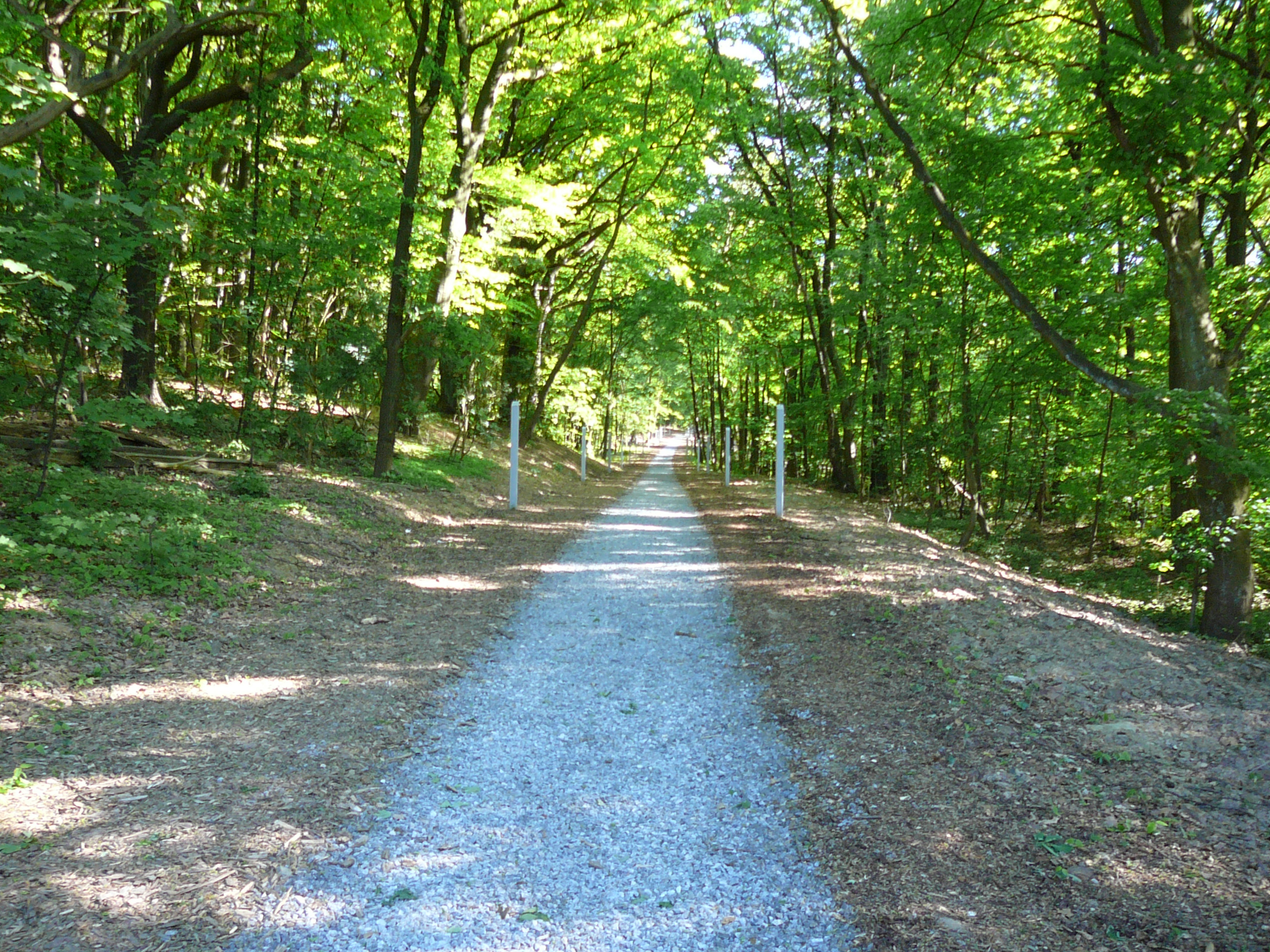
Die ehemalige Trasse der Barmer Bergbahn wurde 2006 im Wald durch Stelen abgesteckt

Die Stadt Barmen erwarb 1890 das Gelände des bewaldeten Gipfels des Norrenbergs im Barmer Wald, auch Deisemannskopf oder Kaiser-Wilhelm-Höhe genannt. Sie unterstellte die jenseits des Murmelbachs gelegenen Flächen ebenfalls dem Verschönerungsverein, der sie in seine Barmer Anlagen eingliederte. Der Deisemannskopf wurde im Verschönerungsverein als Standort für einen repräsentativen Barmer Aussichtsturm diskutiert. Er ließ dort sogar einen hölzernen Behelfsturm errichten, ließ die Planungen für einen Massivbau aber zugunsten des Toelleturms fallen, da der Standort doch als zu niedrig und zu ungünstig gelegen erachtet wurde. Der Holzturm hielt dem Wetter nicht lange stand und fiel rasch zusammen. Heute zählt dieser Bereich des Barmer Walds nicht mehr zu den Anlagen.
Am 13. Juli 1891 genehmigte der Verschönerungsverein einen Antrag der Barmer Bergbahn AG, eine Zahnradbahn durch die Barmer Anlagen zu trassieren, die erste elektrisch betriebene Zahnradbahn Deutschlands. Sie sollte Höhenunterschied von ca. 150 Metern zwischen der Talsohle Am Clef und den Südhöhen in bequemster Weise überwinden. Der Verschönerungsverein überließ die Grundflächen der Barmer Bergbahn, die ab 1894 bis zu ihrer Stilllegung unter großen Bürgerprotesten am 4. Juli 1959 auf einem Doppelgleis von der Talachse durch den Anlagen hoch zum Toelleturm verkehrte, wo im Endbahnhof Umsteigemöglichkeiten in die Straßenbahn und die Ronsdorf-Müngstener Eisenbahn bestanden. Eine drei Meter breite Brücke über die Bahngleise wurde in Höhe der heutigen Rotunde errichtet. In den Anlagen besaß die Bergbahn zwei Haltestellen, Stadthalle/Planetarium an der Lichtenplatzer Chaussee und Talblick in Höhe des heutigen Emil-Röhrig-Platzes.

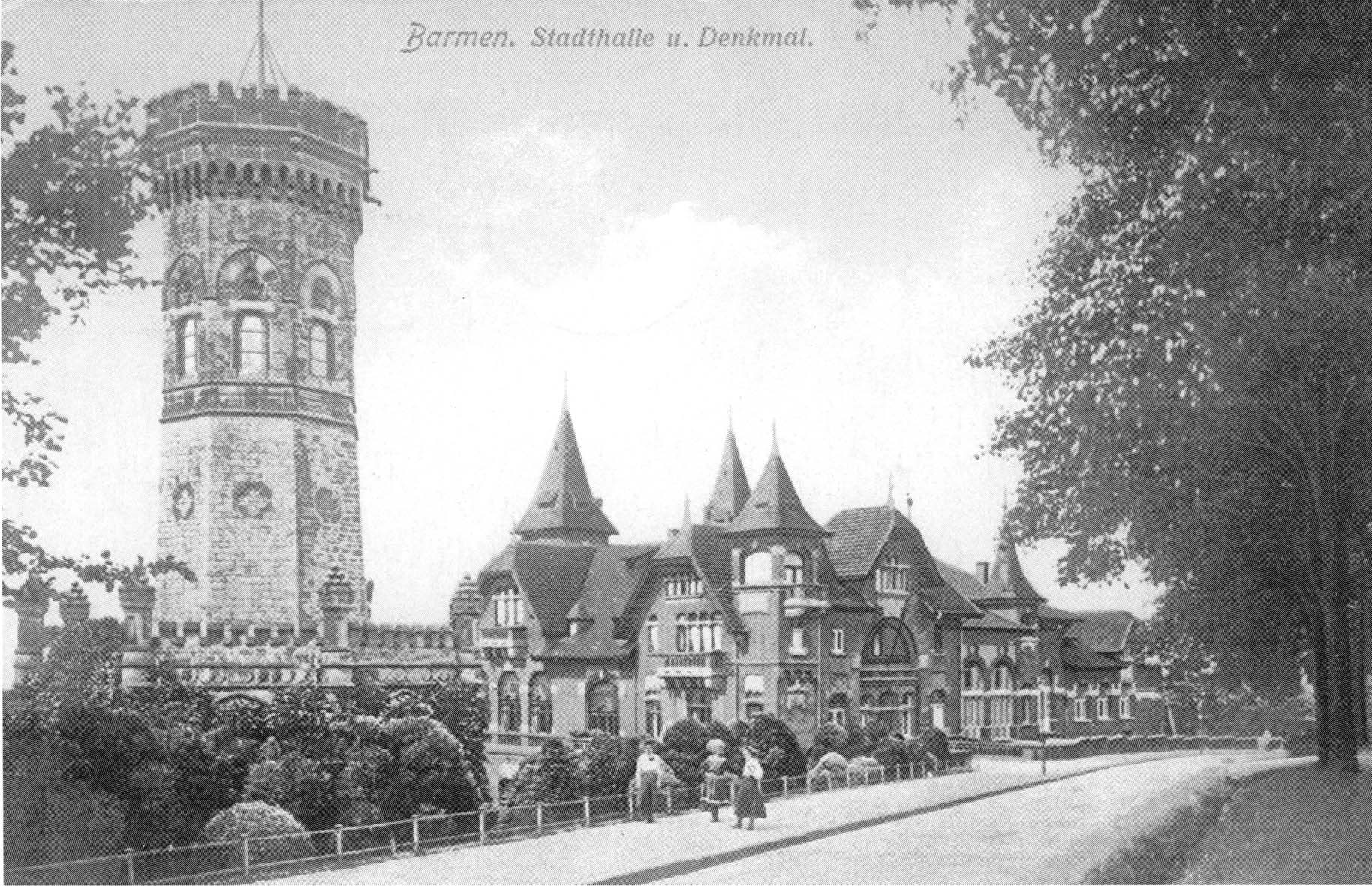
Barmer Stadthalle mit Kriegerdenkmal
(1895–1943, Bild um 1905)

In den unteren Anlagen betrieb der Verschönerungsverein an der Lichtenplatzer Chaussee seit 1881 eine beliebte Restauration mit angegliederten Musiktempel. Die Restauration wurde abgerissen, um auf dem Bauplatz die neue Barmer Stadthalle mit einer Grundfläche von 2600 Quadratmetern zu errichten. Der Grundstein zur neuen Stadthalle wurde am 20. März 1895 gelegt, die Eröffnung war 1896. Der Repräsentationsbau besaß einschließlich der Galerien eine Nutzfläche von 1200 Quadratmetern plus einen 770 Quadratmeter großen Konzertsaal für 1800 Besucher. Ausgeführt wurde der Bau durch den Barmer Architekten Erdmann Hartig, der auch für den Bau der Barmer Ruhmeshalle verantwortlich zeichnete.
Im selben Jahr stifteten Friedrich Wilhelm Dicke und Peter Adolph Rudolph Ibach eine Freitreppe aus dem Ringeltals zur höher gelegenen Richard-Wagner-Straße (heute Joseph-Haydn-Straße). Die als Dicke-Ibach-Treppe bezeichnete Treppenanlage greift auf die Formen der Burgenarchitektur und der Gotik zurück und ist heute als Baudenkmal geschützt.
Der Musiktempel wurde dagegen 1896 auf Anregung des Ritterhauser Spatenklubs auf den Deisemannskopf transloziert, wo er bereits im Frühjahr 1897 Vandalismus zu Opfer fiel. Nach der Renovierung 1898 wurde ein Ausschank von Bier und Erfrischungen eröffnet. Aus Verkauf und einer Lotterie im April 1901 wurden über 34.000 Mark erlöst, die der Verschönerungsverein zum Bau eines neuen Musiktempels auf dem Deisemannskopf aufwandte. Der Musiktempel existierte, zuletzt stark verfallen, bis in die 1930er Jahre.

### Entwicklung im 20. Jahrhundert

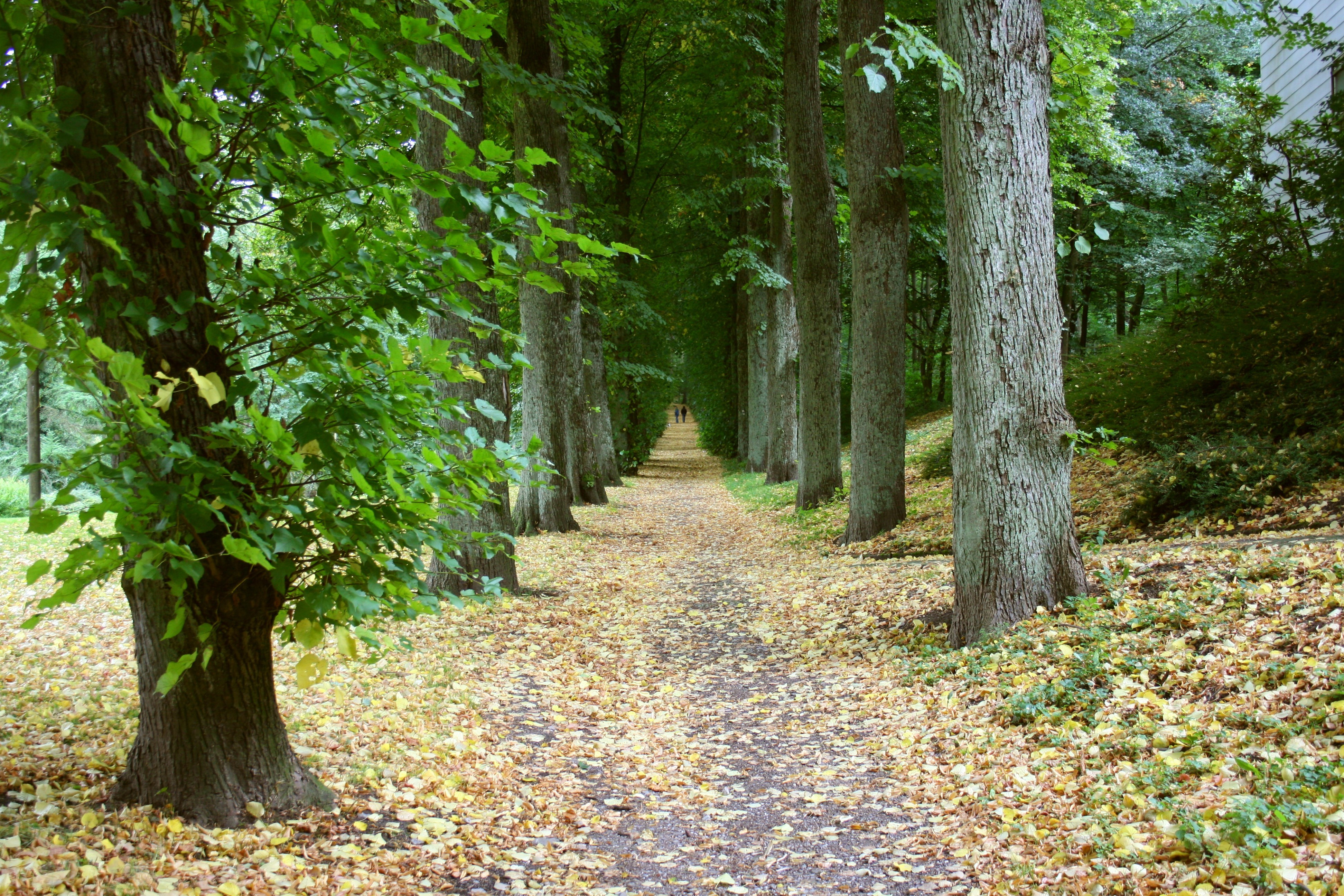
Die Schüller-Allee

Nach dem Tod des langjährigen Vorsitzenden des Verschönerungsvereins Otto Schüller wurde die lange Allee von dem Fischertal hoch zur Kohlenstraße 1899 in Schüller-Allee umbenannt. Das Denkmal zu Ehren des Dichters Emil Rittershaus wurde 1900 errichtet. Mitte April 1901 wurde in der Stadthalle ein Basar mit Lotterie abgehalten, der einen Überschuss von 34.367 Mark erzielte. Mit diesen Mitteln wurde ein neuer Musiktempel errichtet, der die alte sehr massiv geratene Musikhalle ersetzte. Der Musiktempel entstand nach Entwürfen des Professors Sauerborn von der Königlichen Baugewerbeschule. Ebenfalls 1901 wurde die erste Schutzhütte an der Wegnerhöhe gebaut.
1902 stand die Einweihung des Schüller-Denkmals an, die Aufstellung von Papierkörben halfen bei der Reinhaltung der Anlagen. 1903 erfolgte die Aufstellung eines Denkmals für Friedrich Wilhelm Dörpfeld im Ringeltal am Ende der Eichenallee, die später nach einem weiteren Vorsitzenden des Verschönerungsvereins namens Otto Budde in Budde-Allee umbenannt wurde. Der Verschönerungsverein stellte die Flächen für das Denkmal kostenfrei zur Verfügung und die Stadt errichtete es zum Gedenken an die 30-jährige Tätigkeit Dörpfelds als Hauptlehrer der Volksschule in Wupperfeld. 1904 wurden Weideflächen des ehemaligen Guts Fischertal verkauft, um Verbindlichkeiten gegenüber der Stadt Barmen begleichen zu können.
56 Baumarten in den unteren Anlagen wurden 1904 durch die Aufstellung von 110 Porzellanschildern mit deutschen und lateinischen Namen der Bevölkerung vorgestellt. Zum hundertjährigen Todestag von Friedrich Schiller wurde am 9. Mai 1905 von vier ortsansässigen höheren Schulen in den oberen Anlagen eine Linde gepflanzt, die „Schillerlinde“ getauft wurde und heute noch im Park steht. Im Steinbruch des ehemaligen Guts Fischertal vergrößerte sich die Fläche des Spielplatzes durch Anschüttung auf 3500 Quadratmeter.

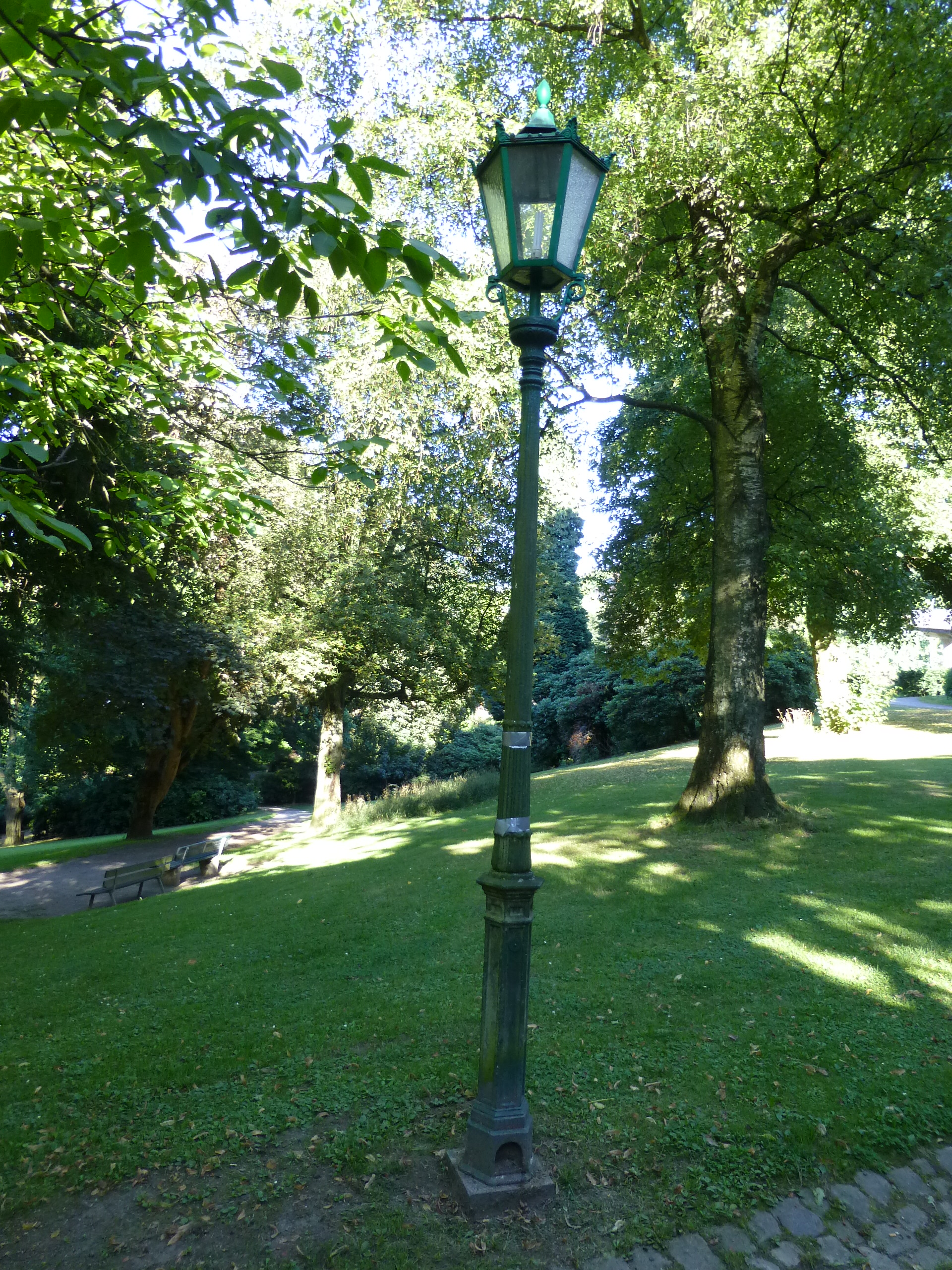
Laterne am Weg

Neue Wege beschritt der Verschönerungsverein 1906, als elektrische Glühlampen an den Parkwegen angebracht wurden. Am 1. April 1908 wurde zur Jahrhundertfeier der damals selbstständigen Stadt Barmen auf dem zu diesem Anlass so benannten Jahrhundertplatz im Barmer Wald an der Kreuzung des Waldwegs mit dem Kuckucksweg die Jahrhunderteiche gepflanzt, damals noch mit Fernsicht über das Murmelbachtal in das Bergische Land hinein. Auch der Ernst-von-Eynern-Platz wurde in diesem Jahr planiert.

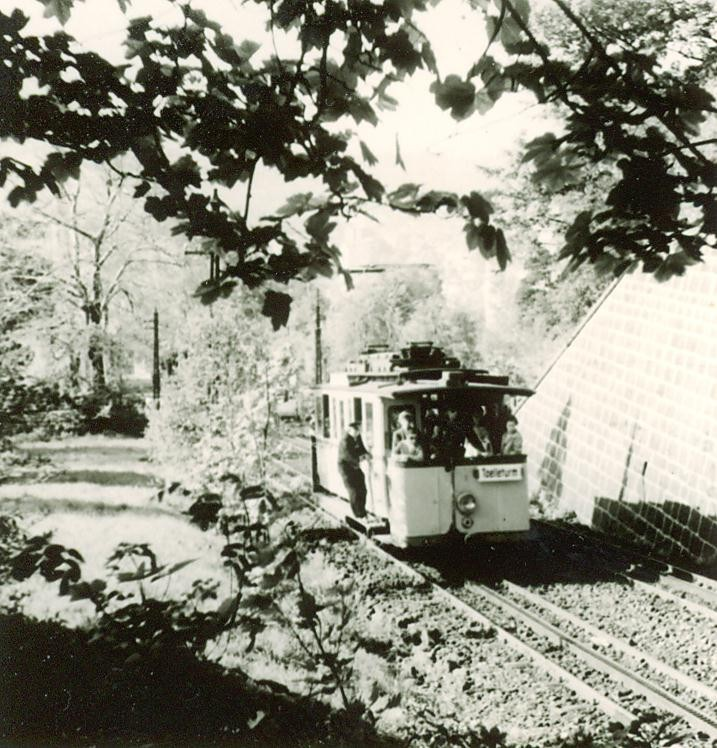
Die Barmer Bergbahn 1955 innerhalb der Anlagen

1909 erfolgte die Anlage eines 1870 Meter langen Schlittenwegs parallel zur Schüller-Allee, 1914 die Anlage eines Alpinums durch den Barmer Gartenarchitekten Arthur Stüting bei dem Steinbruch des ehemaligen Gutshofs Fischertal. Zwischen 1910 und 1913 wurde das Toilettenhäuschen Eisenlohrstraße am Toelleturm für die Bedürfnisse der Anlagenbesucher im bergischen Fachwerkstil erbaut.
Südlich der Lönsstraße wurde noch während des Ersten Weltkriegs ein Ehrenfriedhof für die gefallenen Bürger der Stadt Barmen angelegt, nachdem der Verschönerungsverein das Gelände zur Verfügung gestellt hatte. Die Anlage wurde von dem Barmer Professor Hans Fischer gestaltet und erfuhr 1921 eine Erweiterung um ein Gräberfeld für die zwölf Barmer Opfer des Kapp-Putsches. Der Eingangsbereich ist durch eine Freitreppe gestaltet, hinter der den Besucher eine Säulenpergola empfängt. Inmitten der Pergola steht ein Sockel mit einer Inschrift des Autors Will Vesper, auf dem eine bronzene Löwenskulptur des Bildhauers Paul Wynand thront.
Der Dreikaiserplatz wurde 1915 zum heutigen Kinderspielplatz umgebaut. Der Erste Weltkrieg machte in den Anlagen vor allen durch das Fehlen von Arbeitskräften zur Pflege der Parkanlage auf sich aufmerksam und sie verwahrloste ein Stück weit bis nach Kriegsende. Am 21. Oktober 1924 beschloss die Stadt Barmen nach einer Vorführung einer neuartigen optischen Projektionstechnik der Firma Carl Zeiss aus Jena den Bau eines neuartigen Planetariums. Als Standort wurde zunächst der untere Eingangsbereich der Barmer Anlagen bestimmt. Nach Anwohnerprotesten verlegte man den Standort aber auf eine Fläche oberhalb der Barmer Stadthalle. Bei seiner Eröffnung am 18. Mai 1926 war es, abgesehen von einer Testinstallation des Projektorherstellers, das erste Planetarium weltweit. In den unteren Anlagen wurden Laternen aufgestellt.

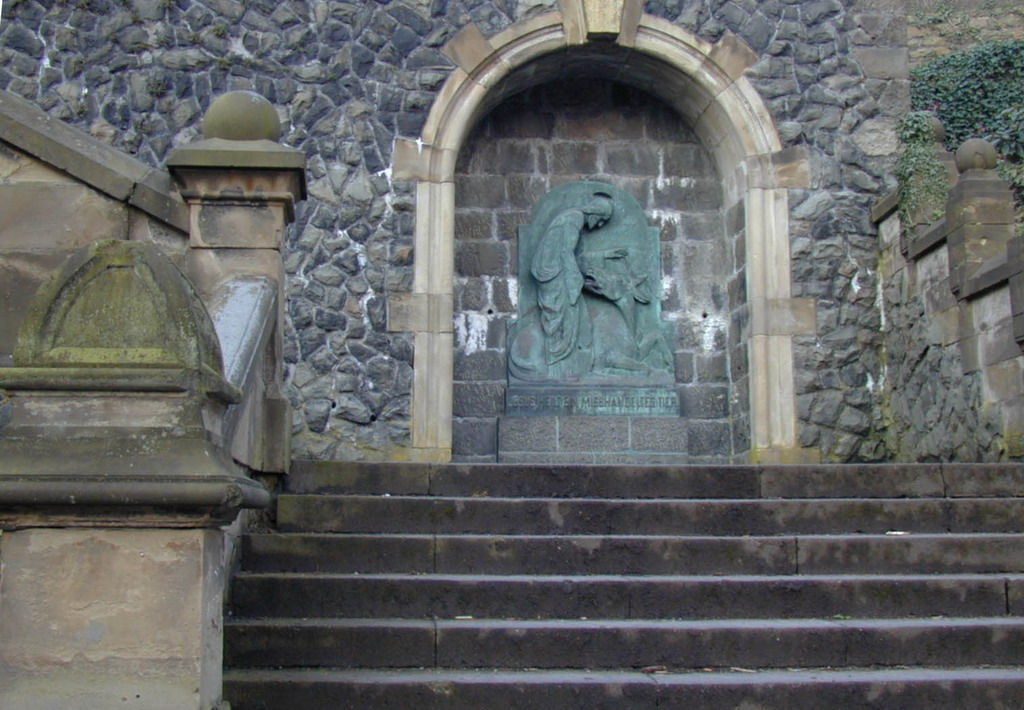
Bronzerelief „Jesus heilt ein misshandeltes Tier“

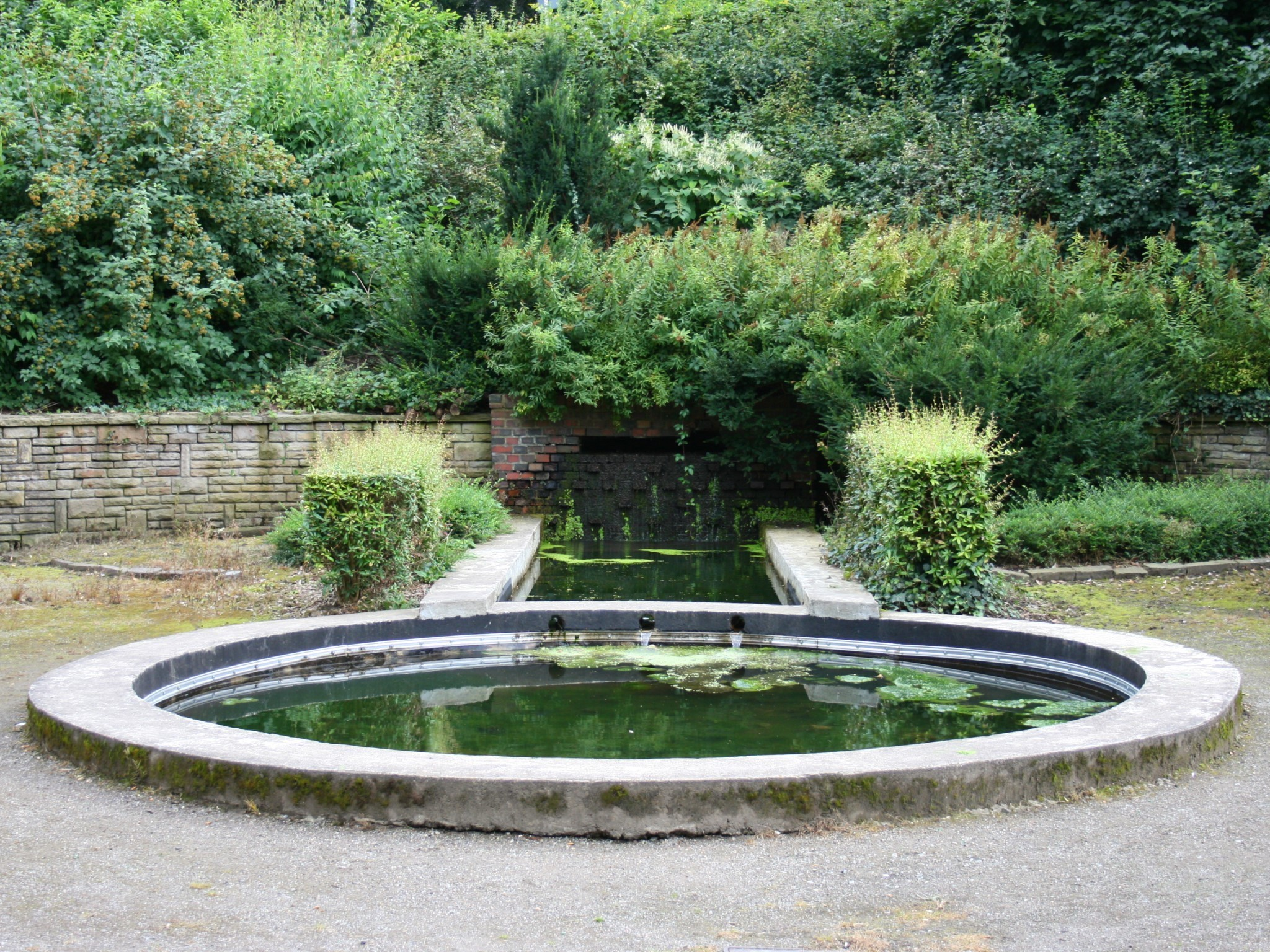
Der Klinkerteich

Johann Casper Engels ließ in den Barmer Anlagen nahe der Kohlenstraße den Tränkbrunnen zur Tränke von Zugpferden und Hunden und einen Sandstein errichten, auf dem er im Namen des Tierschutzvereins mit einem Schopenhauer-Zitat dem Kampf gegen Tiermisshandlungen und die Vivisektion anmahnte. Er ließ auch 1930 von dem Berliner Bildhauer Reinhold Kübert für seinen Garten das Bronzerelief „Jesus behandelt ein misshandeltes Tier“ anfertigen, das nach seinem Tode von seiner Witwe dem Tierschutzverein geschenkt wurde. Dieser übergab es dem Verschönerungsverein, der 1932 es in einer Nische der Dicke-Ibach-Treppe anbrachte. Dort wurde es 2006 vermutlich von Metalldieben gestohlen. 1938 wurde der Brunnen Klinkerteich gebaut.

### Zweiter Weltkrieg und Wiederaufbau in der Nachkriegszeit
Bei den Luftangriffen auf Barmen in der Nacht vom 29. auf den 30. Mai 1943 erlitten auch die Barmer Anlagen erhebliche Schäden. Das Vereinsgebäude des Verschönerungsvereins mit Geschäftsstelle und Gärtnerei, das alte Forsthaus, die Barmer Stadthalle, das Turmdenkmal, das Luftkurhaus am Toelleturm und die Meierei Fischertal brannten aus und mussten größtenteils in den Folgejahren abgerissen werden. Eine Vergütung der Kriegsschäden erfolgte nicht, da das für den Besitz von gemeinnützigen Vereinen nicht vorgesehen war. Das Planetarium wurde nur leicht beschädigt, in der Nachkriegszeit verfiel die Bausubstanz aber mangels Sicherungsmaßnahmen zusehends, so dass die Ruine 1955 abgerissen wurde. Zumindest das Gärtnerhaus wurde 1950 wieder aufgebaut.
Der Bombenkrieg hinterließ auch in den Wäldern und Parkbereichen verheerende Zerstörungen. Bombentrichter bedeckten das Gelände, Teile der Anlagen wurden als Gartenland und Weiden für die Ernährung der Bevölkerung umgenutzt. Baumbestände, die nicht den Angriffen selbst zum Opfer fielen, wurden in der Nachkriegszeit aus der Not heraus zwecks Gewinnung von Brennholz gerodet. Von den ursprünglich gepflegten geschlossenen Baumbeständen oder stilvoll gesetzten Einzelbäumen blieb kaum einer erhalten. Der Verschönerungsverein machte sich nach Überwindung der Not umgehend an die Beseitigung der Schäden. Zunächst wurde das Wegenetz wieder begehbar gemacht und die Trümmer entfernt, um zumindest den stadtnahen Parkbereichen wieder ein gepflegtes Aussehen zu geben. Danach wandte man sich den Waldungen zu und schaffte durch Neuanpflanzungen, Durchforstung und Durchlichtung wieder Ordnung.
Die frei gewordene Fläche der Barmer Stadthalle und des Turmdenkmals wurden 1955 verkauft und 1956 mit der Hauptverwaltung der Barmer Ersatzkasse bebaut. Nach deren Neubau auf Lichtscheid zog der Wupperverband in das Verwaltungsgebäude ein, der es bis heute nutzt. In den 1950er Jahren erfolgte die Aufschüttung des Geländes neben dem alten Waisenhaus oberhalb der Oberen Lichtenplatzer Straße zum Panoramaplatz bzw. Ernst-Günter-Plutte-Platz, auf dem zuvor das Auguste-Viktoria-Heim stand. Das Haus wurde 1906 durch die Provinzialverwaltung zur Ausbildung von Krankenpflegerinnen in Barmen errichtet. Auf dem planierten Platz wurde der Ernst-Günter-Plutte-Gedenkstein aufgestellt.
Die Barmer Bergbahn wurde 1959 trotz heftiger Bürgerproteste nicht zuletzt aufgrund des kriegsbedingten Sanierungsbedarfs stillgelegt, die Trasse ging wieder in den Besitz des Verschönerungsvereins über. Durch Ankauf und Tausch von Fremdparzellen, die teilweise noch im Besitz der Stadt waren, wurde das Gelände von dem Verschönerungsverein zu einem geschlossenen Eigenbesitz von ca. 80 Hektar arrondiert.

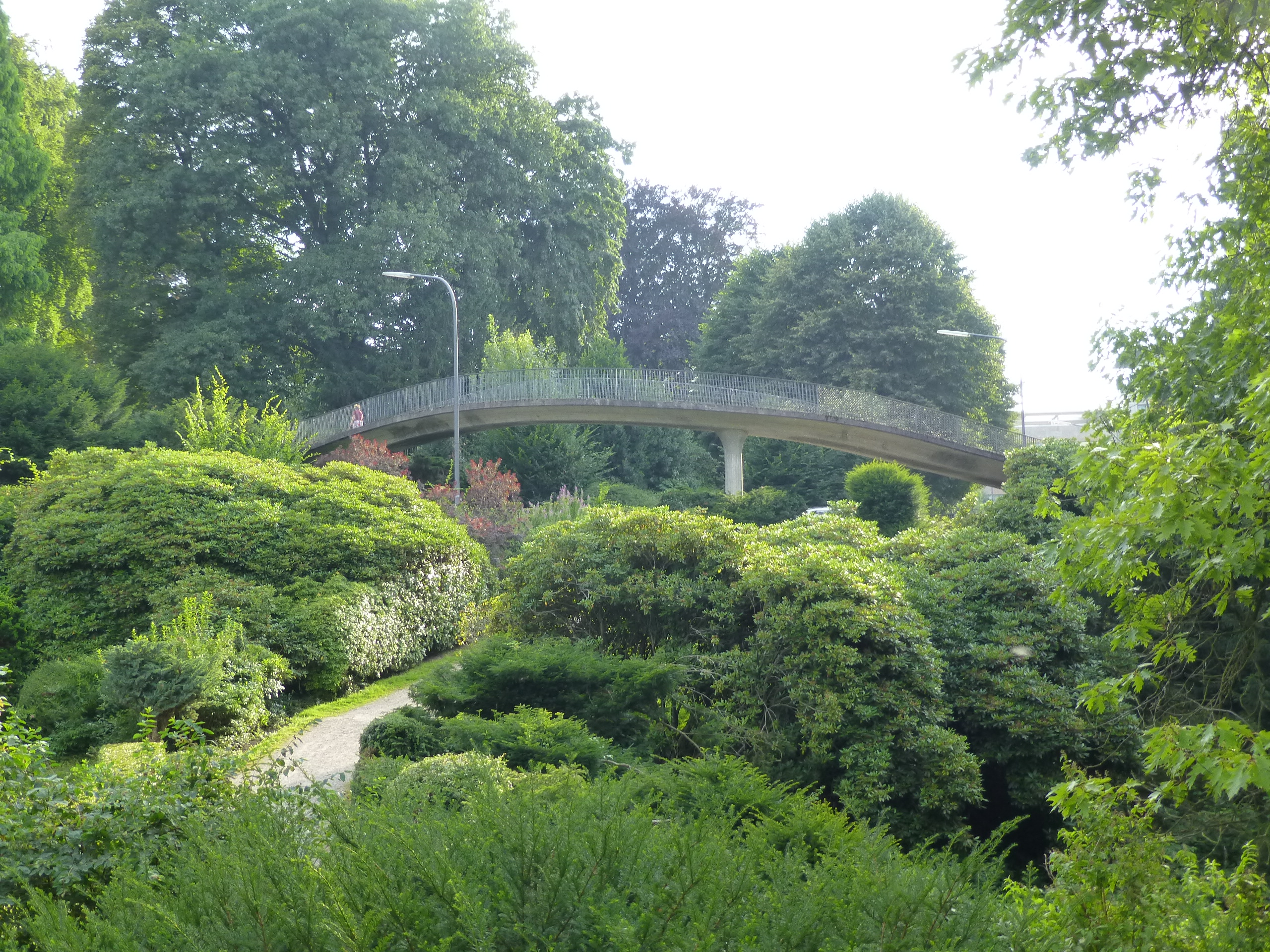
Verbindungsbrücke zwischen den unteren und oberen Anlagen

In den folgenden Jahrzehnten wurden weitere Denkmäler eingeweiht, so 1957 der Schwalm-Stein, 1984 das Bergbahn-Denkmal und das Planetarium-Denkmal. Der Paul-Peter-Muckenhaupt-Platz wurde bei den sogenannten Bleicherteichen zum Gedenken an den Förderer des Verschönerungsvereins Paul Peter Muckenhaupt 2011 eingerichtet, 2012 das Ringeldenkmal saniert.
Zu Beginn der 1960er Jahre wurde die Bude-Treppe, die zuvor eine Überquerung der Straße zwischen unteren und oberen Anlagen notwendig machte, durch eine Verbindungsbrücke ersetzt.

### Punktuelle Neugestaltungen und Renovierungen im Rahmen der Regionale 2006
Für das aus Landesmitteln finanzierte Strukturförderungsprogramm Regionale 2006 war als Entwicklungsbereich das Bergische Städtedreieck vorgesehen. Neben zahlreichen anderen Projekten in Wuppertal, Remscheid und Solingen wurden unter dem Projektnamen Freiraumprogramm Talachse – Barmer Anlagen auch in den Barmer Anlagen für 1 Mio. € aus den Regionale-Fördermitteln mehrere Umfeldverbesserungen der Landschaftsarchitekten Ipach und Dreisbusch aus Neu-Isenburg realisiert.
Als größtes Einzelprojekt wurde die alte Bergbahntrasse mit einer Doppelreihe von Granitstelen in Gelände wieder kenntlich gemacht und der alte Bahnhofsbereich der Bergstation, an dem Umsteigemöglichkeiten in die Straßenbahn nach Heckinghaus und in die Ronsdorf-Müngstener Eisenbahn bestand, neu gestaltet und mit Informationstafeln versehen.

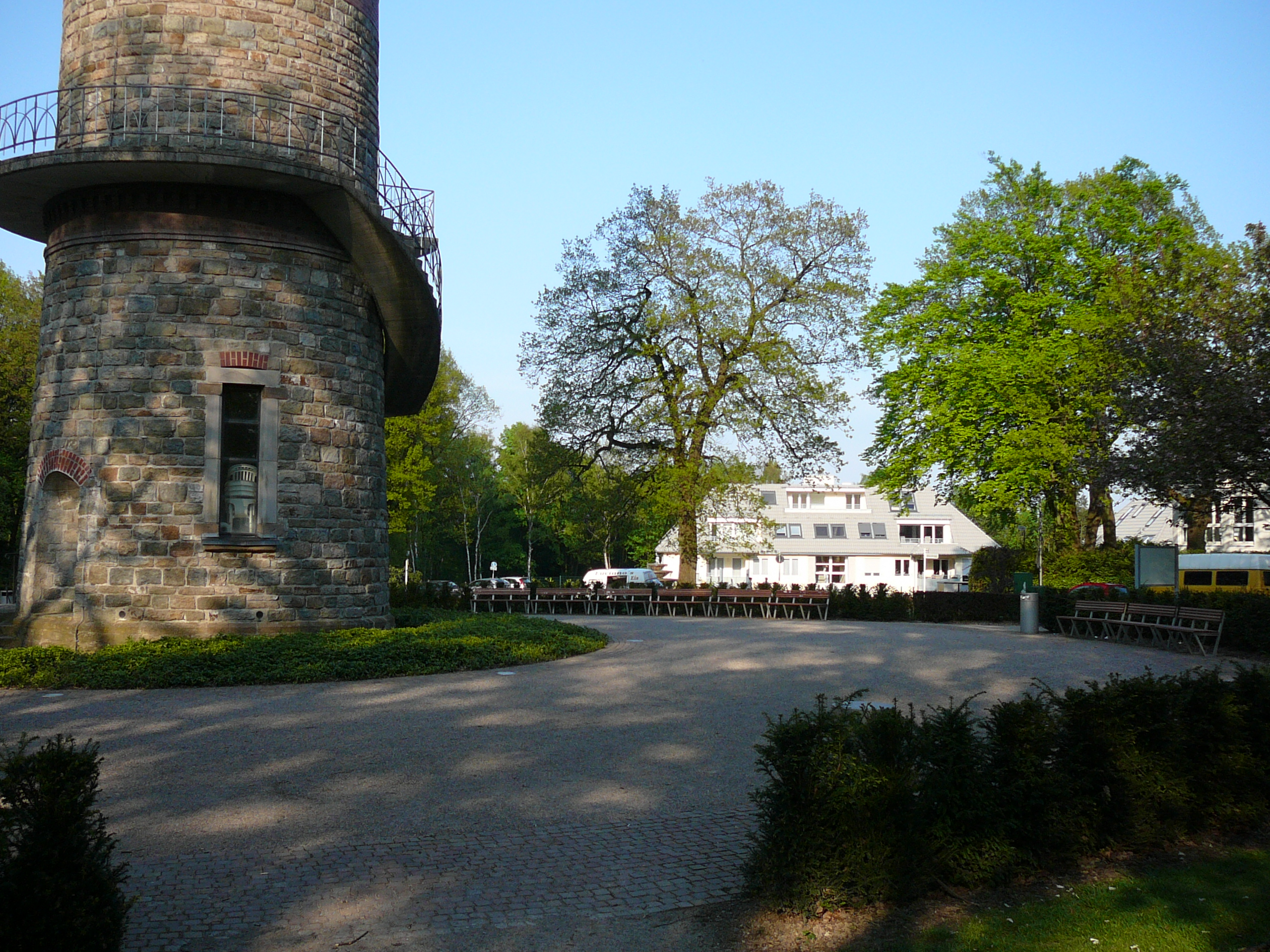
Das neu gestaltete Umfeld des Toelleturms

Weitere Maßnahmen waren die Neugestaltung des Emil-Röhrig-Platzes, die die Sanierung der alten Mauer und die Pflasterung des Platzes vorsah, und die Renovierung des Umfelds um den Toelleturm mit Neuanpflanzungen, Pflasterungen im Sitzbereich der Ruhebänke, neuen Wegdecken im Platzbereich und der Anbringung von Bodenstrahlern zur Beleuchtung des Turms. Ein weiterer Schwerpunkt war die Neugestaltung des alten Dreikaiserplatzes im unteren Bereich der oberen Anlagen mit der Neugestaltung des Kinderspielplatzes, einer Rotunden gleichenden Aussichtsplattform und die Neugestaltung einer Arena als Mehrzweckplatz.

### Anlagenfeste
Die Barmer Anlagen sind unregelmäßig Austragungsort von Bürgerfesten. 2004 fanden die Zauberhaften Barmer Anlagen 2004 statt, 2007 der Barmer Anlagenzauber 2007.

## Botanik
Im Gründungsjahr 1864 wurde der Bestand an Bäumen in den Barmer Anlagen und dem Barmer Wald auf ungefähr 150.000 geschätzt. Dieser Bestand verdoppelte sich innerhalb des nächsten Vierteljahrhunderts durch Aufforstungen auf 300.000 Exemplare und zwischen 1889 und 1913 kamen weitere 500.000 Bäume durch Anpflanzungen hinzu. Zunächst wurden Fichten gepflanzt, die aber den Rauchschäden, eine frühe Form des Waldsterbens während der Industrialisierung im 19. Jahrhundert, nicht standhielten und gefällt werden mussten.
Heute umfasst die forstliche Betriebsfläche der Barmer Anlagen 71,83 Ha mit 53,1 Ha Holzbodenfläche. Die Waldgesellschaften ähneln heute wieder der natürlichen regionalen Zusammensetzung mit artenarmen, bodensaueren Hainsimsen-Traubenkirschen-Buchenwald. Der Bestand umfasst Buchen (32,8 %), Traubeneiche (32,8 %), Birken (15,6 %) und Bergahorn (9,2 %). Zu dem weiteren Laubbaumbestand gehören Eberesche, Eschen, Traubenkirsche, Amerikanische Roteichen und Winterlinde, so dass der Laubbaumanteil bei 94,4 % liegt. 5,4 % der Flächen werden von Nadelbäumen besetzt, hauptsächlich Zürbel-, Weymouth-, Banks- und Schwarzkiefer, Lärchen und Fichten.
Vereinzelte Bestände und Exemplare von Akazien, Kastanien, Rot- und Weißerlen, Holunder, Nussbäume, Mammutbäume, ungarische Silberlinden, Zedern und orientalische Tannen sind ebenfalls vorhanden.
Die Altersverteilung im Forstbereich ist sehr ausgeglichen und der Holzvorrat beträgt ca. 225 Festmeter pro Hektar, der jährliche Holzzuwachs sogar 330 Festmeter pro Hektar. Die frühe Nutzung des Waldes als Teil der Barmer Anlagen spiegelt sich im Alter des Baumbestands wider. Ca. 450 Eichen und Buchen auf 4,7 Ha sind älter als 150 Jahre, die ältesten Buchenbestände sind sogar 181 Jahre alt und datieren vor der Gründung der Barmer Anlagen. Nicht zuletzt durch intensive Pflegemaßnahmen und einer regelmäßigen Waldkalkung ist der Gesamtbestand in einem sehr guten Zustand.

### Herausragende Einzelexemplare
Herausragende Baumeinzelexemplare in den unteren Anlagen sind zwei Zucker-Ahorn (Acer saccharum), eine Blutbuche (Fagus sylvatica f. purpurea), ein 1841 gepflanzter Berg-Ahorn (Acer pseudoplatanus) mit einem Stammumfang von 3,35 m, ein ca. 1800 gepflanzter Spitzahorn (Acer platanoides) mit einem Stammumfang von 3,3 m, zwei ca. 1856 (Stammumfang 4,17 m) bzw. 1865 (Stammumfang 3,95 m) gepflanzte Amerikanische Roteichen (Quercus rubra) und eine ca. 1796 gepflanzte Silberlinde (Tilia tomentosa) mit einem Stammumfang von 4,6 m.
Der Bestand der oberen Anlagen umfasst unter anderem einen 1865 gepflanzten Mammutbaum (Sequoia gigantea), eine Holländische Linde (Schillerlinde; Tilia × europaea), eine ca. 1866 gepflanzte Rotbuche (Fagus sylvatica) mit einem Stammumfang von 3,45 m, zwei ca. 1916 (Stammumfang 1,77 m) bzw. 1821 (Stammumfang 1,77 m) gepflanzte Bergahorne (Acer pseudoplatanus Leopoldil) und eine ca. 1846 gepflanzte Blutbuche (Fagus sylvatica Purpurae) mit einem Stammumfang von 3,95 m.
Im Ringeltal stehen eine 1869 gepflanzte Hängeblutbuche (Fagus sylvatica Purpurae Pendula), eine 1890 gepflanzte Kanadische Hemlocktanne (Tsuga canadensis), eine 1918 gepflanzte Orientalische Zwergfichte (Picea orientalis Gracilis), ein 1870 gepflanzter Riesen-Lebensbaum (Thuja gigantea) und eine ca. 1763 gepflanzte Rotbuche.

## Wege in den Barmer Anlagen

### Wegenetz und Plätze

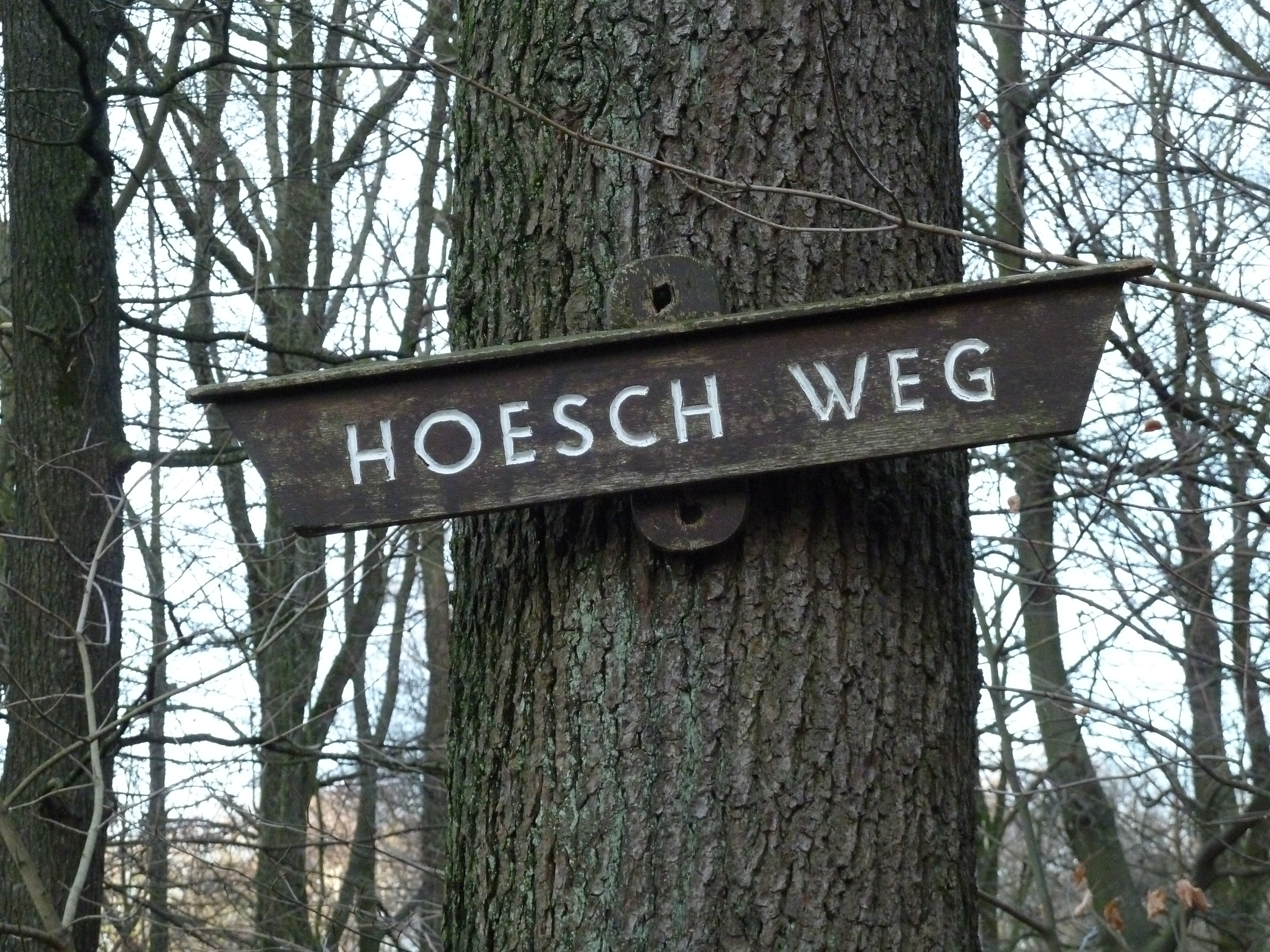
Schild des Hoesch-Wegs

Die Barmer Anlagen besitzen ein parktypisch dichtes, 35 Kilometer langes Wegenetz mit geschwungenen Spazierwegen, Alleen und zentralen Wegkreuzungen, hauptsächlich an Plätzen mit Denkmalen. Im südlichen Bereich der Anlagen, insbesondere im Barmer Wald finden sich neben einigen Wegen mit parkähnlichem Charakter naturgemäß vorwiegend reine Waldwege. Topografisch bedingt weisen die Wege im mittleren Teil der Anlagen bisweilen starke Steigungen auf.
Fast alle Wege innerhalb der Barmer Anlagen besitzen einen Namen, der häufig an Kreuzungspunkten auch auf Wegweisern ausgewiesen ist. Zumeist sind sie heute nach Personen benannt, die sich um die Anlagen oder den Barmer Verschönerungsverein verdient gemacht haben. Einige Wege mit zuvor botanischen Namen wie z. B. die Eichenallee wurden im Laufe der Zeit umbenannt, um verstorbene Vereinsfunktionäre posthum zu ehren. Im Jubiläumsjahr 2014 wurde die Beschilderung erneuert. Die ca. 100 neuen Holzschilder wurden von Insassen der Jugendjustizvollzugsanstalt Wuppertal gefertigt.
Folgende Wege durchziehen die Barmer Anlagen und den zu ihnen gehörenden Barmer Wald:
| Name                                                         | Verlauf | Benannt nach |
| ------------------------------------------------------------ | --- | --- |
| Am Fuchsbau                                                  | Weg im Barmer Wald zwischen dem Geschwister-Lauer-Weg und dem Moltkehain                                                                                    | Kessel des Fuchses |
| Barthels-Weg                                                 | Weg im Barmer Wald zwischen dem Forstweg und dem Emil-Röhrig-Platz                                                                                          | Robert Barthels, Mitbegründer des Barmer Verschönerungsvereins, Vorsitzender von 1899 bis 1913 |
| Bismarckhain                                                 | Weg im Barmer Wald zwischen dem Dohnenstieg und dem Moltkehain                                                                                              | Otto von Bismarck (* 1. April 1815 in Schönhausen; † 30. Juli 1898 in Friedrichsruh bei Hamburg), Reichskanzler des Deutschen Reiches |
| Bredthöhe 51° 15′ 29″ N, 7° 12′ 17,5″ O                      | Platz im Barmer Wald am Höhenweg | Wilhelm August Bredt (* 16. März 1817 in Barmen; † 23. März 1895 in Honnef), erster Barmer Oberbürgermeister und Förderer des Barmer Verschönerungsvereins |
| Budde-Allee                                                  | Weg im Ringeltal zwischen der Schölgen-Allee und dem Ringeldenkmal                                                                                          | Otto Budde, Vorsitzender des Barmer Verschönerungsvereins von 1913 bis 1931 |
| Dohnenstieg                                                  | Abstieg im Barmer Wald vom Höhenweg zum Murmelbach/Vorwerkpark                                                                                              | Dohne (Fangschlinge für Vögel) |
| Dreikaiserplatz 51° 15′ 50,9″ N, 7° 12′ 12,9″ O              | Platz auf der Ostseite der Brücke über die Bergbahngleise, heute Standort der Rotunde und des Spielplatzes                                                  | Die drei Kaiser des Deutschen Kaiserreichs |
| Emil-Röhrig-Platz 51° 15′ 35″ N, 7° 12′ 14,5″ O              | Platz im Barmer Wald am oberen Ende der Schüller-Allee, Endpunkt des Barthels-Wegs und des Plutte-Wegs, 1953 inkl. Gedenktafel für Emil Röhrig eingerichtet | Emil Röhrig (* 31. Oktober 1858 in Barmen; † 25. Oktober 1941 in der Schweiz), Prokurist und US-Repräsentant der Textilfirma Barthels Feldhoff und langjähriger Förderer des Barmer Verschönerungsvereins |
| Engemann-Weg                                                 | Weg im Barmer Wald parallel südlich der Schubertstraße | Hermann Engemann, Vorstandsmitglied des Barmer Verschönerungsvereins von 1945 bis 1963 |
| Ernst-Günter-Plutte-Platz 51° 15′ 41,6″ N, 7° 11′ 54,2″ O    | Künstlich aufgeschütteter und planierter Platz am nördlichen Bogen des Plutte-Wegs, Standort des Plutte-Gedenksteins                                        | Ernst-Günter Plutte (* 24. Februar 1916 in Düsseldorf; 27. Oktober 2005 in Wuppertal), Geschäftsführender Gesellschafter der Fa. Peter August Lückenhaus, Vorsitzender der Arbeitgeberverbände Wuppertal und des Arbeitgeberverbandes der rechtsrheinischen Textilindustrie, Vorsitzender des Barmer Verschönerungsvereins von 1967 bis 1992 |
| Ernst-von-Eynern-Platz 51° 15′ 44,6″ N, 7° 12′ 20,6″ O       | Platz in dem oberen Anlagen, Standort des Ernst-von-Eynern und des Gefallenen-Denkmals am Stüting-Weg, Neumann-Wes und Lundt-Weg (1908 angelegt)            | Ernst von Eynern (* 2. April 1838 in Barmen-Wupperfeld; † 2. November 1906 in Barmen), Großkaufmann und nationalliberaler Politiker |
| Forstweg                                                     | Weg im Barmer Wald zwischen dem Dohnenstieg und dem Barthels-Weg (über den Höhenweg und der Lönsstraße)                                                     | Wegverlauf im Wald |
| Geschwister-Lauer-Weg                                        | Weg im Barmer Wald zwischen dem Dohnenstieg und dem Moltkehain                                                                                              | |
| Geschwister-Ostermann-Weg                                    | Weg im Barmer Wald zwischen dem Moltkehain und dem Jahrhundertplatz                                                                                         | Friedrich Wilhelm Ostermann, Mitbegründer des Barmer Verschönerungsvereins |
| Greff-Weg                                                    | Weg im Barmer Wald zwischen der Schubertstraße und dem Höhenweg/bzw. der Höhenweg                                                                           | Rudolph Greff, Vorstandsmitglied des Verschönerungsvereins zwischen 1867 und 1913. Greff, Barmer Unternehmerfamilie. |
| Hering-Weg                                                   | Weg im Ringeltal zwischen der Dicke-Ibach-Treppe und dem Ringeldenkmal                                                                                      | Hering, Hofgartendirektor und Parkgestalter des Ringeltals |
| Höhenweg                                                     | Höhenweg im Barmer Wald zwischen dem Toelleturm und dem Jahrhundertplatz                                                                                    | Wegverlauf auf der Höhenrücken zwischen dem Wuppertal und dem Murmelbachtal |
| Hoesch-Weg                                                   | Weg in den oberen Anlagen zwischen dem Emil-Röhrig-Platz und der Rotunde (über den Stüting-Weg)                                                             | Hugo Hoesch; † 1899, Schatzmeister des Barmer Verschönerungsvereins von 1880 bis 1888 |
| Imler-Weg                                                    | Weg im Barmer Wald zwischen dem Höhenweg und der Lönsstraße (über Molineus-Weg, Engemann-Weg, Schubertstraße und Schwarzschild-Weg)                         | Karl F. Imler, Vorstandsmitglied des Barmer Verschönerungsvereins um 1866 |
| Keuchen-Weg                                                  | Weg im Ringeltal, Nebenweg der Budde-Allee | Johann Peter Keuchen, Barmer Maire von 28. Juli 1808 bis 31. März 1810 |
| Kuckucksweg                                                  | Weg im Barmer Wald zwischen dem Bismarckhain und dem Jahrhundertplatz                                                                                       | Waldvogel Kuckuck |
| Lore Jackstädt Platz                                         | Spielplatz mit Toilettenhäuschen am Toelleturm | Lore Jackstädt; Mäzenin und Stifterin des Platzes |
| Lundt-Weg                                                    | Weg in den oberen Anlagen zwischen dem Spielplatz und dem Ehrenfriedhof (über den Ernst-von-Eynern-Platz)                                                   | Rudolf Lundt, Schatzmeister des Barmer Verschönerungsvereins (1914 bis 1945) |
| Molineus-Weg                                                 | Weg im Barmer Wald zwischen der Lönsstraße und dem Greff-Weg                                                                                                | Barmer Industriellenfamilie Molineus. Bekanntester Vertreter: Max Albert Molineus (* 24. März 1855 in Barmen; † 28. Juli 1925 ebenda), Präsident der Handelskammer zu Barmen und der Handelskammer für den Wuppertaler Industriebezirk |
| Moltkehain                                                   | Weg im Barmer Wald zwischen dem Höhenweg und der Forestastraße                                                                                              | Helmuth Karl Bernhard von Moltke (* 26. Oktober 1800 in Parchim; † 24. April 1891 in Berlin), preußischer Generalfeldmarschall |
| Neumann-Weg                                                  | Weg im Barmer Wald zwischen dem Ernst-von-Eynern-Platz und der Lönsstraße                                                                                   | Paul Neumann, Vorsitzender des Barmer Verschönerungsvereins von 1932 bis 1945 |
| Overbeck-Weg                                                 | Weg in dem oberen Anlagen zwischen der Schüller-Allee und der Rotunde                                                                                       | Heinrich Overbeck, stellvertretender Vorsitzender des Barmer Verschönerungsvereins um 1914 |
| Paulinenruhe 51° 15′ 32,8″ N, 7° 12′ 27,5″ O                 | Aussichtspunkt mit Linde und Ruhebänken im Barmer Wald am Höhenweg, 1914 gestiftet von den Kindern der Pauline Luhn                                         | Pauline Luhn (geborene Wink, * 1841; † 1911), Ehefrau des August Luhn (* 1838; † 1915). Beide gründeten zusammen die Seifenfabrik Luhns |
| Paul-Peter-Muckenhaupt-Platz 51° 15′ 43,4″ N, 7° 12′ 27,5″ O | Platz an den Teichen zwischen der Lönsstraße und der Schubertstraße                                                                                         | Paul Peter Muckenhaupt (* 28. Februar 1950; † 3. Januar 2006), Unternehmer, Träger des Bundesverdienstkreuzes am Bande und Förderer unter anderem des Barmer Verschönerungsvereins |
| Plutte-Weg                                                   | Weg im Barmer Wald zwischen dem Barthelsweg bzw. Forstweg und dem Emil-Röhrig-Platz                                                                         | siehe Ernst-Günter-Plutte-Platz |
| Schillerplatz 51° 15′ 52,8″ N, 7° 12′ 18,3″ O                | Platz in den oberen Anlagen, Standort der Schillerlinde | Friedrich Schiller (* 10. November 1759 in Marbach am Neckar; † 9. Mai 1805 in Weimar), Dichter, Philosoph und Historiker |
| Schölgen-Allee                                               | Allee in den oberen Anlagen parallel neben der Oberen Lichtenplatzer Straße und der Unteren Lichtenplatzer Straße                                           | Peter Schölgen, * 1840; † 19. Juli 1924, Städtischer Garteninspektor und Gestalter der Barmer Anlagen ab 1870 nach Entwürfen des königlichen Gartenbaudirektors Joseph Clemens Weyhe |
| Schüller-Allee                                               | Allee in dem oberen Anlagen zwischen der Oberen Lichtenplatzer Straße und dem Emil-Röhrig-Platz                                                             | Otto Schüller (* 5. Oktober 1829 in Barmen; † 30. November 1899), Unternehmer, Stadtverordneter (1967), Beigeordneter (1869) und Ehrenbürger der Stadt Barmen, Vorsitzender des Verschönerungsvereins von 1880 bis 1899. Träger des Roten Adlerordens IV. Klasse und des Kronenordens III. Klasse                                            |
| Schwarzschild-Weg                                            | Weg im Barmer Wald parallel nördlich der Schubertstraße | Otto Schwarzschild, Vorstandsmitglied des Barmer Verschönerungsvereins von 1945 bis 1953 |
| Stüting-Weg                                                  | Weg in dem oberen Anlagen zwischen der Schüller-Allee und dem Ernst-von-Eyenern-Platz                                                                       | Arthur Stüting (* 1872; † 1927), Barmer Gartenarchitekt, Schaffer des Alpinums in den Barmer Anlagen und der Parkanlage am Hohenstein. |
| Waldweg                                                      | Weg im Barmer Wald zwischen dem Dohnenstieg und dem Jahrhundertplatz                                                                                        | Wegverlauf im Wald |
| Wahl-Weg                                                     | Weg im Barmer Wald zwischen dem Geschwister-Ostermann-Weg und dem Höhenweg/btw. der Höhenweg                                                                | Salomon Ernst Wahl (* 27. Juni 1873 in Barmen; 12. März 1944 im KZ Theresienstadt), Textilkaufhausbesitzer, Gründer des Heidter Bezirks- und Bürgervereins (8. Mai 1904) und zeitweise Vorstand des Barmer Verschönerungsvereins |
| Wegnerhöhe 51° 15′ 34,1″ N, 7° 12′ 28,6″ O                   | Platz im Barmer Wald am Höhenweg | Friedrich Wilhelm Wegner (* 14. März 1836 in Klöden im Kreis Torgau; † 8. Juli 1898 in Barmen), Barmer Oberbürgermeister |
| Weyhe-Weg                                                    | Weg in den unteren Anlagen zwischen der Straße An der Bergbahn und dem Werlé-Denkmal                                                                        | Joseph Clemens Weyhe (* 1807 in Düsseldorf; † 26. März 1871 in Engers/Neuwied), königlicher Gartenbaudirektor und Planer der Barmer Anlagen |

1. ↑  Name um 1930: Eichenallee
2. 1 2 3 4 5 6 7 8 9 10 11 12 13 14 15  Offizieller Straßenname
3. ↑  Um 1954 auch Panoramaplatz genannt.
4. ↑  Um 1930 zusammen mit dem Geschwister-Ostermann-Weg noch Waldweg genannt
5. ↑  Um 1930 zusammen mit dem Geschwister-Lauer-Weg noch Waldweg genannt
6. ↑  Um 1913 noch Ulmenallee genannt
7. ↑  Name um 1930: Sonnenallee, davor Lekebusch-Allee
8. ↑  Der Waldweg wurde in der zweiten Hälfte des 20. Jahrhunderts in Geschwister-Lauer-Weg und Geschwister-Ostermann-Weg aufgeteilt

### Wanderwege

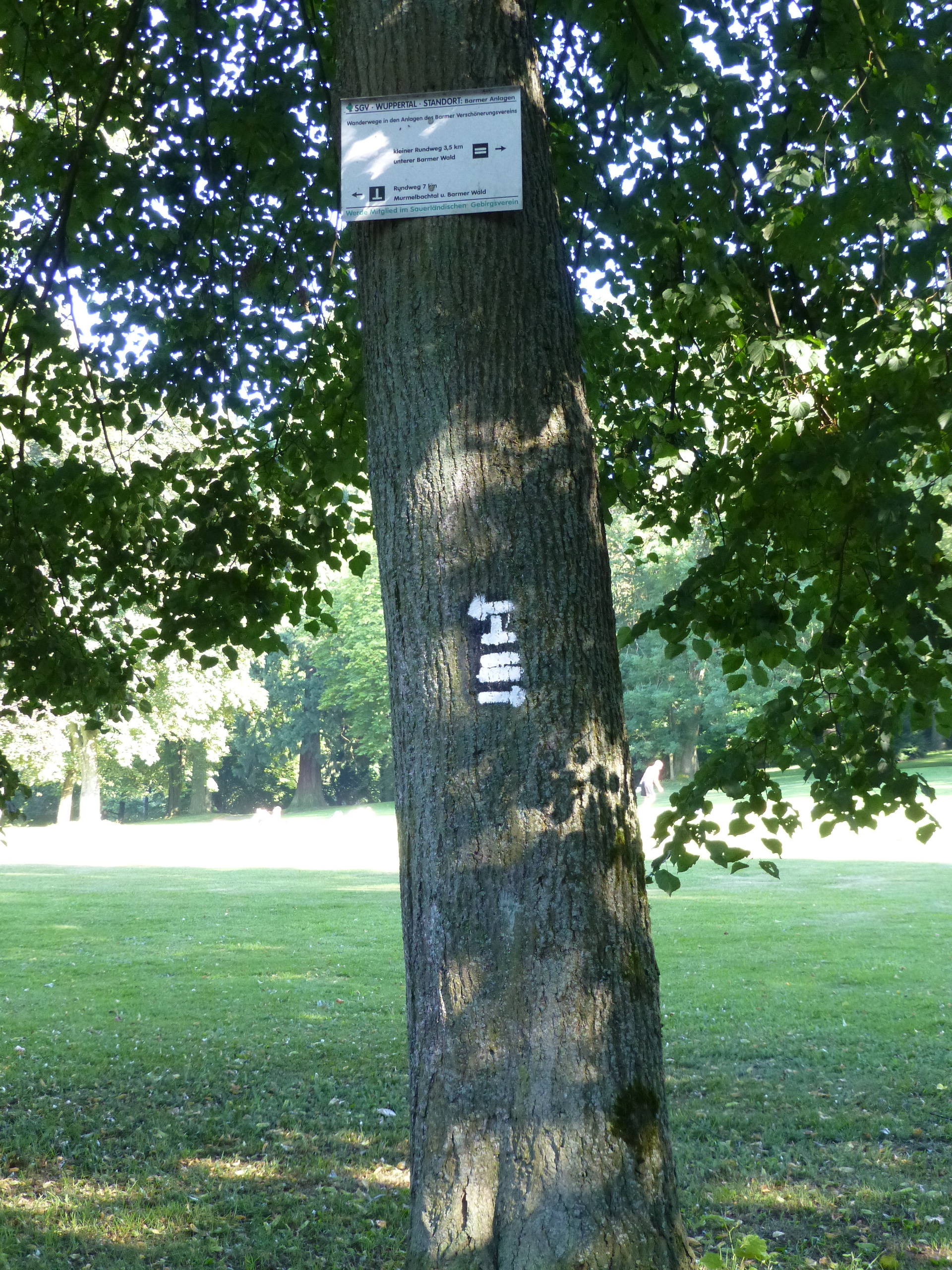
Markierte Wanderwege in den Anlagen
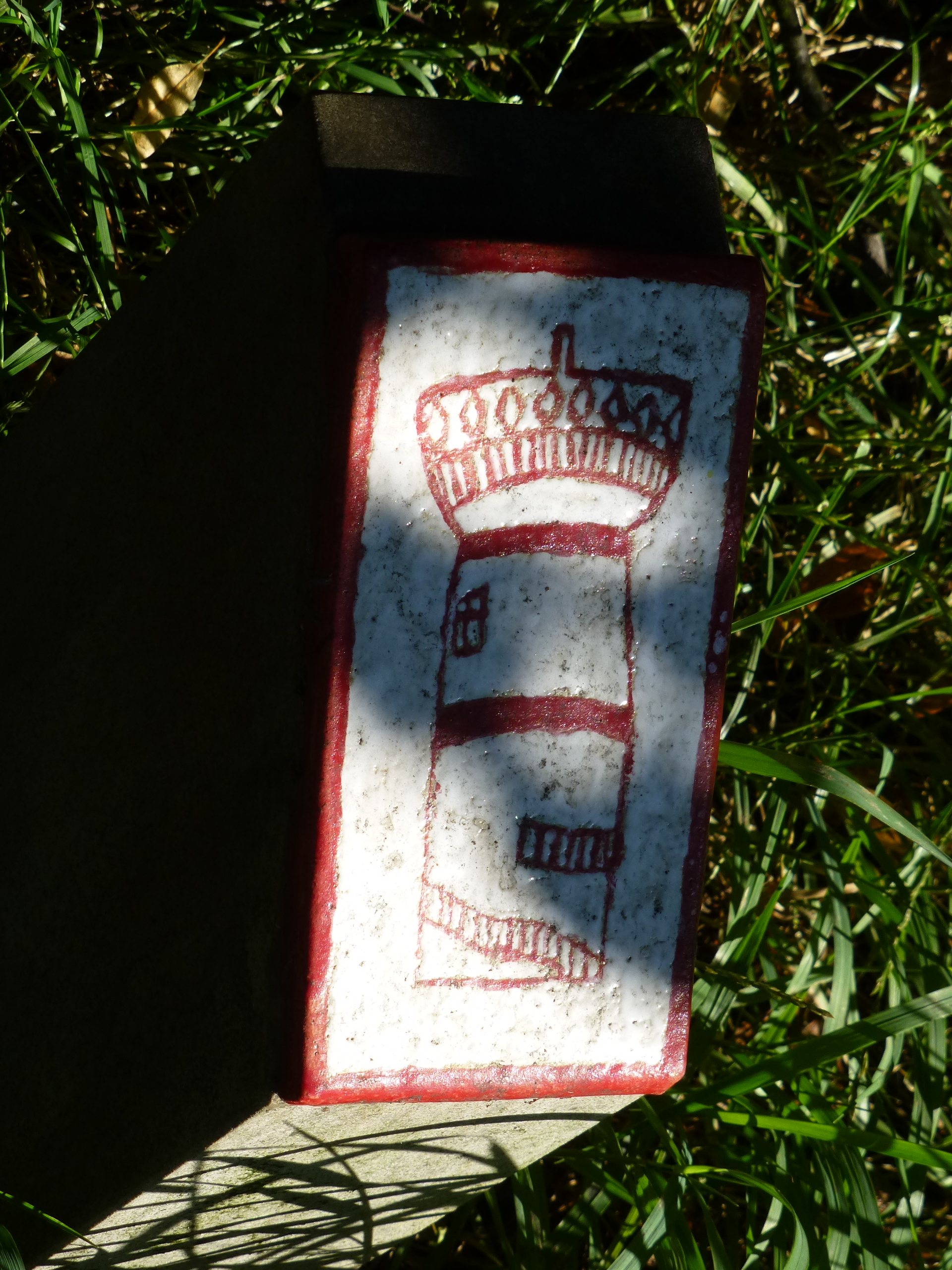
Abgeschrägter Markierungsstein mit Toelleturm

Der Barmer Verschönerungsverein hat zwei markierte Rundwanderwege und zwei markierte Zielwanderwege innerhalb der Anlagen ausgearbeitet, deren Wegzeichen von der Abteilung Wuppertal des Sauerländischen Gebirgsverein regelmäßig nachmarkiert werden:
| Wegzeichen | Wanderweg | Weglänge |
| ---------- | --- | -------- |
| ⊥          | Rundwanderweg durch den Barmer Wald und die Barmer Anlagen am Toelleturm vorbei in das Murmelbachtal und zurück. | 5,5 km   |
| =          | Rundwanderweg durch die oberen Barmer Anlagen                                                                    | 2,6 km   |
| ■          | Zielwanderweg vom Haupteingang der Barmer Anlagen an der Ottostraße durch den Barmer Wald hinauf zum Toelleturm  | 2,0 km   |
| JH         | Jugendherbergsweg: Zielwanderweg von der Wuppertaler Jugendherberge hinauf zum Toelleturm                        | 1 km     |

Im Rahmen der Regionale 2006 wurden mehrere Themenrouten von Schwebebahnstationen ausgehend zu Wuppertaler Türmen definiert. Eine derer führt von der Schwebebahnstation Alter Markt durch die Barmer Anlagen hinauf zu dem Toelleturm. In der Landschaft ist der Weg nicht markiert, an ausgesuchten Stellen wurden aber auf abgeschrägten Markierungsteinen handgefertigte Kacheln aufgesetzt, die den Toelleturm künstlerisch zweifarbig darstellen.

## Denkmale, Gedenkbäume und bauliche Anlagen
In den Barmer Anlagen wurden im Laufe der Jahrhunderte zahlreiche Denkmale und bauliche Anlagen geschaffen, die den Charakter des Parks formen. Insbesondere Denkmälern für verdiente Barmer Bürger wurde regelmäßig ein Platz in den Anlagen eingeräumt, auch wenn als Errichter nicht der Verschönerungsverein selbst, sondern die Stadt oder private Vereine in Erscheinung traten. Einige Denkmäler fielen Vandalismus zum Opfer oder erlitten während des Zweiten Weltkriegs substantielle Schäden, so dass sie ersatzlos abgebrochen wurden. Dennoch blieben 17 Denkmale und Gedenksteine erhalten. Zu den baulichen Anlagen zählen aber ebenso Infrastruktureinrichtungen wie gefasste Teichanlagen oder Aussichtspunkte, Verbindungsbrücken, Kinderspielplätze und ähnliche Vorrichtung zur Erholung im Park.
In den Anlagen befinden sich folgende Denkmale, Gedenksteine, Gedenkbäume und bauliche Anlagen:

### Haupteingang in den unteren Barmer Anlagen

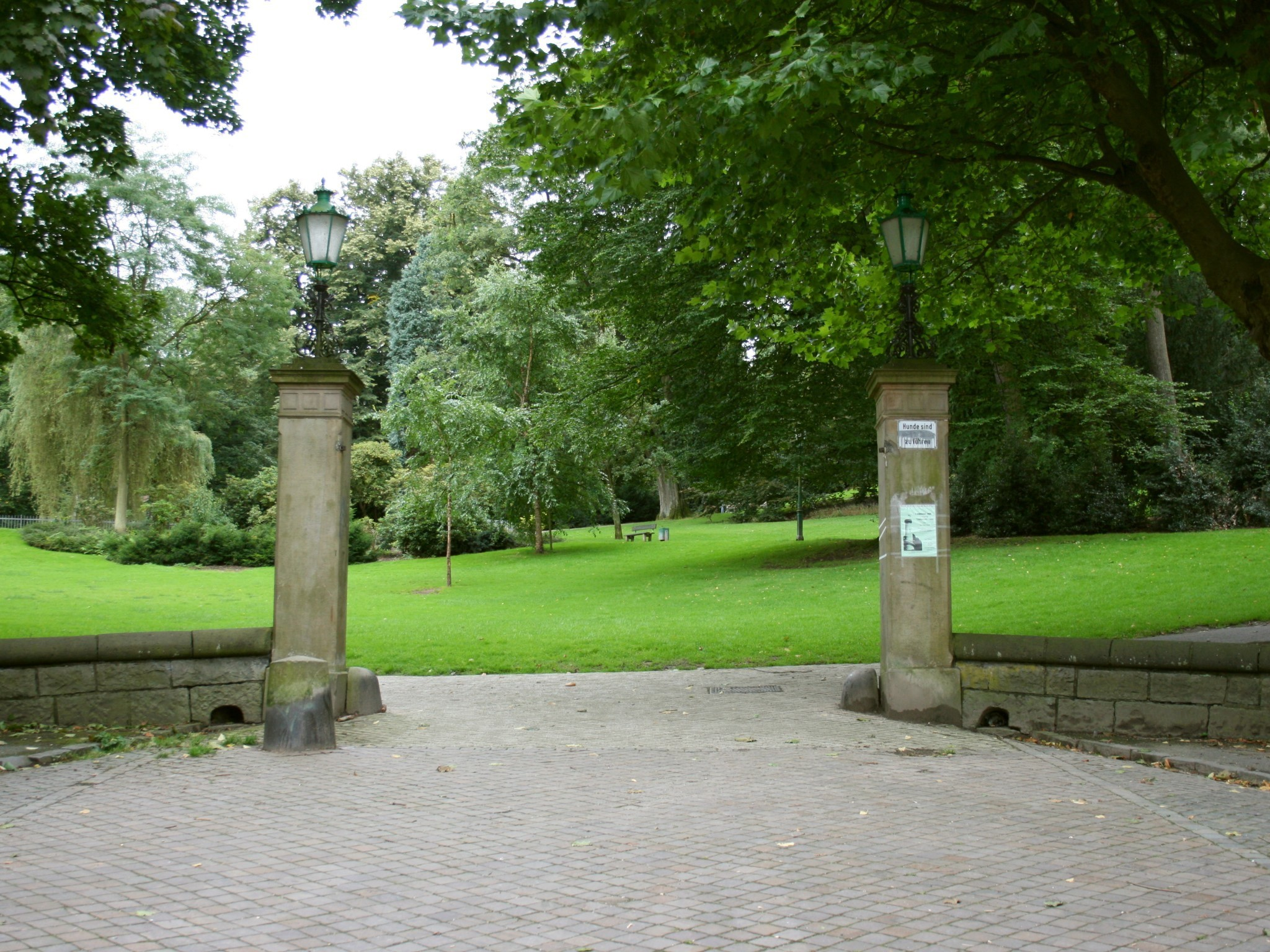
Haupteingang
51° 16′ 2,7″ N, 7° 12′ 17,8″ O
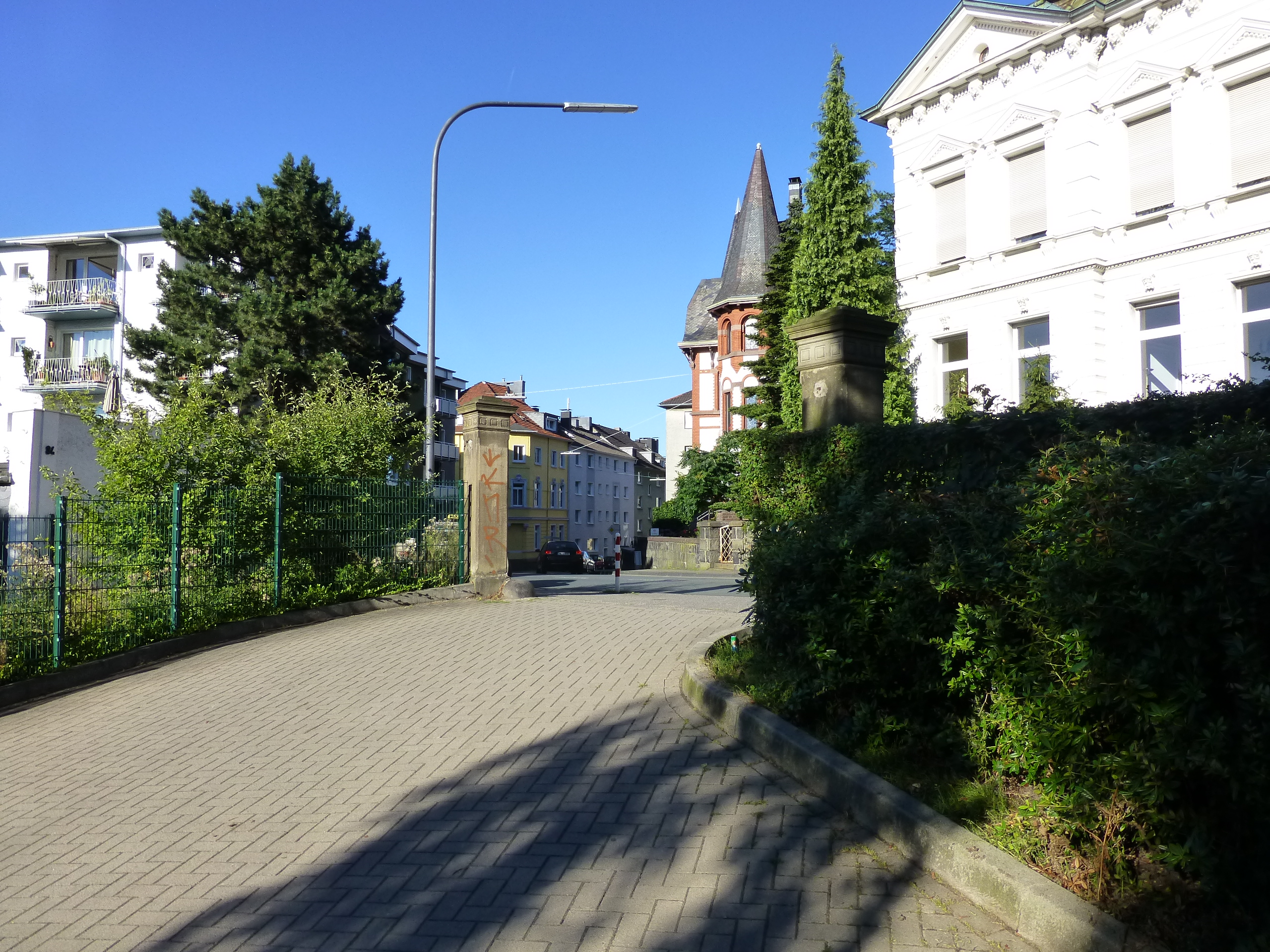
Östlicher Zugang
51° 16′ 2,1″ N, 7° 12′ 23,2″ O
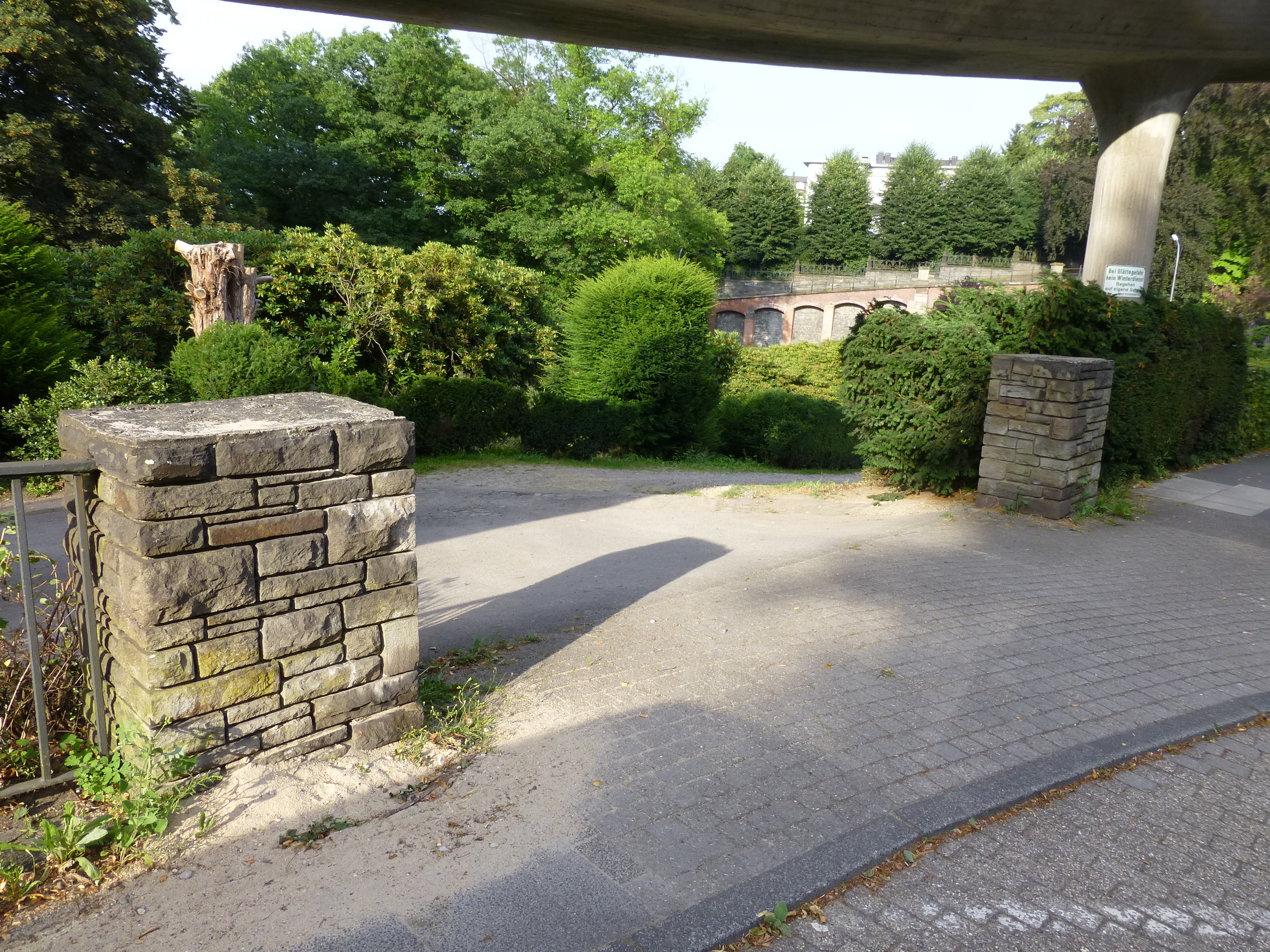
Südlicher Zugang
51° 15′ 57,2″ N, 7° 12′ 20,2″ O
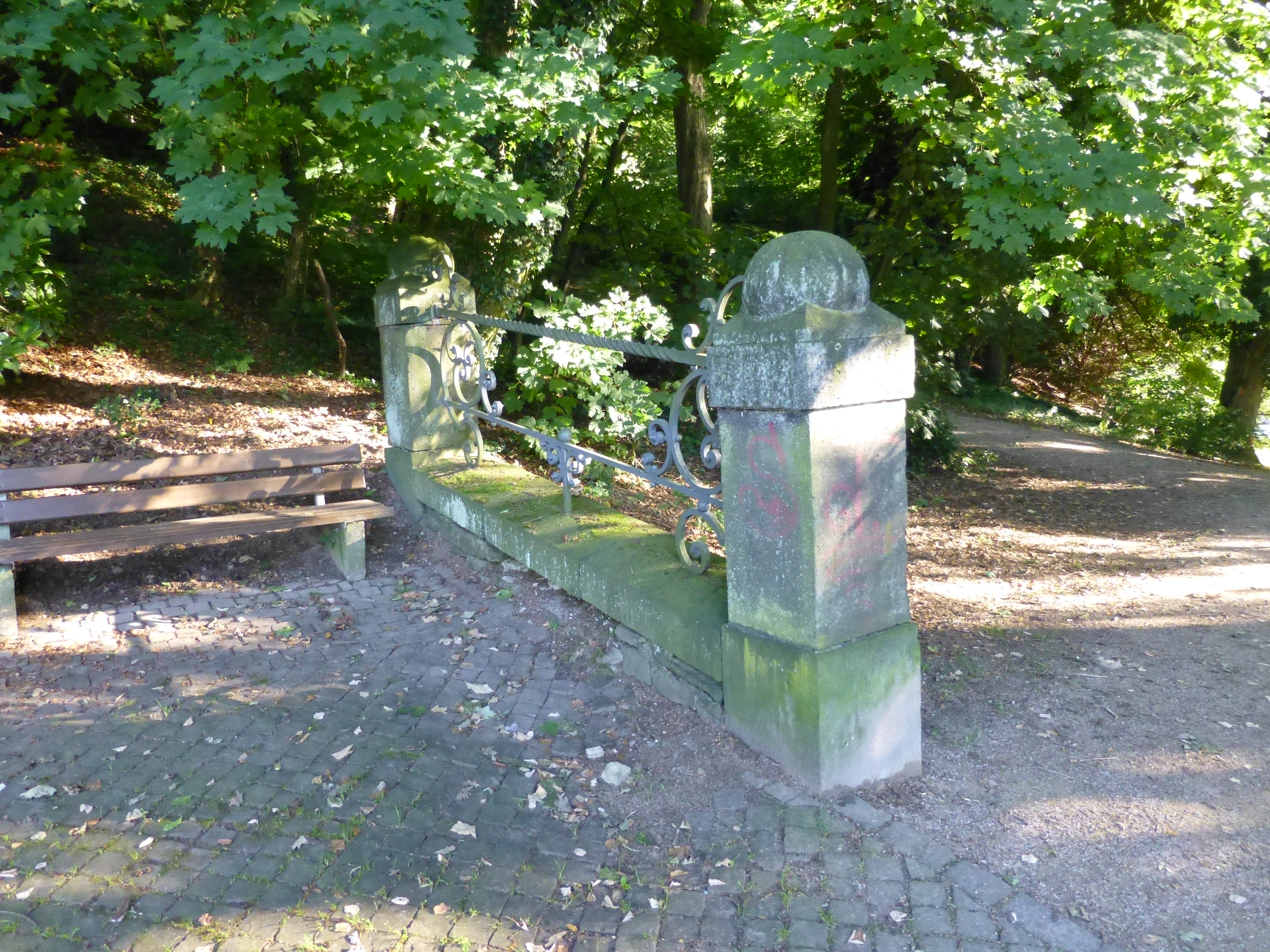
Nebeneingang am Denkmal gegen die Vivisektion
51° 15′ 47,6″ N, 7° 12′ 30,5″ O

Am oberen Ende der Heinrich-Janssen-Straße befindet sich an einem kleinen Vorplatz der von einer Mauer mit zwei Steinsäulen eingefasste Haupteingang der unteren Anlagen. Die Heinrich-Janssen-Straße wurde unter dem Namen Augustastraße von dem Stadtbaumeister Fischer 1869 als Zugangsweg zu dem Barmer Anlagen entworfen. Die breite Prachtstraße besitzt zwei getrennte Fahrbahnen, zwischen denen ein mit 36 Sommer-Linden (Tilia platyphyllos) gesäumter Fußweg angelegt wurde. Diese Allee ist unter der ND-Nr. 7.03 als Naturdenkmal unter Schutz gestellt. Die ursprünglich sehr viel prachtvollere Gestaltung des Eingangsbereiches wurde nach dem Zweiten Weltkrieg nicht wieder hergerichtet.

### Nebeneingänge in den unteren und oberen Anlagen
Neben dem städtebaulich als Eingangsportal entworfenen Haupteingang existieren mehrere eingefasste Nebeneingänge zu den unteren Anlagen und dem nördlichen Bereich der oberen Anlagen.
Der östliche Zugang von der Unteren Lichtenplatzer Straße zu den unteren Anlagen wird von zwei hohen Steinsäulen eingefasst, die stilistisch denen des Haupteingangs entsprechen, ohne jedoch dessen aufgesetzte Laternen zu besitzen.
Der südliche Zugang von der gleichen Straße aus befindet sich unterhalb der Verbindungsbrücke zwischen beiden Anlagenbereichen und besitzt eine aus bearbeiteten Natursteinen gemauerte Einfassung. Diese Gestaltung wiederholt sich bei dem leicht versetzt gegenüberliegenden Eingang zu den oberen Anlagen am Abzweig der Waldemarstraße von der Unteren Lichtenplatzer Straße.
Der prachtvollste Zugang zu den oberen Anlagen wurde als Treppenanlage von der Joseph-Haydn-Straße realisiert.
Ein weiterer Zugang von der gleichen Straße führt beim Denkmal gegen die Vivisektion auf das Gelände. Er besteht aus einem herausgenommenen Segment des schmiedeeisernen Geländers, das den Gehweg der Straße zu den tiefer gelegenen Anlagengelände sichert.
Die weiteren Zugänge in die Barmer Anlagen besitzen keine aufwändigere Gestaltung.

### Toelleturm
Der Toelleturm steht auf einer Höhe von 330 m ü. NN und ist 26,25 Meter hoch. Der aus Beyenburger Grauwacke zweischalig gemauerte Turm besitzt einen runden Querschnitt und verjüngt von 7,70 Meter am Fuß bis auf 5,14 Meter nach oben. Den Zwischenraum bildet ein Zyklopenmauerwerk aus unbehauenem Stein und ungerichteten Fugen, teils offen und ohne Mörtel. Über eine Außentreppe gelangt man zu einem Umgang sieben Meter über dem Plateau. Ab dort führen 146 Stufen über eine Wendeltreppe zur Aussichtsplattform. Über der Eingangstür zum Innenraum im Erdgeschoss ist eine Bronzetafel angebracht:

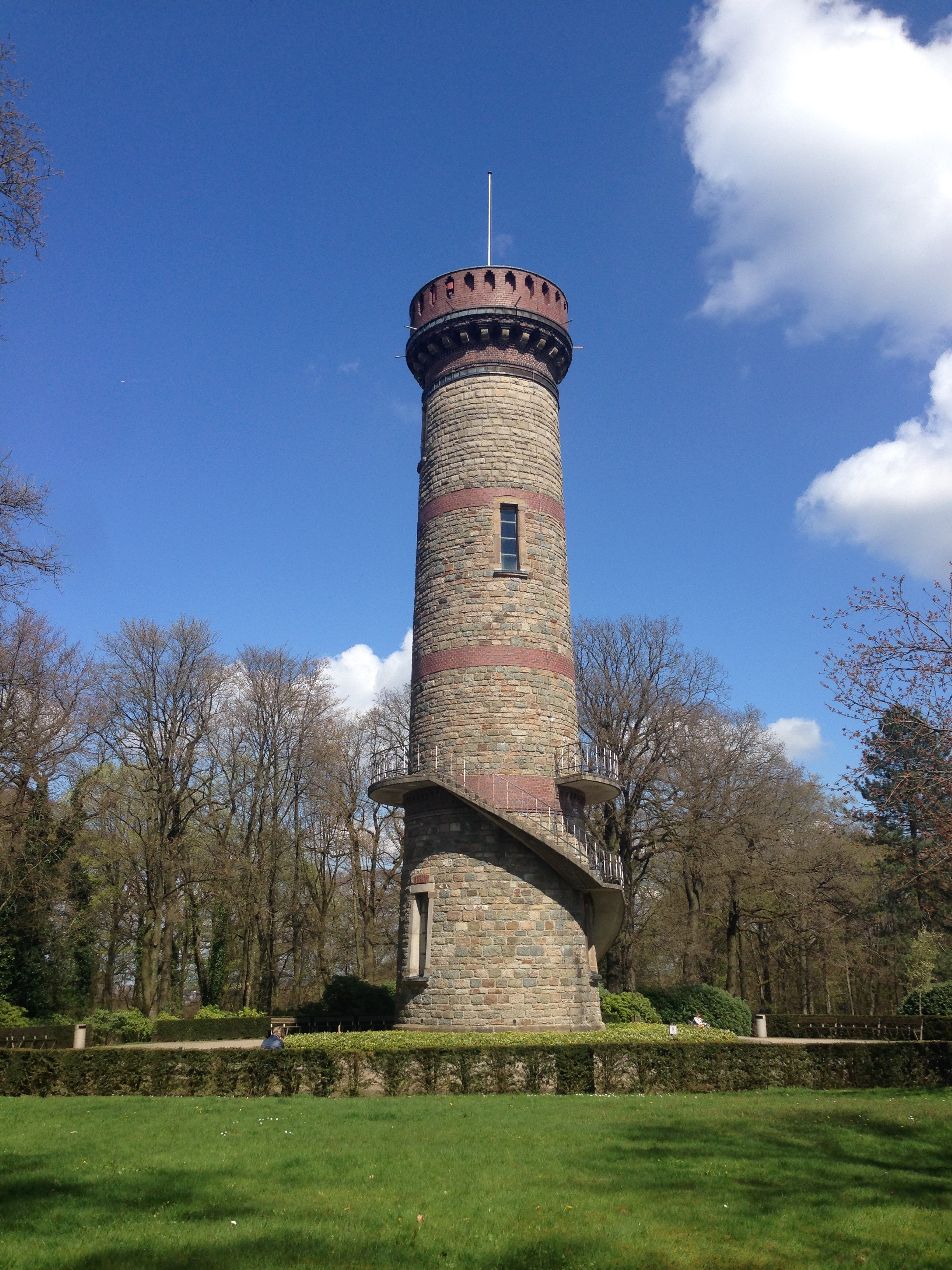
Toelleturm
erbaut 1888
erneuert 1990
Eine weitere Widmungstafel trägt den Text:
Dieser Aussichtsthurm wurde im Jahre 1887 gebaut und gestiftet zum Eigenthum des Barmer Verschönerungs-Vereins in Erinnerung an Ludwig Ernst Toelle, 1822–1886, von dessen Familie.

### Ehrenfriedhof Barmen
Grabstellen
Die Grabstellen selbst sind überwiegend mit Grabinschriften in ungewöhnlich detaillierter Form ausgeführt. Zahlreiche Grabstellen besitzen einen Grabstein, auf dem eine rundliche oder quadratische Bronzeplatte angebracht ist, die von den Barmer Unternehmern Otto Wirth und Emil Meurer 1921 zu einem Stückpreis von 120 Reichsmark angefertigt wurden. Dort sind der Name des Gefallenen, der militärische Rang, die Waffengattung, der Geburtsort, das Geburtsdatum, die Einheit, der Ort der Verwundung, der Ort des Todes und das Todesdatum vermerkt.
Kriegerdenkmal

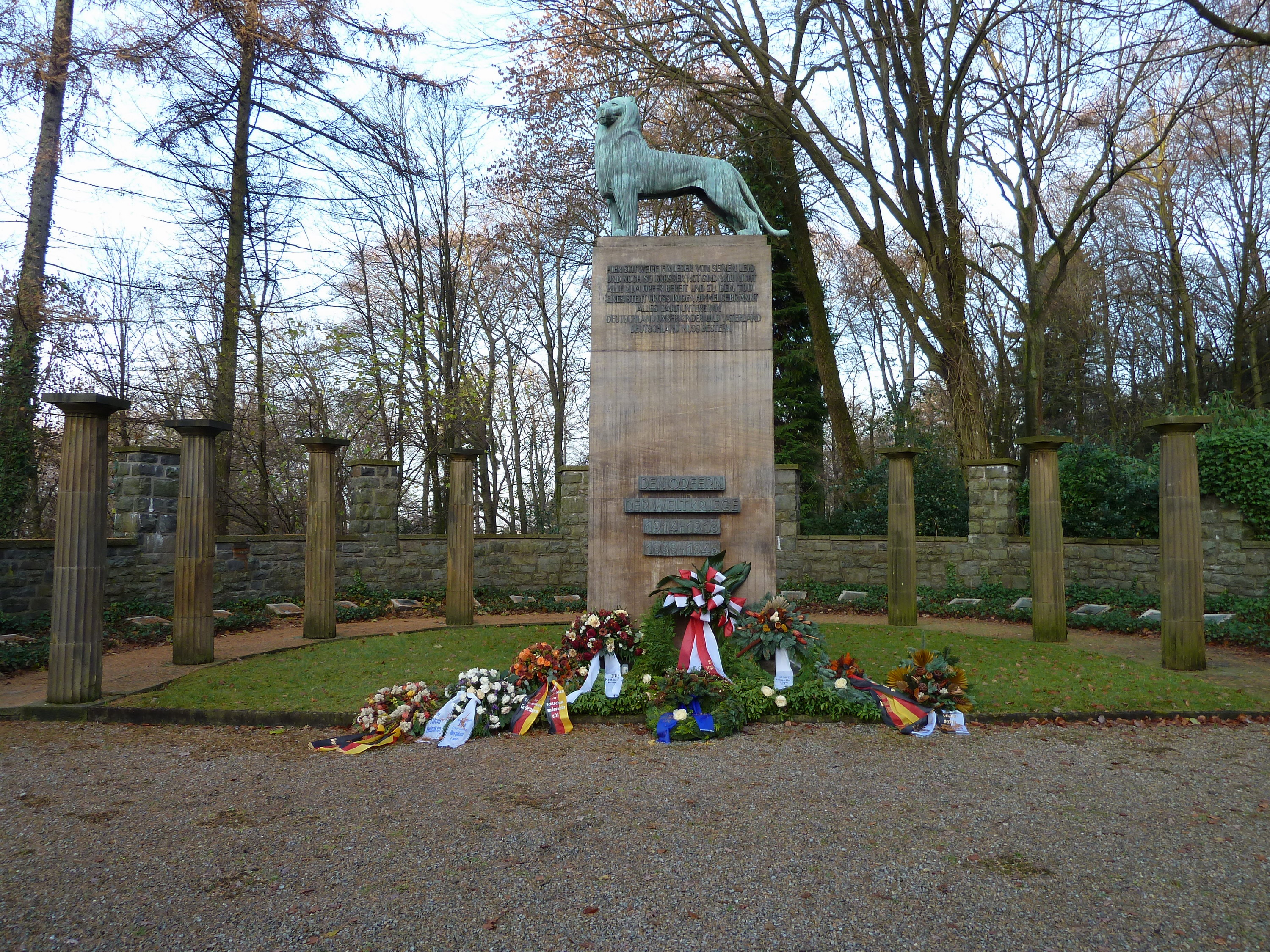
Kriegerdenkmal
51° 15′ 38,5″ N, 7° 12′ 24,5″ O
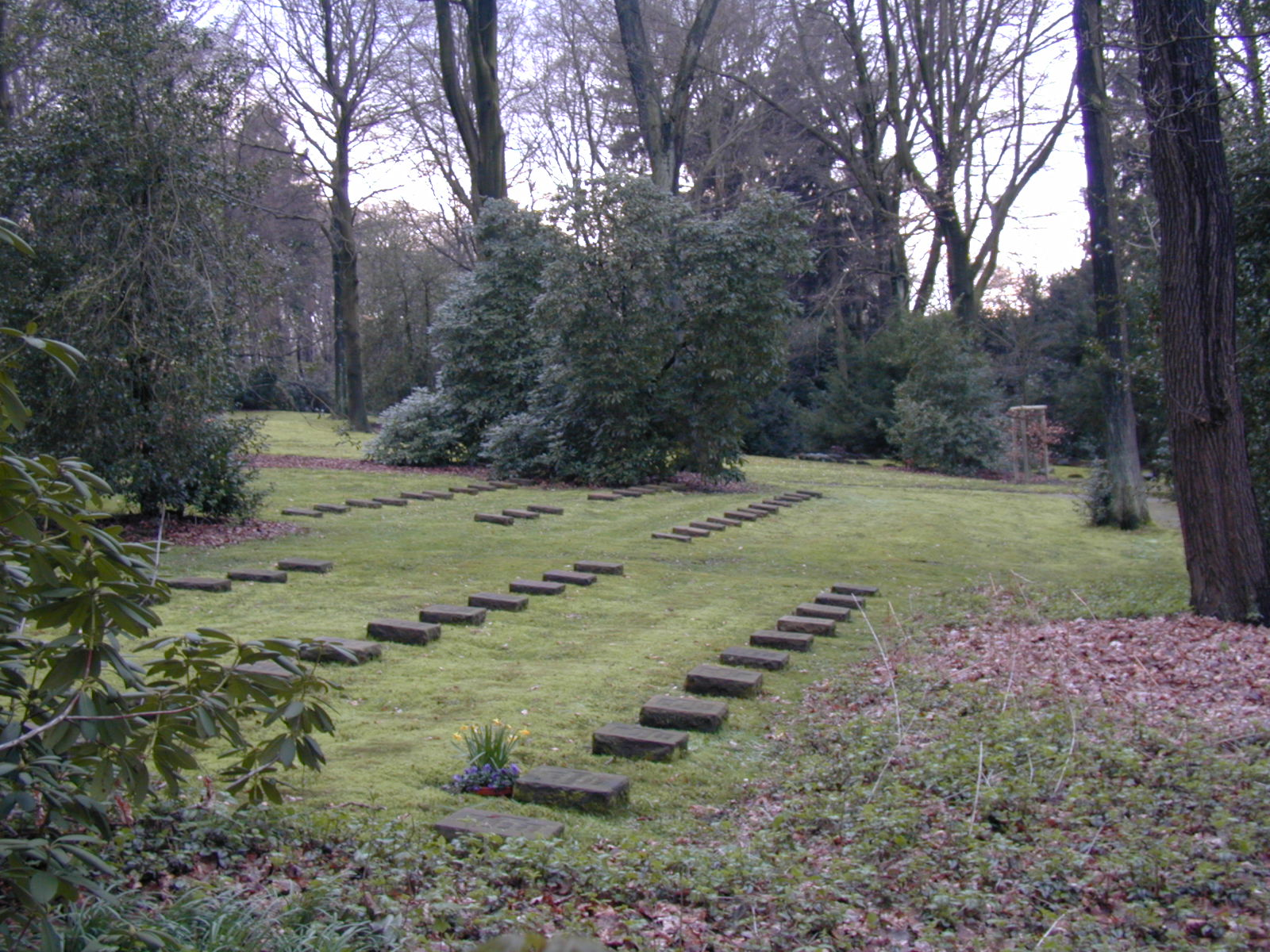
Grabstellen

Auf dem 1914 angelegten Ehrenfriedhof sind mehrere Denkmale und Gedenktafeln zu finden:

Das umfangreichste Denkmal ist das Kriegerdenkmal, das inmitten einer Säulenpergola aus 10 Säulen steht. Das Kriegerdenkmal wurde am 30. September 1916 anlässlich der ersten Erweiterung des Friedhofs vorgestellt, ließ aber noch bis zur Errichtung etwas auf sich warten. Der Sockel, der auf einem Fuhrwerk mit 10 vorgespannten Pferden zum Friedhof transportiert wurde, trägt eine zeitgenössische Inschrift des Autors Will Vesper:
Auf dem Sockel thront eine bronzene Löwenskulptur des Bildhauers Paul Wynand, die einen Barmer Löwen symbolisiert. Diese wurde zunächst provisorisch ausgeführt, da aus Kriegsgründen das gewünschte Material „vergoldeter Bronze“ nicht zur Verfügung stand. Erst nach Kriegsende beschloss die Stadtverordnetenversammlung Barmens am 6. Juli 1922 die Vollendung des Denkmals und es wurde Am 20. Oktober 1922 als trutziges Wahrzeichen der Stadt und Symbol der todesmutigen Treue und Tapferkeit der Öffentlichkeit vorgestellt. Nach dem Zweiten Weltkrieg wurde die Inschrift ergänzt. Der Wuppertaler Bildhauer Fritz Bernuth fertigte die vierzeilige Ergänzung aus Bronzebuchstaben an:
Sterbender Krieger

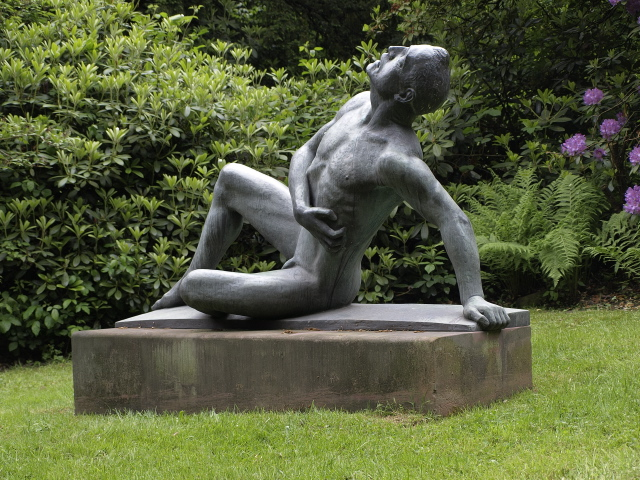
Sterbender Krieger
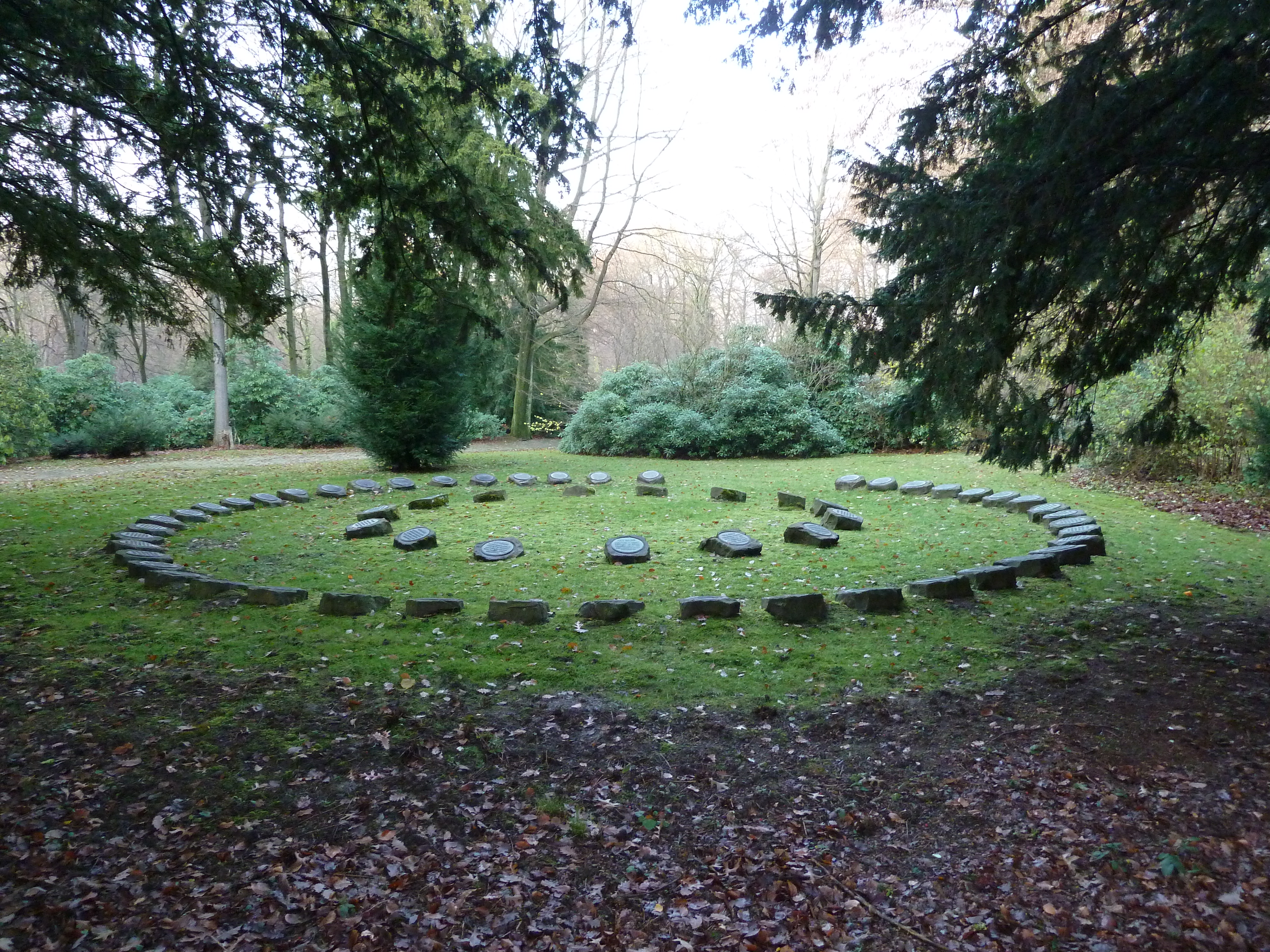
Grabstellen

Das Ehrenmal der Deutschen Bank, auch Sterbender Krieger genannt, wurde von Walther Wolff 1923 für die Vorhalle des Gebäudes der Deutschen Bank AG in der Elberfelder Königstraße (heute Friedrich-Ebert-Straße) geschaffen, um den 31 gefallenen Mitarbeitern zu gedenken. Die Darstellung zeigt einen auf dem Boden liegenden, leidenden Mann, der sich eine verwundete Seite hält und sich mühsam mit dem anderen Arm abstützt. Das Gesicht mit den geschlossenen Augen wendet sich dem Himmel zu. Eine Zusatztafel aus Bronze wurde am 6. April 1955 zum Gedenken der 19 Gefallenen und 6 Vermissten der damaligen Rheinisch-Westfälischen Bank im Zweiten Weltkrieg angebracht. Als 1960/61 das alte Bankgebäude abgerissen und durch einen Neubau ersetzt wurde, wurde die Figur auf Anregung des damaligen Direktors des Von der Heydt-Museums Günter Aust auf einer Freifläche im oberen Teil des Ehrenfriedhofs aufgestellt.
Das Kriegerdenkmal zu Ehren der ehemaligen Kriegsgefangenen
Das Kriegerdenkmal zu Ehren der ehemaligen Kriegsgefangenen auf einem dem Barmer Ehrenfriedhof angegliederten Geländeteil wurde vom Verein der ehemaligen Kriegsgefangenen Barmen angelegt und am 21. Mai 1933 in die Obhut der Stadt Wuppertal übergeben. Es besteht aus einem Gedenkstein und sieben Gräbern ausländischer Kriegsgefangener (ein Serbe, drei Belgier und drei Russen), die in den letzten Kriegstagen des Ersten Weltkriegs in den Barmer Lazaretten starben und nach Beisetzung auf unterschiedlichen Barmer Friedhöfen 1933 unter Teilnahme des belgischen Vizekonsuls aus Köln und Vertretern der Behörden, der Kriegerverbände und der Kirchen dorthin umgebettet wurden. Die Grabsteine sind von der Ausführung her denen der deutschen Gefallenen angeglichen. Auf dem Gedenkstein, der ursprünglich von zwei Kreuzen gesäumt wurde, lautet:
Denkmal für die Gefallenen des Kapp-Putsches

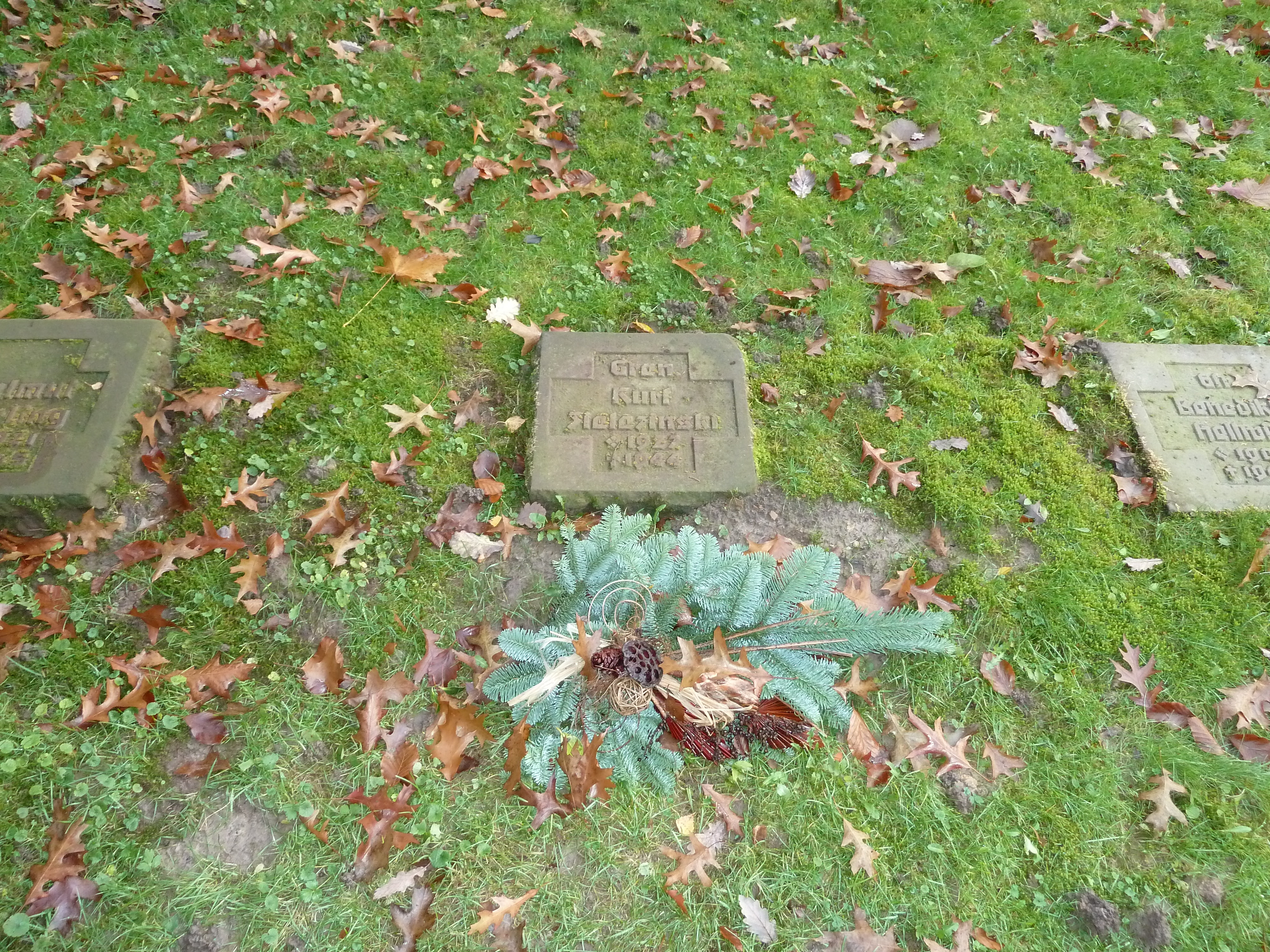
Grabstellen
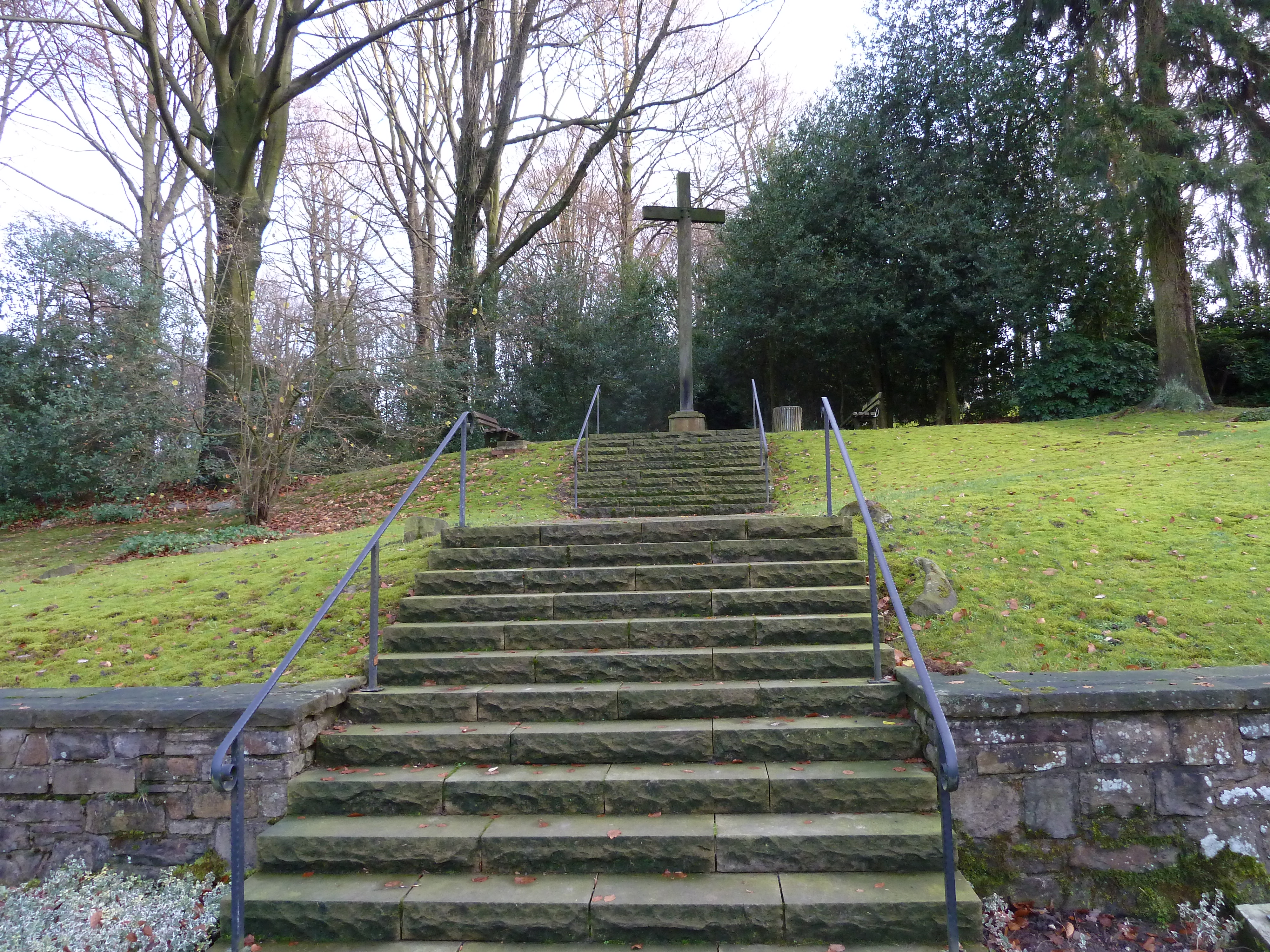
Gedenkkreuz

Das Denkmal für die Gefallenen des Kapp-Putsches auf einem abgetrennten Teil des Ehrenfriedhofs wurde am 20. März 1921 eingeweiht. Die Grabstellen sind ebenfalls optisch dem der Kriegsgefallenen angeglichen, zeigen aber nur schlicht Namen und Lebensdaten. Das zugehörige Denkmal zeigt einen Sämann bei der Arbeit unter strahlender Sonne, über ihm der Satz
Die Sentenz stammt aus dem Lied Tord Foleson des Norwegers Per Sivile, das als Arbeiterkampflied seinerzeit gesungen wurde und sich an Gräbern der Gefallenen des März 1920 öfters verewigt findet. Das Denkmal wurde von Paul Kuhnle entworfen und nach der vermeintlichen Zerstörung durch die Nationalsozialisten 1946 von Fritz Kuhnle nach Vorbild des Originals neu geschaffen. Der Sämann symbolisiert das sieghaft dahinschreitende Proletariat, so formulierte es Paul Sauerbrey (USPD). Im Frühsommer 1980 wurden die Reste des Originals auf dem Friedhofsgelände wiedergefunden und auf einer Terrasse neben dem Kriegerdenkmal aufgestellt.

### Dicke-Ibach-Treppe

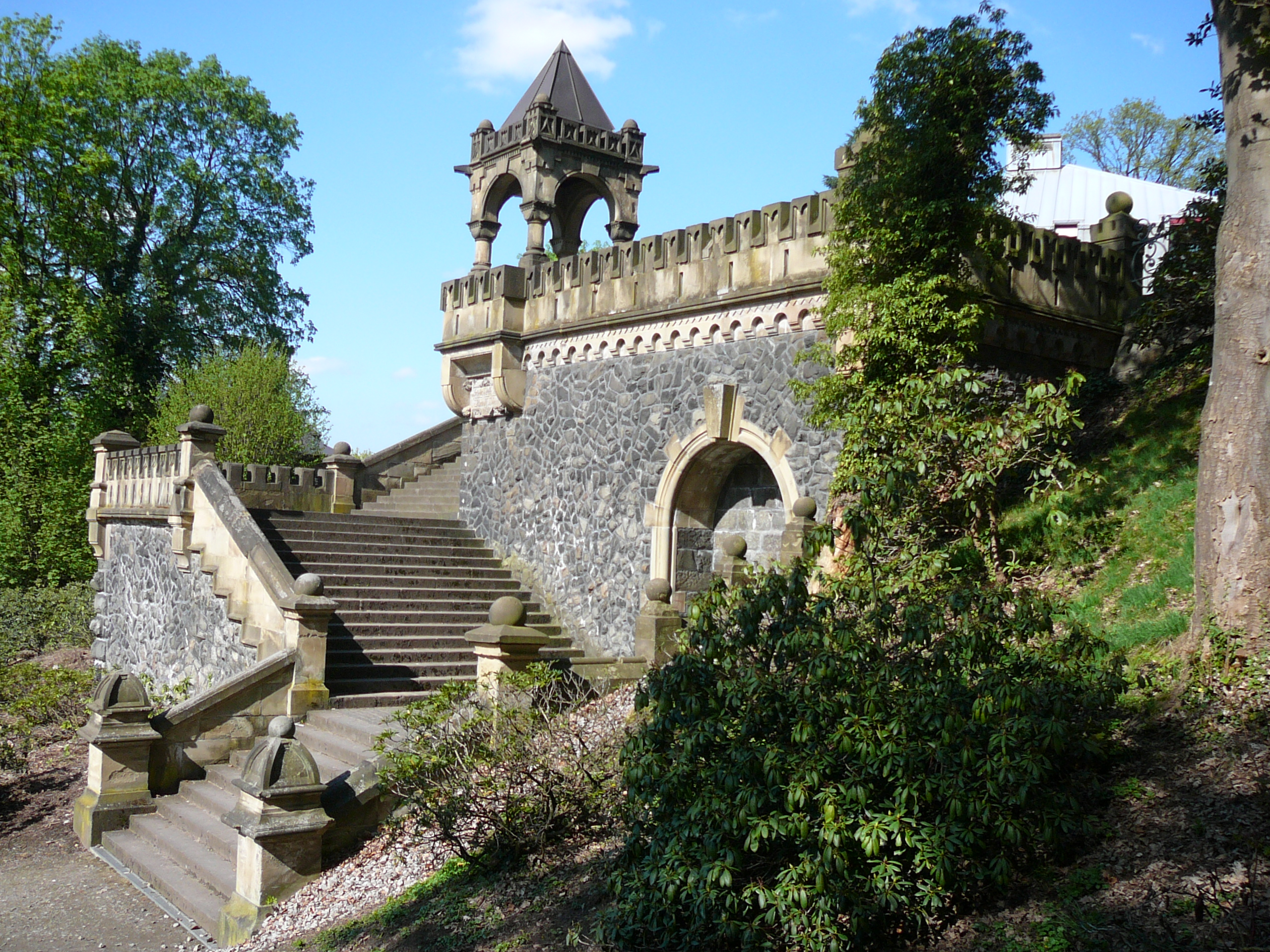
Dicke-Ibach-Treppe

Die Dicke-Ibach-Treppe ist eine denkmalgeschützte gründerzeitliche Freitreppenanlage, die im Jahre 1897 von Friedrich Wilhelm Dicke und Peter Adolph Rudolph Ibach gestiftet wurde. 2006 wurde das in einer Nische angebrachte Bronzerelief Christus heilt ein mißhandeltes Tier gestohlen.

### Bergbahn-Denkmal
Das Denkmal der Barmer Bergbahn wurde am 22. Oktober 1984 nach einer Idee von Heinz Reistenbach ein paar Meter neben der ehemaligen Trasse anlässlich des 100-jährigen Bestehens der BARMER Ersatzkasse und des 50-jährigen Bestehens ihrer Pensionskasse aufgestellt. Es besteht aus einem original erhaltenen Gleisstück mit Zahnstange, das beim Ausbau aus der Straße An der Bergbahn sichergestellt wurde, einem Radsatz und einem Zahnkranz der Stuttgarter Zahnradbahn, da von dem ursprünglichen Wagenmaterial der Barmer Bergbahn nichts erhalten blieb. Der Architekt Max R. Wenner führte das Denkmal aus. Als im Rahmen der Regionale 2006 die alte Trasse mit einer Doppelreihe von Granitstelen nachgebildet wurde, versetzte man das Denkmal auf die Trasse. Die Inschrift lautet:

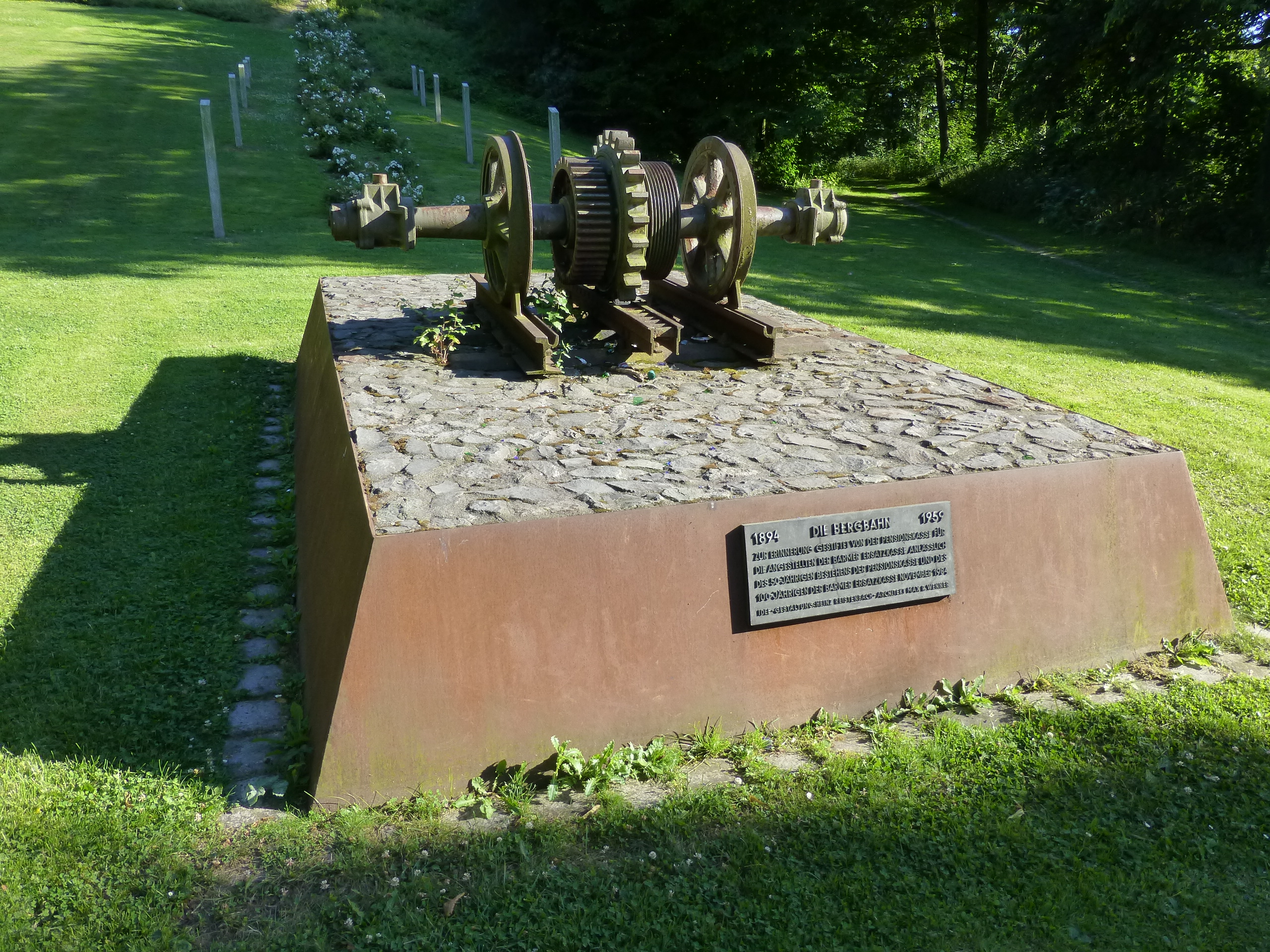
Denkmal der Barmer Bergbahn
51° 15′ 53,5″ N, 7° 12′ 11,2″ O
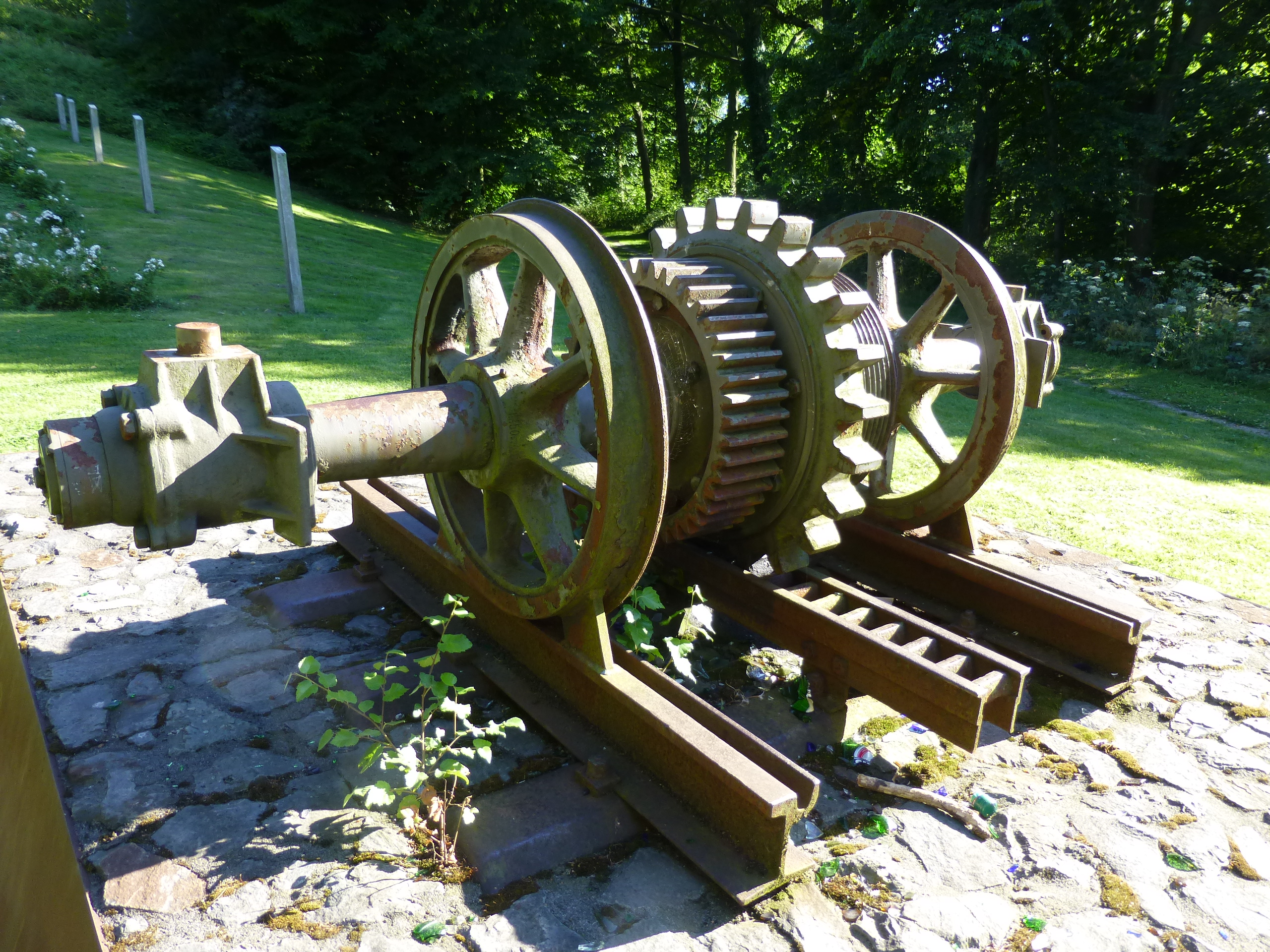
Nahansicht

### Bergbahntrasse

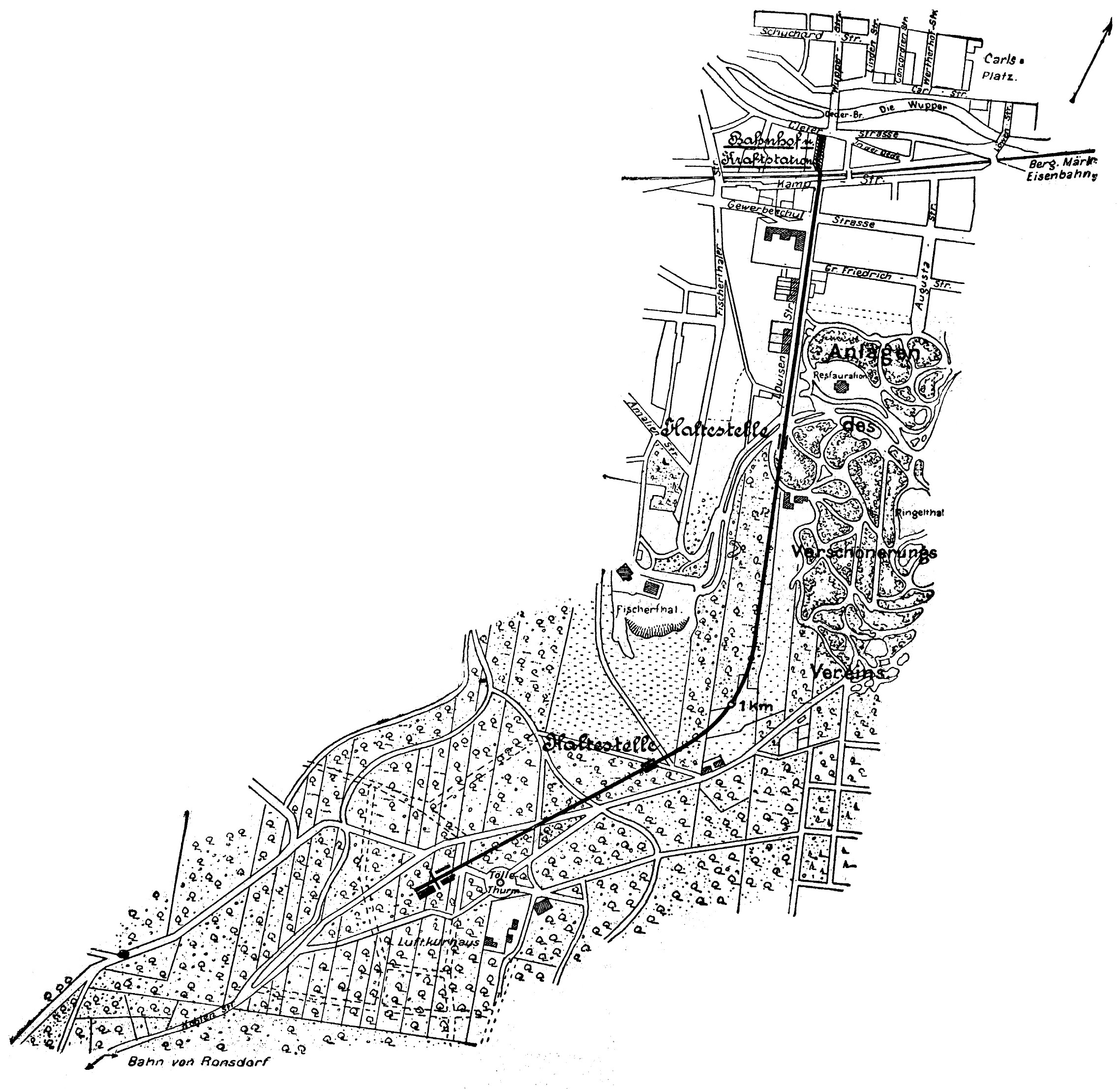
Die Bergbahntrasse 1898
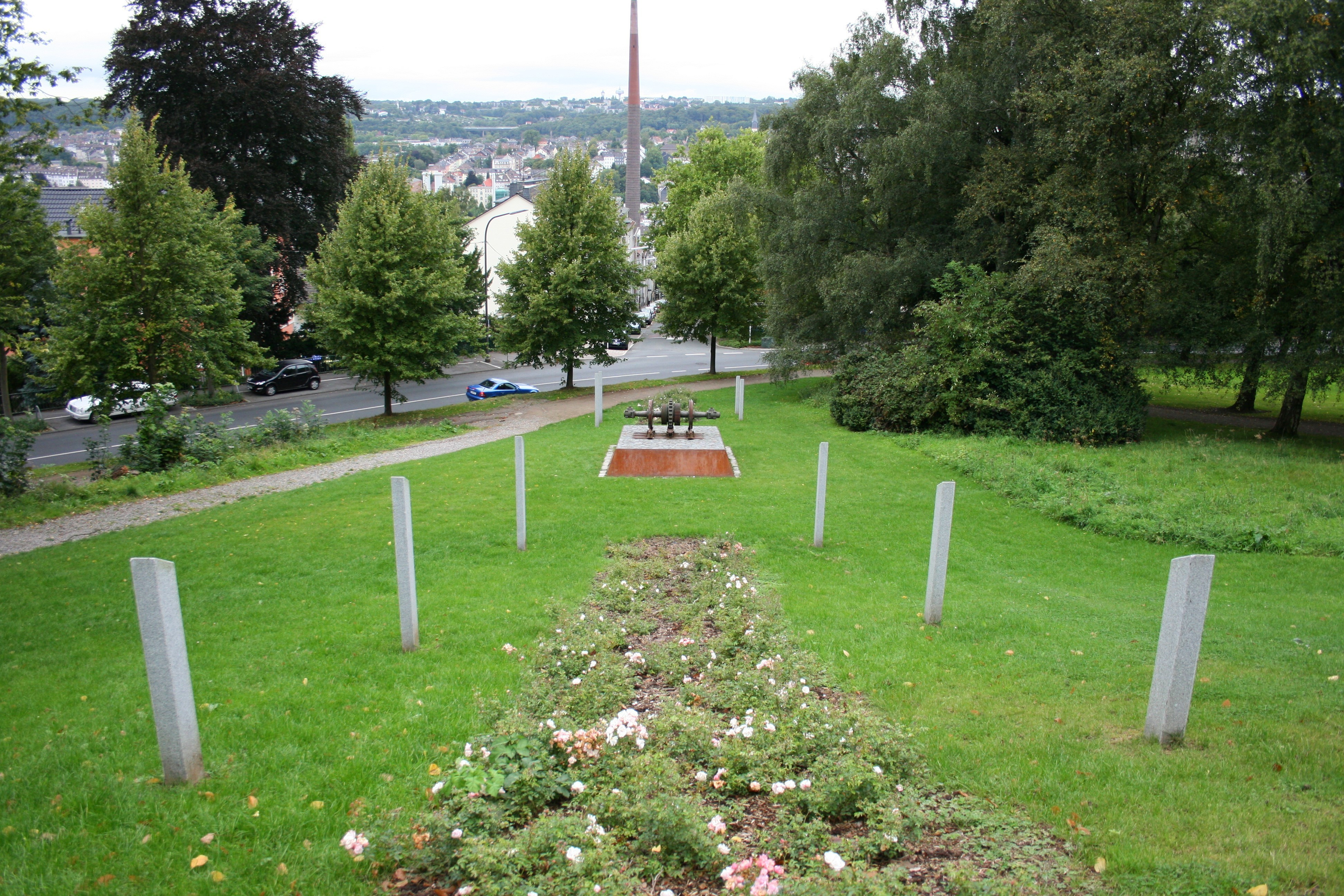
Markierte Trasse der Barmer Bergbahn in den Oberen Anlagen
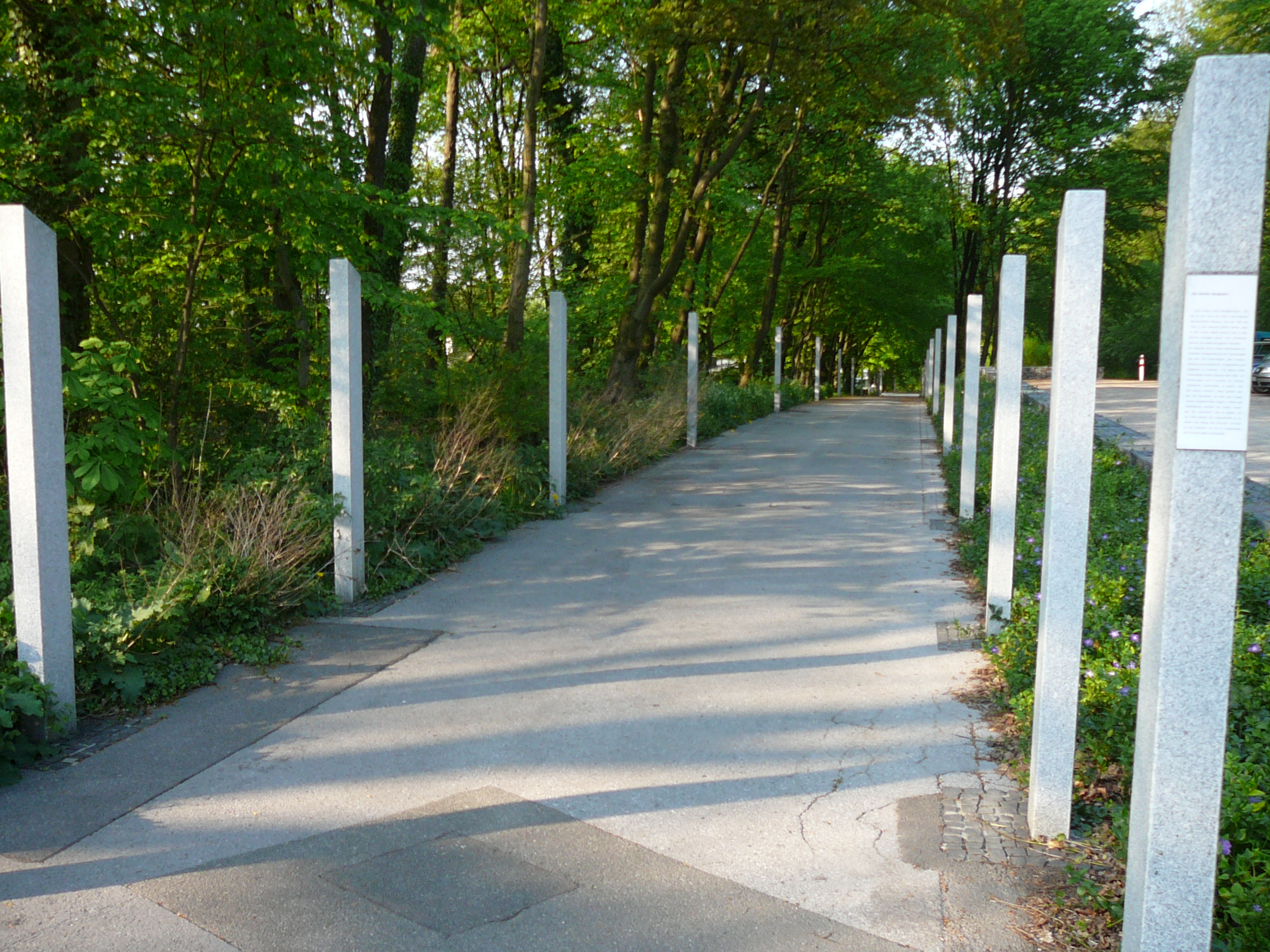
Stelentrasse am Toelleturm

Die ehemalige Trasse der Barmer Bergbahn wurde im Rahmen der Regionale 2006 für eine Bausumme von ca. 1 Mio. Euro (aus diesem Gesamtbudget wurde aber u. a. auch die Renovierung des Emil-Röhrig-Platzes finanziert) mit einer Doppelreihe von 180 Granitstelen in der Landschaft markiert und zwischen der Rotunde am Kinderspielplatz und der Lönsstraße mit einem geschotterten Untergrund versehen. Realisiert wurde der Gewinnerbeitrag eines Ideenwettbewerbs der Landschaftsarchitekten Ipach und Dreisbusch.
Die Abstände zwischen den paarweise angeordneten, hellen Stelen sind nicht äquidistant, sondern folgen mehrfach dem Prinzip der Fibonacci-Folge, bei dem sich jeder Abstand im Vergleich zum vorherigen verdoppelt. Daraus ergeben sich engere Abstände zwischen den Stelenpaaren an Kreuzungen der Trasse mit Wegen, Plätzen und Straßen, die die Trasse an diesen Punkten besonders betonen. In kreuzungsfernen Bereichen wird so ein maximaler Abstand von 25 Metern erreicht. Der Kopf der im Mittel 2,2 Meter hohen Stelen ist abgeschrägt, um die Steigung der Bergbahn zu symbolisieren.
Die Aufstellung der Stelen wurde teilweise kritisiert, weil sie in China gefertigt wurden. Das Denkmal der Barmer Bergbahn wurde anschließend versetzt, damit es mittig in der Trasse liegt. Der Bereich der heutigen Rotunde ist auf einem zugeschütteten und planierten Geländeeinschnitt der ansteigenden Bergbahntrasse angelegt, über die der Verschönerungsverein eine drei Meter breite Brücke baute. Die Stelen scheinen an dieser Stelle in den Boden zu verschwinden, um die Tiefe dieses zugeschütteten Einschnitts zu symbolisieren. Obwohl die Trassenmarkierung nicht als Weg gedacht ist, wird sie im Südbereich an der Lönsstraße seitdem von der Bevölkerung als solcher genutzt.

### Ludwig-Ringel-Denkmal

Ludwig-Ringel-Denkmal (historische Ansicht)

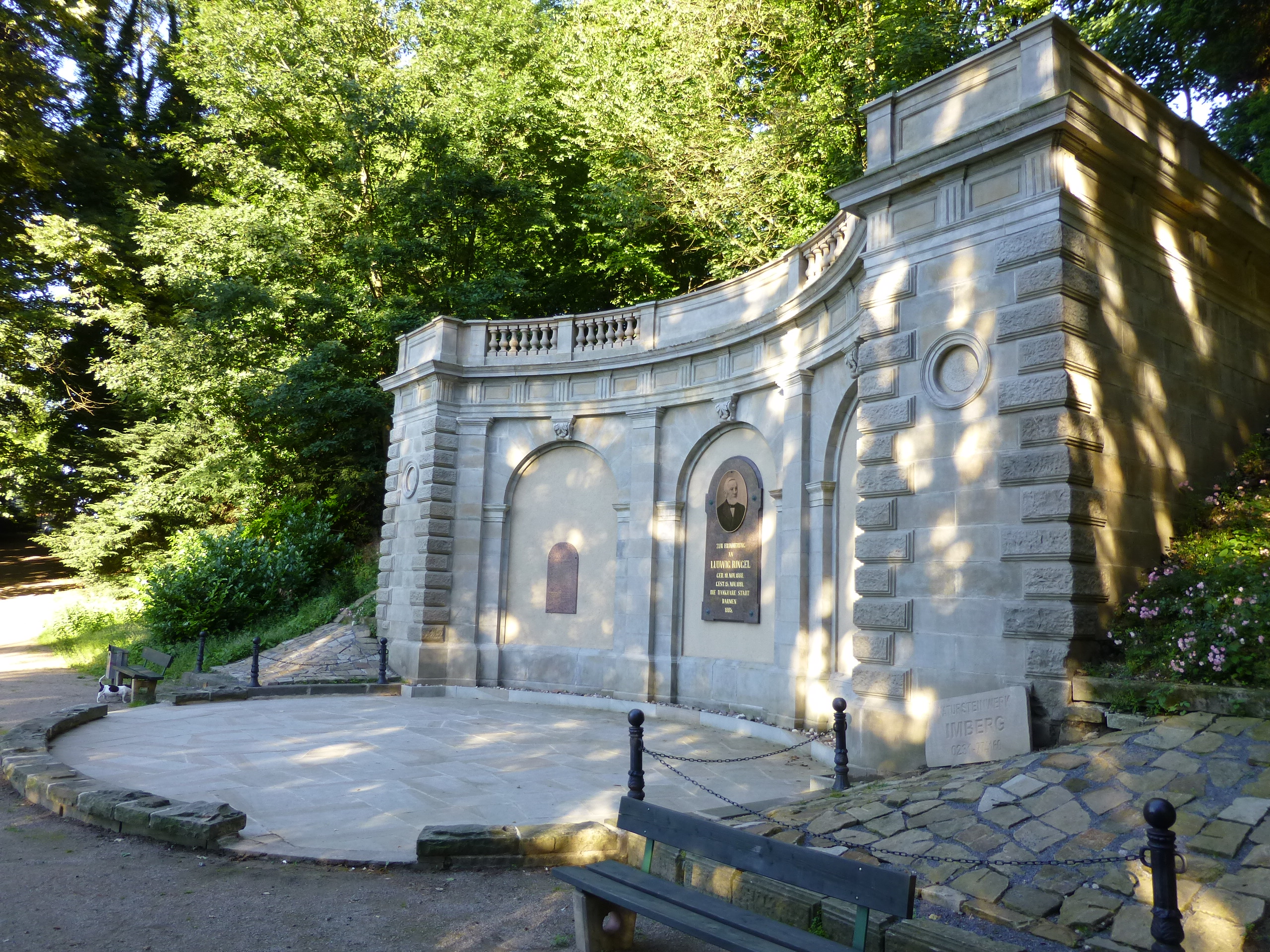
Nach der Renovierung
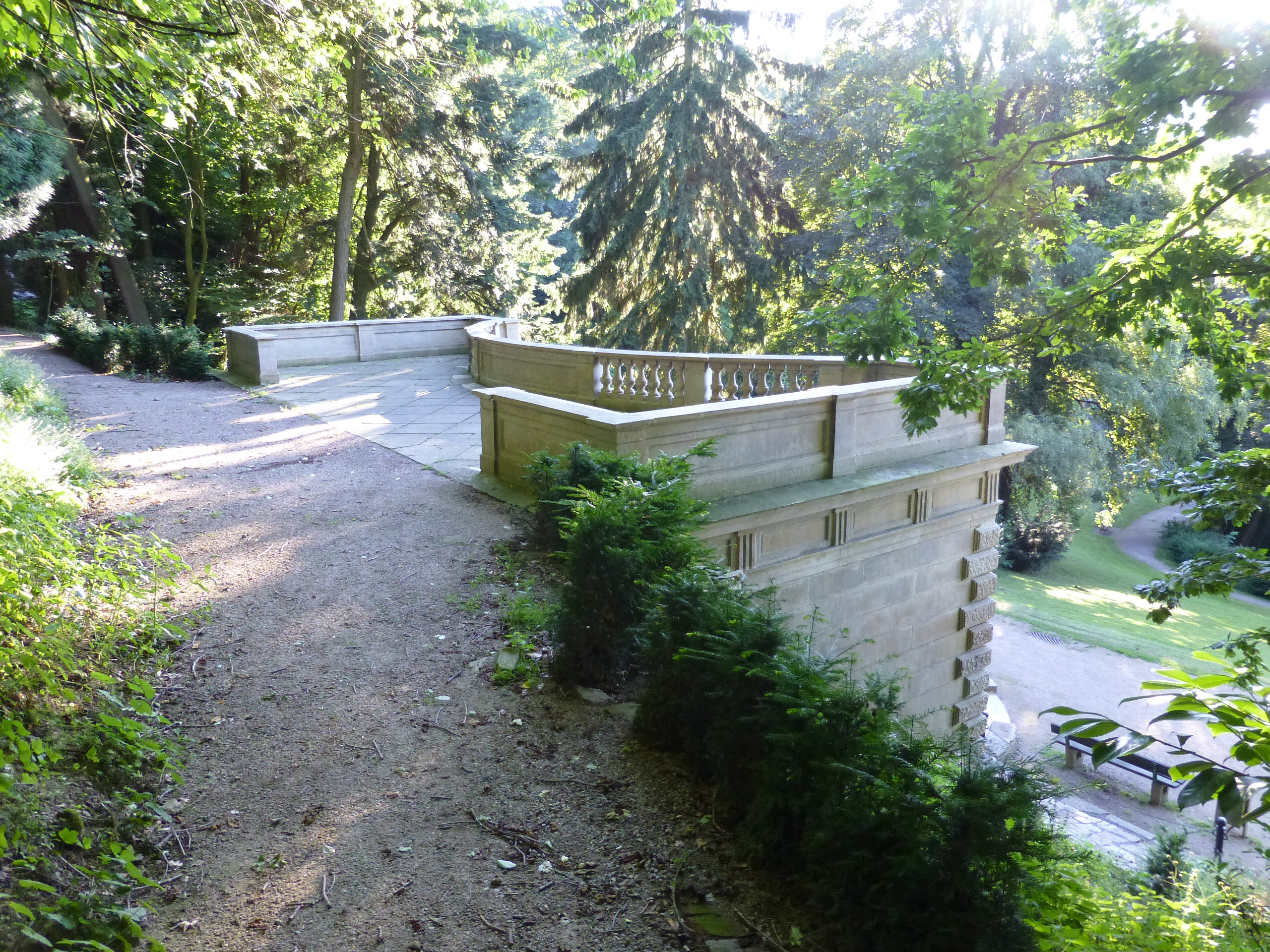
Plattform auf dem Denkmal

Das aus Dankbarkeit für den Nachlass von 1 Mio. Mark zugunsten der Städte Barmen und Lennep von der Barmer Stadtverordnetenversammlung 1883 beschlossene Denkmal wurde für insgesamt 53.000 Mark im Ringeltal von dem Stadtbaumeister Carl Winchenbach 1885/86 errichtet. Bereits um 1900 wurde die Gedenktafel für den Erbauer Carl Winchenbach zerstört und eine Vase in der rechten Nische beschädigt. 1938 beseitigte man „überflüssiges Bauwerk“ des mittlerweile unansehnlichen Denkmals, man sah aber von einem kompletten Abriss ab. Nach dem Zweiten Weltkrieg wurden die Nischen des verfallenen Denkmals zugemauert, die Freitreppen und Balustraden wurden baufällig. 1968 erneuerte der Steinmetzmeister Manfred Stölzel das Denkmal ohne die verfallenen Treppen. 2012 wurde das Denkmal durch den Barmer Verschönerungsverein für 75.000 Euro aus Spenden, Veranstaltungserlösen und Zuwendungen der Ilselore-Luckow-Stiftung gründlich renoviert und neue Gedenktafeln angebracht.
Die Inschrift auf ursprünglich braunrotem Granit lautet:

### Brunnen (mit Putten) am Toelleturm

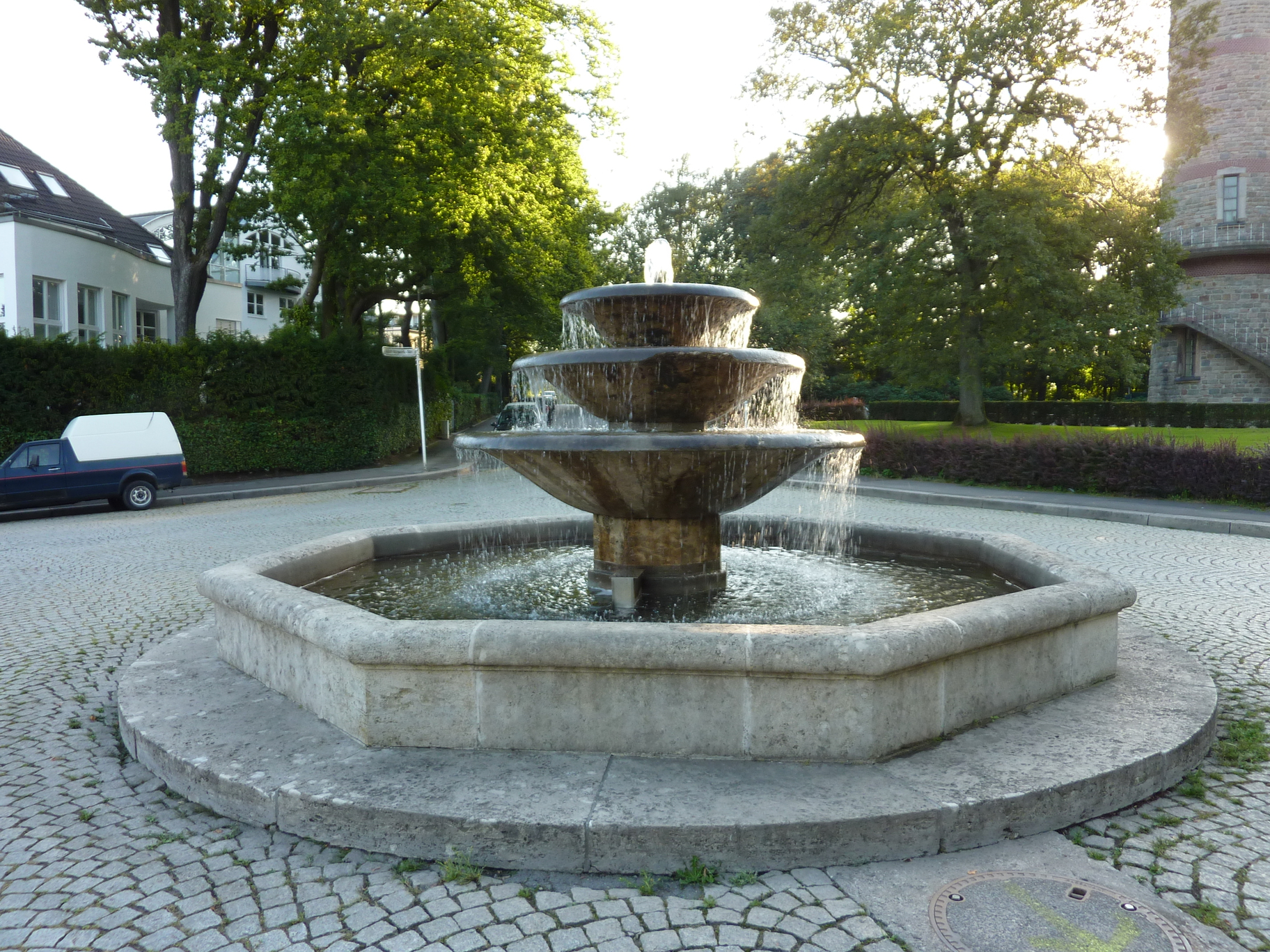
Brunnen am Toelleturm

Am 21. August 1929 wurde ein Brunnen mit einem achteckigen Wasserbecken auf dem Platz zwischen dem Toelleturm und dem Barmer Luftkurhaus eingeweiht, der ein Rondell an dieser Stelle mit der Statue Flora ersetzte. Über dem Wasserbecken sind drei übereinander angeordnete Wasserschalen angebracht, aus denen sich eine Wasserkaskade in das Becken ergießt. Zu dem Material des Brunnens bestehen unterschiedliche Angaben. Sowohl Dolomitkalkstein, der in einem Steinbruch am Kirberg gewonnen wurde, als auch fränkischer Muschelkalk werden genannt.
Der Brunnen wurde 1927 anlässlich des 100-jährigen Bestehens der Firma Vorwerk & Sohn von Wilhelm Vorwerk gestiftet und von dem Elberfelder Bildhauer Paul Wynand geschaffen. Die Kosten von 16.000 Mark für den Wasseranschluss und die Gestaltung des Platzes übernahm die Stadt Barmen.
Ursprünglich waren an dem Brunnen vier etwa ein Meter hohe, mit Delphinen spielende Bronzeputten angebracht, die im Zweiten Weltkrieg abgebaut und vermutlich eingeschmolzen wurden. Durch den Tod Wynands am 2. März 1956 wurde eine Neugestaltung der Figuren verhindert. Der Brunnen wurde mehrfach restauriert und führt nach fast zwanzigjähriger bauschadensbedingter Trockenlegung seit 1992 wieder Wasser.

### Emil-Rittershaus-Denkmal
Das Denkmal für den Dichter Emil Rittershaus (* 3. April 1834 in Barmen; † 8. März 1897 ebenda), unter anderem der Texter des Westfalenlieds, wurde am 20. Juni 1900 eingeweiht. Geschaffen wurde es von Prof. Friedrich Schaper, einem Schwiegersohn des Geehrten, nachdem eine deutschlandweite Sammlung 26.162 Mark erbrachte und die Restsumme von 30.133 Mark von der Barmer Freimaurerloge Lessing gespendet wurde, deren Ehrenmeister und Meister vom Stuhl Rittershaus gewesen war. Die lebensgroße Statue, die ihrem Vorbild laut Zeitgenossen „lebensecht“ darstellte, ruht auf einem Sockel aus schwedischem Granit.
Während der Zeit des Nationalsozialismus mussten die Freimaurersymbole entfernt werden. Als das Standbild von der Einschmelzung bedroht war, konnte es mit Hilfe eines Familienmitglieds auf dem städtischen Bauhof versteckt und nach dem Zweiten Weltkrieg am 50. Todestag des Dichters 1947 wieder an der ursprünglichen Stelle neben dem beschädigten Planetarium aufgestellt werden. 1960 wurde es auf seinen heutigen Standort oberhalb der Unteren Lichtenplatzer Straße versetzt. Die Inschrift auf dem Sockel lautet schlicht:

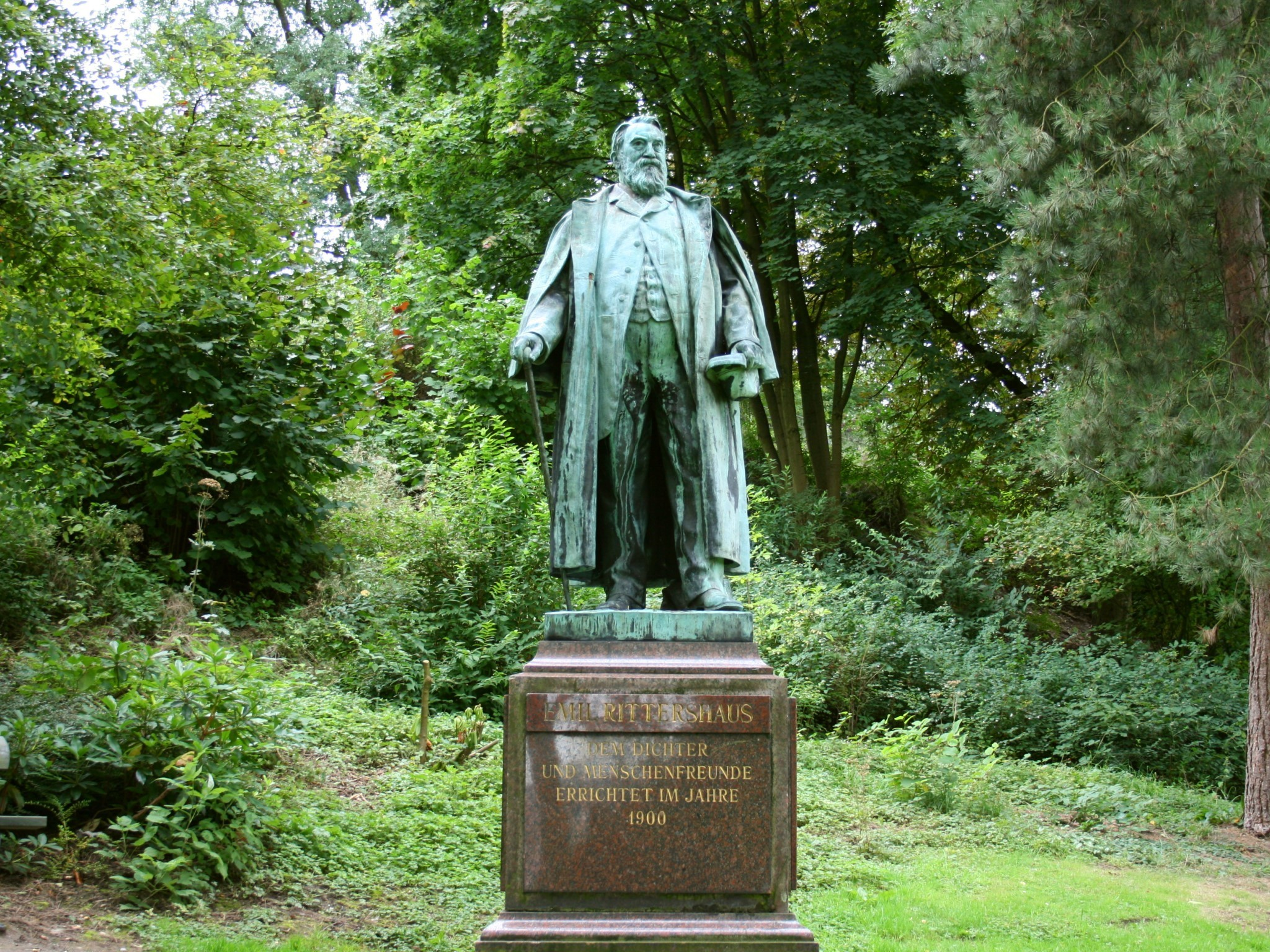
Emil-Rittershaus-Denkmal
51° 15′ 51,4″ N, 7° 12′ 15,3″ O
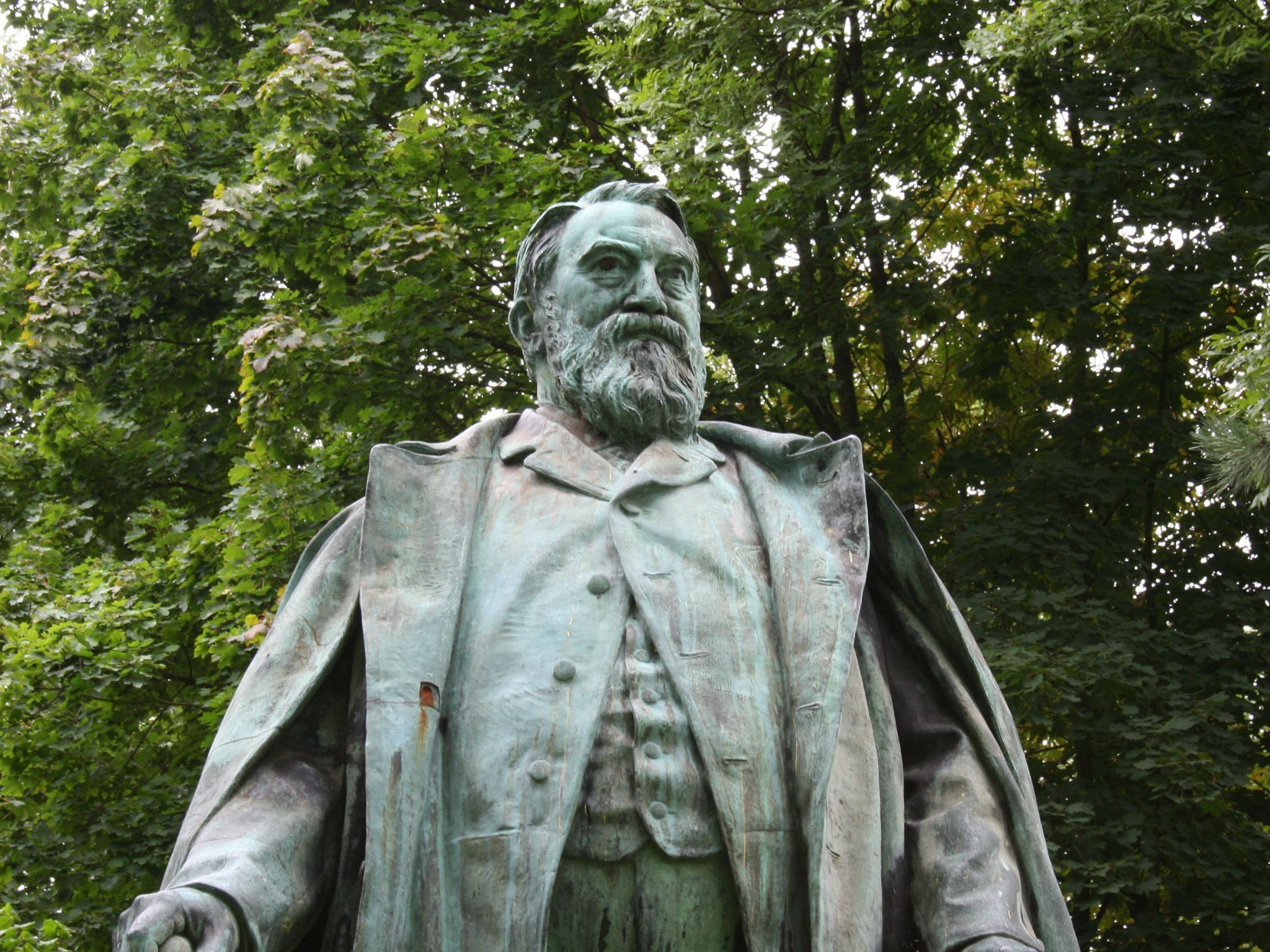
Das Bronzestandbild

Da der Sockel bei der Standortverlagerung gedreht wurde, steht die Inschrift heute auf der Rückseite des Denkmals. Auf der Vorderseite ist nun die ehemals rückwärtige Inschrift zu sehen, die nun, bei der Drehung um den Namen des Dichters ergänzt, lautet:

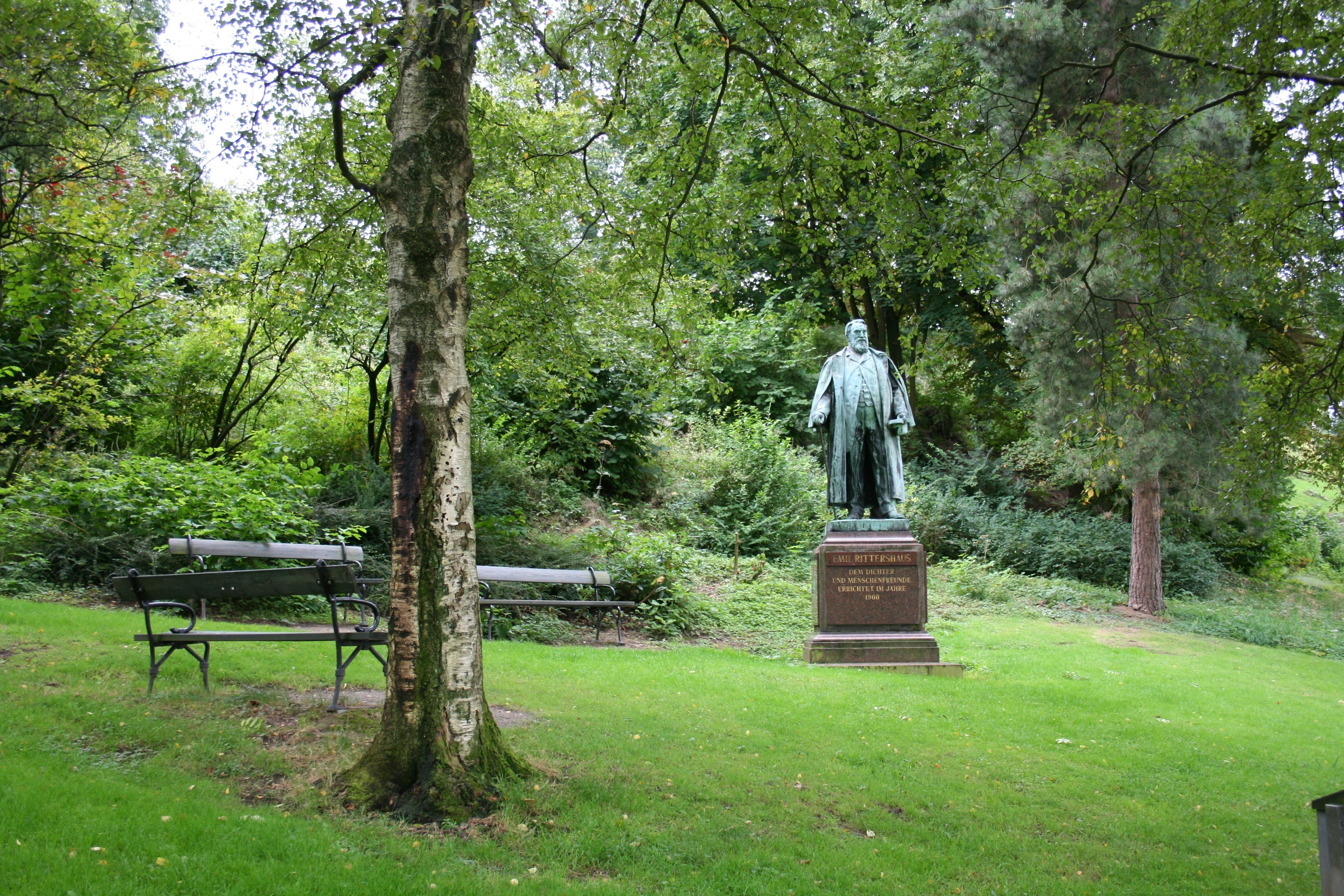
Das Denkmal im Park
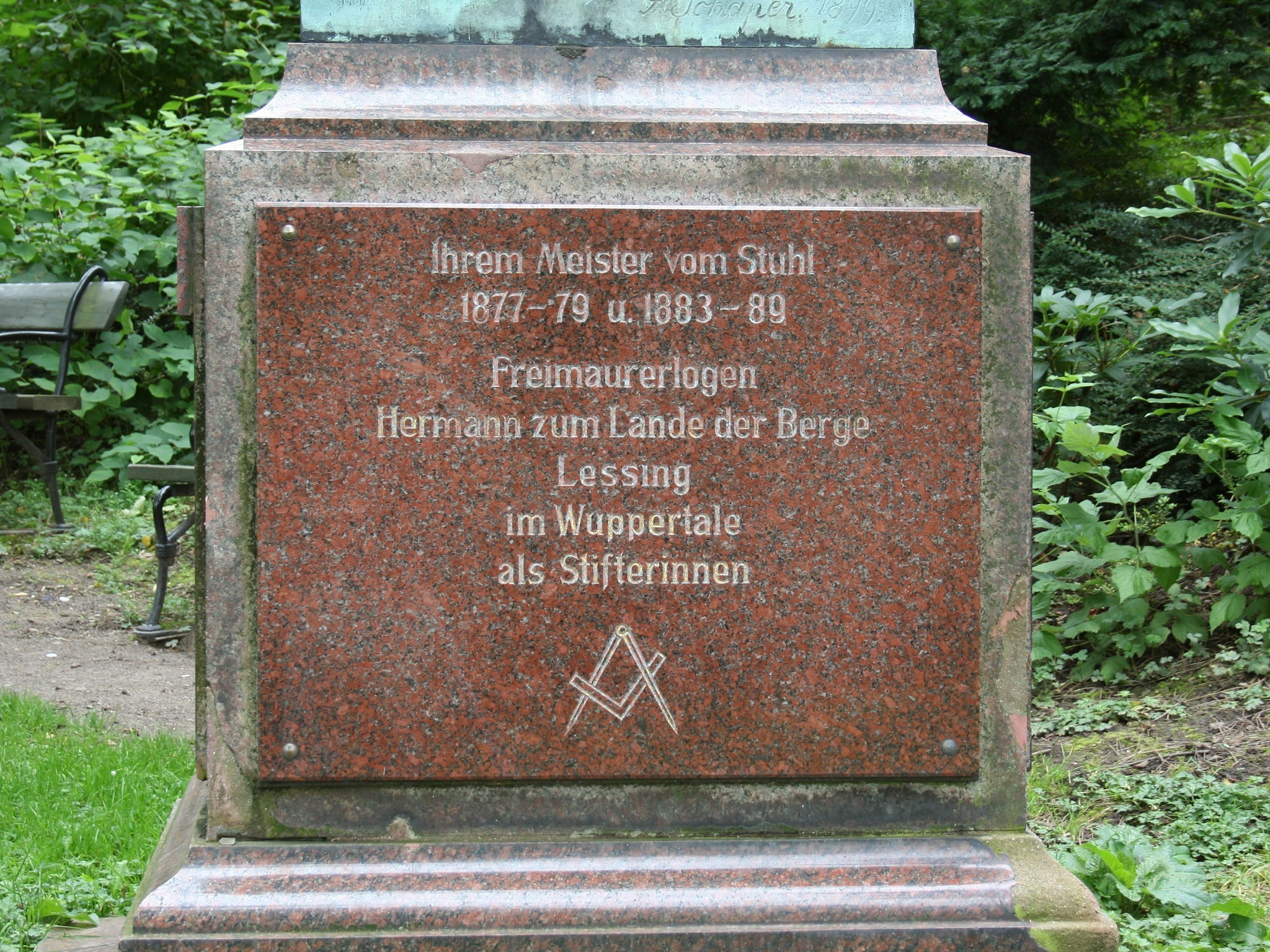
Gedenkplatte der Freimaurerloge am Sockel

An dem 150. Geburtstag von Ritterhaus wurde 1984 eine Gedenkfeier am Denkmal abgehalten, die von dem Bergischen Geschichtsverein, der Gesellschaft Concordia und der Johannisloge Hermann zum Lande der Berge veranstaltet wurde. Hierbei wurde eine dritte, von Walter Bardolatzy geschaffene Gedenktafel mit den Symbolen der Freimaurer, Winkelmaß und Zirkel, enthüllt:

### Friedrich-Wilhelm-Dörpfeld-Denkmal

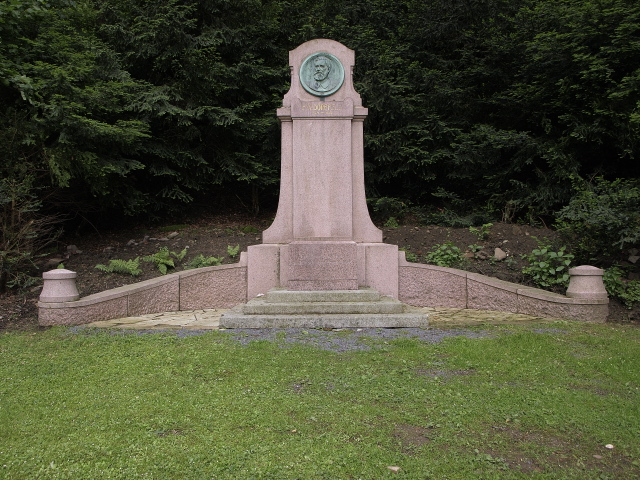
Friedrich-Wilhelm-Dörpfeld-Denkmal

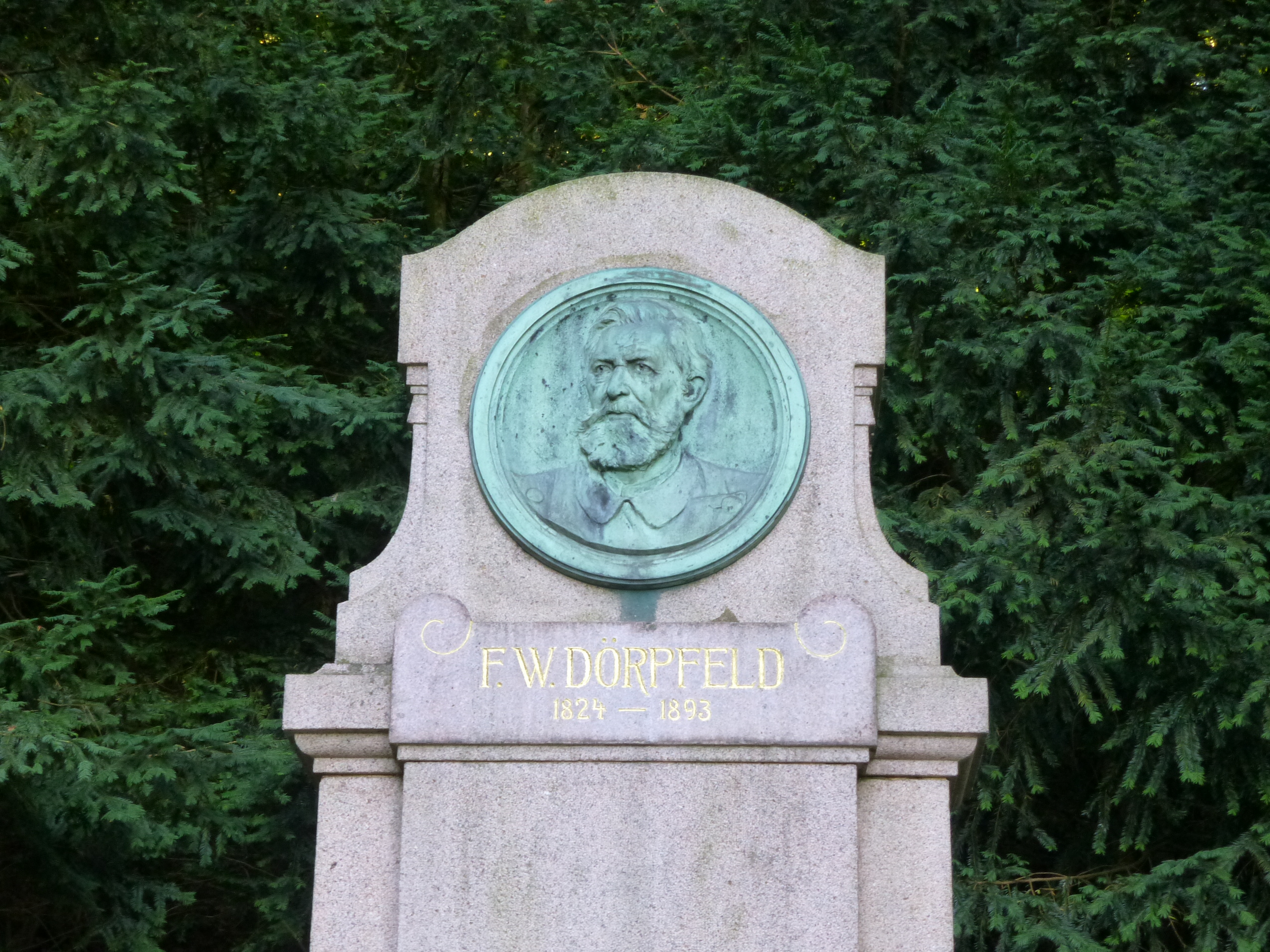
Detailansicht Bronzeplatte

Das Denkmal für Friedrich Wilhelm Dörpfeld wurde am 18. Juli 1903 durch die Stadt Barmen eingeweiht, nachdem die Lehrerschaft dazu aufrief dem Leben und Wirken Dörpfelds, langjähriger Lehrer und Pädagoge im Barmer Stadtteil Wupperfeld, ein Denkmal zu setzen. Dem Aufruf kamen zahlreiche Lehrer und Bürger aus ganz Deutschland nach, so dass 21.000 Mark gesammelt werden konnten, von denen 15.000 Mark für die Errichtung des Denkmals verwendet wurden. Das Denkmal entstand in Zusammenarbeit von Wilhelm Neumann-Torborg, der wie beim Elberfelder Armenpflegedenkmal eine im Zweiten Weltkrieg verloren gegangene Figurengruppe schuf, und Hans Dörpfeld, dem zweiten Sohn des Pädagogen. Die Figuren zeigten die allegorische Frauengestalt der Pädagogik und einen Knaben, der von ihr umfasst wurde. Auf ihrem Schoß lag ein Buch. Im Denkmal war ein Reliefbildnis Dörpfelds eingelassen mit der Inschrift:
Der Sockel besitzt eine zweite Inschrift (Lk 7,5 ):
Trotz aller Bemühungen konnten die Figurengruppe aus finanziellen Gründen nicht ersetzt werden. 1986 wurde das Denkmal von dem Verschönerungsvereins saniert, die Inschrift neu vergoldet und der Sockel der Figuren mit einer Abdeckplatte versehen. Das Bronzerelief wurde im Februar 2006 zusammen mit anderen Objekten von Metalldieben entwendet und konnte auf einem Leverkusener Schrottplatz kurz vor der Verwertung sichergestellt werden. Am 9. Mai 2006 wurde das Relief wieder in dem Denkmal eingesetzt.

### Ernst-von-Eynern-Gedenkstein
Gedenkstein mit Inschrift

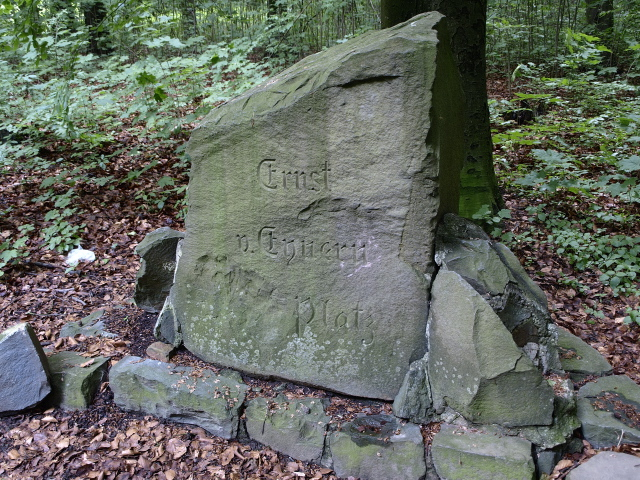
Ernst-von-Eynern-Gedenkstein

für Ernst von Eynern (* 2. April 1838; † 2. November 1906), deutscher Großkaufmann, nationalliberaler Politiker und langjähriges Mitglied des Verschönerungsvereins. Der Gedenkstein war zentraler Teil eines im Juli 1907 von dem Barmer Grottenbauer Friedrich geschaffenen etwa drei Meter hohen Hügels aus Hausteinen, der später zerstört wurde. Er wurde nach dessen Unfalltod von seiner Witwe für 20.000 Mark zum Andenken an ihren Mann gestiftet und an einer Stelle aufgestellt, die den Namen Ernst-von-Eynern-Platz erhielt.

### Kriegerdenkmal für die Gefallenen des Reserve-Infanterie-Regiments 53

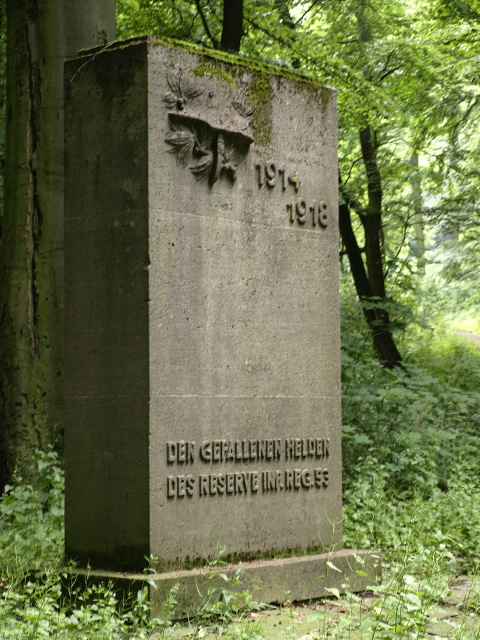
Kriegerdenkmal

Das Denkmal mit den Maßen 180 × 90 × 20 Zentimetern wurde bereits 1930 geplant, aber erst am 17. Juli 1938 neben dem Ernst-von-Eynern-Gedenkstein aufgestellt. Entworfen wurde es von dem Bildhauer Fritz Lücken, ausgeführt von Hugo Wesselmann. Die Inschrift lautet:
Das Denkmal aus fränkischem Muschelkalk steht auf einem Sockel, in dem eine Kassette mit Dokumenten hinterlegt wurde.
Das Reserve-Infanterie-Regiment 53 setzte sich aus Solinger, Barmer und Elberfelder Bürgen zusammen und wurde im Ersten Weltkrieg ab dem August 1914 eingesetzt. Von den 2000 Männern fielen 1500 (darunter 800 Barmer) an der französischen Frontlinie in den Schlachten an der Somme um Péronne, Verdun, bei Marne-Aisne und bei Cerny. 33 von ihnen wurde auf dem Barmer Ehrenfriedhof beigesetzt. Bei der Einweihungsfeier erinnerte Stadtrat Wehrens an die insgesamt 11.920 Männer aus dem Wuppertal, die im Krieg ihr Leben ließen.

### Obelisk zum Gedenken an die gefallenen Barmer Bürger in den Kriegen von 1864 und 1866
Der aus Sandstein gefertigte Obelisk ist das älteste noch existierende Kriegerdenkmal in Wuppertal. Es wurde im Juni 1869, damals noch flankiert von einer Mauer, zum Gedenken an die zwei bei den Düppeler Schanzen und Flensburg gefallenen Barmer Bürger im Deutsch-Dänischen Krieg 1864 und die 19 Gefallenen des Deutschen Kriegs von 1866 errichtet. Der obere Teil des Obelisks ist mit zeittypischen Symbolen von Ehre und Trauer versehen. An drei von vier Seiten sind Marmortafeln mit den Namen, Todesdatum und -ort der Gefallenen angebracht, die vierte Seite besitzt eine Tafel mit der Inschrift:

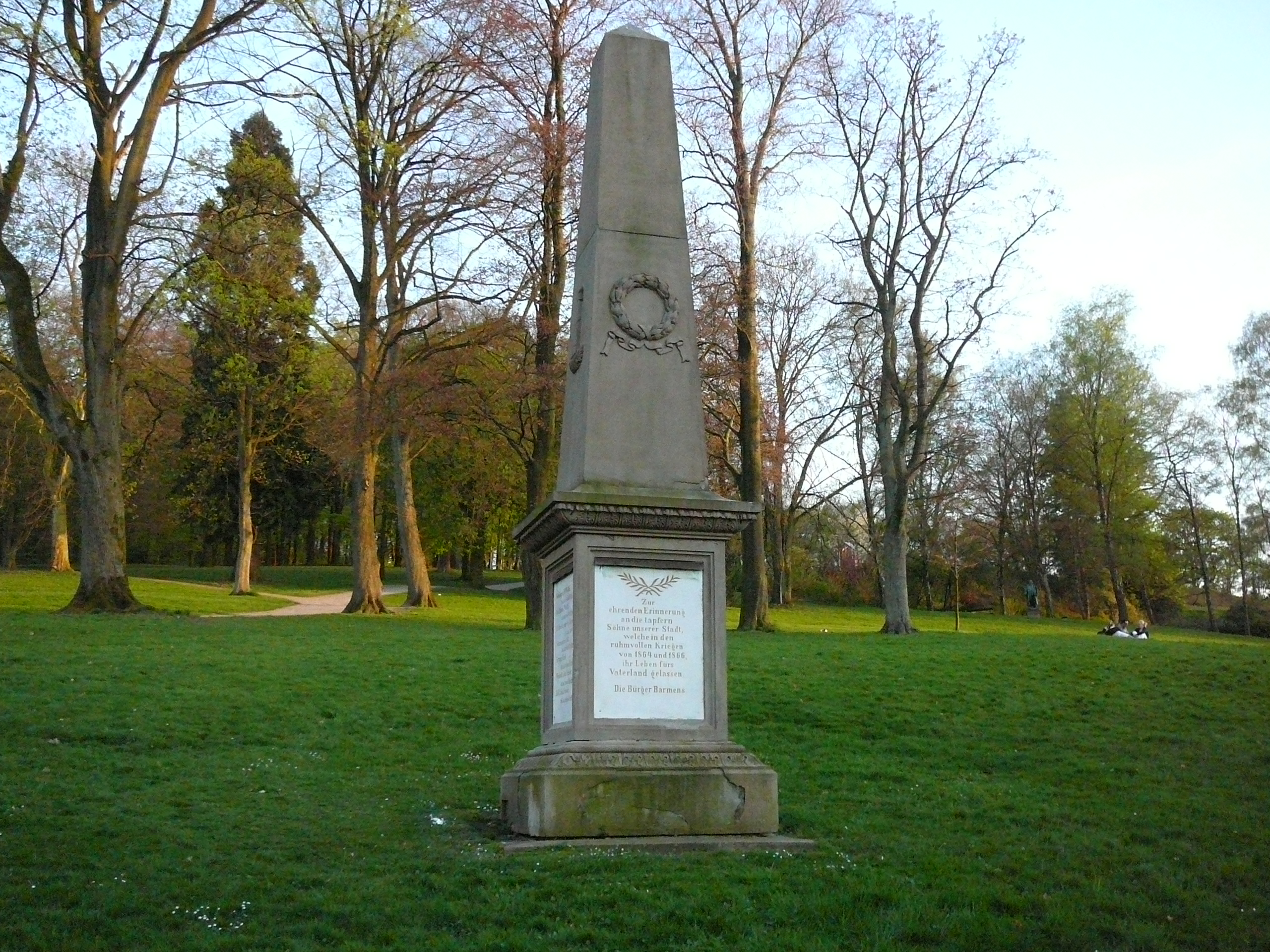
Obelisk
51° 15′ 55,9″ N, 7° 12′ 17,4″ O
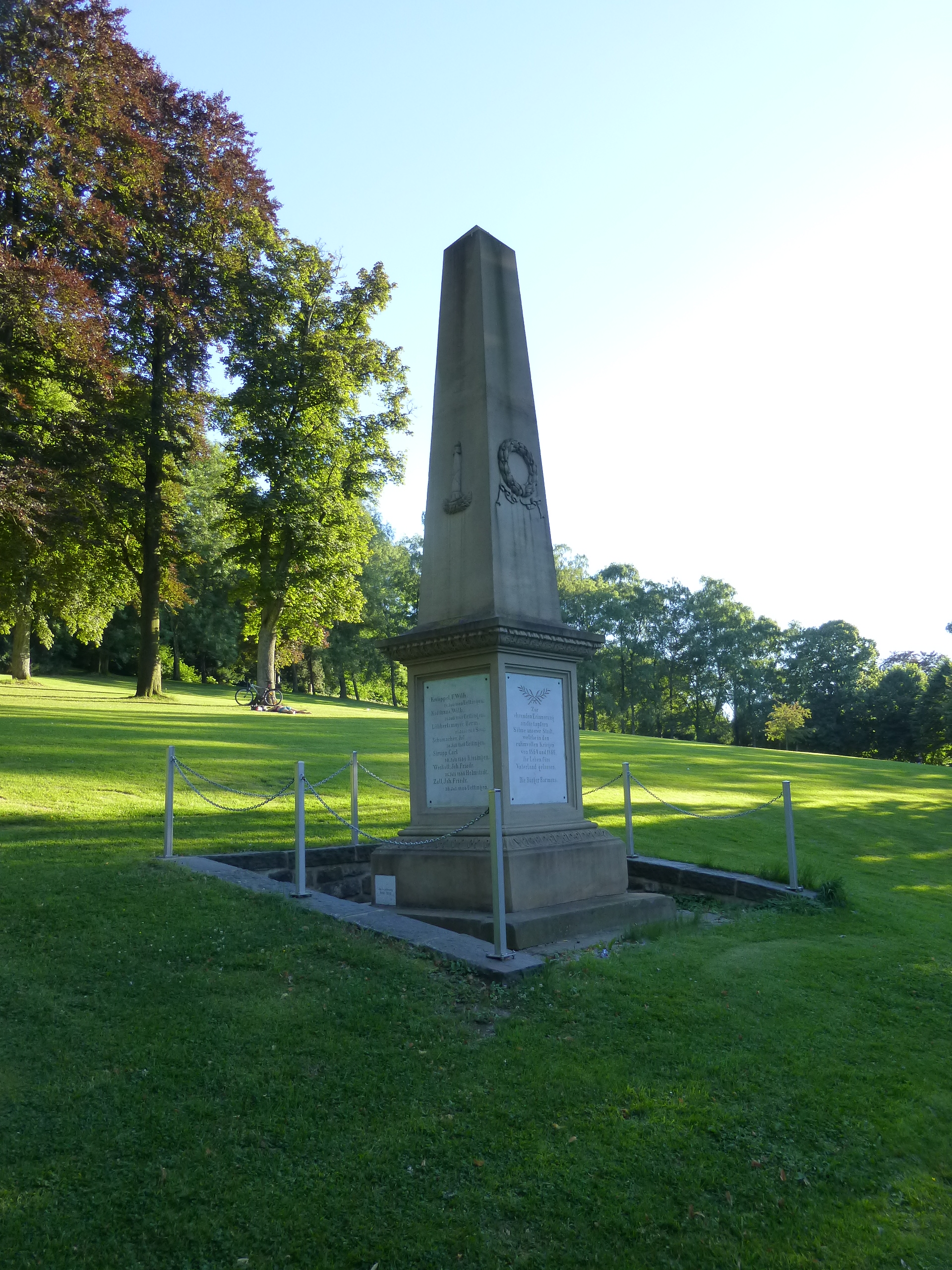
Obelisk mit Einfriedung

Das Denkmal wurde in den Jahren 2008 bis 2010 gereinigt, saniert und mit einer Umfriedung versehen.

### Anlage mit Wilhelm-Vorwerk-Gedenkstein

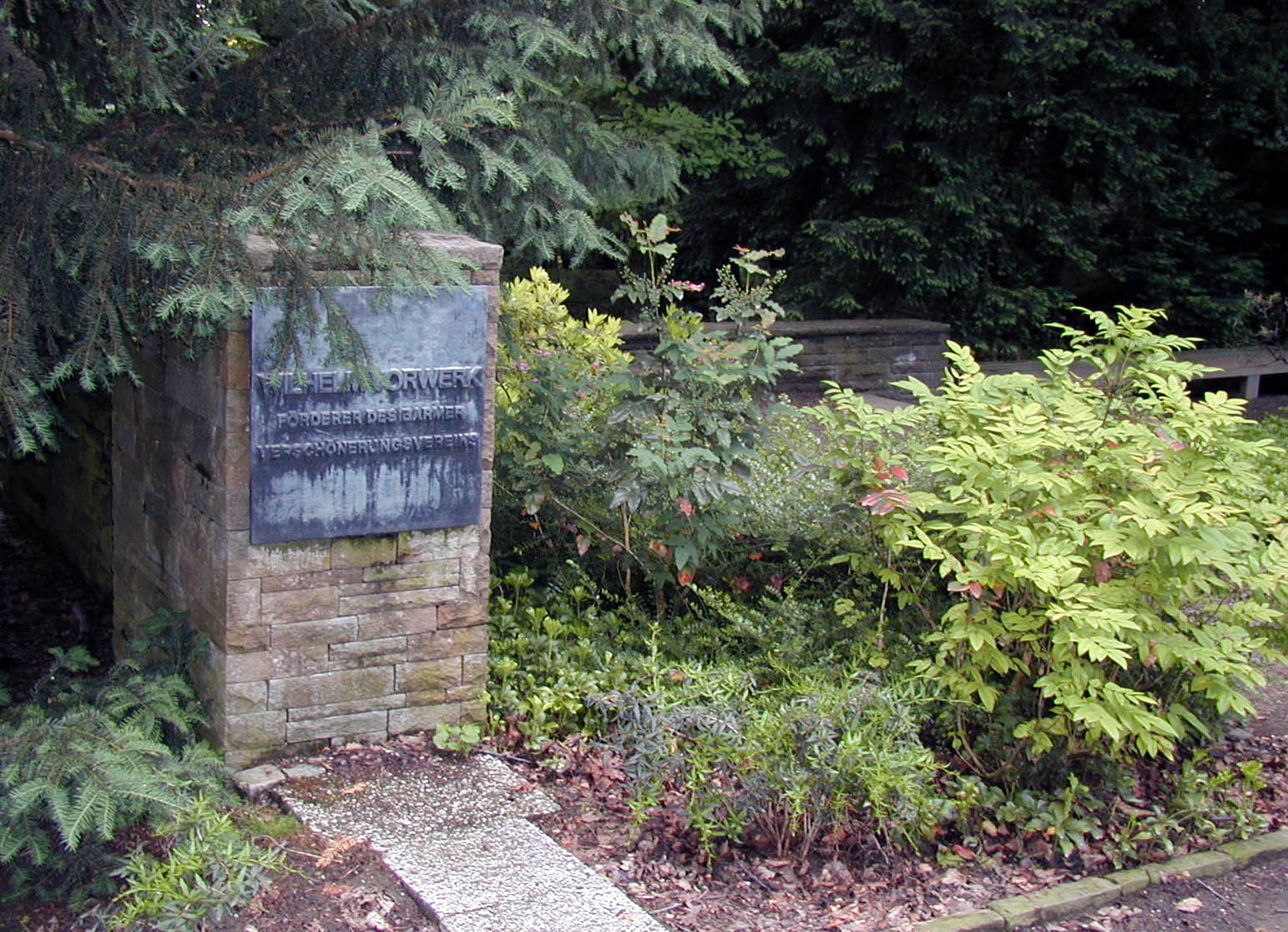
Wilhelm-Vorwerk-Gedenkstein

Der Gedenkstein und die Anlage zum Gedenken an den langjährigen Vorsitzenden des Verschönerungsvereins Wilhelm Vorwerk, der sich insbesondere um den Wiederaufbau der Anlagen nach den Verwüstungen während des Zweiten Weltkriegs verdient gemacht hat, wurde am 8. April 1971 eingeweiht. Der Bildhauer Eugen Busmann schuf im Auftrag des Verschönerungsvereins eine Bronzetafel mit der Inschrift:

### Adolf-Werth-Gedenkstein

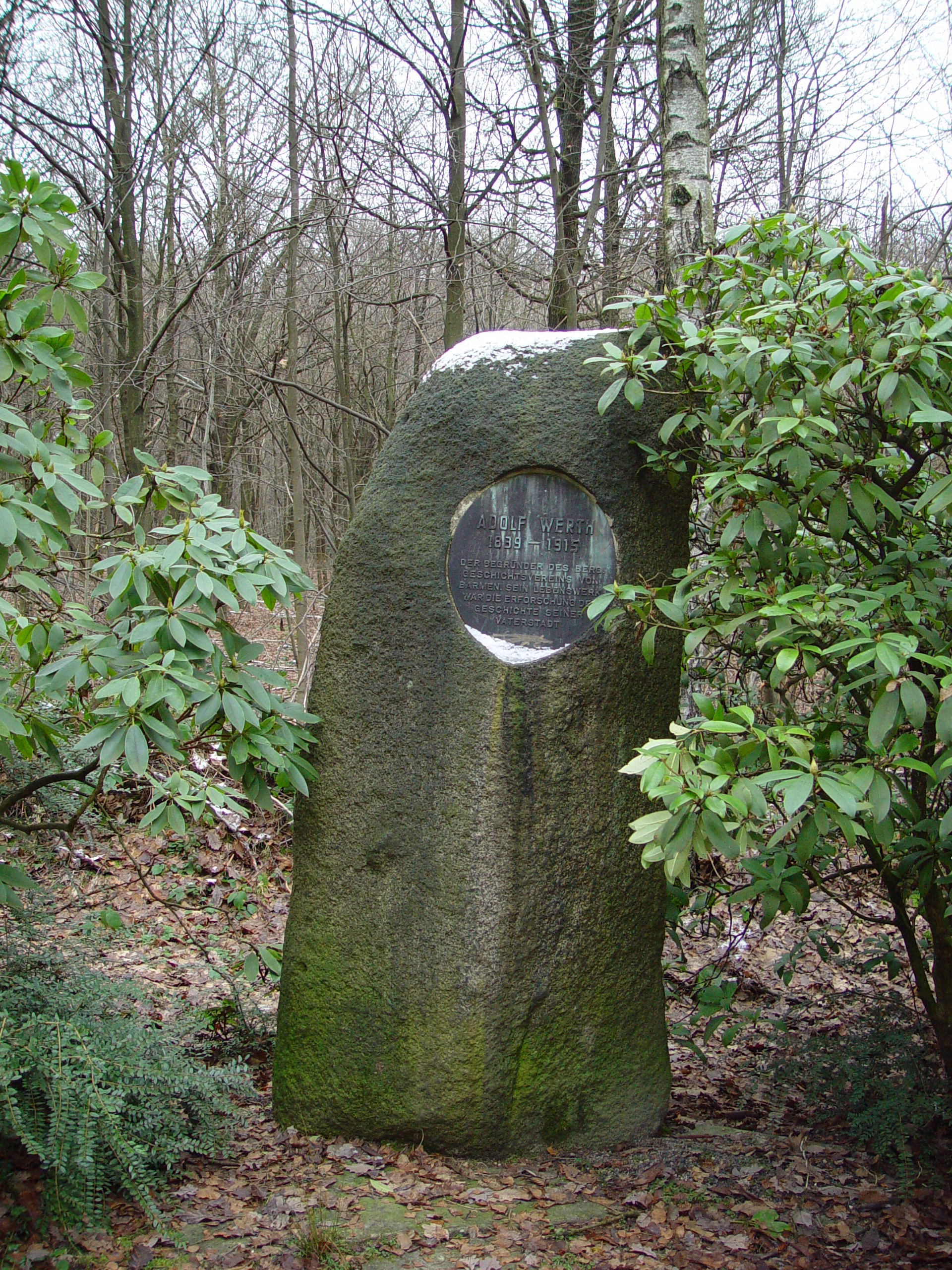
Adolf-Werth-Gedenkstein

Der Gedenkstein zum Gedenken an Adolf Werth wurde am 15. Juli 1916 von dem Bergischen Geschichtsverein Abteilung Barmen unter Vorsitz des Geheimrats Albert Molineus enthüllt. Auf einen Findling aus Granit aus dem Odenwald wurde eine bronzierte Kupferplatte angebracht, die im Zweiten Weltkrieg eingeschmolzen wurde. Am 5. Februar 1955 wurde sie von dem Geschichtsvereins und dem Verschönerungsvereins durch eine Tafel mit leicht veränderter Inschrift ersetzt. Sie lautet:

### Johannes-Langermann-Denkmal

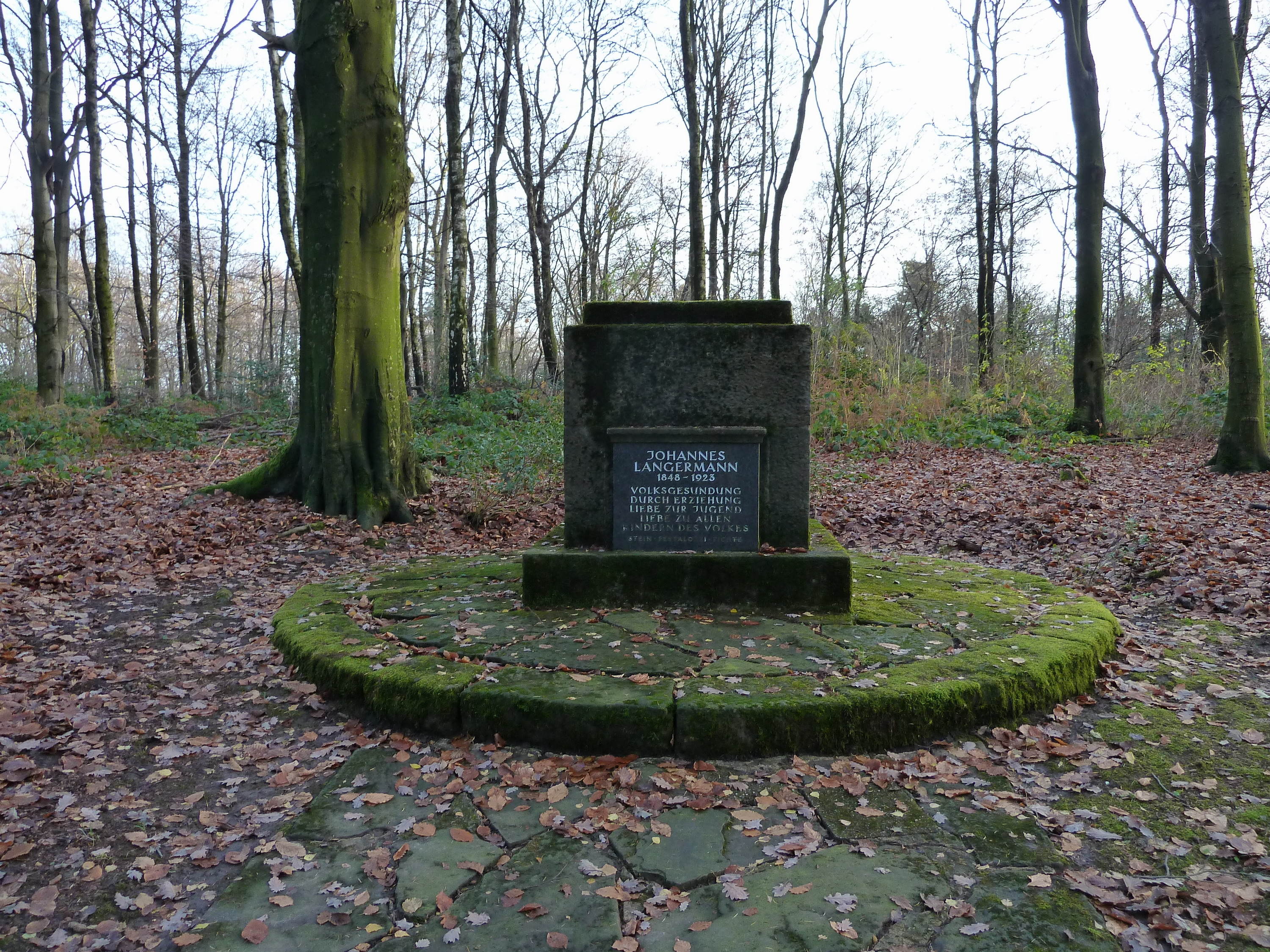
Johannes-Langermann-Denkmal

Das Denkmal an den Barmer Lehrer und Schulreformer Johannes Langermann (* 24. Oktober 1848 in Brook (heute zu Kalkhorst); † 28. Juli 1923 in Lüdenscheid) wurde von Peter Klotzbach im Auftrag des Provinzialverbands Rheinland des Deutschen Lehrerverbands geschaffen und am 9. April 1926 eingeweiht. Langermann schloss 1878 das Lehrerseminar ab und arbeitete von 1880 bis 1906 als Lehrer in Barmen. Er entwickelte ein Schulkonzept, in dem der Schüler frei ohne Eingriffe von Staat und Kirche die eigene Persönlichkeit entwickeln können und der Lehrer den Auftrag erhält, Talente der Schüler zu fördern. Dieses Konzept fand zahlreiche Anhänger bis hin nach Japan, von dessen Kultusminister, der in Deutschland während seines Studiums mit den Ideen Langermanns in Berührung kam, er zum Dank um 1900 ein wertvolles Schwert geschenkt bekam. Die Inschrift auf der Vorderseite lautet:
Das Denkmal wurde 1986 restauriert.

### Wilhelm-Werlé-Denkmal
Das Denkmal wurde am 21. August 1881 eingeweiht. Die Büste wurde bereits zu Lebzeiten Werlés von dem Berliner Bildhauer Bernhard Afinger angefertigt und am 9. November 1878 geliefert. Die Anfertigung des Gipsmodells verzögerte sich aber zunächst, da Werlé erkrankt war. Die Kosten von 3300 Mark wurden in drei Raten gezahlt und durch Spenden angesehener Barmer Familien finanziert. Die Büste steht auf einem ca. zwei Meter hohen Granitsockel, der auf einem dreistufigen Unterbau ruht. Das Denkmal gilt Wilhelm Werlé, dem Gründer des Barmer Verschönerungsvereins. Die Inschrift im Sockel lautet:

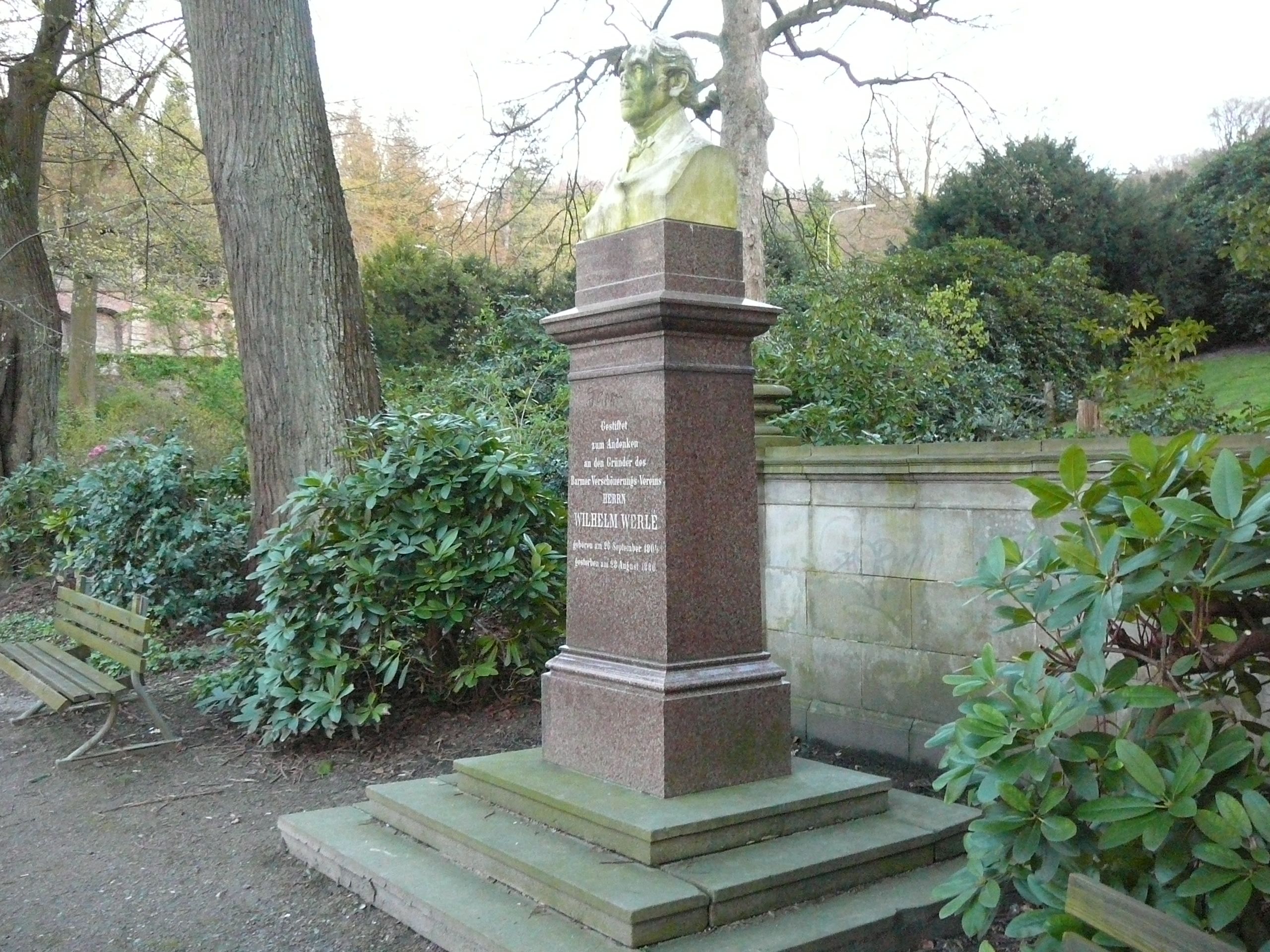
Wilhelm-Werlé-Denkmal
51° 15′ 59,2″ N, 7° 12′ 17,4″ O
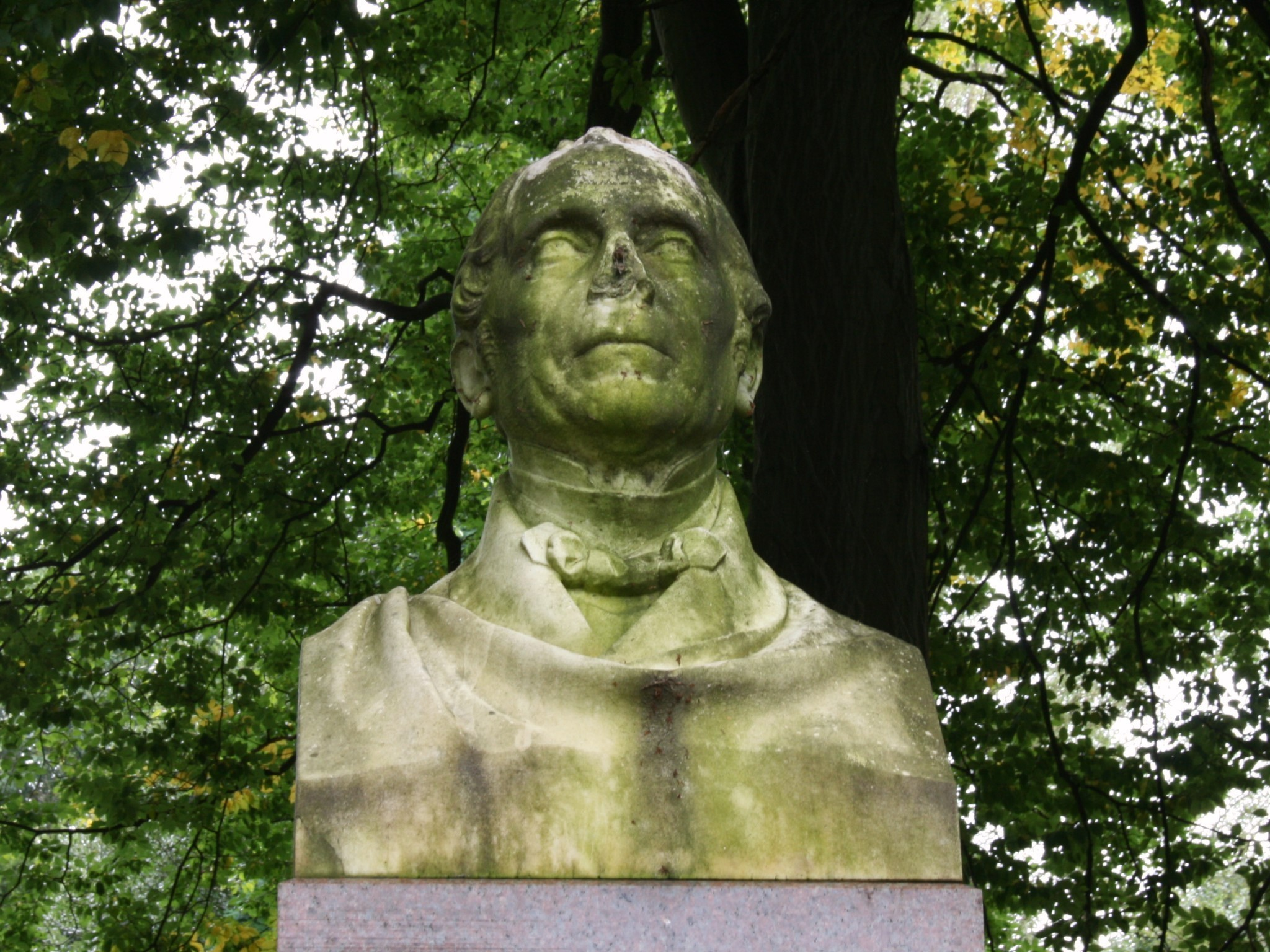
Büste

### Otto-C.-Schmitz-Gedenkstein

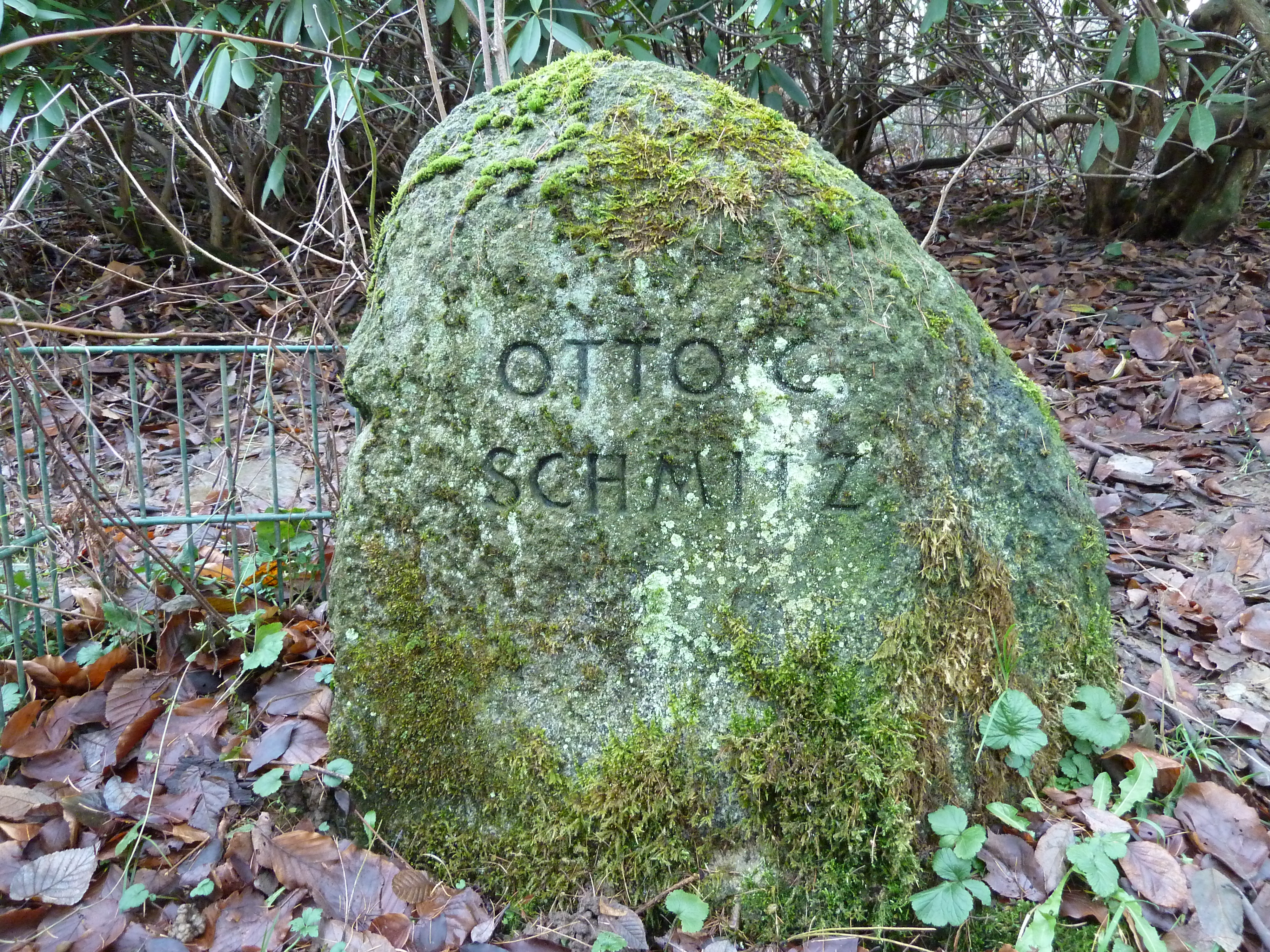
Otto-C.-Schmitz-Gedenkstein

Gedenkstein für Otto C. Schmitz, Fabrikant und Vorsitzender des Automobilclubs Wuppertal AvD von 1955 bis 1967.

### Ernst-Günter-Plutte-Gedenkstein

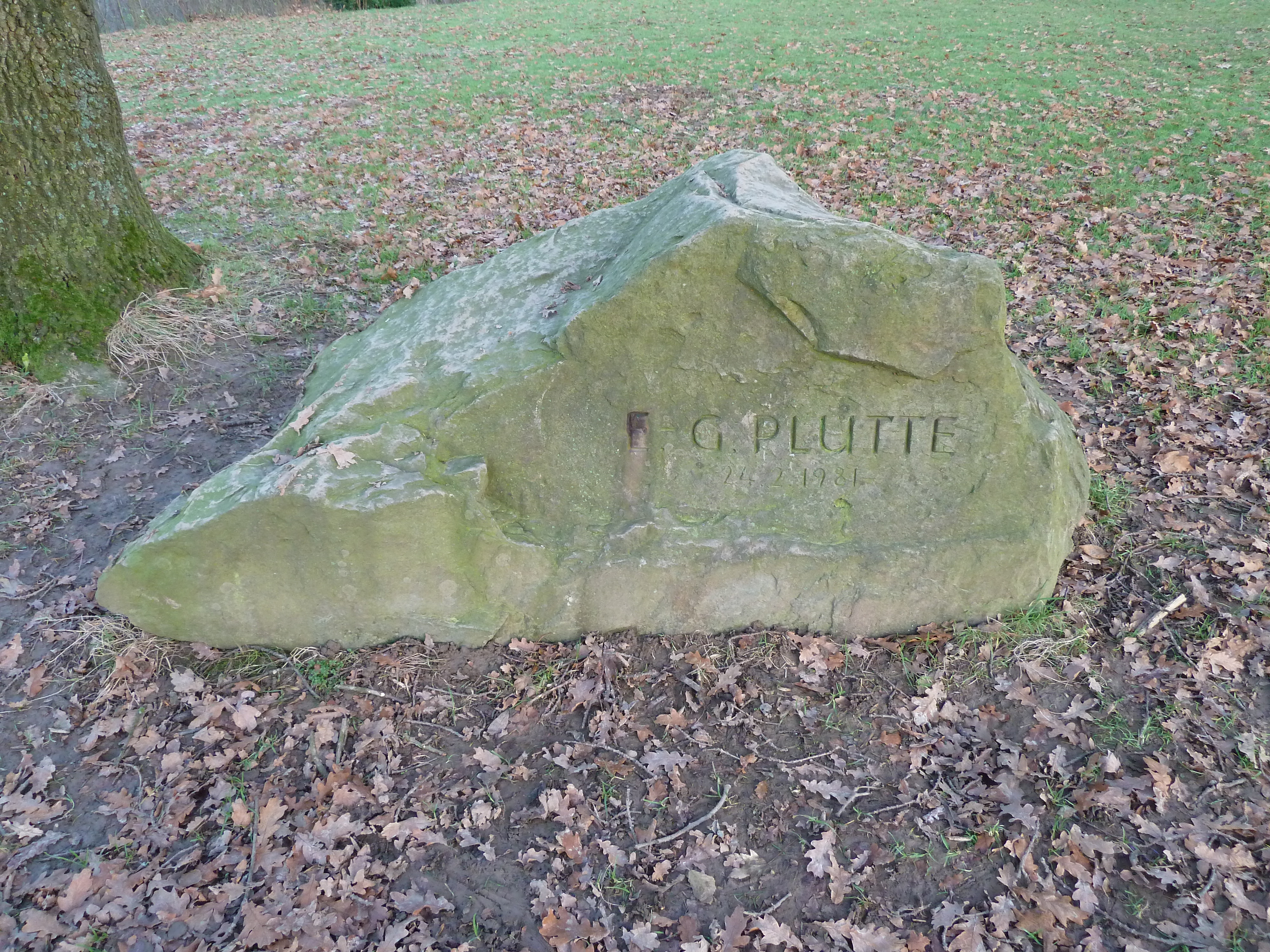
Ernst-Günter-Plutte-Gedenkstein
51° 15′ 41,7″ N, 7° 11′ 53,9″ O
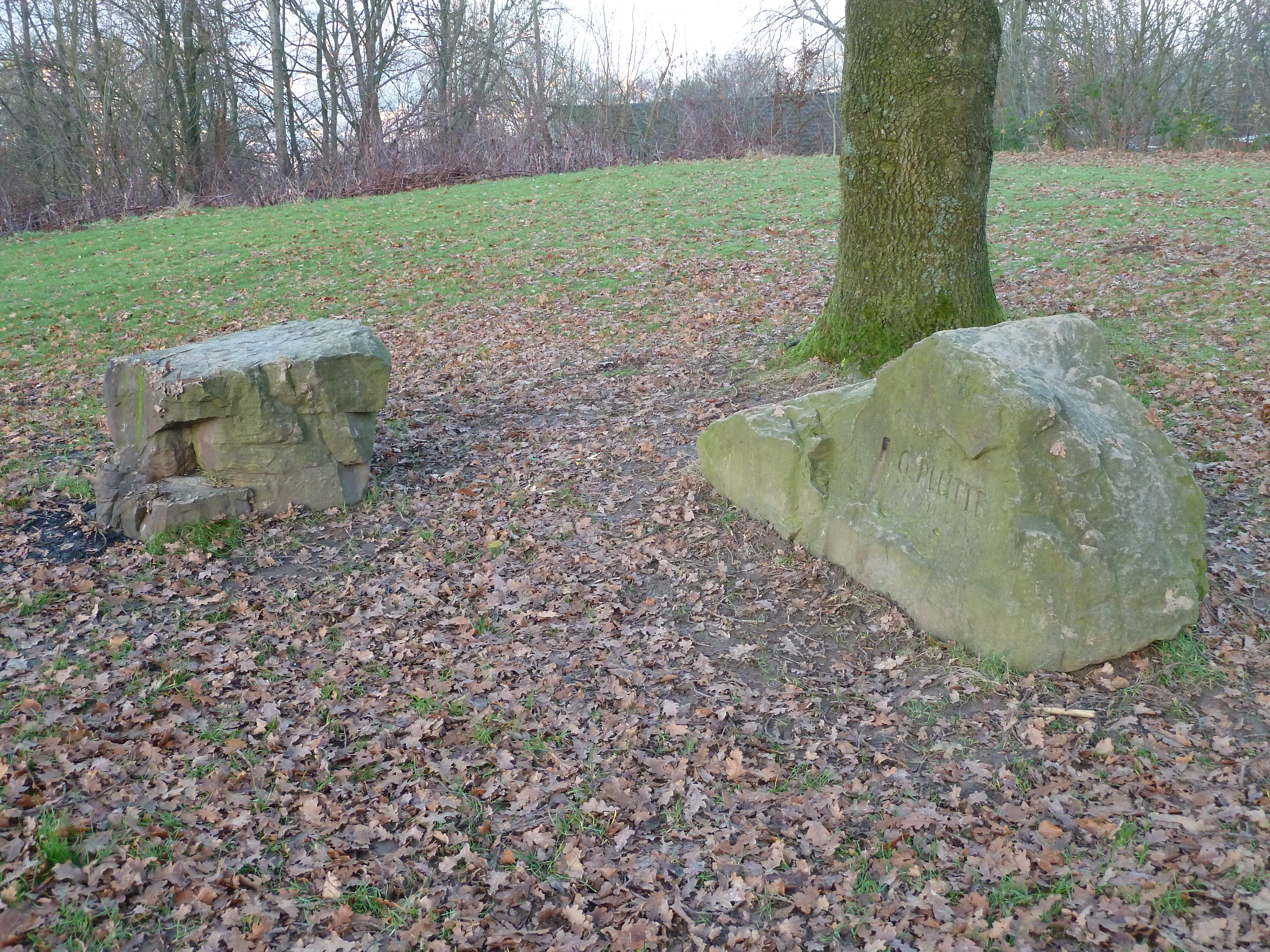
Gesamtansicht der Findlinge

Der Gedenkstein für Ernst-Günter Plutte, Vorsitzender des Verschönerungsverein von 1967 bis 1992, wurde am 24. Februar 1981 anlässlich des 65. Geburtstags des seit 1967 amtierenden Vorstandsvorsitzenden des Barmer Verschönerungsvereins aufgestellt. Es besteht aus zwei Felsbrocken aus Grauwacke, die beim Bau der Großen Dhünntalsperre aus dem Fels gesprengt und mit E.G. Plutte und dem Datum der Aufstellung versehen wurden.

### Gedenkstein für das Barmer Planetarium

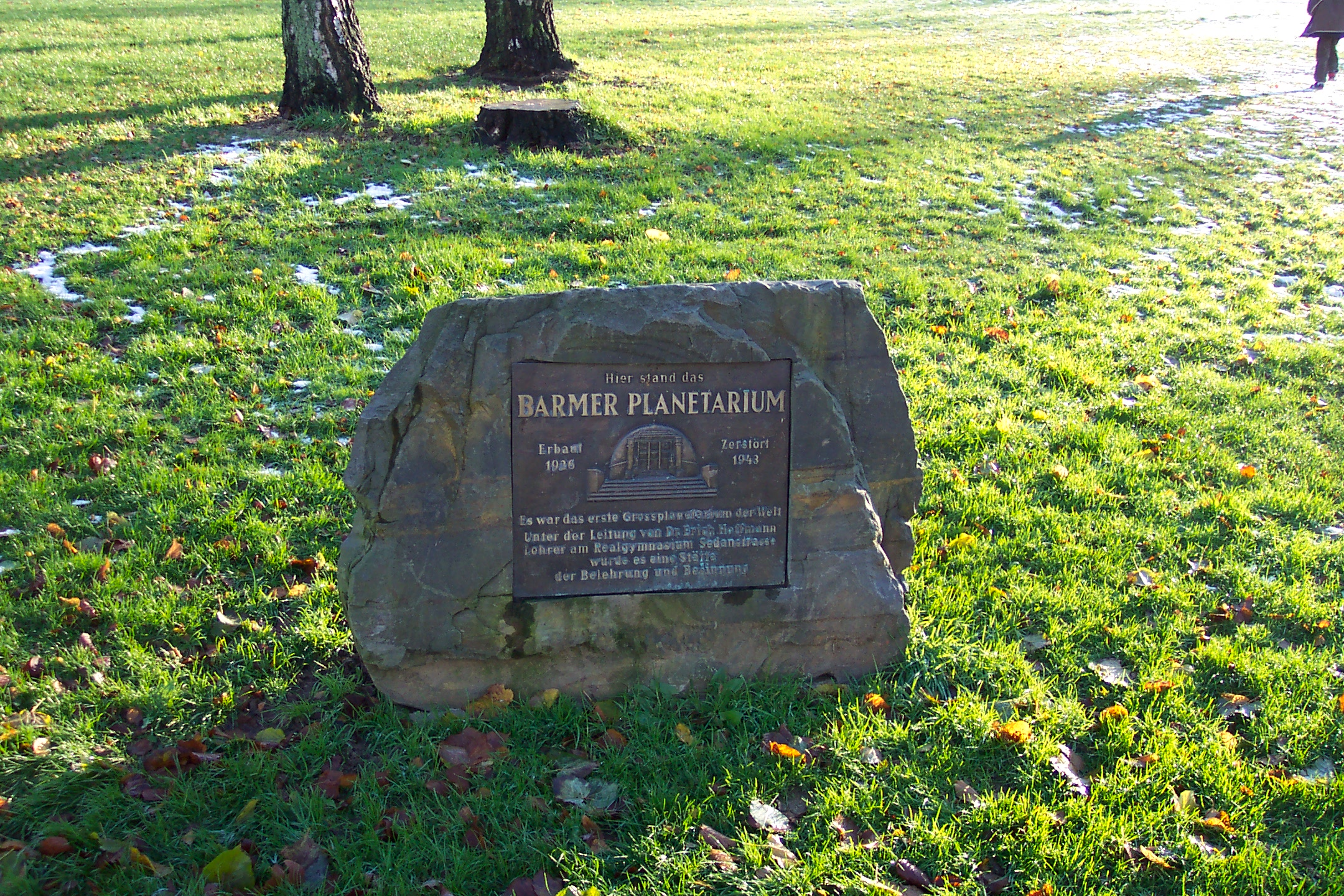
Gedenkstein für das Barmer Planetarium

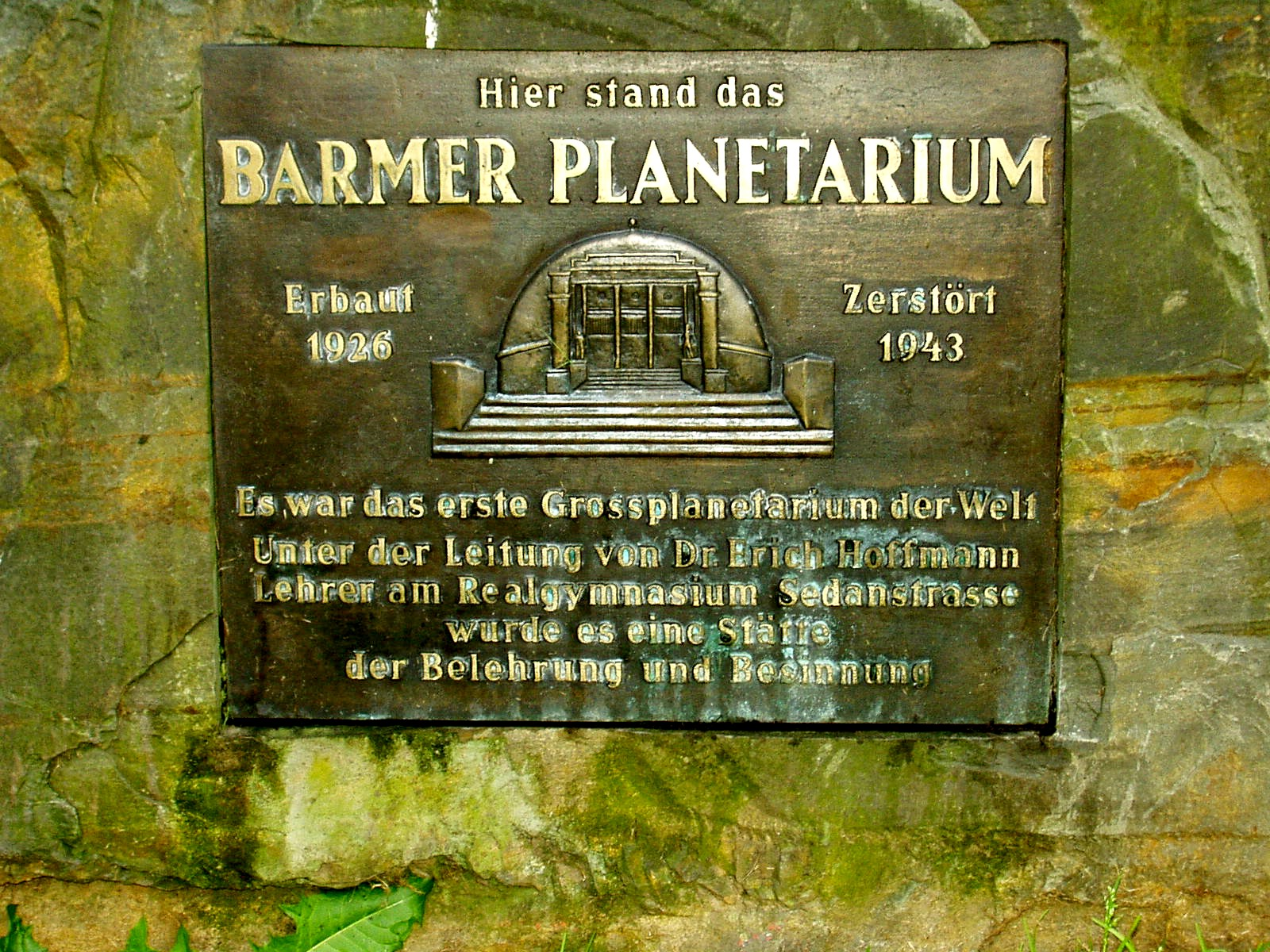
Detailansicht Gedenktafel

Der Gedenkstein für das 1943 zerstörte Barmer Planetarium wurde auf Initiative von Margot Sundermann, der Tochter des ersten wissenschaftlichen Leiters des Planetariums Erich Hoffmann, am 4. Juni 1997 eingeweiht. Auf einem Findling, der aus dem Barmer Nordpark stammt, wurde eine Bronzetafel mit Frau Sundermanns Text angebracht, die von Herrn Fratz gefertigt wurde. Die Finanzierung des Gedenksteins übernahm das Gymnasium Sedanstraße, an dem Erich Hoffmann hauptberuflich Lehrer war. Die Inschrift lautet:

### Gedenkstein gegen die Vivisektion

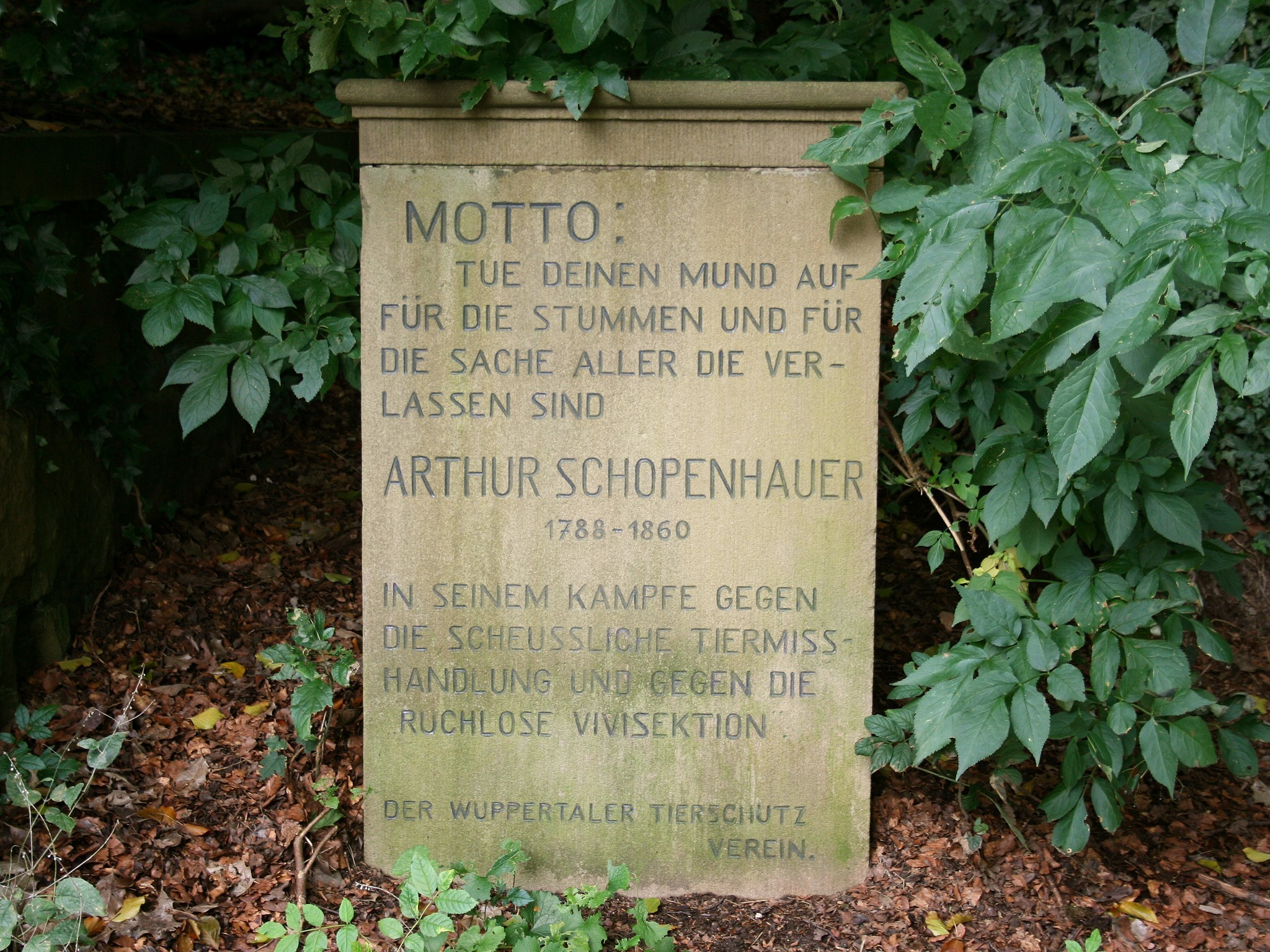
Gedenkstein gegen die Vivisektion

Der Gedenkstein gegen die Vivisektion wurde von dem Barmer Tierfreund Johann Casper Engels, einem Mitglied der Barmer Fabrikantenfamilie Engels, aus der auch Friedrich Engels hervorging, vor 1930 errichtet. Der Gedenkstein mahnte im Namen des 1862 von Johann Carl Fuhlrott gegründeten Wuppertaler Tierschutzvereins mit einem Schopenhauer-Zitat zum Kampf gegen Tiermisshandlungen und die Vivisektion.
Die Inschrift lautet:

### Schwalm-Gedenkstein

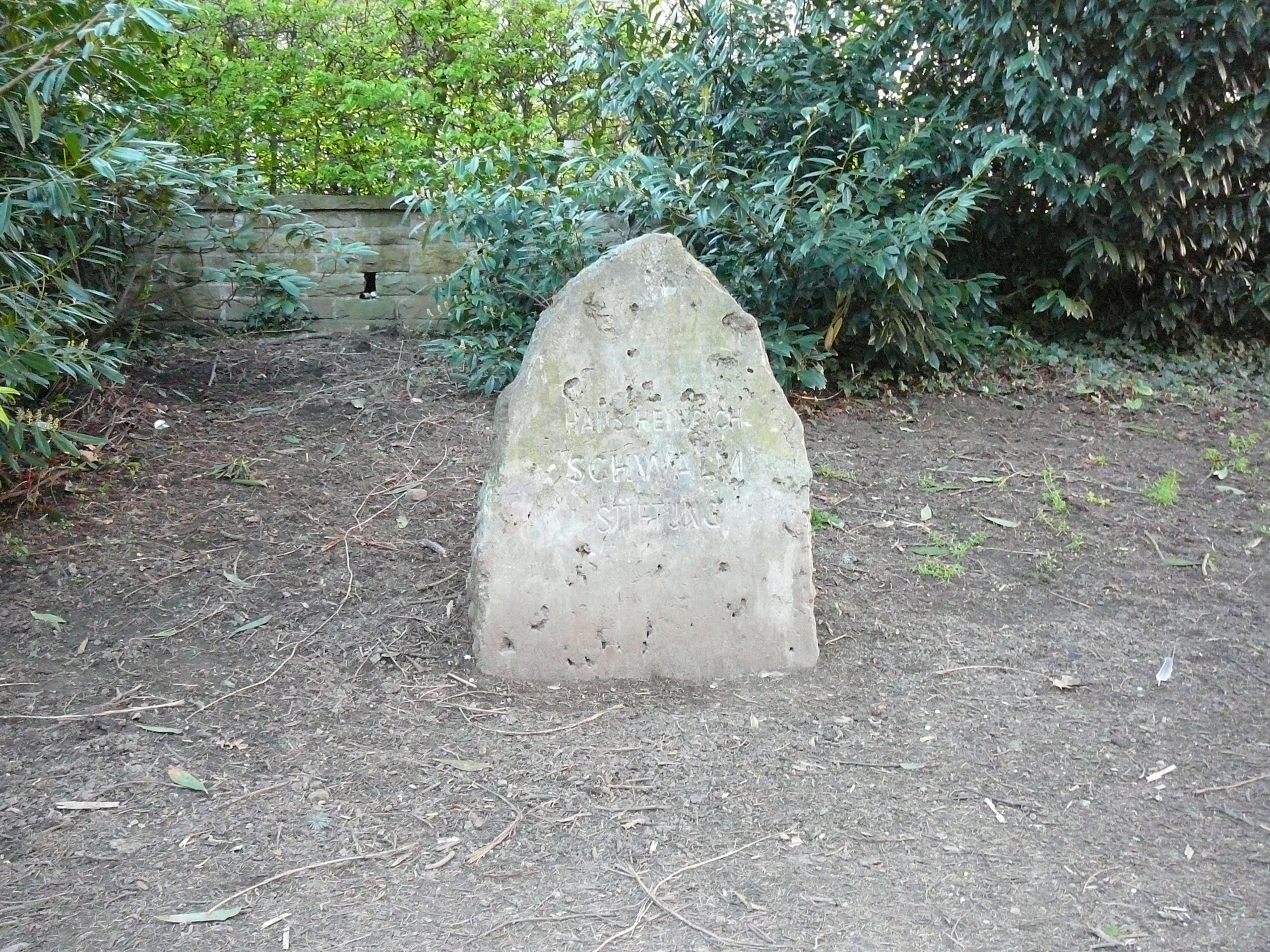
Schwalm-Gedenkstein

Der Schwalm-Gedenkstein wurde zur Erinnerung an die Eheleute Alice und Hans Heinrich Schwalm aufgestellt, die 1954 bzw. 1956 starben und dem Verschönerungsverein testamentarisch 10.000 DM für neue Anpflanzungen hinterließen. Der Verschönerungsverein nutzte dieses Legat zur Pflanzung von Rhododendren entlang de Promenadenwegs unterhalb des Verwaltungsgebäudes der BARMER Ersatzkasse (heute Wupperverband). Im Herbst 1962 errichtete der Verschönerungsverein einen ca. 1,20 Meter hohen Gedenkstein aus Muschelkalk zur Erinnerung an die Spende. Die Inschrift lautet:

### Emil-Röhrig-Platzmit Gedenkplatte

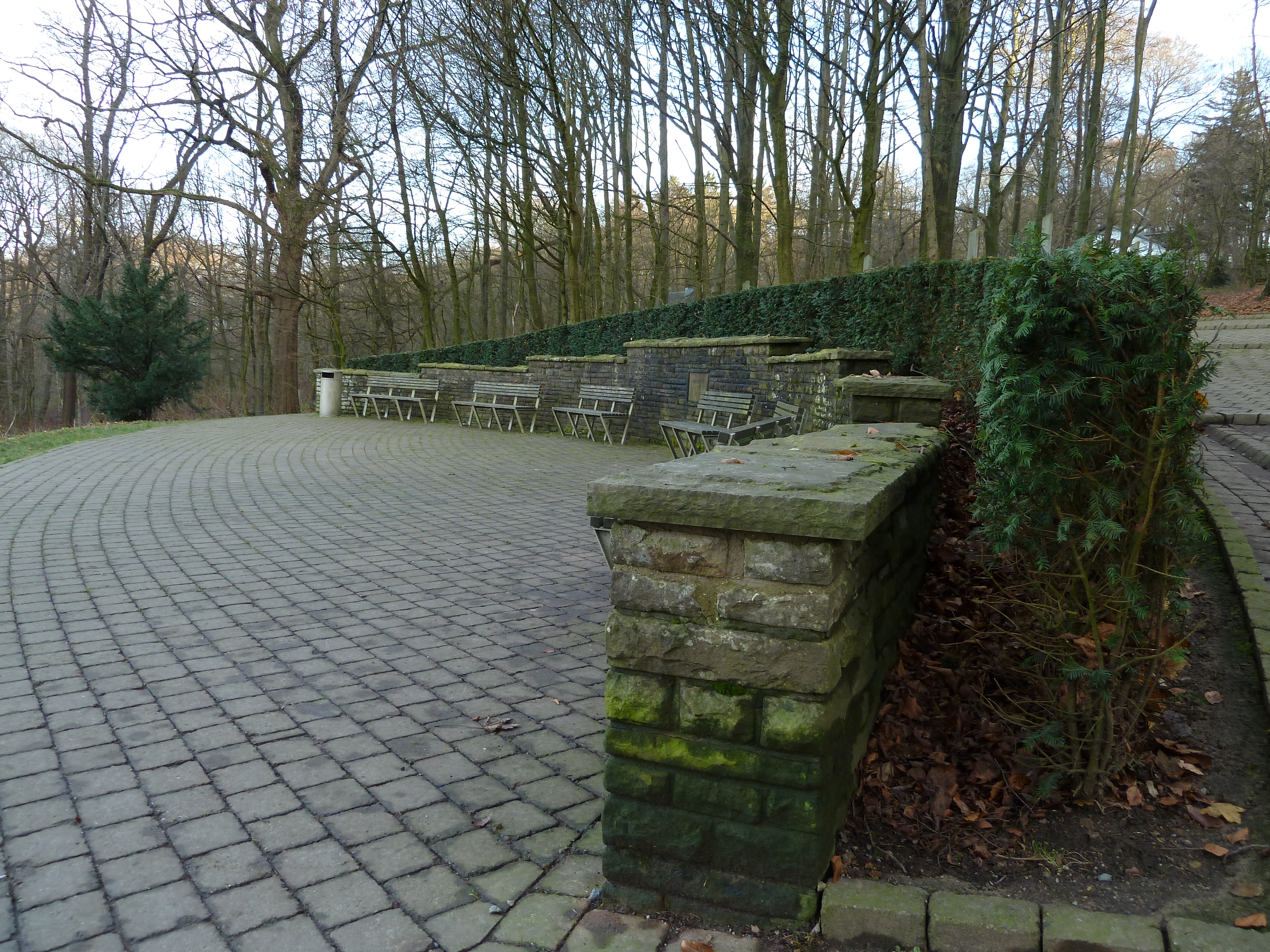
Emil-Röhrig-Platz
51° 15′ 35,2″ N, 7° 12′ 14,4″ O
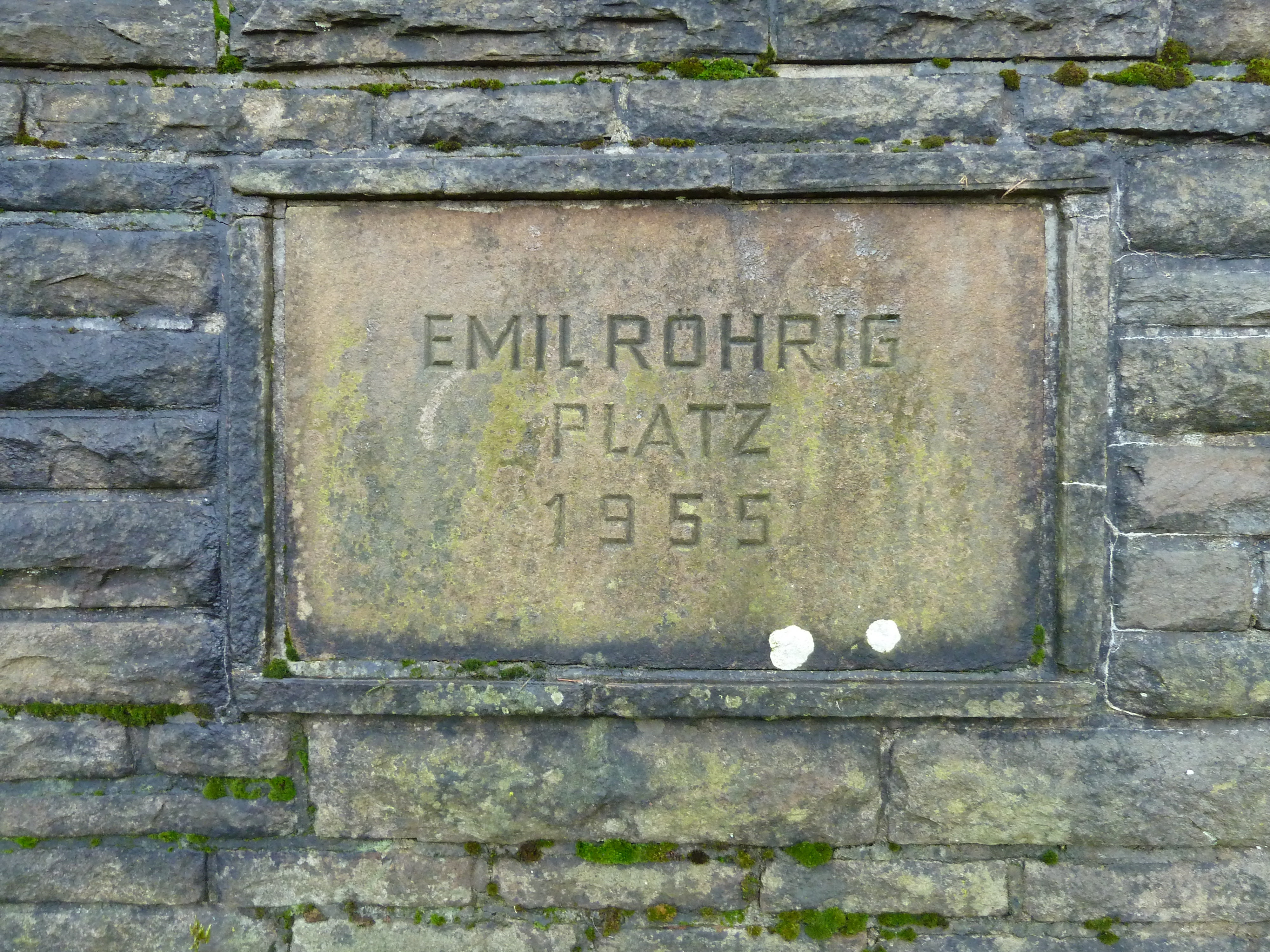
Gedenkplatte mit Inschrift: Emil Röhrig Platz 1955
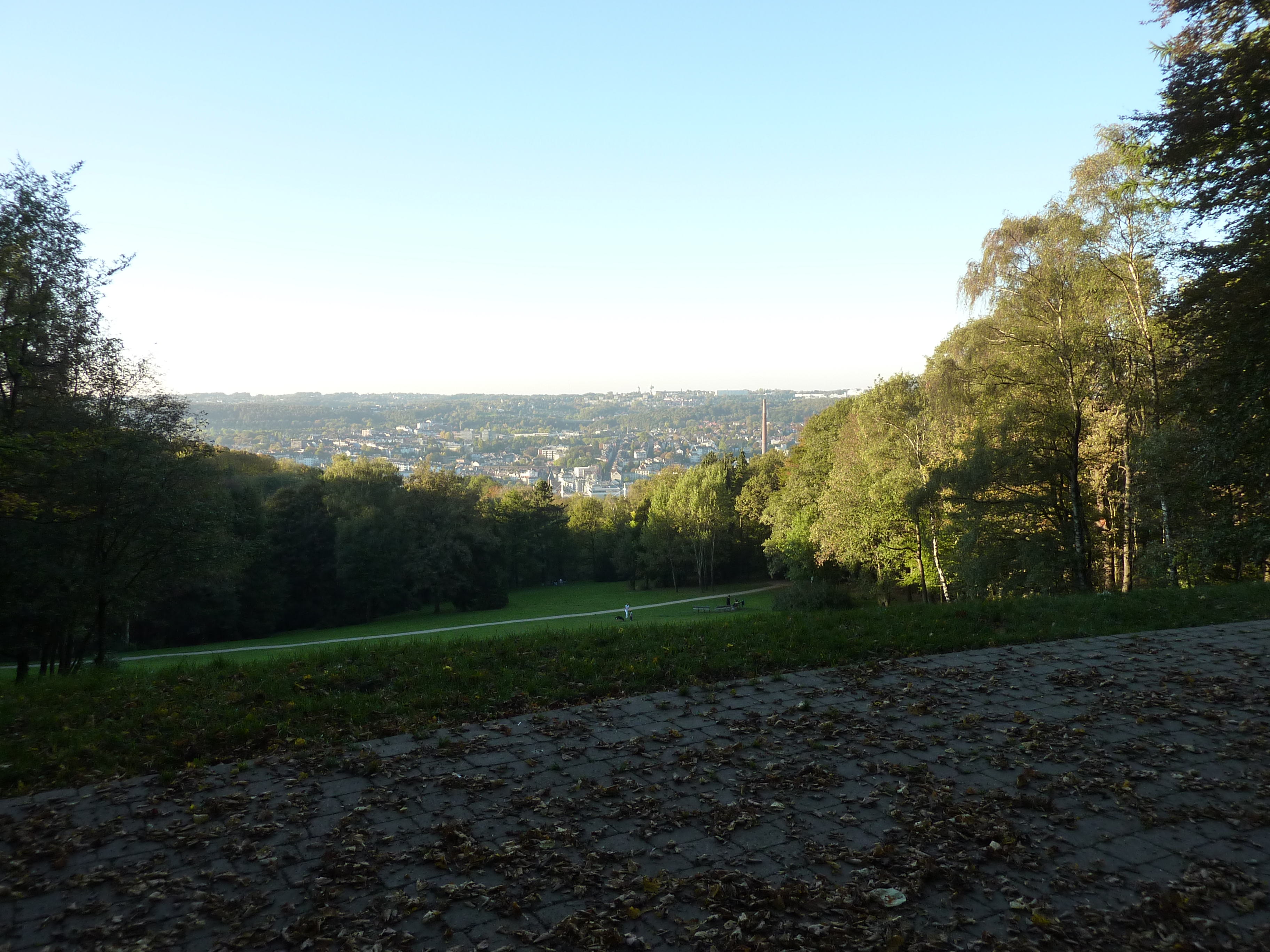
Blick vom Platz ins Tal

Der Emil-Röhrig-Platz wurde am 30. Oktober 1955 nahe der Haltestelle Talblick der Barmer Bergbahn eingeweiht. Der Name Talblick weist auf einen Aussichtspunkt mit freiem Blick über das Barmer Tal der Wupper und auf die Innenstadt hin, der den Platz zu einem beliebten Aufenthaltsort macht. Emil Röhrig war zeit seines Lebens Mitglied des Verschönerungsvereins gewesen und 1928 zum Ehrenmitglied ernannt worden. Der Platz wurde für 25.000 Mark aus dem Nachlass Emil Röhrigs eingerichtet und im Beisein seines Neffen und des Barmer Oberbürgermeisters Heinrich Schmeißing eingeweiht.
In die Umfassungsmauer des Platzes wurde in einer Aussparung eine Metallkapsel mit einer Urkunde und Zeitdokumenten eingelassen und mit einer Gedenktafel verschlossen. Der Platz wurde im Rahmen der Regionale 2006 renoviert.

### Klinkerteich

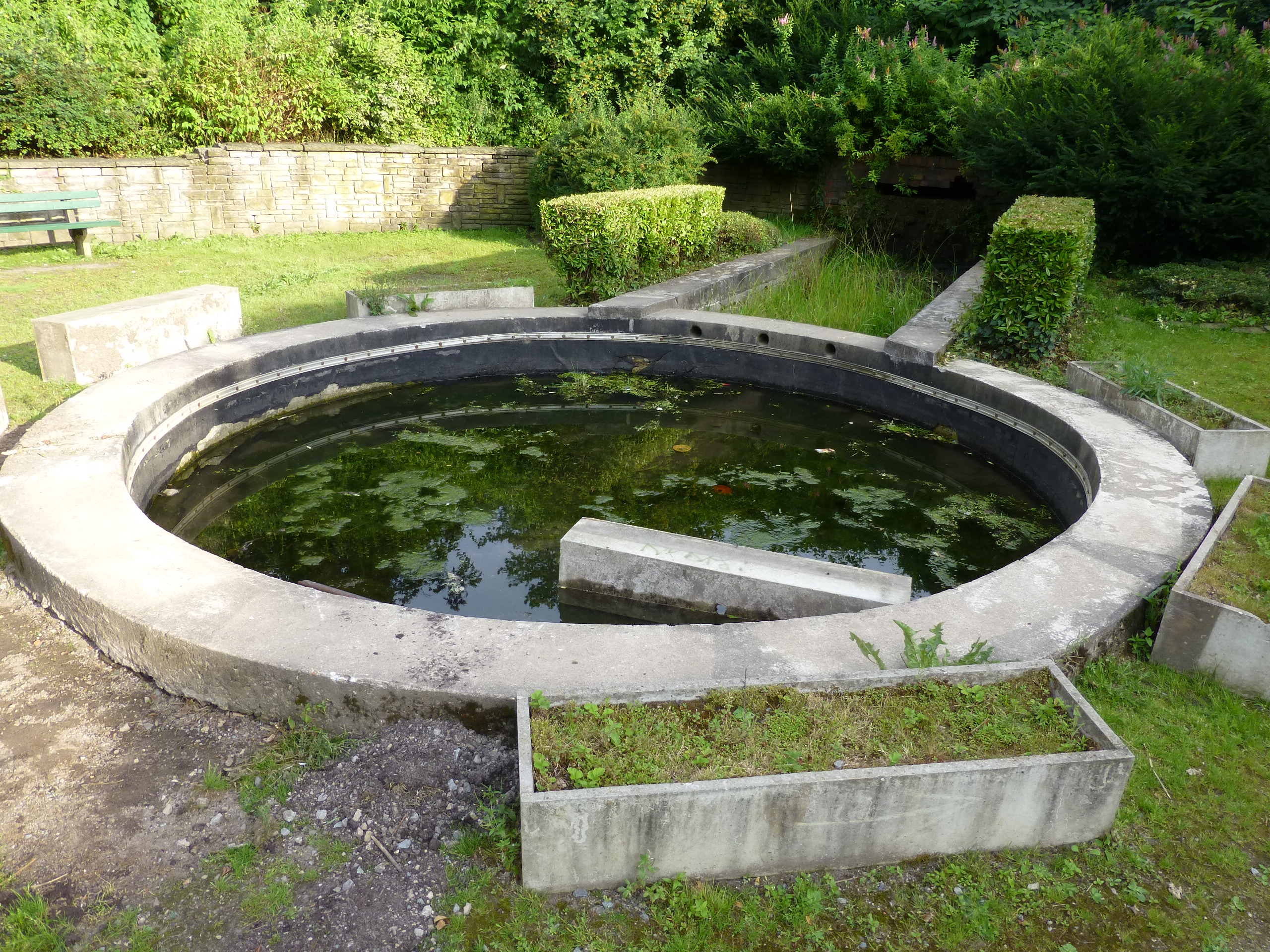
Der Klinkerteich

Der Klinkerteich ist ein runder Platz mit Umfassungsmauer aus bearbeiteten Natursteinen in den unteren Anlagen. Ruhenbänke umgeben ringförmig eine runde, gefasste Brunnenanlage. Aus einem Bereich der Umfassungsmauer strömt der Bach in den Barmer Anlagen heraus, der mittels eines in parallele Mauern eingefassten Zulaufs den Brunnen versorgt. Der Platz wurde der Mitte des 20. Jahrhunderts anstelle eines älteren Teiches angelegt.
Auf der Umfassungsmauer des Klinkerteichs befand sich die Bronzeskulptur Knabe mit Taube, die 1953 im Auftrag des Verschönerungsvereins für 7000 DM von dem Hannoveraner Bildhauer Kurt Lehmann nach einem Entwurf aus dem Jahr 1936 geschaffen wurde. Die 1,1 Meter hohe Skulptur wurde am 28. September 1954 zum 25-jährigen Stadtjubiläum Wuppertals aufgestellt. Die Skulptur befindet sich zurzeit nicht mehr an ihrem Aufstellungsort.

### Imler-Gedenkstein

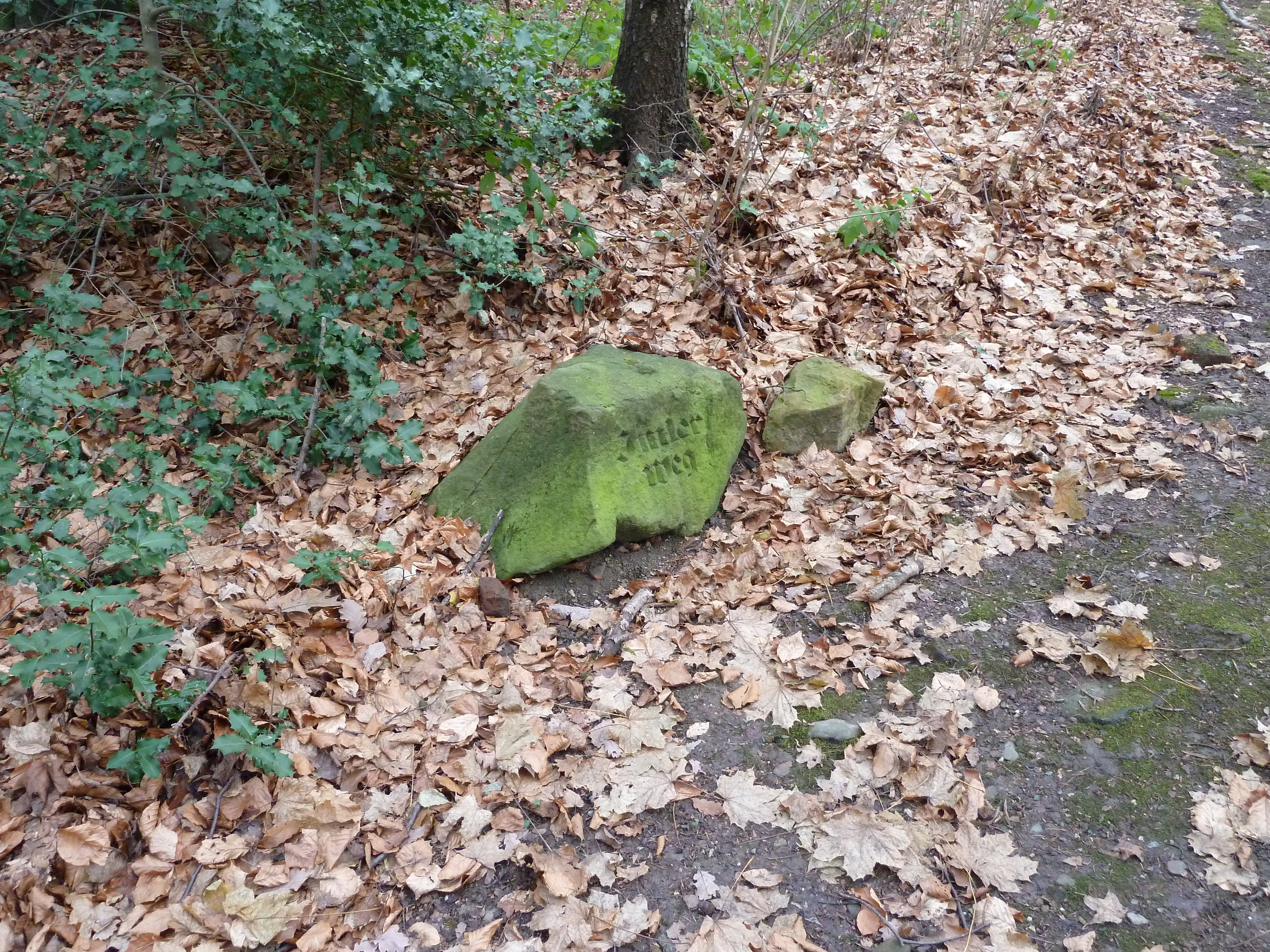
Imler-Gedenkstein

Gedenkstein für Karl F. Imler, Vorstandsmitglied des Barmer Verschönerungsvereins um 1866 am nach ihm benannten Imler-Weg.

### Tränkbrunnen

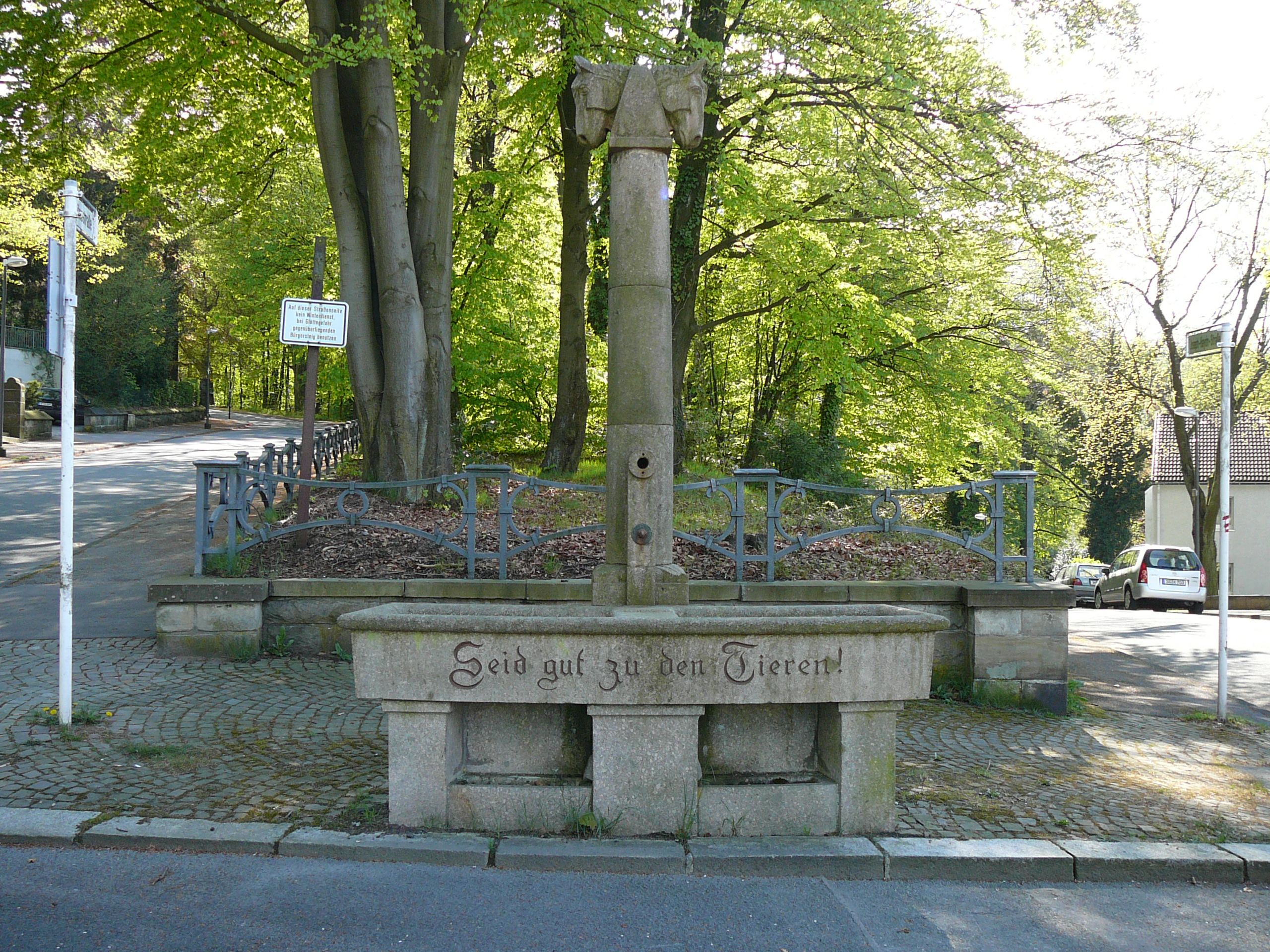
Der Tränkbrunnen

Der Tierfreund Johann Casper Engels ließ am Rand der Barmer Anlagen nahe dem Kohlenweg von Heckinghausen nach Lichtscheid (heute Lönsstraße) neben dem Gedenkstein gegen die Vivisektion auch den Tränkbrunnen zur Tränke von Zugpferden und Hunden errichten. Die Inschrift lautet schlicht:

### Figur bei der Geschäftsstelle des Verschönerungsvereins

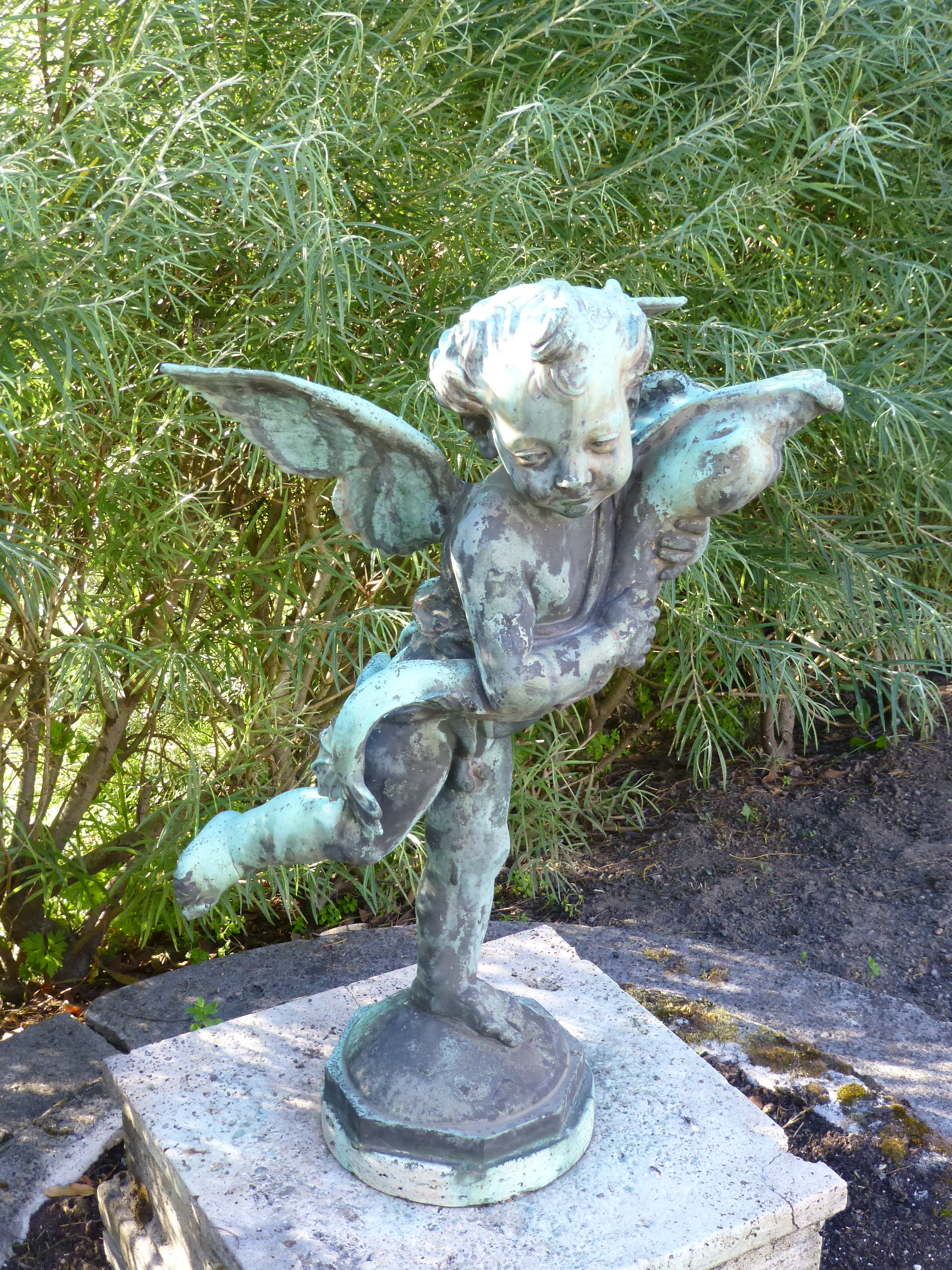
Die Figur

Der Barmer Verschönerungsverein hat seine Geschäftsstelle in einem Wohnhaus mit der Postanschrift Untere Lichtenplatzer Straße 84 am Rand der unteren Anlagen. Auf dem Gelände befand sich im 19. und 20. Jahrhundert die Gärtnerei der Anlagen. Vor dem Haus steht auf einem Postament, gegründet auf einem runden Sockel, eine bronzene Puttenfigur, die einen Fisch in den Armen hält.

### Femlinde
Der Wurzelsprössling der Dortmunder Femlinde wurde 1893 aus Dank dem Dichter Emil Rittershaus, Dichter des Westfalenlieds, von der Stadt Dortmund geschenkt und im Oktober 1894 in den Barmer Anlagen gepflanzt. Anfang 1908 wurde ein Wettbewerb für eine Einfriedung des Baums ausgelobt. Der erste Preis ging an den Bildhauer Wilhelm Giesecke mit seinem Entwurf Stein und Eisen, dessen Entwurf auch ausgeführt wurde. Von der Einfriedung sind die obeliskartig behauenen Begrenzungssteine sowie das verbindende geschwungene Eisenband erhalten. Die nach damaliger Sitte grottenartig vorgelagerten Bruchsteine sind zum größten Teil noch erhalten. Sie liegen lediglich tiefer im Erdreich. Die metallene Gedenktafel wurde im Zweiten Weltkrieg eingeschmolzen. Ihre Inschrift lautete:

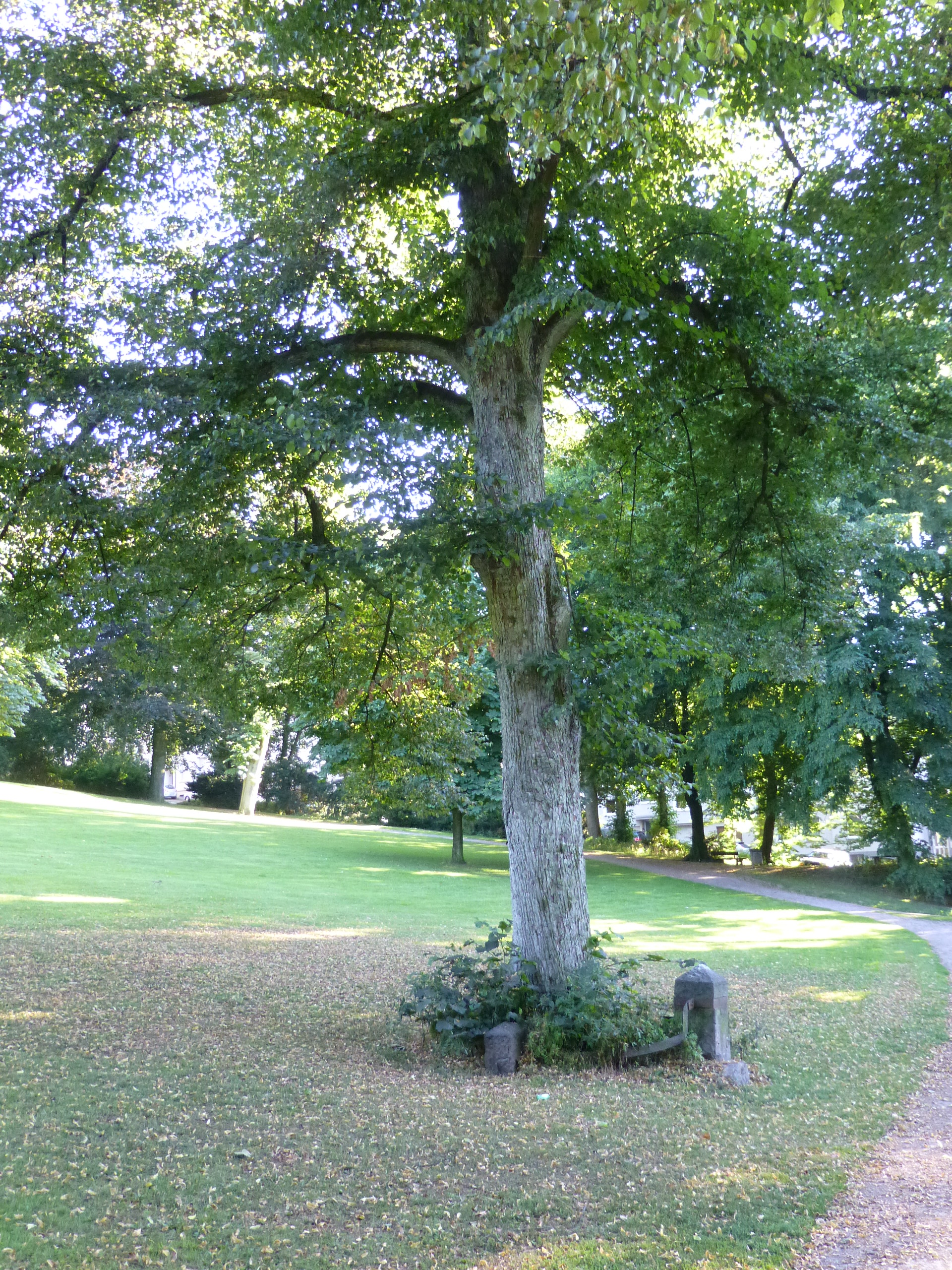
Die Femlinde
51° 16′ 0,6″ N, 7° 12′ 10,8″ O
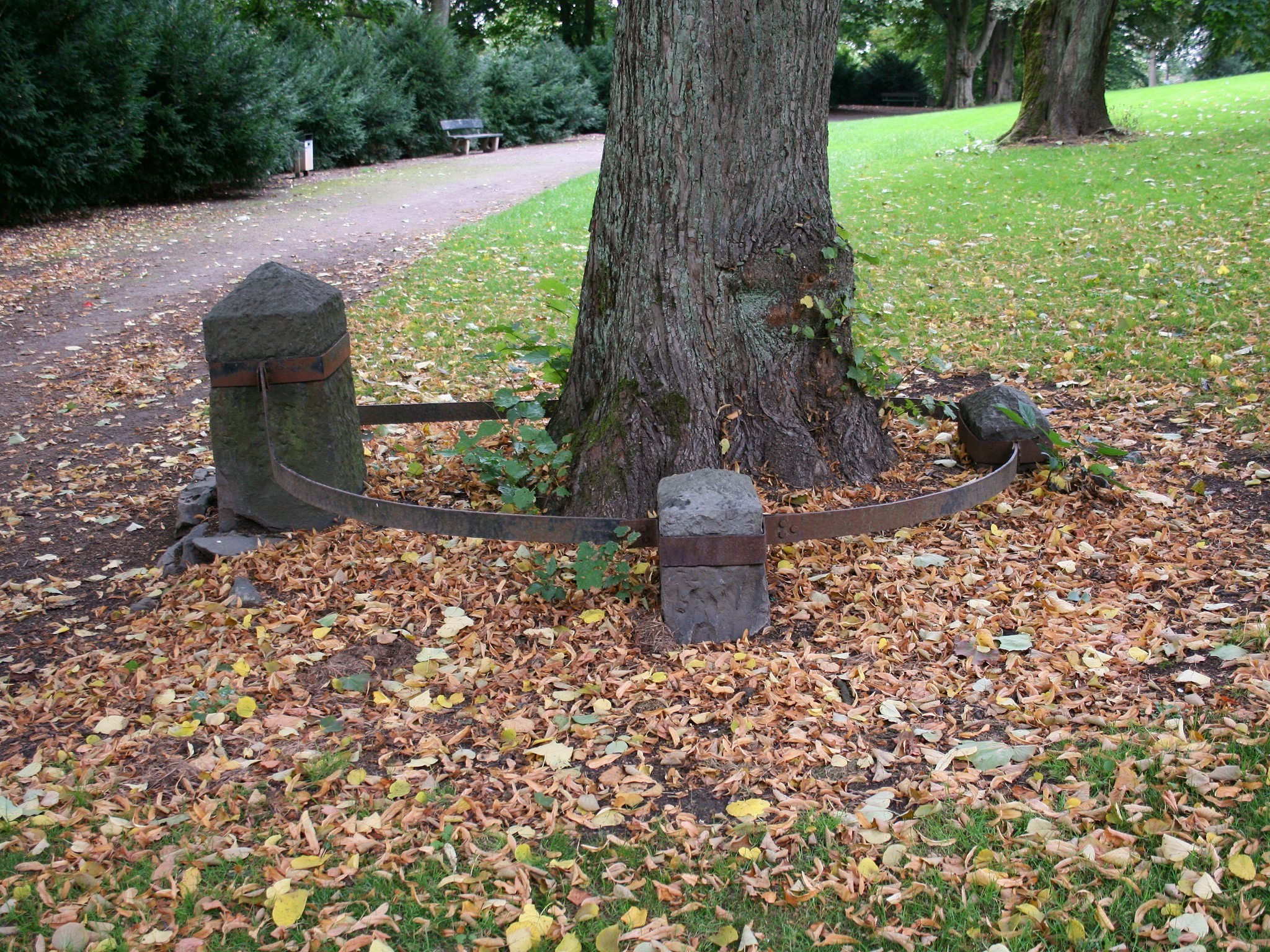
Rest der Umfassung

### Schillerlinde

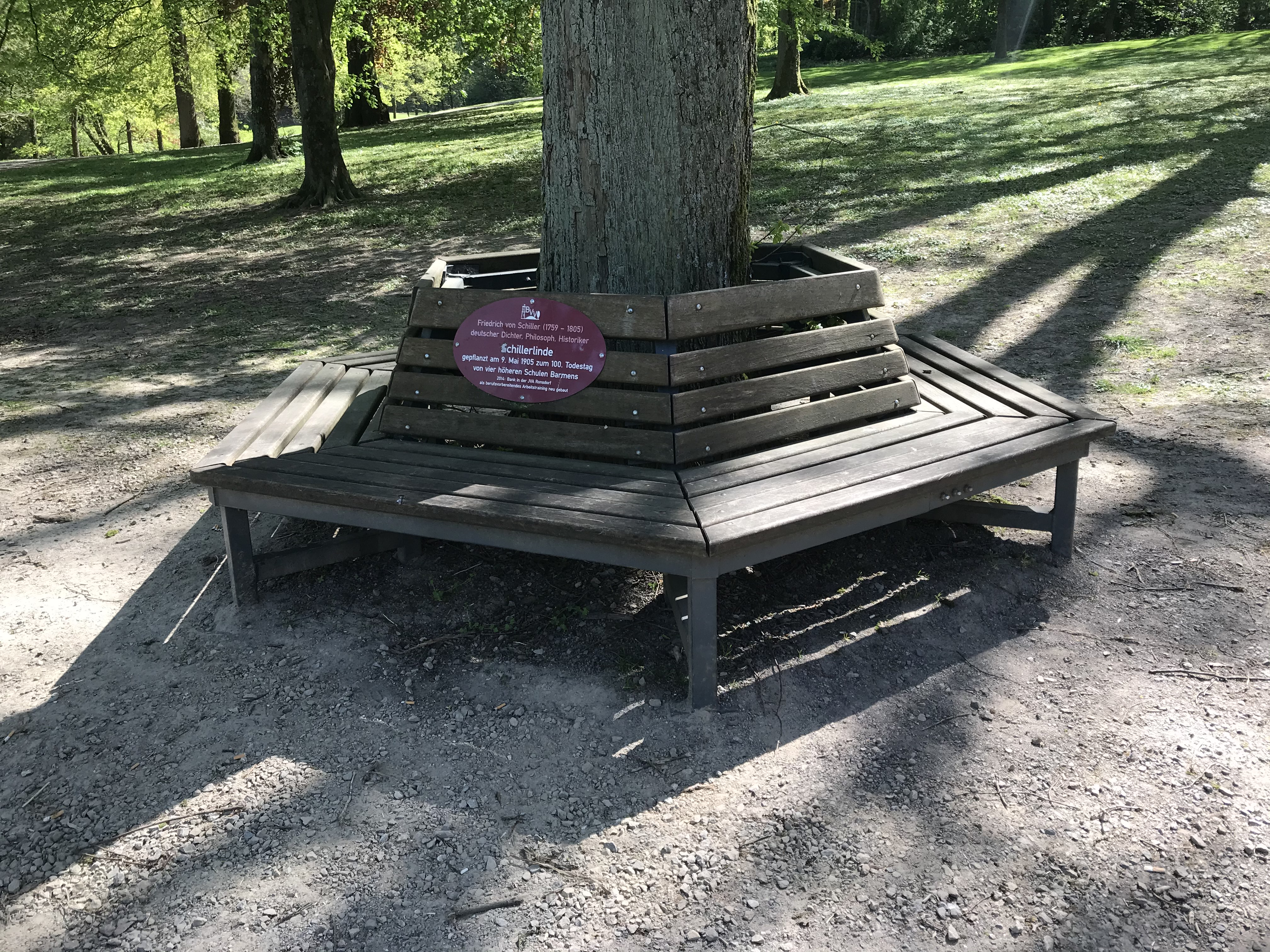
Rundbank mit Plakette um die Schillerlinde

Die Schillerlinde wurde 1905 zum hundertsten Todestag des Dichters Friedrich Schiller von Schülern von vier höheren Knabenschulen Barmens gepflanzt, nachdem am Vorabend am Pflanzplatz, der fortan Schillerplatz genannt wurde, Fackeln angezündet und Feuerwerk abgebrannt wurde. Nach einer Festrede von Gymnasialdirektor Evers führten die vier Schuldirektoren, je zwei Lehrer und sieben Schüler und der damalige Vorsitzende des Verschönerungsvereins Robert Barthels unter Aufsagung von Weihesprüchen je einen Spatenaushub durch und pflanzten in das ausgehobene Loch die Linde. Anschließend sang man gemeinsam drei Verse aus dem Reiterlied Wohlauf Kameraden aufs Pferd… aus Schillers Drama Wallensteins Lager. Die Feier wurde am Abend in der nahen Barmer Stadthalle unter großem Andrang fortgesetzt. Zum 150-jährigen Jubiläum des Barmer Verschönerungsvereins wurde die Rundbank 2014 durch Auszubildende der Jugendstrafanstalt Ronsdorf erneuert, die Inschrift wurde entsprechend angepasst.
Um die Schillerlinde herum wurde eine Sitzbank angebracht. Eine Plakette trägt die Inschrift:

### Alpengarten

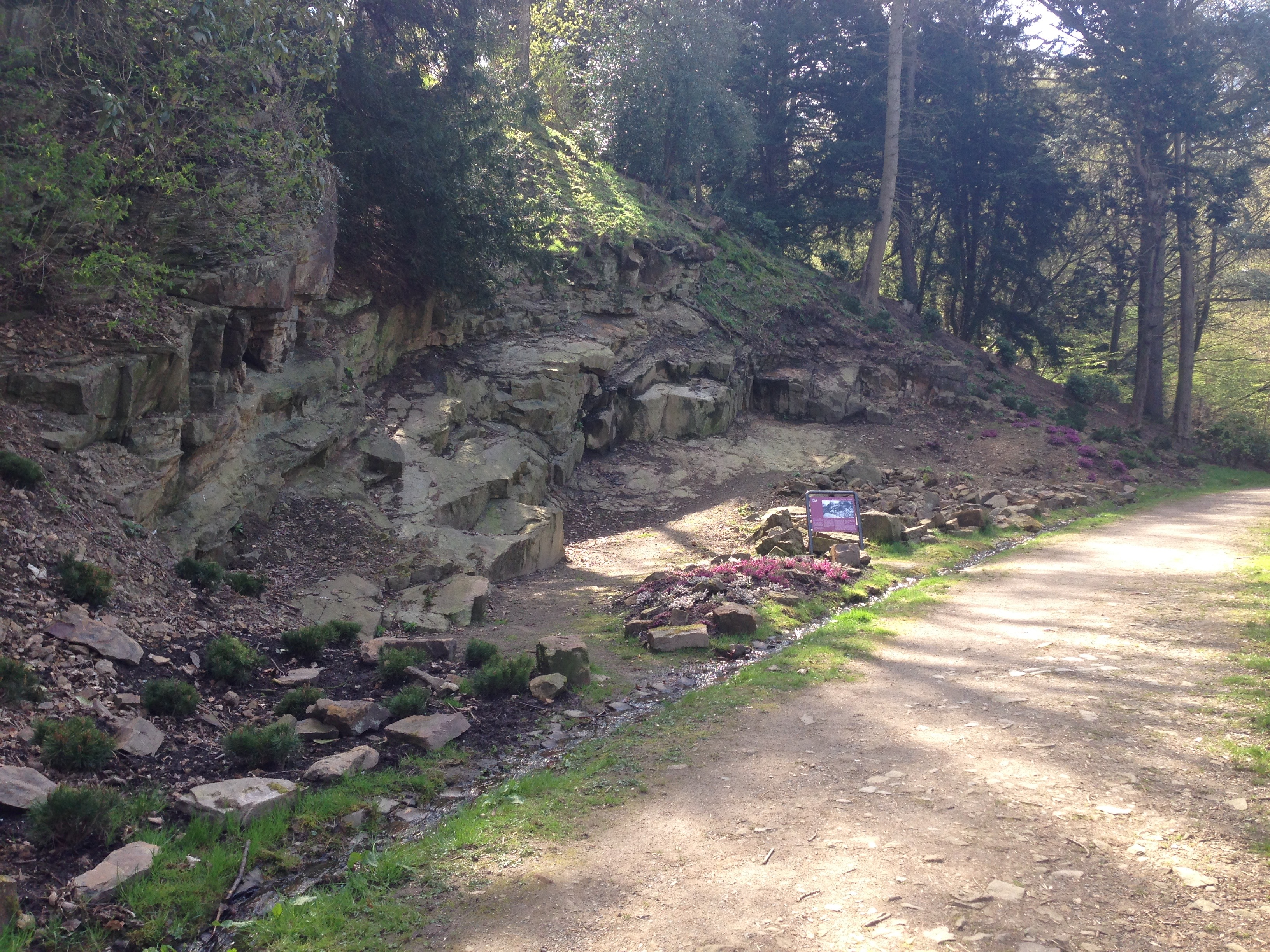
Der rekultivierte Alpengarten

Das Alpinum in den oberen Anlagen wurde 1914 von 33 Mitgliedern des Verschönerungsvereins gestiftet und an dem Overbeck-Weg in einem ehemaligen Steinbruch des Gutshofs Fischertal eingeweiht. Es wurde von dem Gartenarchitekten Arthur Stüting aus Barmen geschaffen und stellte Blumen, Sträucher und blühende Dauergewächse mit deutschen und lateinischen Namen auf Porzellanschildern vor. Der brüchige Fels bewirkte aber immer wieder Steinschläge und Erdrutsche, die den Steingarten immer wieder zerstörten und letztlich dazu führten, dass die Anlage aus Kostengründen (1950 wurden 50.000 DM veranschlagt) nach dem Zweiten Weltkrieg nicht wieder hergestellt wurde. Zum 100-jährigen Bestehen wurde der Alpengarten 2014 in bescheidener Form rekultiviert.

### Paulinenruhe

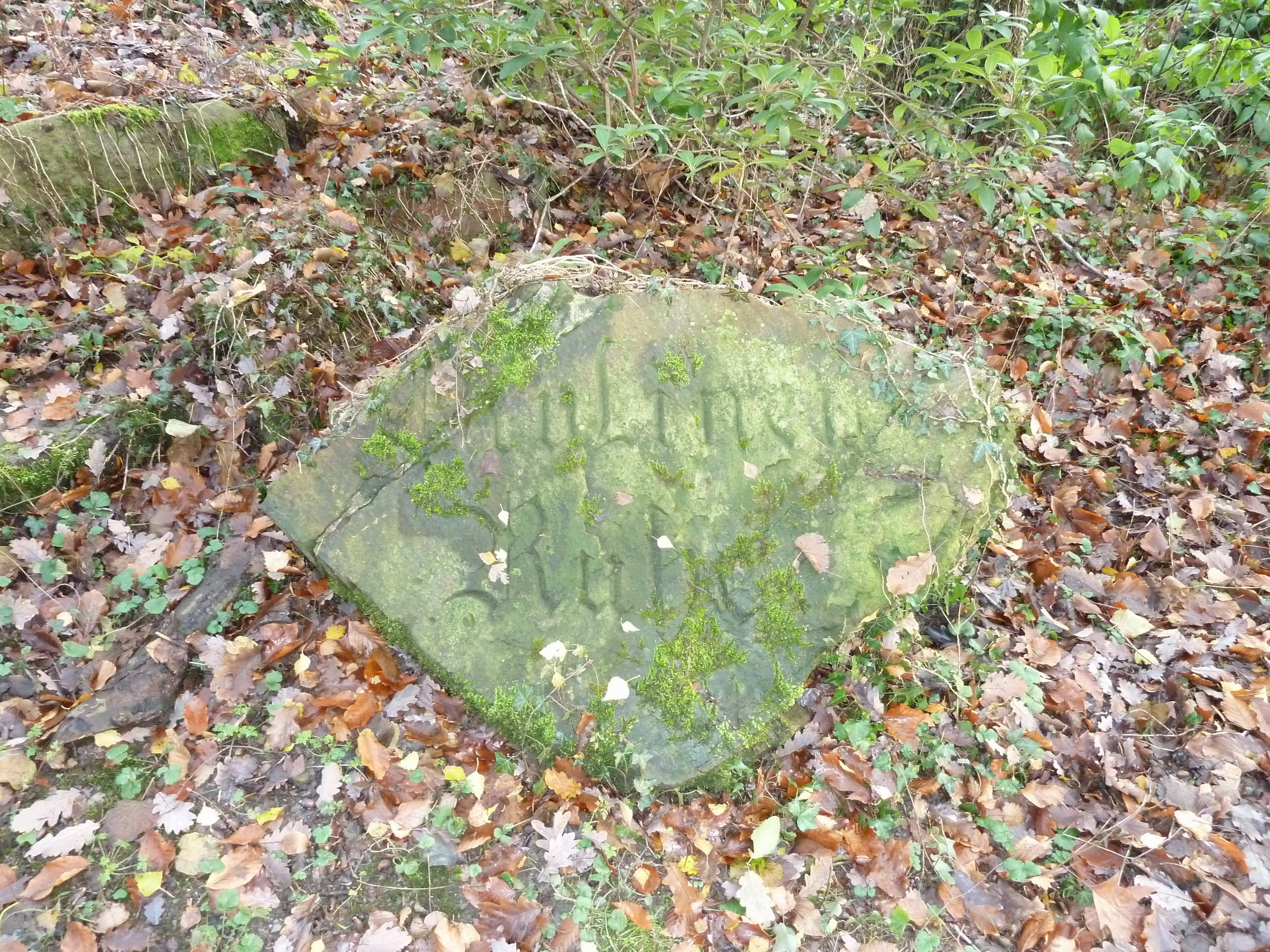
Gedenkstein Paulinenruhe

Die Paulinenruhe ist eine runde, über ein paar Stufen erklimmbare Aussichtsplattform mit Linde und Ruhebänken, die 1914 gestiftet wurde. Sie ist Pauline Luhn (geborene Wink, * 1841; † 1911), Ehefrau des August Luhn (* 1838; † 1915) gewidmet, die mit ihrem Ehemann die Seifenfabrik Luhns gründete.

### Paul-Peter-Muckenhaupt-Platzund die Bleicherteiche

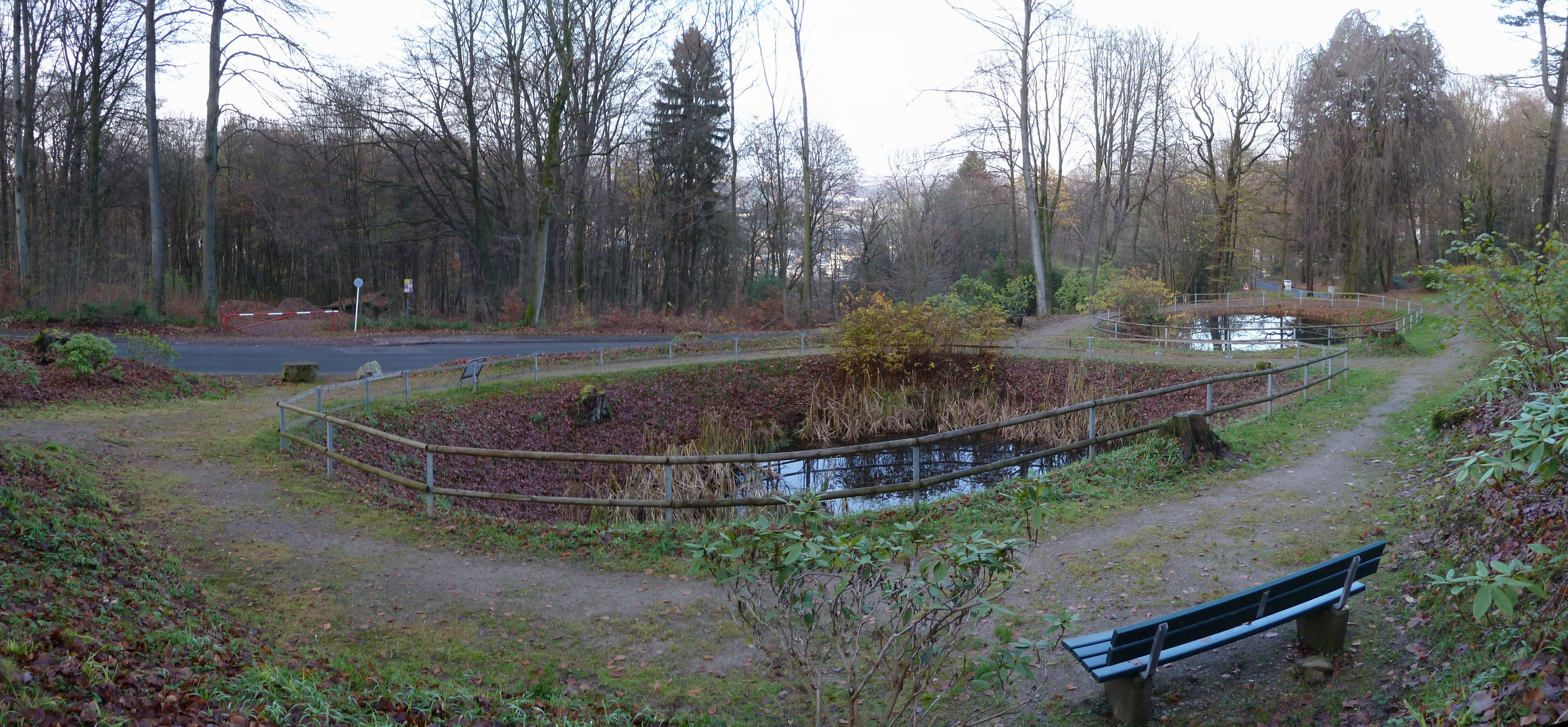
Paul-Peter-Muckenhaupt-Platz

Der Barmer Verschönerungsverein ging viele Jahrzehnte davon aus, dass die beiden nebeneinanderliegenden Teiche zusammen mit einem abgegangenen dritten Teich 1782 von dem Bleicher Johann Peter Nagel in dem Hohlweg der Kohlenstraße angelegt wurden. Der vereinseigenen Überlieferung nach waren die beiden Teiche die Keimzelle der Barmer Anlagen, von denen aus die Gestaltung des Parks begann. Von ihnen wurde ein 60 Meter langer, mannshoher Wasserstollen zur Bewässerung der unteren Anlagen und des Ringeltals und Versorgung der dortigen Teiche getrieben.
Die ebene Fläche um die Teiche herum wurde im Rahmen der Regionale 2006 saniert und 2011 zu Ehren des Organisators der Sanierung, langjährigen Förderers und stellvertretenden Vorsitzenden des Verschönerungsvereins Paul Peter Muckenhaupt (* 1950; † 2006) in Paul-Peter-Muckenhaupt-Platz benannt.
2012/13 wurde unter anderem aufgrund historischen Kartenmaterials festgestellt, dass sich die richtigen Bleicherteiche des Johann Peter Nagels ein paar hundert Meter weiter nordöstlich befinden und noch heute erhalten sind. Sie wurden mittlerweile unter der Bodendenkmalnummer B040 unter Schutz gestellt. Die bis dahin als Bleicherteiche vermuteten Teiche am Paul-Peter-Muckenhaupt-Platz sind aller Wahrscheinlichkeit nach erst zu Beginn der Parkgestaltung angelegt worden.

### Rotunde

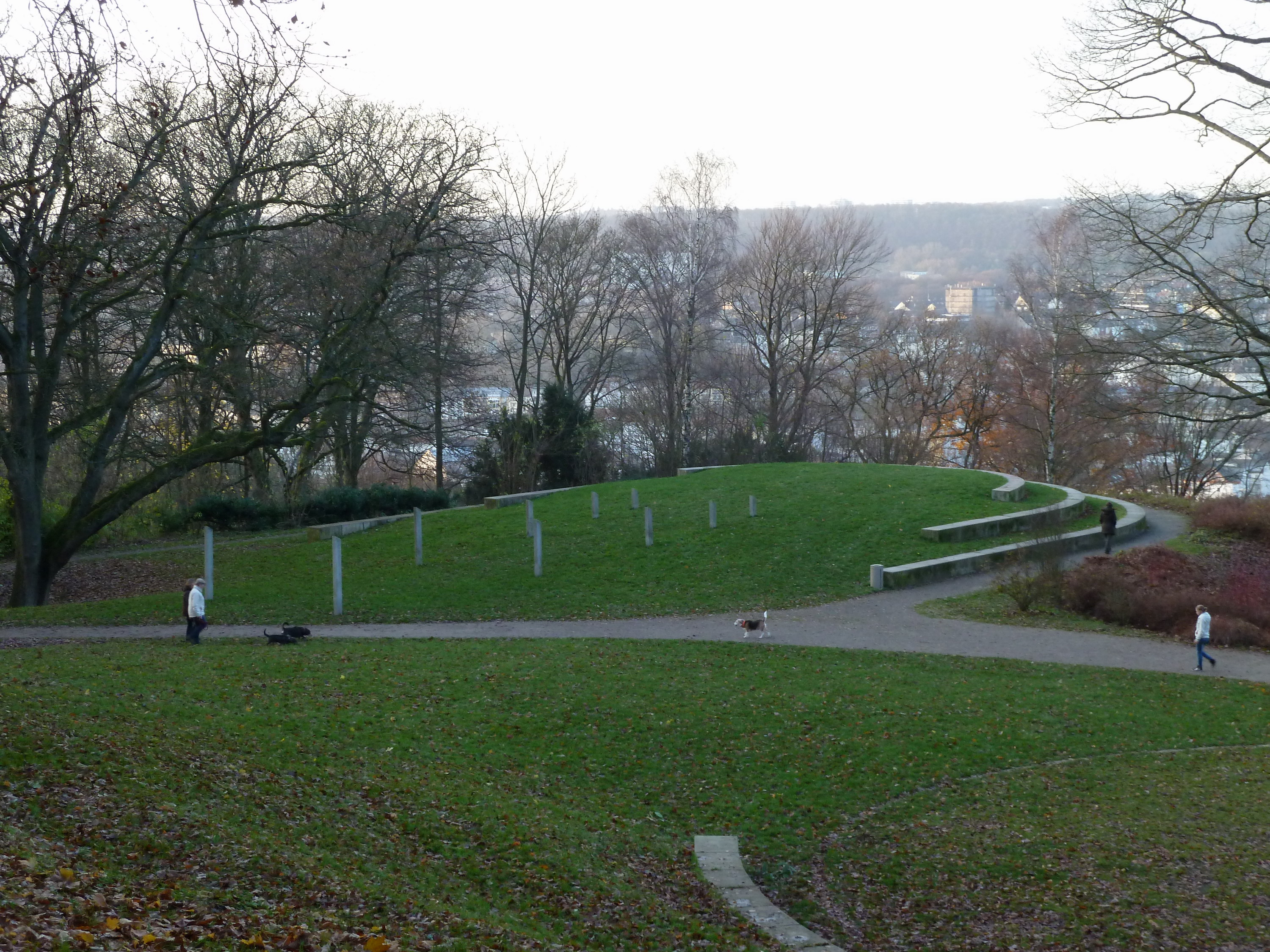
Rotunde

Die Rotunde ist ein Aussichtspunkt im unteren Teil der oberen Anlagen. Von dem Halbrund, das auf einem zugeschütteten Einschnitt der Bergbahntrasse neben dem Dreikaiserplatz errichtet wurde, hat man entlang der Trassenachse einen unverstellten Blick auf die Barmer Innenstadt. Die Rotunde wurde im Rahmen der Regionale 2006 mit der terrassenförmigen Aufschüttung und dem Einbau von 50 cm hohen Sitzstufen aus Beton deutlicher herausgearbeitet.
An der Stelle der Rotunde überquerte bis zu ihrem Abbruch eine drei Meter breite Brücke den Einschnitt. Hier war auch der Standort der sogenannten Colonie, ein Ensemble von alten Bauernhäusern des Landwirts König, das als Besucherattraktion hergerichtet war.

### Clemens-Artmeier-Spielplatz

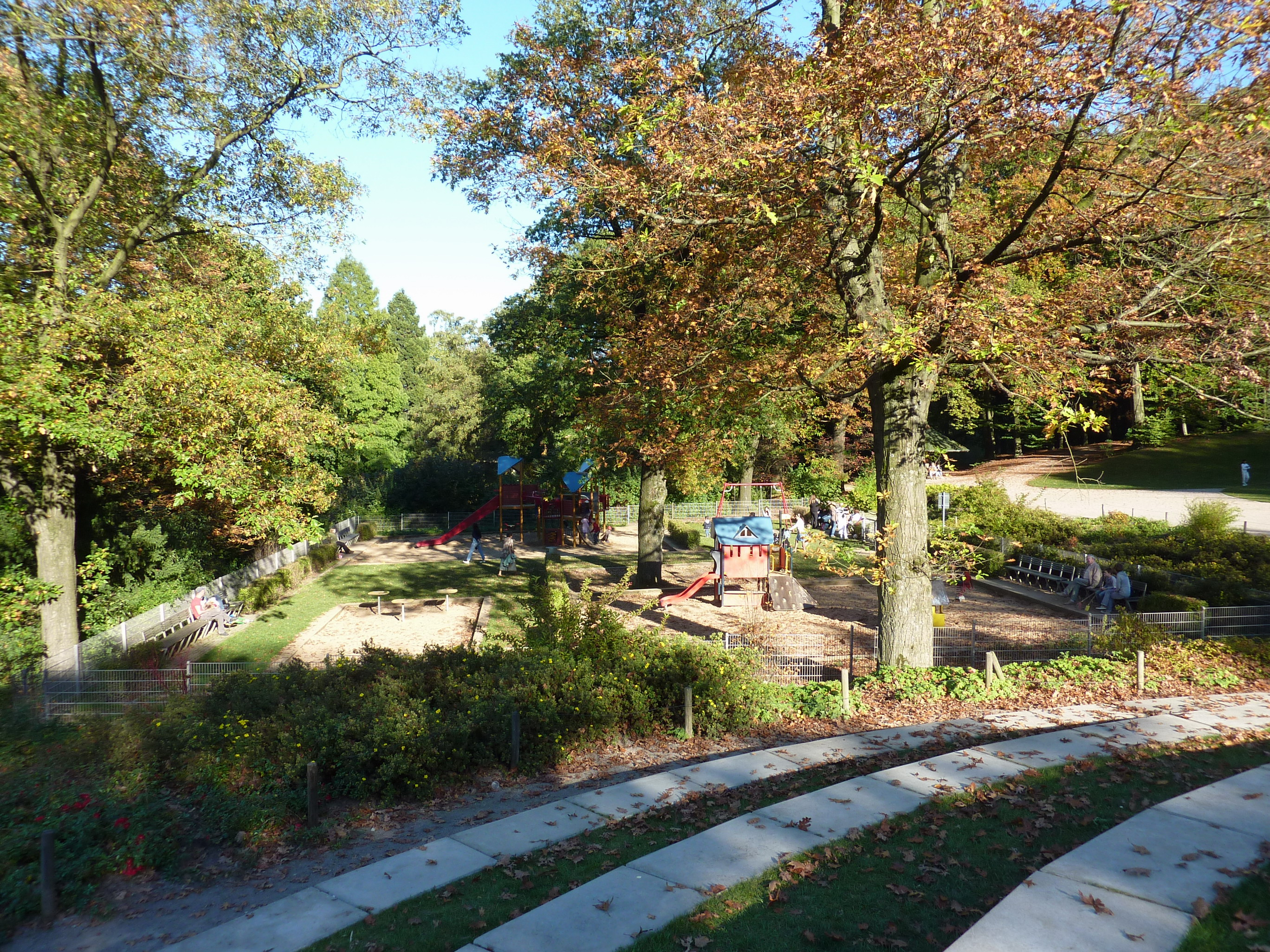
Clemens-Artmeier-Spielplatz

Der Kinderspielplatz wurde 1915 auf dem Dreikaiserplatz eingerichtet. Er wird nach einem früheren Stifter Clemens-Artmeier-Spielplatz genannt. Im Zuge der Regionale 2006 wurde auch der Spielplatz mit neuen Spielgeräten versehen.

### Arena
Neben dem Kinderspielplatz liegt eine kreisförmige Arena mit einem Durchmesser von ungefähr 25 Metern. Der Mehrzweckplatz wurde im Rahmen der Regionale 2006 neu angelegt und besitzt auf der Südseite einen sanft abfallenden Hang mit Sitzquadern und Rasenstufen. Der Boden der Arena besteht aus einem mit Lavaschotter unterbauten Rasenplatz mit einem umlaufenden Pflasterzeiler.51° 15′ 50,8″ N, 7° 12′ 15″ O

### Verbindungsbrücke

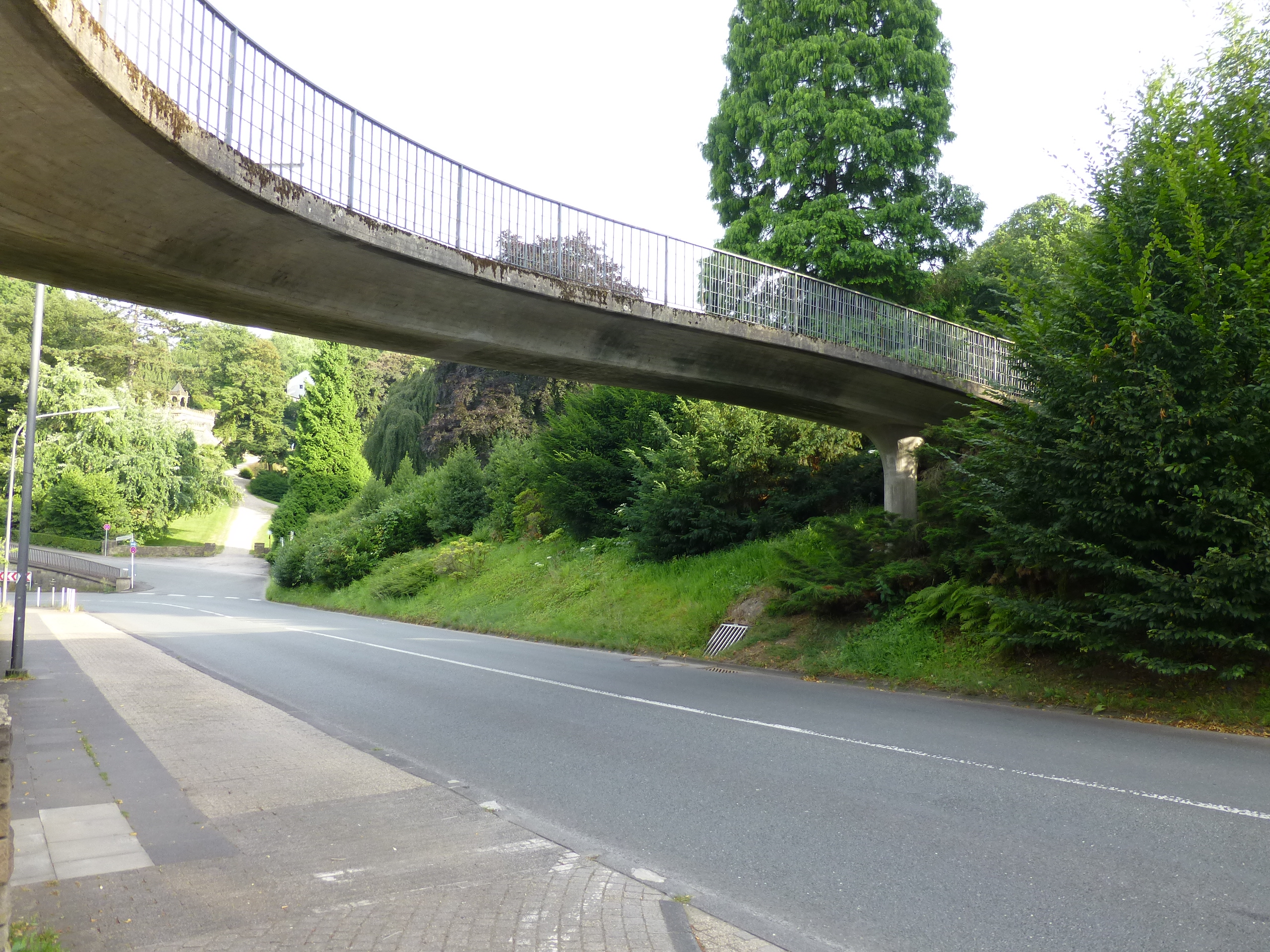
Die Verbindungsbrücke

Die geschwungene Fußgängerbrücke über die Untere Lichtenplatzer Straße wurde Anfang der 1960er Jahre in Stahlbetonbauweise errichtet und verbindet die unteren mit den oberen Anlagen. Sie ersetzte die Budde-Treppe als Zugang in die oberen Anlagen, die eine ebenerdige Überquerung der Straße notwendig machte.

### Toilettenhäuschen Eisenlohrstraße

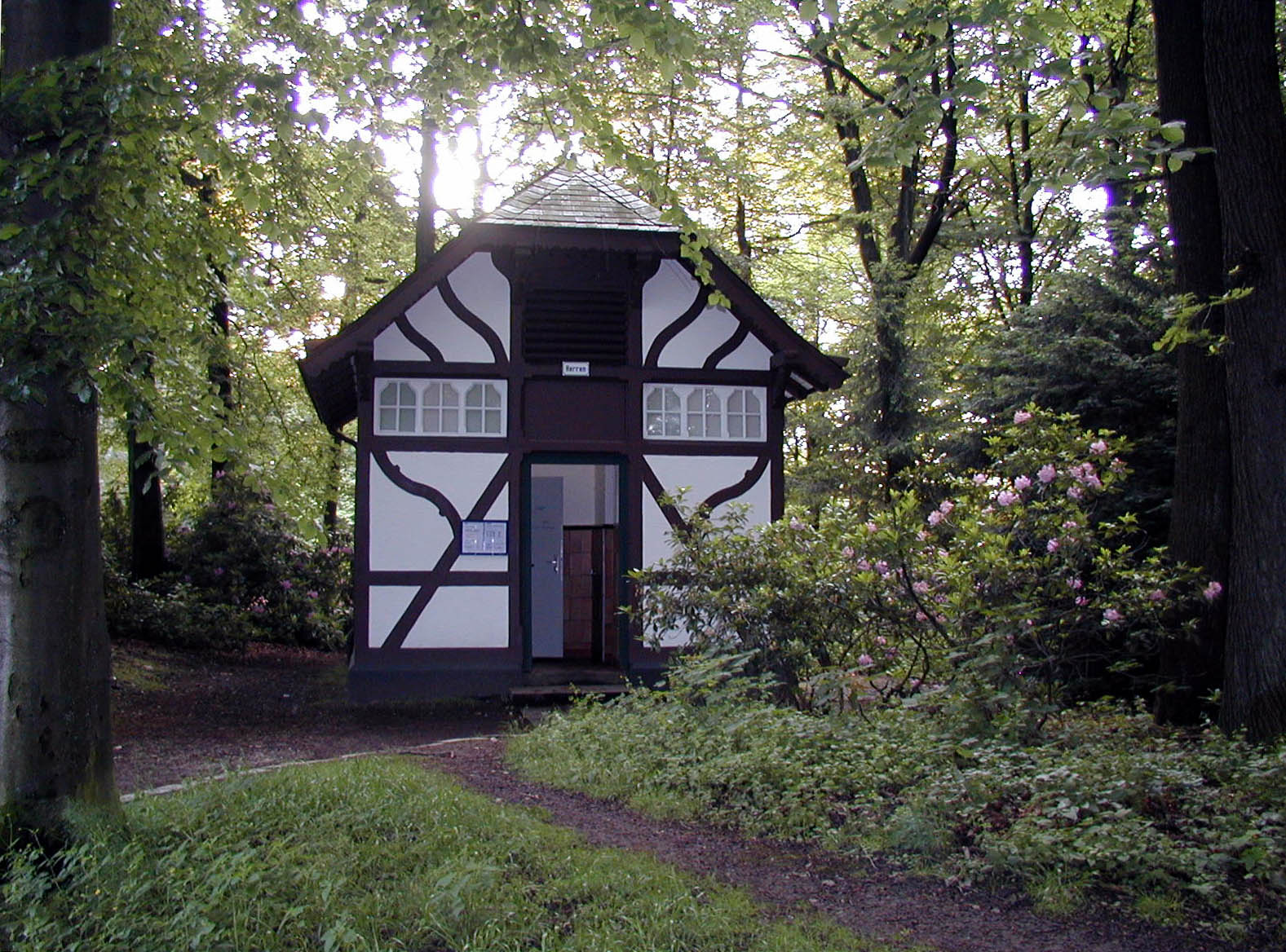
Das Toilettenhäuschen vor der Umgestaltung des Bereichs

Das denkmalgeschützte Toilettenhäuschen an der Eisenlohrstraße wurde zwischen 1910 und 1913 im Fachwerkstil für die öffentliche Bedürfnisse der Anlagenbesucher errichtet.
2014 wurde das Gebäude umfangreich saniert, mit einer Behindertentoilette versehen und im Nahbereich um einen Spielplatz ergänzt. Ein Kiosk soll folgen. Die neu gestaltete Freifläche mit Spielplatz wurde nach der Stifterin der Finanzmittel Lore Jackstädt Platz benannt.

### Schutzhütten und Wetterpilze

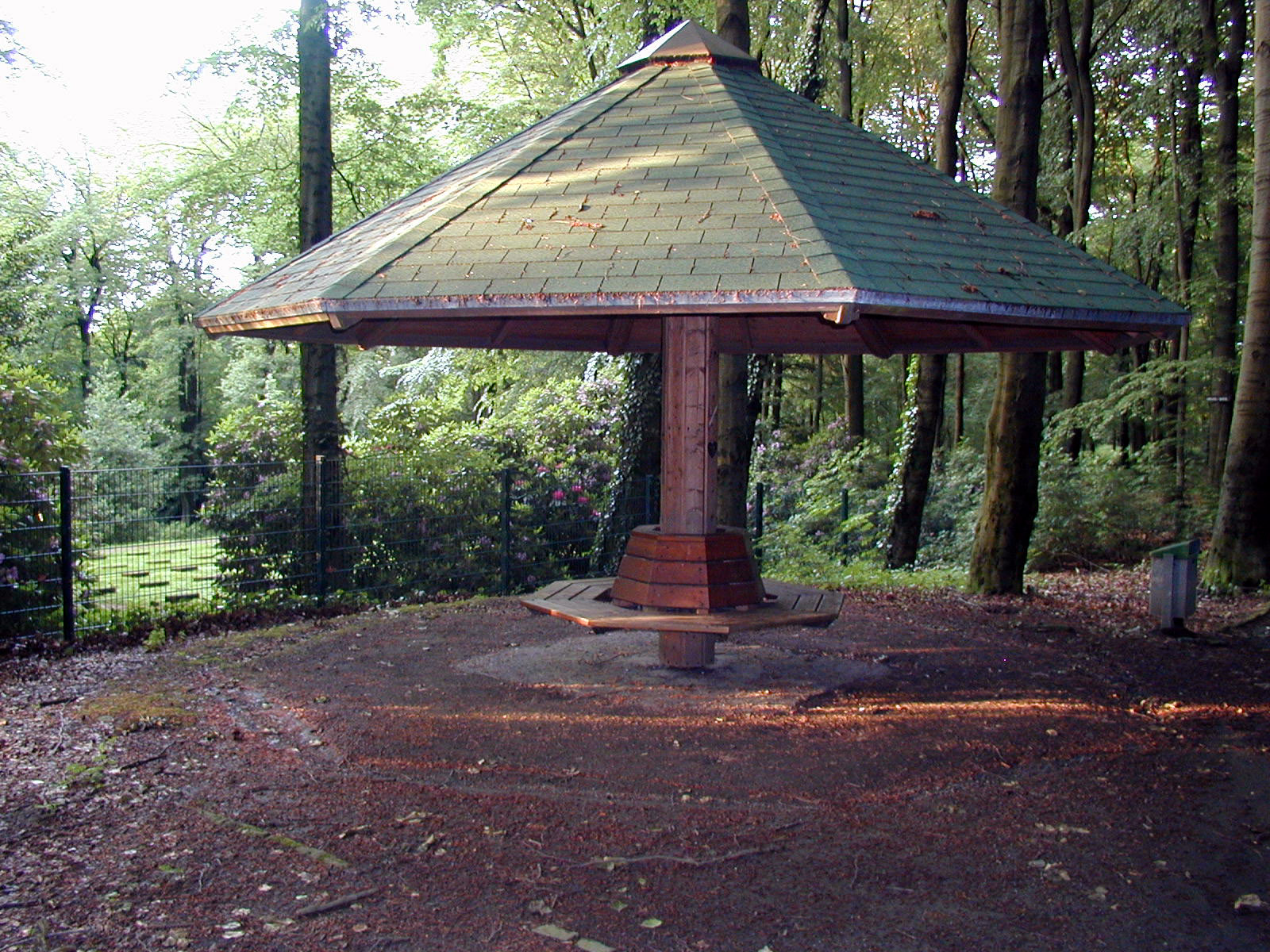
Wetterpilz im Barmer Wald

In den Barmer Anlagen und den dazugehörenden Teilen des Barmer Walds bieten acht Schutzhütten, Unterstände und Wetterpilze Schutz vor Schlechtwetter.

### Informationstafeln

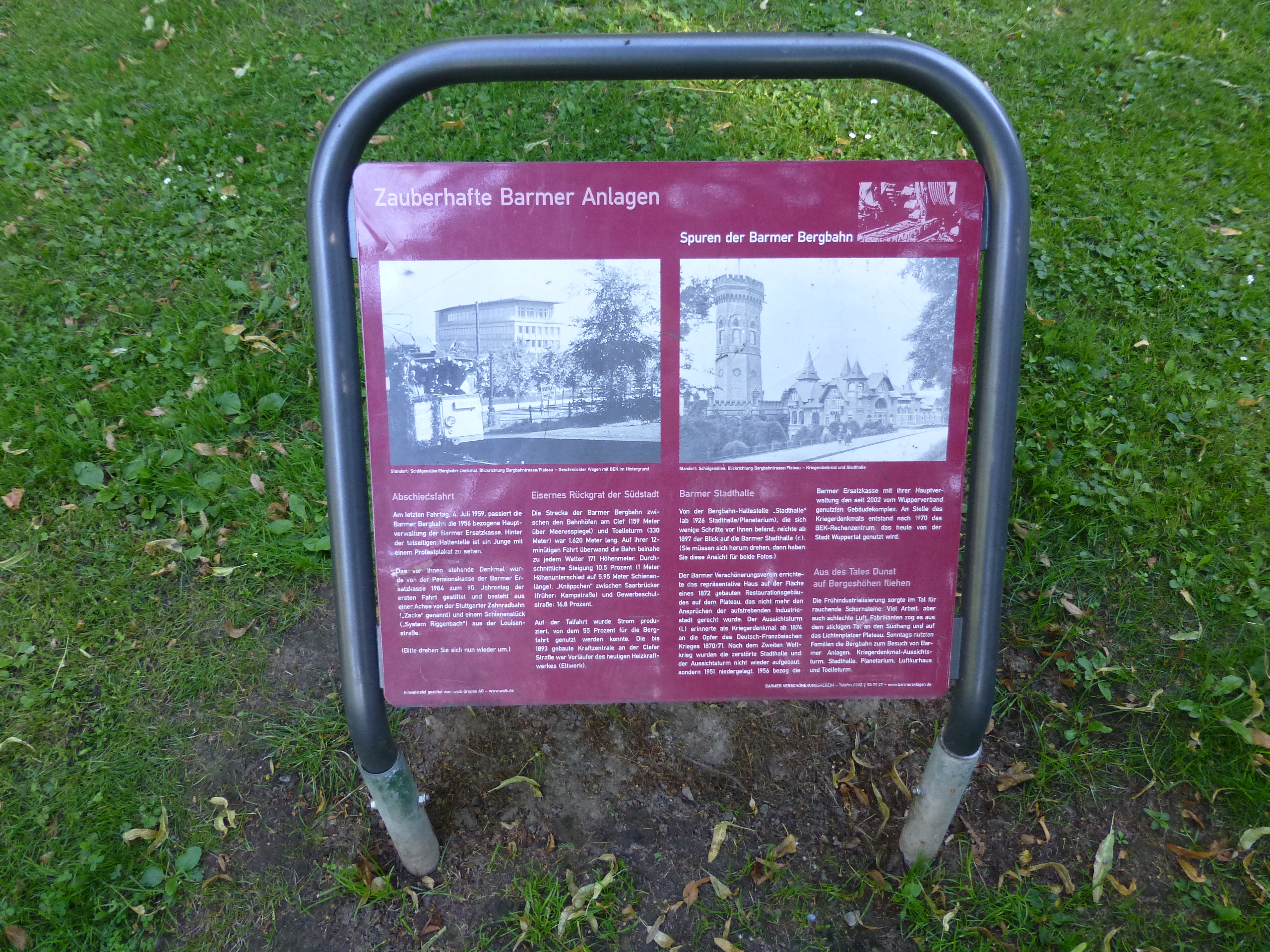
Informationstafel im typischen Parkdesign

Zahlreiche Tafeln in einheitlicher Gestaltung informieren unter dem Titel Zauberhafte Barmer Anlagen die Besucher über die Besonderheiten und die Historie des Parks.

## Bodendenkmäler und Hohlwege

### Barmer Landwehr

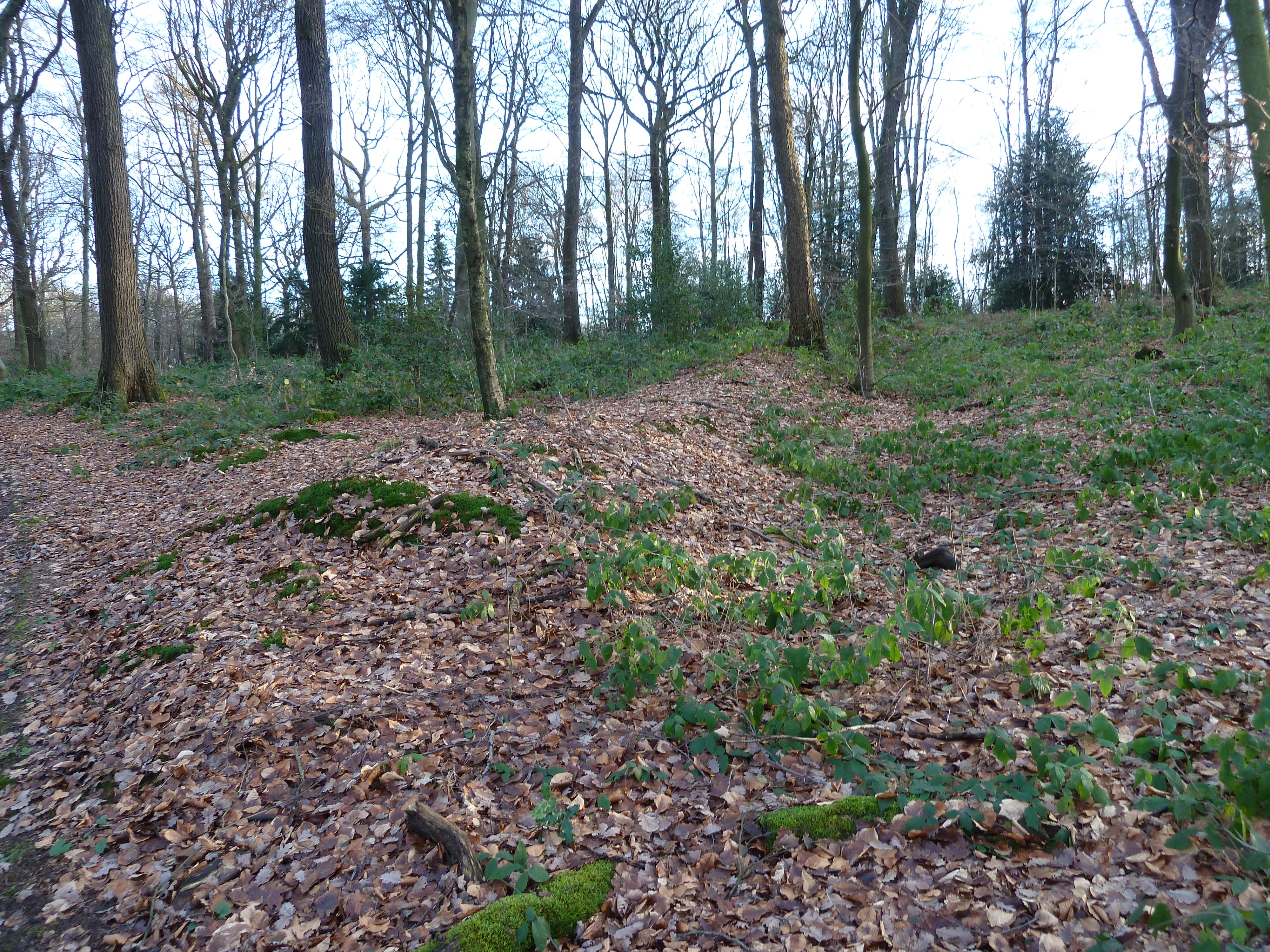
Barmer Landwehr

Vom Fischertal hinauf zum Höhenweg und wieder hinab zum Murmelbach verlief die Barmer Linie der Bergischen Landwehr, eine vermutlich hoch- bis spätmittelalterliche Grenzmarkierung zwischen Ober- und Unterbarmen (aufgrund der mittelalterlichen Kirchspiel- und Dekanatsgrenze) von Hatzfeld nach Beyenburg. Obwohl sie ihre Schutzfunktion in der frühen Neuzeit verlor und bereits im 16. Jahrhundert größtenteils geschleift war, sind die urkundlichen Nachweise der Landwehr auf Grund von sie betreffenden Grundstücksangelegenheiten bis ins 19. Jahrhundert nachweisbar. Darüber hinaus hat sich ein teilweise stark verschleifter und an vielen Stellen gestörter Rest des Wallgrabens im Barmer Wald im Bereich zwischen der Lönsstraße und dem Adolf-Werth-Gedenkstein erhalten. Dieser ist als Bodendenkmal unter der Bodendenkmalnummer B002 Mittelalterliche Landwehr in den Barmer Anlagen Lönsstraße / Barmer Anlagen unter Schutz gestellt.

### Hohlweg der alten Kohlenstraße

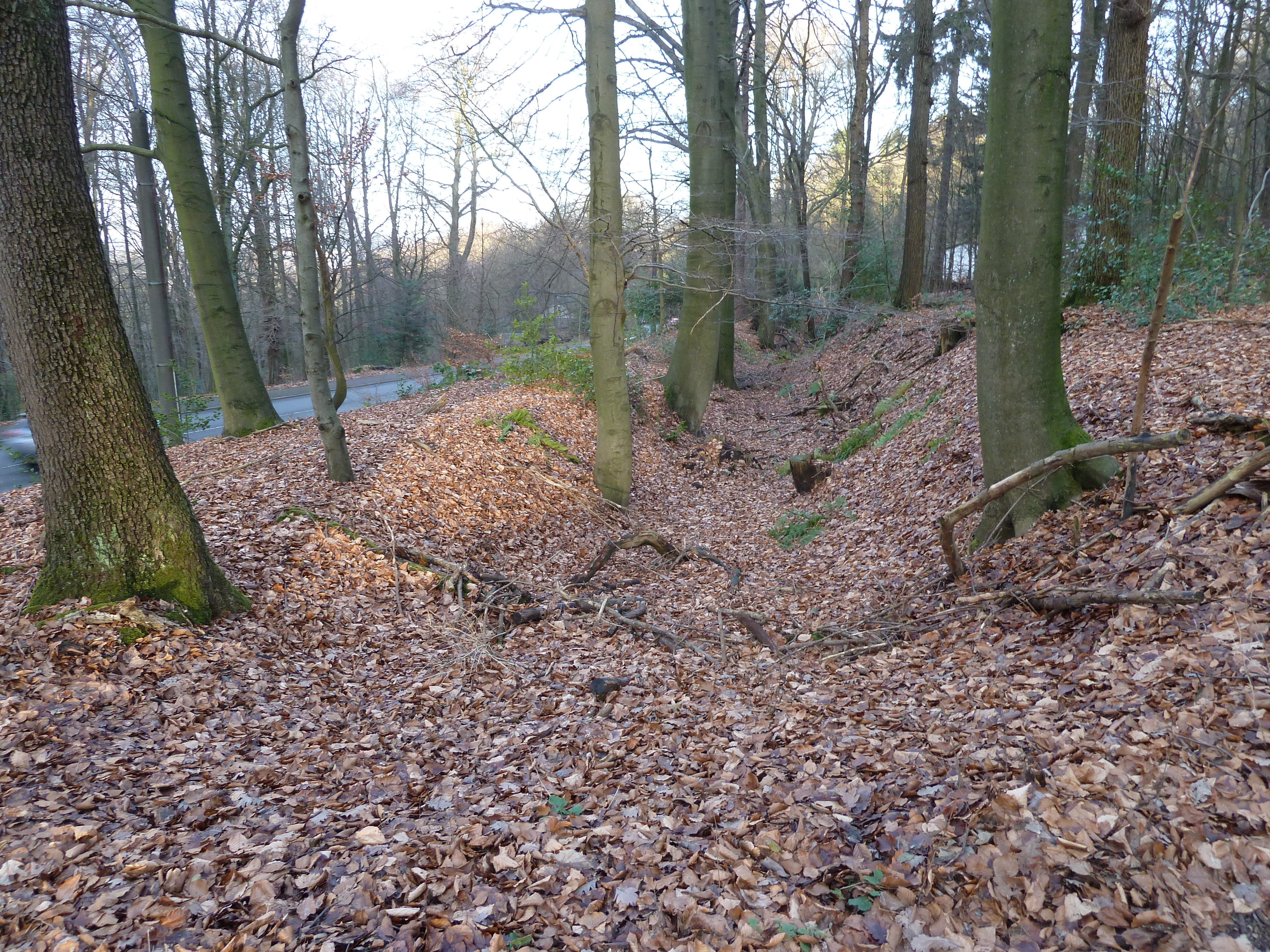
Der Hohlweg

Die heutige Lönsstraße verläuft auf der Trasse eines neuzeitlichen Kohlenwegs aus dem Raum Sprockhövel/Hattingen/Witten, der auf der Heckinghauser Zollbrücke die Wupper querte und über Heckinghausen und Lichtscheid nach Ronsdorf und Remscheid bzw. nach Cronenberg und Solingen verlief. In dem Barmer Anlage ist südlich parallel der Lönsstraße ein tiefer Hohlweg dieser Altstraße erhalten.

## Abgegangene und zerstörte Denkmale und Einrichtungen
In den Barmer Anlagen befanden sich weitere Denkmale, die im Laufe der Zeit, meist durch Kriegseinwirkungen oder Materialnutzung in der Zeit des Nationalsozialismus, oder durch Vandalismus irreparabel beschädigt oder ganz zerstört wurden.

### Kriegerdenkmal für die Gefallenen von 1870/71 der Stadt Barmen

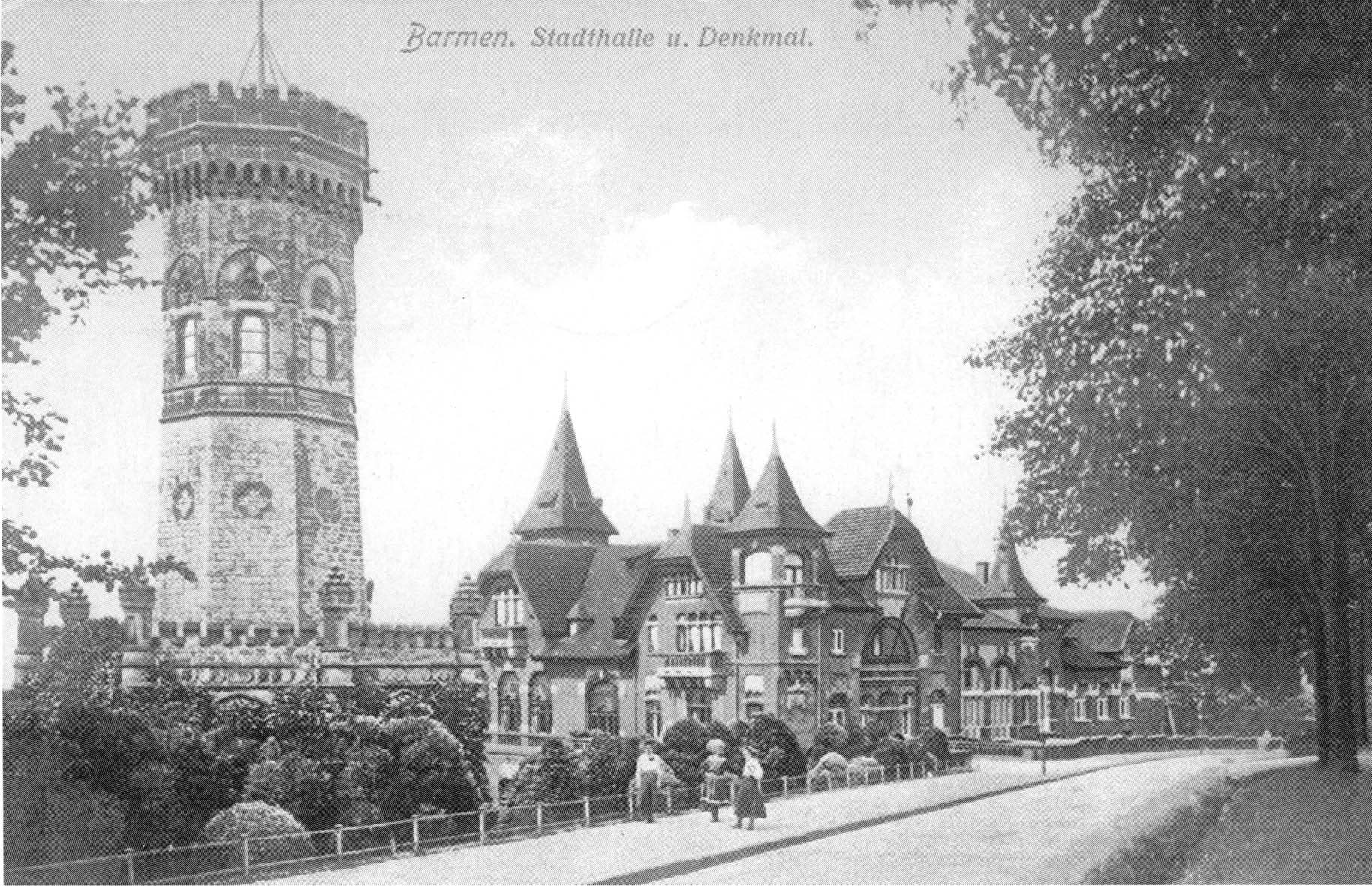
Historische Ansicht des Kriegerdenkmals und der Barmer Stadthalle

Am 5. September 1871 beschloss die Stadtverordnetenversammlung Barmens zu Ehren der gefallenen Bürger der Stadt im Deutsch-Französischen Krieg von 1870 bis 1871 ein Kriegerdenkmal zu errichtet. Es sollte noch bis zum Oktober 1874 dauern, bis das Kriegerdenkmal feierlich eingeweiht wurde. Die Baukosten betrugen für die damalige Zeit stattliche 45.000 Mark, für den ein 24 Meter hoher achteckiger Turmbau mit einer Aussichtsplattform auf der Spitze, sowie eine angegliederte ebenfalls achteckige Ehrenhalle errichtet werden konnte, auf der sich auf 5,5 Meter Höhe eine zweite Aussichtsplattform befand. Im Turm befand sich ein Steinband mit den eingemeißelten Schlachtorten des Kriegs. Die Fahnenstange auf der Turmspitze besaß eine Länge von 12,3 Meter Höhe und wurde von einem zwei Meter hohen Kupferadler gekrönt.
In der Ehrenhalle waren an drei Wänden Steintafeln mit den 77 Namen der Gefallenen und ihrer Regimenter angebracht. Weitere vier Wände waren von raumhohen Bleiglasfenstern durchbrochen. Das Portal mit schmiedeeisernem Gittern befand sich in der achten Wand. Über dem Portal war unterhalb einer Adlerfigur eine Inschrift eingemeißelt:
Um die Ehrenhalle befand sich ein breiter Umgang mit Brüstung, von dem eine Freitreppe zum Portal führte. In gleicher Achse führt eine zweite Freitreppe hoch zum Umgang. Links und rechts vom Portal waren zwei eroberte französische Kanonen aufgestellt, eine Schenkung Kaiser Wilhelms I. Sie wurden 1917 eingeschmolzen. Im Zweiten Weltkrieg wurde das Gebäude schwer beschädigt und 1951 gesprengt.

### Garnkasten
An der Kohlenstraße (heute Lönsstraße) befand sich ein Garnkasten, der zuvor seit dem 16. Jahrhundert an der Rosenau stand und in den 1870er Jahren hierhin transloziert wurde. Der Garnkasten besaß eine Grundfläche von 5,13 × 3,49 Meter und eine Giebelhöhe von 6,30 Meter, das Untergeschoss hatte eine Höhe von 2,56 und das Obergeschoss eine Höhe von 3,25 Meter. Der Garnkasten wurde 1908 renoviert, verrottete aber in der Kriegs- und Nachkriegszeit und wurde zudem noch vandaliert. Das historische Gebäude wurde schließlich abgerissen.51° 15′ 47,3″ N, 7° 12′ 31,7″ O

### Otto-Schüller-Denkmal
Am 28. April 1902 wurde in Anwesenheit der Barmer Oberbürgermeisters August Lentze das Denkmal für den langjährigen Vorsitzenden des Verschönerungsvereins Otto Schüller eingeweiht, dessen Kosten durch ein Legat seines Weggefährten, Freunds und Mitarbeiters Hugo Hösch, der nur wenige Monate vorher verstarb, gesichert war.
Es wurde für 4000 Goldmark eine Büste aus weißem Marmor vom Bildhauer Wilhelm Giesecke geschaffen, die auf einem Postament aus weißen Syenit des Bildhauers Adolf Bröckler ruhte. Die Inschrift auf dem Postament lautete:
Das Denkmal überstand den Zweiten Weltkrieg, wurde aber 1946 von Vandalen zerstört. 1953 fand man bei Reinigungsarbeiten im Schlamm des benachbarten Teichs den seitdem verschwundenen Kopf der Büste und brachte ihn wieder auf dem Denkmal an. Im April 1957 schlugen Vandalen Teile des Hinterkopfs ab, woraufhin die Büste durch eine Nachbildung von Otto Pieper ersetzt wurde. Im Sommer 1983 wurde das Denkmal so zerstört, dass eine erneute Instandsetzung nicht mehr in Frage kam.

### Gedenkstein für die im Ersten Weltkrieg gefallenen Sänger
Der Gedenkstein für die im Ersten Weltkrieg gefallenen Sänger, ein Granitfindling aus dem Odenwald, wurde am 29. Juni 1930 durch die Barmer Bezirksgruppe des Rheinischen Sängerbundes anlässlich des 27. Rheinischen Sängerbundfestes und des ersten Deutschen Liedertages neben dem Planetarium eingeweiht.
Der Stein wurde von dem Stadtbaudirektor Eugen Rückle bearbeitet, an der Vorderseite war eine Bronzeplakette mit dem Abbild einer Harfe und folgender Inschrift befestigt:
Zur Einweihung sang unter der Leitung Max Beschles ein Barmer Gesamtchor, der aus ca. 800 Sängern bestand, Franz Schuberts Heilig, heilig, heilig aus der Deutschen Messe. Abschließend sprach Wilhelm Mirbach, Vorsitzender des Rheinischen Sängerbundes, eine Weiherede und die Barmer Bezirksgruppe unter ihrem Vorsitzenden Emil Ey legte einen Kranz nieder. Bei den Luftangriffen auf Barmen in der Nacht vom 29. auf den 30. Mai 1943 wurde das Denkmal wie das benachbarte Planetarium zerstört.

### Theodor-Körner-Denkmal
Das Denkmal wurde am 24. August 1913 zu Ehren des Dichters und Dramatikers Theodor Körner zwei Tage vor dessen hundertsten Todestag von der Dramatischen Vereinigung Theodor Körner errichtet, die seit ihrer Gründung 1891 dafür sammelte. Geschaffen wurde das Denkmal von dem Barmer Bildhauer Carl Moritz Schreiner. Es bestand aus der Figur eines entblößten Barden mit Leier und Schwert, die auf einem hohen und schmalen Obelisk aus Eifeltuffstein mit vorgelagerter Freitreppe thronte. In dem Obelisken, auf dem ein Bronzemedaillon angebracht war, waren Verse des Dichters eingemeißelt:
Die Symbole Leier und Schwert leiten sich aus dem gleichnamigen Titel aus Körners Sammlung der vaterländischen Kriegs- und Freiheitslieder ab, die unter dem Namen Was soll dein heimlich Blinken? nach dem Tod Körners herausgegeben worden waren. Das Denkmal war aufgrund seiner Darstellung von Nacktheit nicht unumstritten, weswegen ab 1939 im Stadtrat die Entfernung diskutiert wurde. Zuvor wurde bereits 1923 das Bronzemedaillon gestohlen. Im Zweiten Weltkrieg wurde das Denkmal zerstört und die Überreste im April 1959 entfernt.

### Flora
Die Flora war eine Statue, die Ende des 19. Jahrhunderts auf einem bepflanzten Rondell mit grottenähnlichem Unterbau am Toelleturm aufgestellt wurde. Über die auf zeitgenössischen Fotografien abgebildete Statue ist außer dem Namen nur bekannt, dass sie um den 28. Juli 1913 von der Stadtverwaltung übernommen wurde. Über den Verbleib ist ebenfalls nichts bekannt, an ihrem Standort wurde 1929 der von Paul Wynand gestaltete Brunnen errichtet.

### Befreiungseiche
Die Befreiungseiche wurde am 1. Juli 1930 zur Feier des vorzeitigen Rückzugs der Alliierten aus dem besetzten Rheinland, die es aufgrund der Regelungen des Waffenstillstands von Compiègne und dem Friedensvertrag von Versailles besetzt hielten, am selben Tag gepflanzt. Eine weiße Tafel am Fuß trug die Inschrift:
Der Baum wurde im Zweiten Weltkrieg zerstört.

### Budde-Treppe
Über die Budde-Treppe erfolgte der Zugang von der Unteren Lichtenplatzer Straße in die oberen Anlagen. Sie wurde durch die heutige Verbindungsbrücke über die Straße ersetzt.

### Forsthaus an der Lönsstraße
An der Lönsstraße gegenüber der Einmündung der Schubertstraße befand sich das Forsthaus des Barmer Wald. Es wurde im 20. Jahrhundert als Restauration genutzt und besaß einen eigens gestalteten Garten innerhalb der Anlagen. Das Forsthaus überstand den Zweiten Weltkrieg nicht. 51° 15′ 45,4″ N, 7° 12′ 28,4″ O

### Schlittenbahn
Parallel zur Schüller-Allee verlief zwischen dem Emil-Röhrig-Platz und der Oberen Lichtenplatzer Straße eine Rodel- und Schlittenbahn. Die Trasse ist derzeit in Teilen zugewachsen.